# Кримське ханство
Кри́мське ха́нство (Кри́мський хана́т, крим. قريم خانلغى, Qırım Hanlığı), самоназва — Кри́мський престо́л та Кипча́цький сте́п (крим. تخت قريم و دشت قپچاق, Taht-ı Qırım ve Deşt-i Qıpçaq), до кінця XVII століття — Улу́г Улу́с/Юрт (крим. اولوغ اولوس/یورت, Uluğ Ulus/Yurt — Велика Держава) — станово-представницька історична кримськотатарська держава династії Ґераїв. Існувала у 1441—1783 роках. Займала територію Криму, степів Північного Причорномор'я в межиріччі Дуная і Дону, а також земель північної Кубані. Входила до складу так званих ісламських порохових імперій.
Заснована Хаджі І Ґераєм у 1441 внаслідок політичного розпаду Золотої Орди. У XVI столітті визнала османського султана як халіфа мусульман-сунітів. Тримала у васальній залежності кочовиків Ногайської, Буджацької, Єдисанської, Перекопської орд, малих ногаїв Кубані та черкесів Північного Кавказу. Наприкінці XV століття та на початку XVI століття, до коронації Івана Грозного, вважалася єдиним спадкоємцем Золотої Орди, на підтвердження чого Московія до 1700 сплачувала данину Кримському ханству.
Зазнала сильних руйнувань під час російсько-османської війни 1735—1739. У 1774 здобула повну незалежність як від Османської, так і від Російської імперій в результаті чергової поразки османів, що було письмово закріплено мирним договором. У 1783 Російська імперія порушила договір та анексувала Кримський ханат. З великих держав тільки Франція виступила з відкритим протестом проти цього акту.

## Назва
- Кримський каганат (крим. Qırım Haqanlığı, قريم خاقانلغى‎) — історіографічна назва[1][2].
- Кри́мське ха́нство (крим. Qırım Hanlığı, قريم خانلغى‎) — історіографічна назва[3].
- Улуг Улус → Улуг Юрт (Велика Держава) — самоназва[4], використовується у документах після взяття кримцями золотоординської столиці міста Сарай 1502 року та перемоги над Великою Ордою, перестає використовуватися приблизно з кінця XVII століття[7], коли роль спадкоємця держави Чингізидів повністю бере на себе Російська Імперія з претензією і на Кримський Юрт[8].
- Престольний Крим та Кипчацький степ (крим. Taht-i Qırım ve Deşt-i Qıpçaq, Та́хт-і Крим вє Де́шт-і Кипча́к) — варіант самоназви[1][3].
- Кри́мський юрт (крим. Qırım Yurtu, قريم يورتى‎) — неофіційна назва[3], використовується офіційно у документах з XVII століття[7].
- Тохтами́шев Ца́рів Юрт (крим. Toqtamış Haqan Yurtu) — назва, яку використовували ногаї, апелюючи до Кримського ханства, у офіційному листуванні[9].
- Татарія (лат. Tartaria Minor, Мала Татарія, Перекопська Татарія, Кримська Татарія, Європейська Татарія[c]) — застаріла європейська історіографічна та картографічна назва.

## Географія

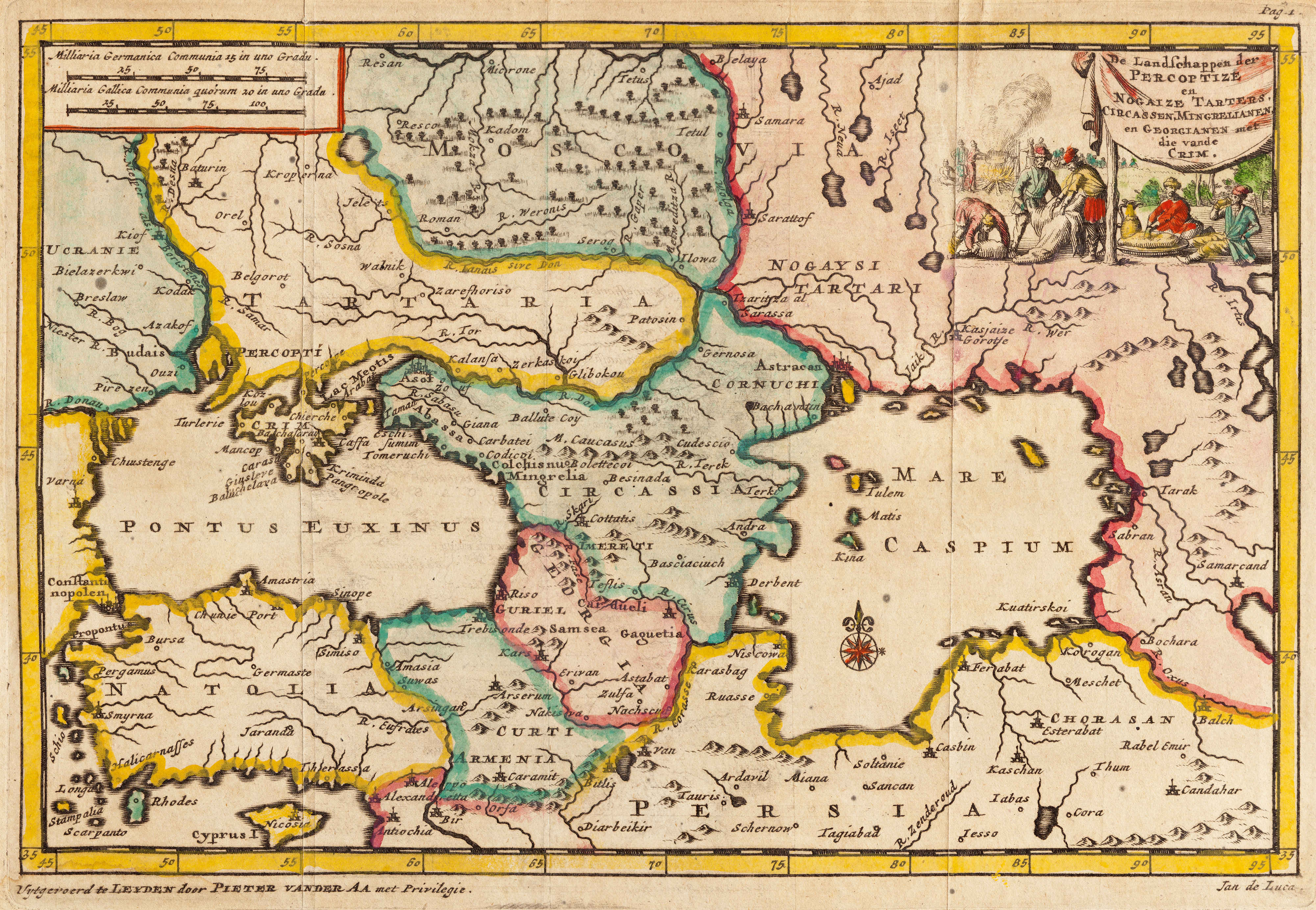
Кримський ханат на карті 1707 року. Ліворуч — Україна, праворуч — Московія

Станом на 1774 рік:
- Кримський півострів — найважливіша частина ханства. Називався мешканцями як Кири́м, Кири́м-Адаси́ (острів Крим), Ада́ (острів). Сполучався на півночі перешийком Перекоп зі Східним Ногаєм. З півдня і заходу омивався Чорним морем, зі сходу — Азовським морем і Кафською (Керченською) протокою. На півночі простягалася степова кам'яниста рівнина, бідна на деревину і річки. Внаслідок нестачі питної води, в степовому Криму була розвинена система колодязів. На півдні були великі родючі рівнини і живописні Кримські гори[11].

«Європейська» частина
- Східний Ногай — між річками Берда і Дніпро, частина Половецького поля.
- Західний Ногай або Єдисан — між річками Південний Буг та Дністер, частина Половецького поля.
- Буджак — частина Бессарабії, між річками Дністер і Дунай, частина Половецького поля.

«Азійська» частина
- Кубань — по обох берегах річки Кубань, частина Половецького поля.
- Кабарда — область на Північному Кавказі; претензії хана на володіння областю час від часу не визнавалися.

## Історія

### Передісторія

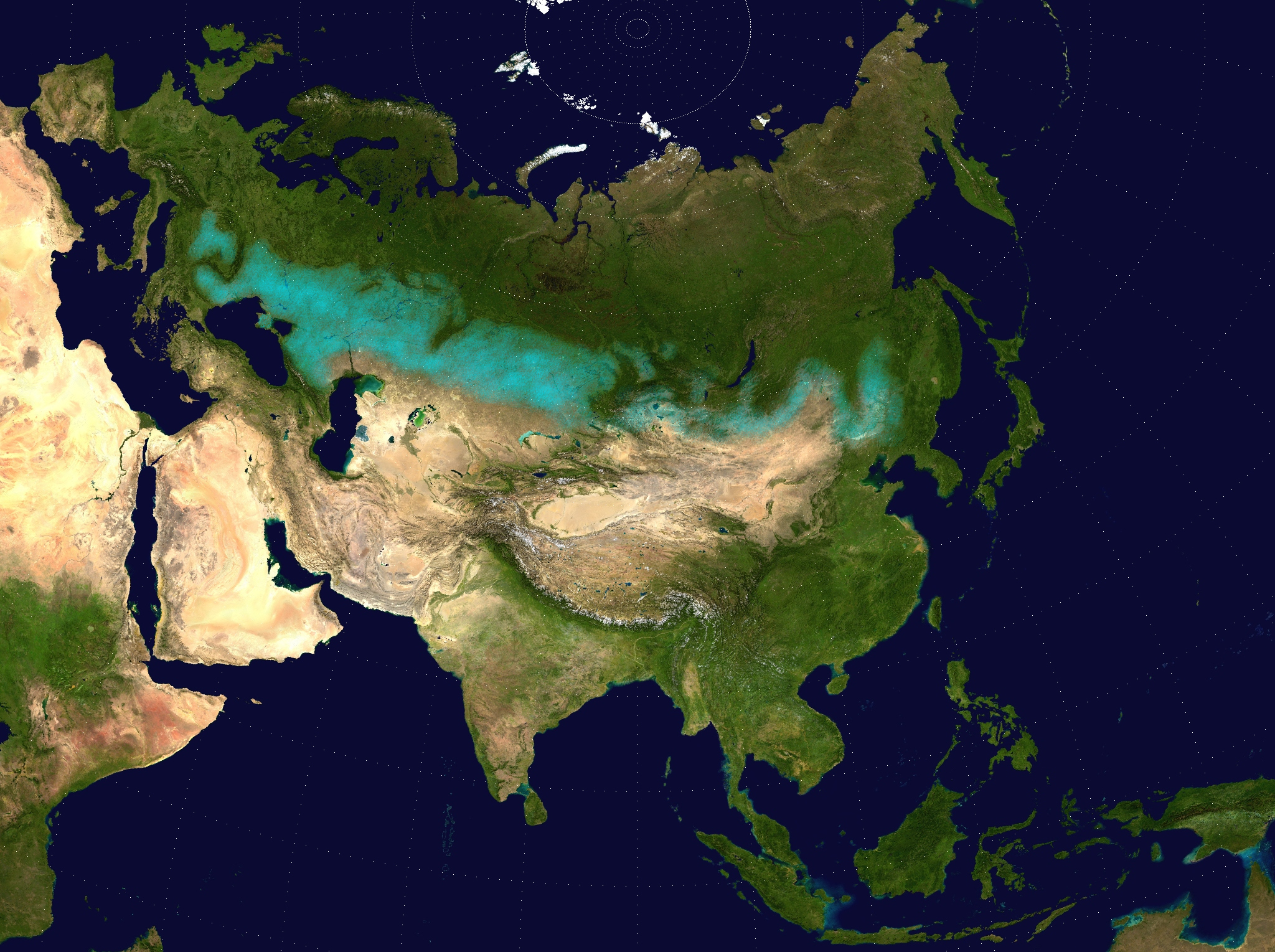
Великий Євразійський степ (бірюзовим)

Причорноморський степ здавна був населений різними кочовими племенами або групами племен. Степова частина Криму та Північне Причорномор'я входять до складу Великого Євразійського степу, що тягнеться від берегів Амура через Алтай до Панонії. Перший кочовий народ, який населяв Крим та Причорноморські степи та відомий за назвою, — кіммерійці. Кіммерійці були витіснені скіфами, а скіфів, у свою чергу, витіснили сармати. З сарматів, як вважається, виділилося плем'я алан. Їх витіснили тюрки-гуни, чий лідер Аттіла заснував велику євразійську імперію. Пізніше землі, на яких у тому числі розташовуватиметься Кримське ханство, контролювали по черзі Тюркський каганат, Аварський каганат, Стара Велика Булгарія, Хозарський каганат. Хозарів витіснили печеніги, а печенігів — половці (кипчаки). У середині XIII століття Крим, населений тоді переважно тюрками (різних віросповідань: християни, мусульмани, тенгріанці), а також частково греками та готами, став частиною Улуса Джучі, відомого як Золота Орда або Улуг Улус. У цю епоху процес тюркізації посилився. Проте на узбережжі виникли фактично незалежні генуезькі факторії, з якими татари підтримували торговельні відносини. Багатонаціональне населення Криму тоді складалося в основному з тюрків, що мешкали в степовій і передгірській частині півострова, греків, готів, генуезців, караїмів та кримчаків. Кримська знать була здебільшого ординсько-кипчацького походження. У XII столітті візантійський філолог Іоанн Цец в поемі «Теогонія» залишив декілька фраз «варварськими» мовами, одна із них — скіфською (яку дослідники інтерпретують як половецьку): «Ти знайдеш мене скіфом серед скіфів, латинянином серед латинян || І серед будь-якого племені як (людину) одного роду з ними. || Коли я привітаю скіфа, я звертаюся до нього так: || „Добрий день, пані моя, добрий день, пане мій“ || „Salamalek alti — salamalek altugep“». Приблизна реконструкція скіфської фрази така: «Salam-alek altı, salam-alek altı-ağabek» («Здрастуй, невольниця! Здрастуй, пане»). На початку XIII століття Махмуд Киримли написав в Криму великий поетичний твір тюркською мовою «Юсуф і Зулейха» на мандрівний сюжет про Юсуфа і Зулейху. На рубежі XIII—XIV століть (остання його частина вийшла 1303 року) в Криму був створений найвідоміший письмовий пам'ятник кипчацької або половецької мови (названий кипчацькою tatar tili) — «Кодекс Куманікус»: він відображав розмовну мову Золотої Орди того часу, а за своїми діалектними особливостями є одним з найстаріших пам'ятників кримськотатарської мови, що має величезне значення для історії кипчацьких і огузьких говірок причорноморських степів та Криму. При цьому не можна казати про формування кримських татар як окремого народа в цей період: він остаточно сформується дещо пізніше за участю не лише тюркського, а й частково не тюркського населення Криму.

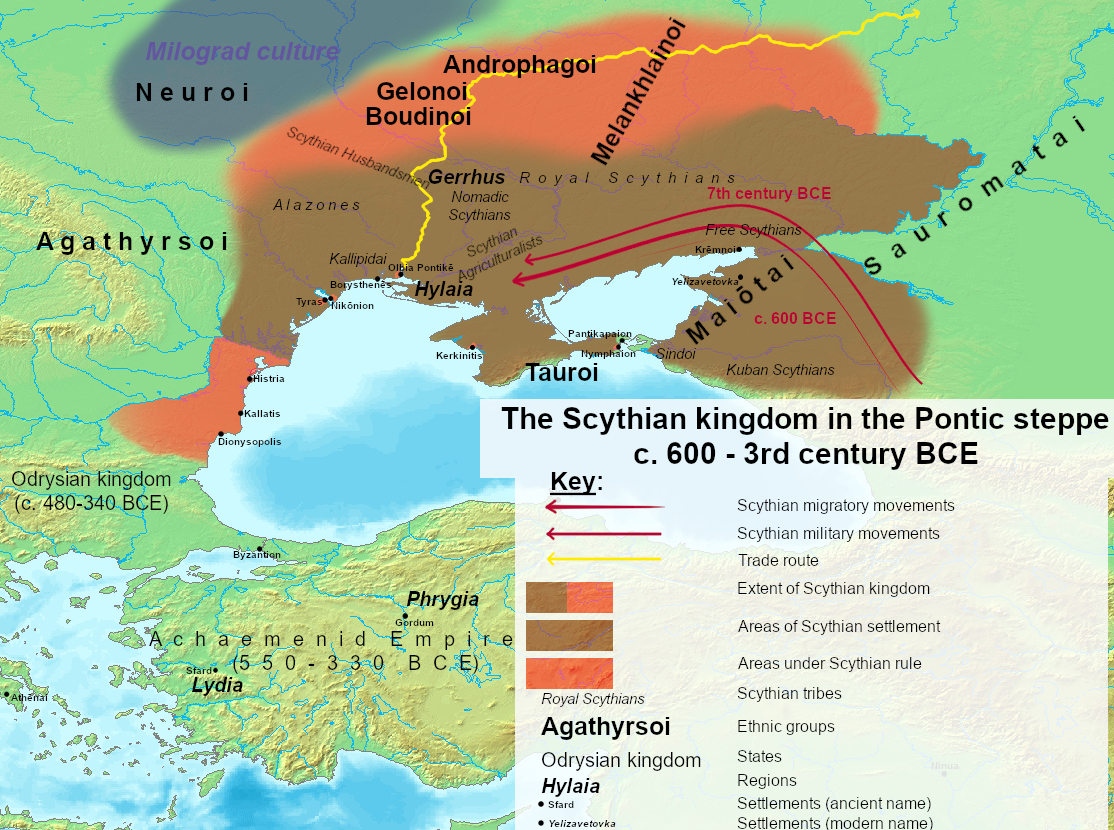
Причорноморський степ VII—III ст. до н. е.
Імперія гунів за правління Аттіли.
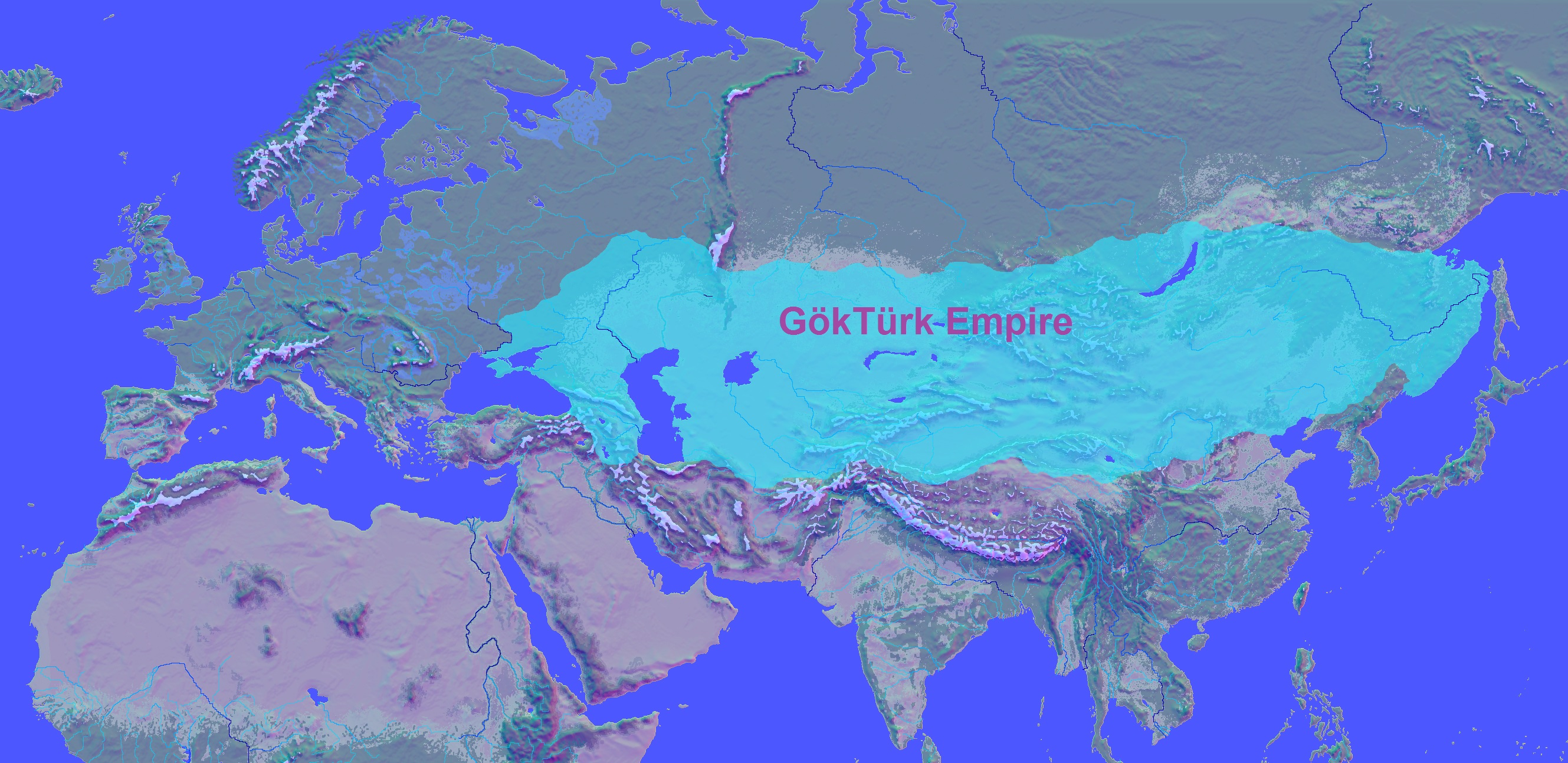
Тюркський каганат (Менгу Ель, Вічний Ель).
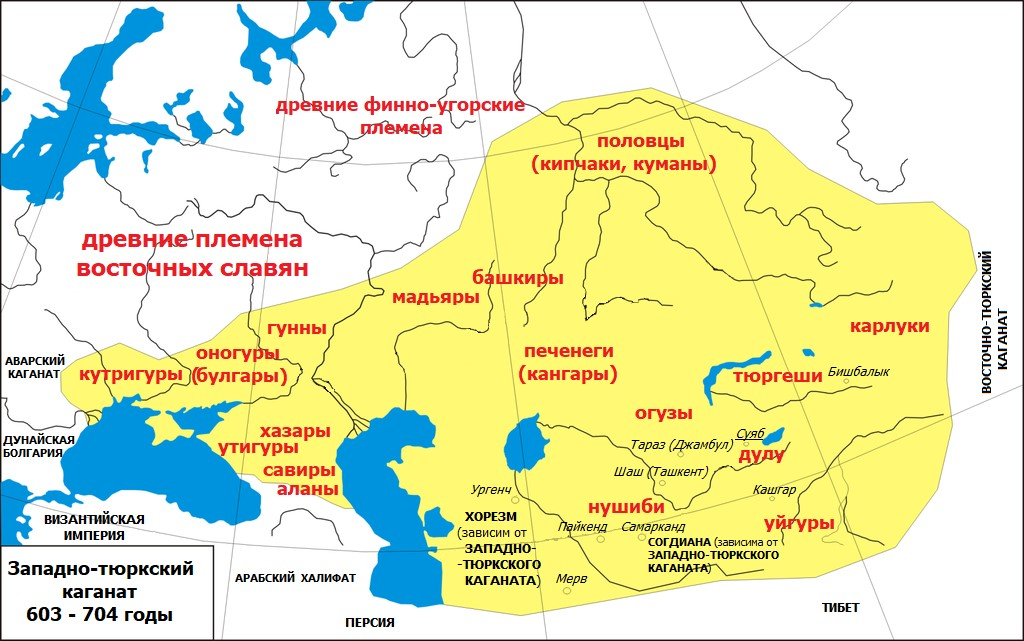
Західний тюркський каганат.
Велика Булгарія за хана Кубрата.
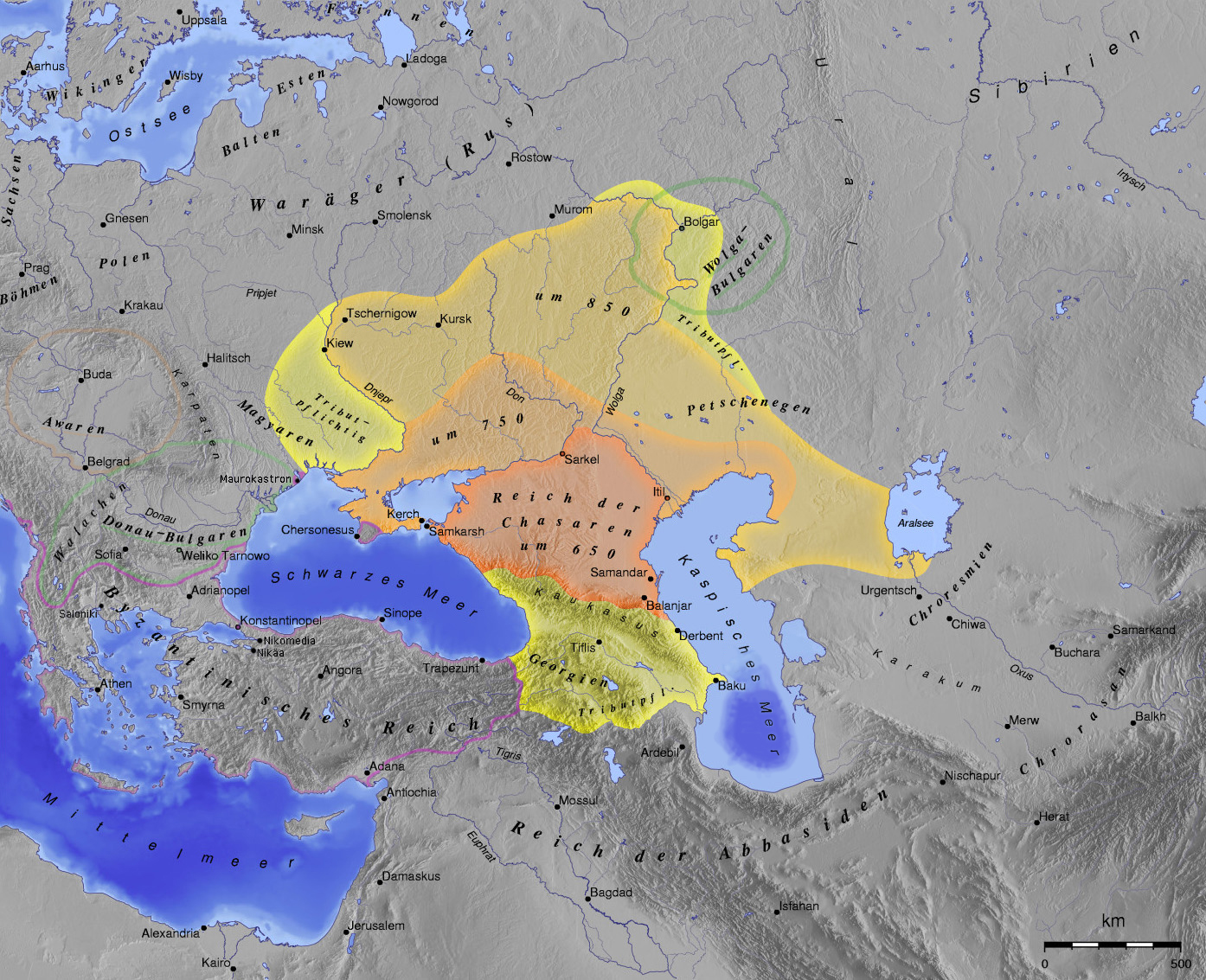
Хозарський каганат.
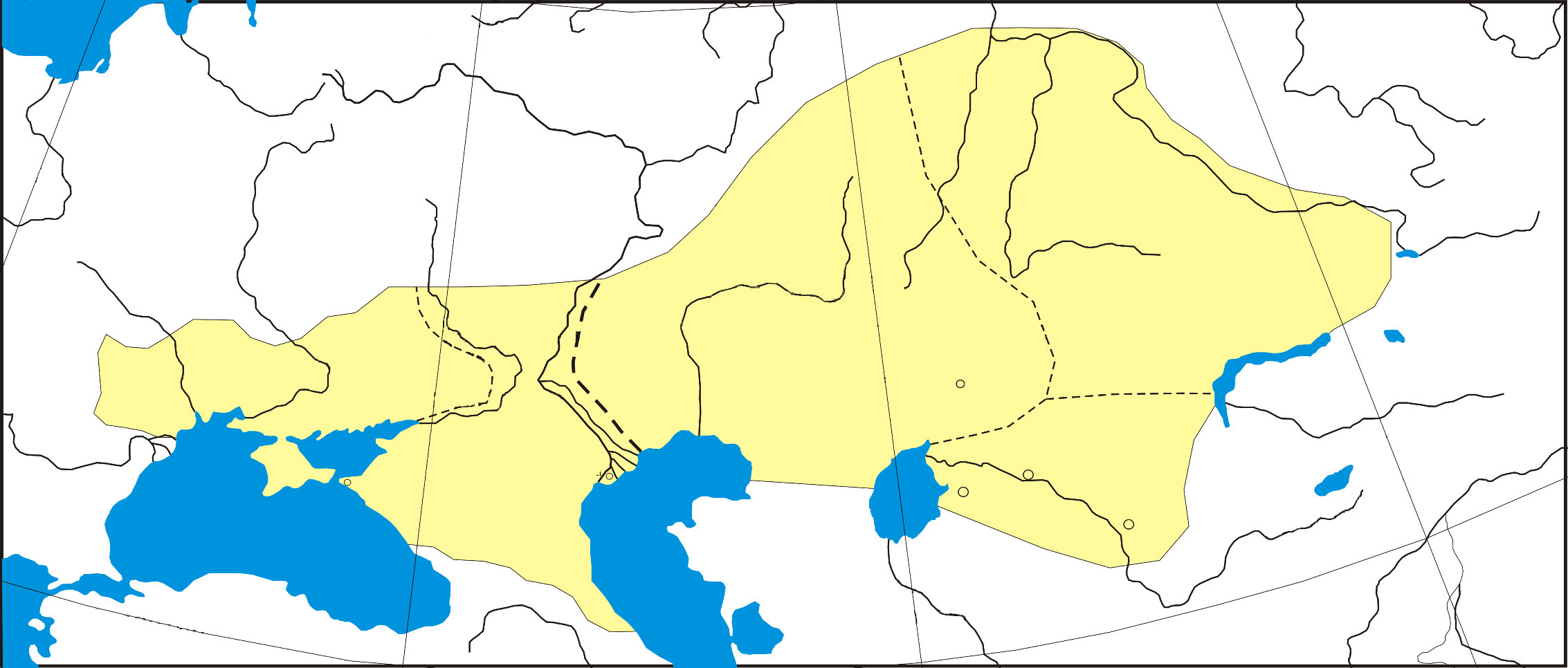
Кипчацький каганат, або Дешт-і Кипчак.
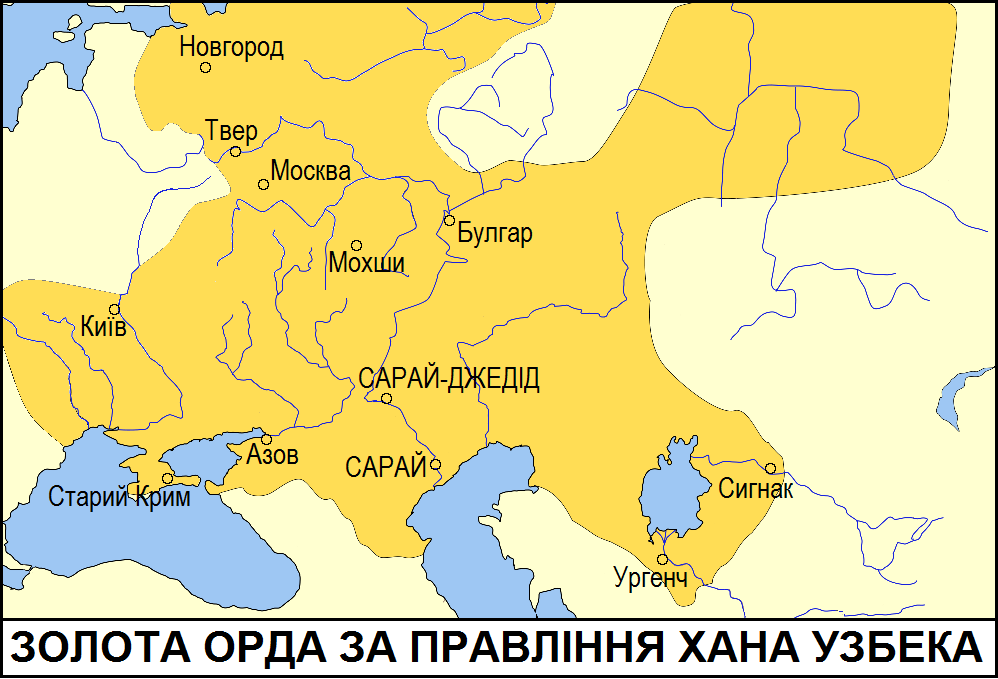
Золота Орда
Кримській півострів до османського завоювання узбережжя.
Межа експансії Кримського ханства на теренах Улусу Джучі станом на 1523 рік[24].

### Від зародження до османського вторгнення

#### Протистояння в Орді

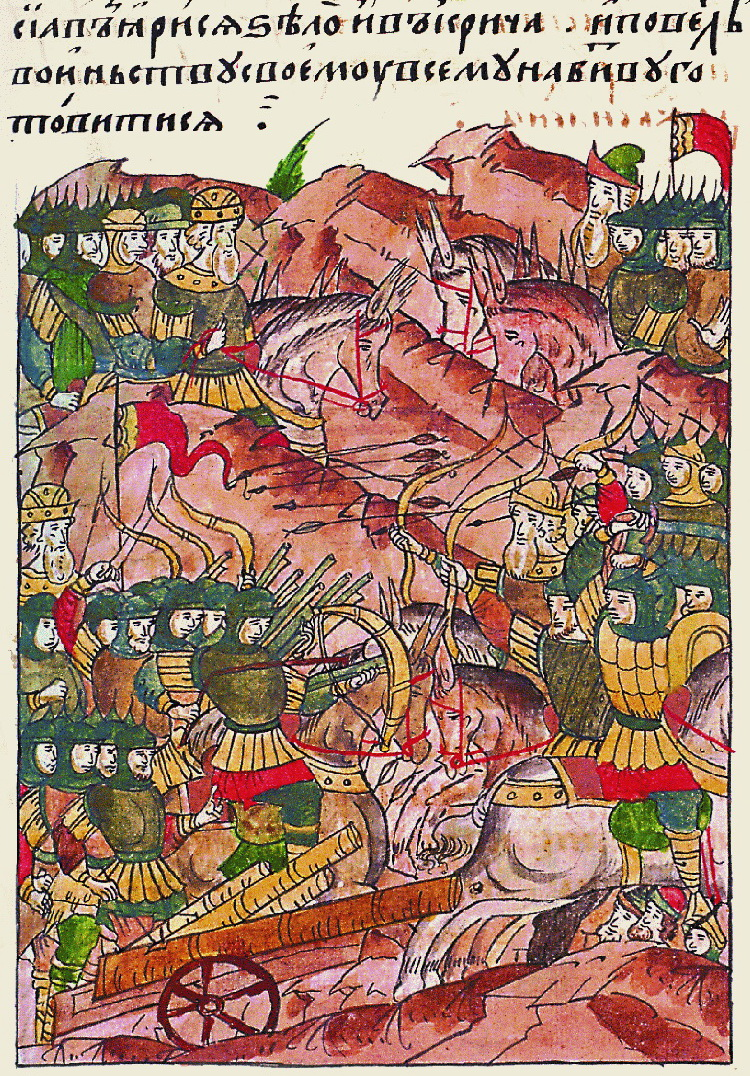
Битва на Ворсклі (1399), Лицевий літописний звід

Пізній період існування Золотої Орди (кінець XIV — початок XV століття) відзначився черговим етапом внутрішньої боротьби за владу (великої зам'ятні). В цей час правитель Великого князівства Литовського Вітовт намагався підпорядкувати Орду литовським інтересам, проте поразка Тохтамиша на річці Ворскла (1399) поклала край цим планам. Відомий ординський емір Едиге відновив єдність держави під владою номінального хана Тимур-Кутлука, а після його смерті Шадібека.

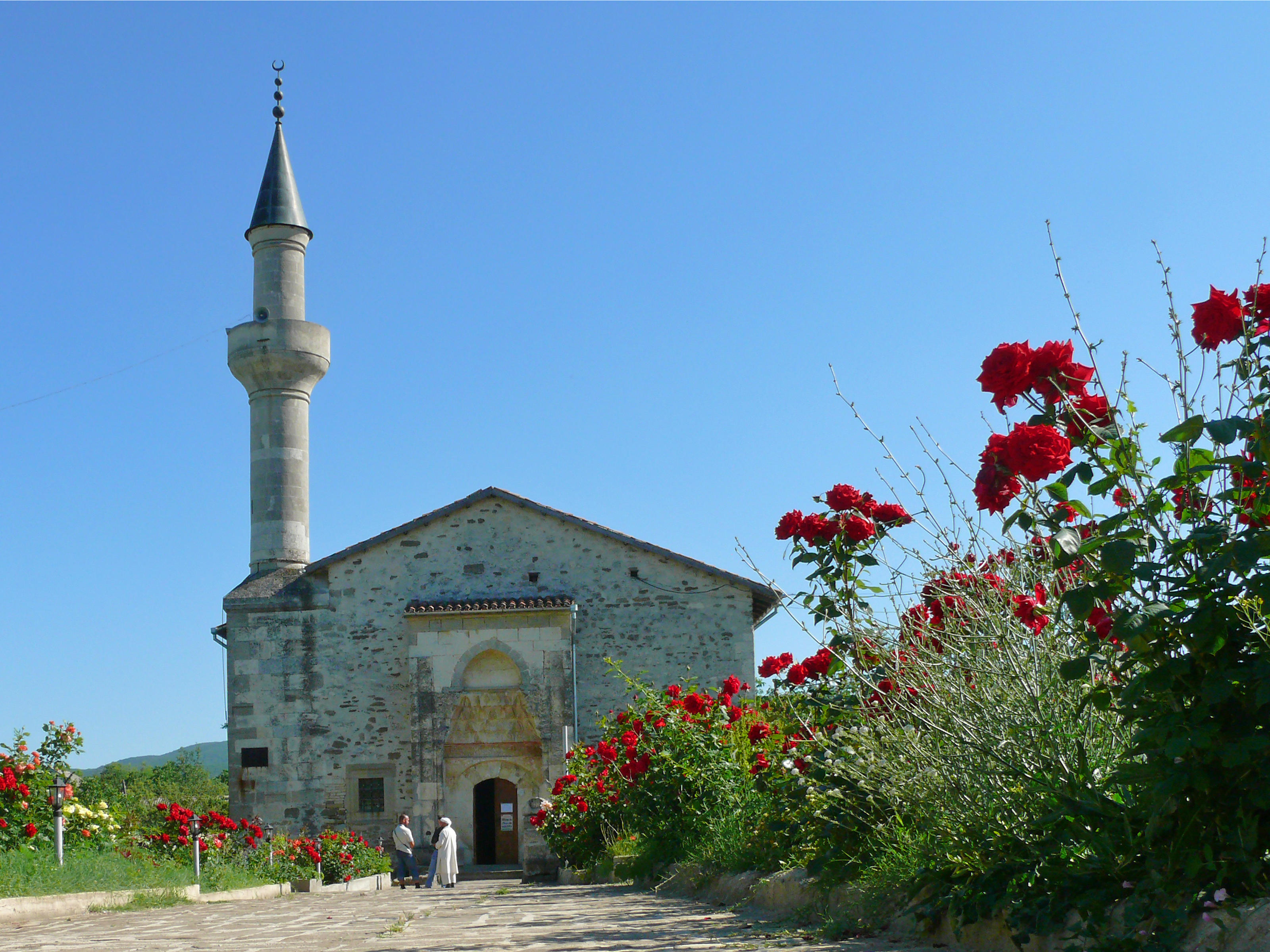
Мечеть хана Узбека, побудована 1314 року у місті Солхат.

Всевладдя Едігея почало обтяжувати хана Шадібека, що спонукало його до організації повстання проти еміра. Однак Едіге швидко придушив заколот, стративши частину повсталих, і посадив на трон нового хана Пулада. Проте влада останнього виявилася слабкою та нестійкою, оскільки його право на правління оскаржували сини Тохтамиша. Перша спроба Джелаладдіна захопити владу в 1408 році завершилася невдало. Для реалізації своїх претензій дітям Тохтамиша була потрібна зовнішня підтримка, що знову відкрило можливості для впливу Великого князівства Литовського на внутрішньополітичні процеси в Орді. Джелаладдін особисто відвідав Вітовта, шукаючи його допомоги, і згодився взяти участь у Грюнвальдській битві (1410) на боці Литви в обмін на військову підтримку. У 1411 році Джелаладдін скористався тимчасовою відсутністю хана Золотої Орди, який був зайнятий облогою Хорезма, і захопив місто Солхат. Однак вже у лютому 1411 року Тимур-хан відновив контроль над Кримом. Незважаючи на цей тимчасовий успіх, влада Тимур-хана залишалася хиткою, і вже у червні 1411 року він знову втратив контроль над Солхатом. Джелаладдін зміг отримати підтримку від генуезців, проте при цьому адміністрація генуезької факторії Кафи продовжувала підтримувати відносини з Едіге, що свідчить про складність політичної ситуації в регіоні.
Джелаладдін зміцнив свої позиції в Криму і розпочав наступ на центральні території Улусу Джучі, захопивши його столицю місто Сарай-Бату. Однак внутрішня боротьба між синами Тохтамиша створила сприятливі умови для відновлення влади Едіге в Орді. Щоб запобігти втручанню Великого князівства Литовського у внутрішні справи Орди, Едіге організував великомасштабний похід проти ВКЛ влітку 1416 року. Він здійснив напад з півдня, захопив замок Swyna horda (певно, Звенигород) і спалив Київ, який традиційно служив місцем притулку для ординських біженців.
Поки в центральних територіях Золотої Орди тривала гостра боротьба за владу між різними угрупованнями, місцева знать у Криму ухвалила рішення про призначення свого ставленика, сина Тохтамиша Кадир-Берди, на посаду правителя в Сараї. У 1418 році Кадир-Берди розпочав військову кампанію проти Едіге, проте керівництво кримським військом здійснював не молодий хан, а досвідчені беї. В результаті Едіге зазнав поразки та був убитий. Тривала політична боротьба в Орді призвела до її значного послаблення. Як свідчить кримський очевидець у 1421 році, внутрішня війна майже знищила «скіфський народ». Утримувати контроль над далеким Кримом із центральних регіонів Улусу Джучі стало практично неможливим. Починаючи з 822 року за хіджрою (1419—1420 роки за григоріанським календарем), на монетах, карбованих у Солхаті, стали з'являтися три імені, серед яких було ім'я кримського правителя Бек-Суфі. Це свідчить про зростання самостійності Кримського улусу. Дипломатичні відносини між Кримом та Великим князівством Литовським були дружніми. Проте в Орді продовжувала тривати боротьба за владу, а також за володіння Кримом. Основними дійовими особами в цій боротьбі були Девлет-Берди (деякі дослідники, серед яких історик-османіст Василь Смірнов, вважають, що він і Хаджі I Ґерай були однією особою: Хаджі — мусульманське ім'я, Девлет-Берди — національне), Улуг Мухаммед та Барак.

#### Хаджі Ґерай. Утворення ханства

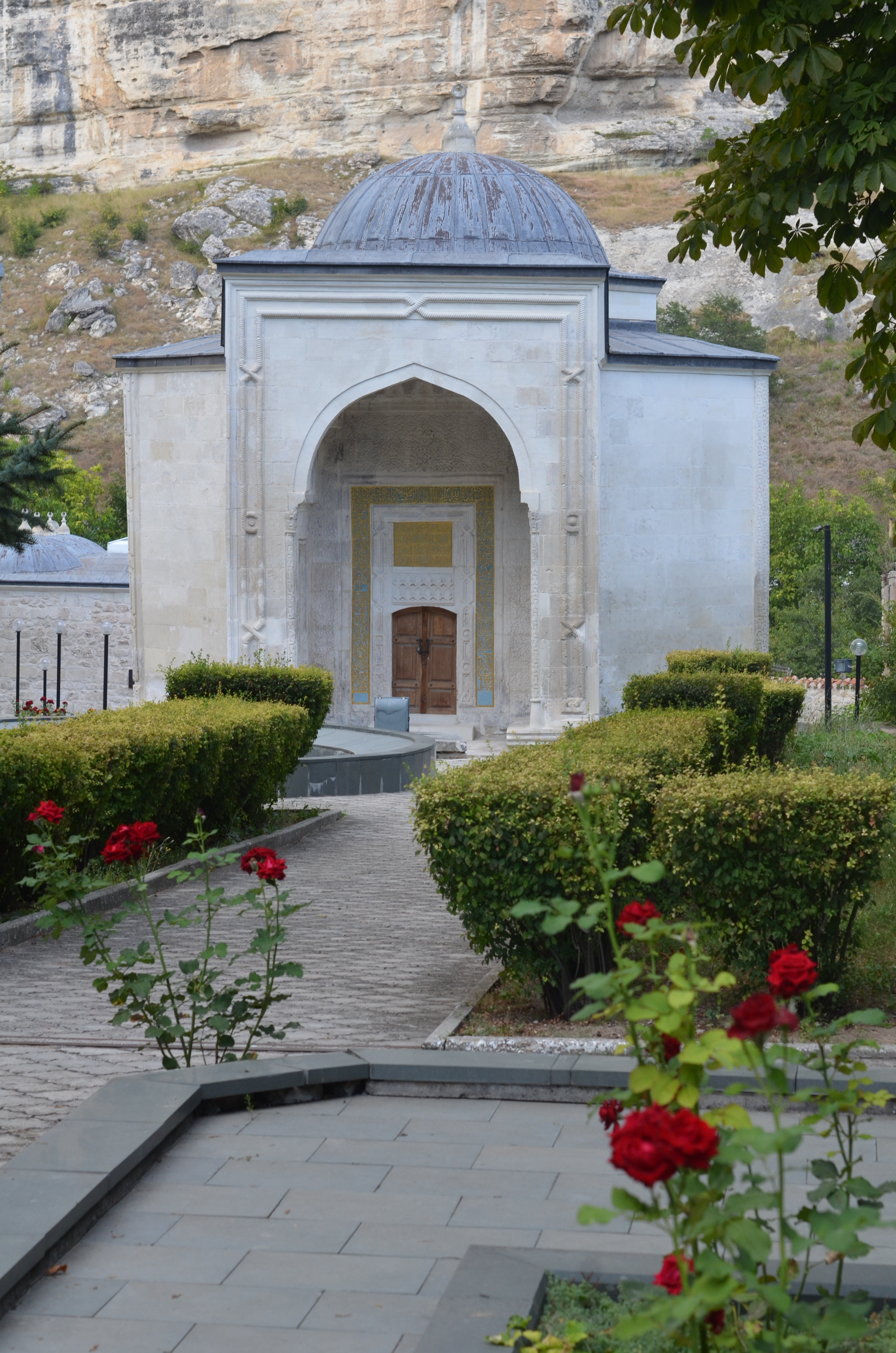
Дюрбе Хаджі Ґерая у Бахчисараї, збудоване його сином Менґлі I Ґераєм.

Відомо, що Чингізид у дев'ятому—десятому поколінні Хаджі Девлет Ґерай народився поблизу міста Троки наприкінці XIV століття або на початку XV століття після втечі сім'ї з Криму. Про ранні роки його життя відомо небагато: є інформація лише про те, що він якийсь час був намісником у місті Ліда, де «хліб та сіль їв» поки не став ханом. 1428 року він спробував встановити владу над усією Золотою Ордою, проте, зазнавши поразки, знову знайшов притулок в Литві. Загальним рішенням кримських беїв, представлених найвпливовішими кримськими кланами Ширін і Барин, його запросили з Литви на правління до Криму, Хаджі Ґерая підтримали також Аргини, а після й Мангити (або Мансури). За литовськими даними, Хаджі Ґерай нібито був проголошений ханом Криму прямо в литовській столиці, проте, мабуть, це лише відображення литовського погляду на боротьбу за владу в Криму. 1441/1442 року він утвердився на кримському престолі (Taht-ı Qırım, تخت قريم), утворивши незалежну від Орди державу, що підтверджується тим, що він почав карбувати свою монету у Криму. Сеїд Ахмед, продовжуючи боротьбу за владу, завдавав удари по землях Великого князівства Литовського. Хаджі Ґерай, виступаючи на стороні Литви, кілька разів бився з Сеїдом Ахмедом задля захисту ВКЛ, здобувши славу «охоронця спокою українських земель», а 1452 року остаточно розгромив ординського хана Сеїда Ахмеда, захопив на дніпровському березі його тронний намет. Тому, коли Ґерай увійшов у цей намет і сів на ханське місце, то, згідно з традицією, він став законним наступником ординського престолу.
У тих же походах, у яких були підкорені Крим із Кипчацьким Степом, імперія Чингіз-хана завоювала і майже всі східнослов'янські князівства. Згодом влада ординських ханів на цих землях ослабла, а в українських землях, які були відвойовані литовськими князями від ординської влади, зовсім зникла. На прохання литовських послів, Хаджі Ґерай видав ярлик, у якому він передав Казимиру IV «Київ із усіма доходами, землями, водами та майном», «Поділля з водами, землями та всім майном». У документі був перерахований довгий список міст Київщини, Чернігівщини, Смоленщини, Брянщини та багатьох інших країв аж до Новгорода, якими Хаджі Ґерай поступався дружньому сусідові від імені підкореної Орди. Відсутність влади Орди у цих регіонах протягом тривалого періоду часу надавала цьому акту переважно символічний характер. Проте, у той час подібні документи мали суттєве значення. Ініціатива Казимира Ягеллончика щодо отримання цього документу саме від Хаджі Ґерая була не випадковою. Литва перебувала у суперечці з Московією щодо деяких східнослов'янських територій, а зважаючи на те, що Москва підкорялася Орді, а згодом Кримському престолу, ханський ярлик становив вагомий аргумент на користь Литви, підтверджуючи її владу над цими землями та відкидаючи московські претензії на них.
Хаджі Ґерай вів масштабну політику, що виходила за межі регіону. Він уклав союз із Польщею та встановив дружні стосунки з московським князем, які тепер і аж до 1700 року платили данину до Криму. У 1465 р. він розбив військо сарайського хана Махмуда, що робило кримського хана володарем і Сараю (крим. سراى — Saray, від перс. سراى — укр. палац), тобто всього Великого Улусу. Переніс резиденцію правителя держави із міста Солхат (Кирим) до Кирк-Єра, що сприяло політичному та економічному зміцненню ханства. Окремі автори стверджують, що Хаджі Ґерай за натурою був мирним правителем, а війни були вимушеними. Провів ряд реформ, що стосувалися адміністративного, економічного та культурного будівництва, спорудив значну кількість мечетей та шкіл, розповсюджував іслам. Запозичив досвід генуезців і готів, натомість надаючи християнським монастирям матеріальну допомогу. Став засновником династії Ґераїв, які незмінно правитимуть Кримом аж до його анексії в 1783 році.

#### Захоплення південного узбережжя османами

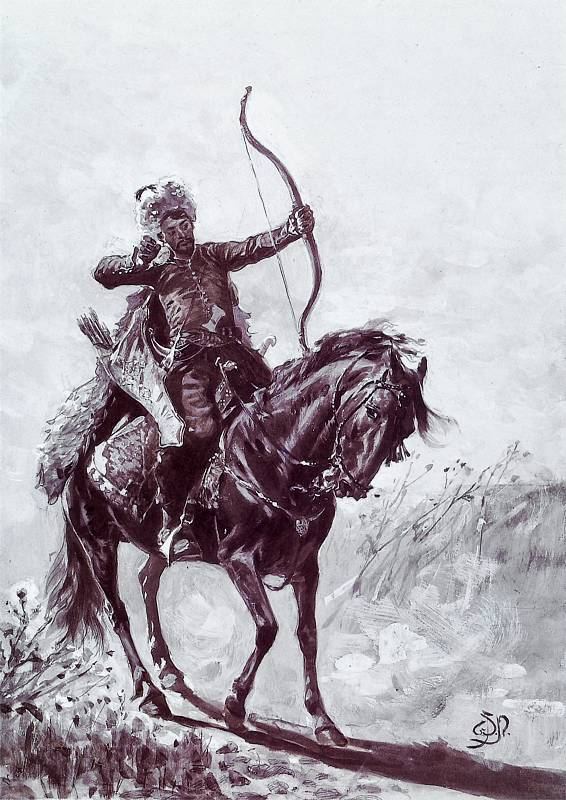
Кримськотатарський кінний лучник. Картина Вацлава Павлишака, XIX століття.

В 1475 р. під час походу Османської імперії на Крим, коли султаном Мехмедом II були завойовані ґенуезькі факторії Північного Причорномор'я, кримська правляча династія в особі Менґлі I Ґерая визнала владу османського султана як лідера мусульманського світу — халіфа. В наступні роки османський вплив на внутрішні справи Кримського ханства підсилювався, час від часу викликаючи спротив кримських ханів, аж до збройних сутичок (в котрих Ґераї інколи зверталися за збройною допомогою до козацтва, як у подіях 1624—1629 років). Ефективність опору була низькою, стримувалася усобицями всередині самого ханського роду, та до середини XVIII століття ханство значною мірою втратило політичну самостійність на користь Османської імперії. Проте деякі дослідники наводять аргументи на користь того, що Кримський ханат не був повністю васальною державою, проте був вимушений визнавати владу халіфа як лідера усіх мусульман. Кримська стратегічна доктрина ґрунтувалася на принципі підтримки балансу сил у Східній Європі, що передбачало проведення гнучкої зовнішньої політики, спрямованої на запобігання надмірному посиленню однієї зі сторін. Це призводило до того, що Кримське ханство час від часу вступало у військові конфлікти то з Річчю Посполитою, то з Московією, намагаючись зберегти рівновагу сил у регіоні. Найбільш яскравим прикладом реалізації цієї політики стало повстання Богдана Хмельницького, під час якого кримський хан спочатку надав підтримку українському гетьману у його боротьбі проти польського панування, проте згодом, у зв'язку з рішенням Земського Собору від 1653 року про приєднання Лівобережної України до складу Росії, уклав союз із Польщею з метою недопущення значного зміцнення позицій Московії у регіоні.
Кримський ханат брав участь у конфліктах на боці тієї чи іншої держави або сам був стороною військового конфлікту. Часто Кримський юрт був вимушений брати участь у військових конфліктах в інтересах Османської імперії, що призводило до поступового ослаблення та занепаду його власної військової та політичної могутності. Зокрема, починаючи з другої половини XVI століття, Московія стала одним з головних суперників Кримського ханства за владу над колишніми ординськими землями, проте через свої зобов'язання перед Османською імперією, кримський хан був змушений також відправляти свої війська для участі в османських військових кампаніях проти її ворогів, таких як Персія та Священна Римська імперія. Це відволікало ресурси та увагу Кримського ханства від його власних інтересів та конфліктів з Московією, що у підсумку призводило до ослаблення його позицій у регіоні. Під час військових конфліктів кримськотатарська армія брала участь у походах на чолі з ханом. При цьому були і так звані набіги, які здійснювалися з ініціативи окремих мурз і часто закінчувалися захопленням бранців. Російський історик В. Д. Смірнов пише, що «справедливість вимагає не забувати взаємності образ»: набіги (плюндрування) козаків на Кримський ханат нічим не поступалися набігам (чапулам) кримських татар і ногаїв. Рабство в Криму, судячи по основній масі кримських джерел, практично повністю зникло вже в XVII столітті, тоді як, для порівняння, в Росії кріпосне право існувало до 1861 року. Положення кріпаків — основної маси населення Європейської Росії — при Катерині II, при якій Крим був анексований Росією, нічим не відрізнялося від рабів: оголошення про продаж кріпаків публікувалися в газетах, продавати кріпаків могли, розділяючи родини, ніякого обмеження на працю — панщину — кріпаків не існувало, поміщик виступав суддею для своїх кріпаків, міг вирішувати питання одружень його селян, засилати на каторгу в Сибір за дрібні проступки за власним бажанням, насильство щодо кріпаків з боку поміщиків нічим не обмежувалося, 1767 року російським кріпакам під страхом покарання батогом і посиланням в безстрокову каторгу було окремо заборонено подавати чолобитні зі скаргами на жорстокість поміщиків, людина залишалася кріпаком протягом усього життя, такими були і діти кріпаків (в Кримському ханстві рабство не було довічним, а тривало п'ять років, при прийнятті ісламу бранця відпускали відразу). Сама Катерина II завжди називала кріпаків рабами. Необхідно також враховувати, що на історичну науку про кримських татар сильно вплинули російські історики, які переписали історію Кримського ханства для виправдання анексії Криму в 1783 році, і особливо потім радянські історики, що спотворили історію Криму для виправдання геноциду кримських татар в 1944 році.

### Кримський смерч та сюзеренітет над Московією
Тісний союз Криму з Польщею та Литвою мав велике значення у ранній історії ханства, проте з 1474 року на тлі польсько-литовсько-ординського союзу оформляється кримсько-московський союз. При цьому дружба великого князя московського Івана III з Менґлі I Ґераєм не була рівною: останній на переговорах із Москвою виступав як владика всієї Орди, нижчий стан Москви по відношенню до Криму помітно й у зверненнях Івана III до кримського хана. Сам договірний ярлик був складений у формі милостивого пожалування хана московському князю. У Московському Кремлі було розміщено посольство Кримського ханства. Кримськотатарські вельможі розміщувалися в Татарському дворі або, як його іменували, «Царів Посольський двір», який знаходився між Фролівськими воротами (пізніше Спаська вежа) та Дзвіницею Івана Великого. Послів із Криму зустрічали з поклоном на Поклонній горі у Москві, звідки, за однією з версій, й походить її назва. Згідно з відомостями Михайла Литвина, литовського посла в Кримському ханстві, раніше московити були залежними від заволзьких татар: «Раніше москвитяни перебували в такому рабстві у заволзьких татар, що, крім інших ознак покірності, князь їх повинен був виходити за місто назустріч кожному посланцю хана і збирачеві податей, що щорічно приїжджав до Москви, і піший проводжав його до палацу, тримаючи в руках поводи його коня. Посол сідав на княжий трон, а князь, схиливши коліна, вислуховував посольство». Тепер же англійський димломат у Москві Джайлз Флетчер писав, що щорічно московський князь на знак підданства кримському хану стояв у Кремлі біля коня кримського посланця і годував його вівсом із власної шапки. Зокрема, він повідомляв:
|                  | Татари стверджують, що, крім Астрахані та Казані (давнього володіння східних татар), вся країна від їх кордонів на північ і захід до міста Москви, не виключаючи й самої Москви, належить їм. Таке свідчення видається справедливим, судячи зі слів самих росіян, які розповідають про особливий обряд, який російський цар мав повторювати щороку на знак свого підданства Великому Хану Кримському і який полягав у тому, що російський цар, стоячи біля ханського коня (на якому той сидів), мав годувати цього коня вівсом із власної шапки, що відбувалося у самому Кремлі Московському. |
| — Джайлз Флетчер | |

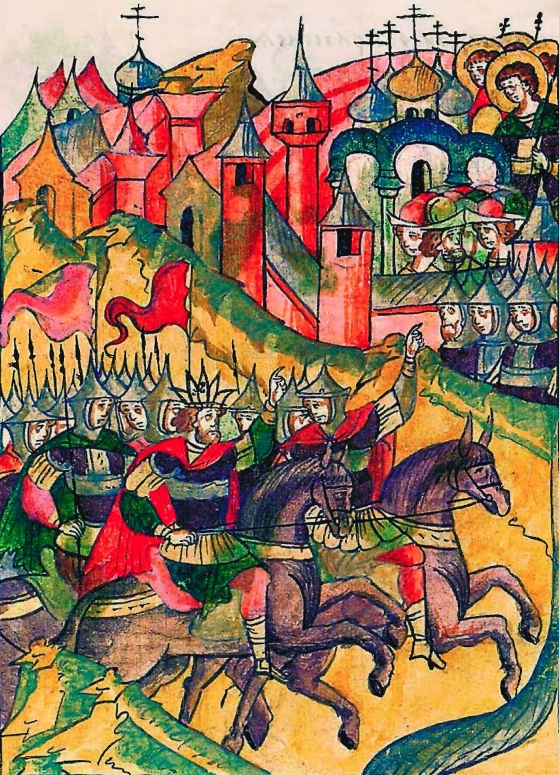
Похід Мехмед Ґерая на Москву 1521, Лицевий літописний звід

Вільно та Краків також виплачували Кримському ханству щорічну данину, яка називалася в польсько-литовських джерелах «упомінками», а в кримських — «хараджем» (крим. خراج), тобто виходом. Ставлення до цих виплат було різним: Литва намагалася надати цим виплатам виключно дарчий (добровільний) характер «за службу», а Крим трактував їх як постійну данину. Надзвичайно важкі територіальні втрати ВКЛ у боротьбі з Москвою (у війні 1500—1503 років було втрачено третину країни) змушували Вільно домагатися союзу з Кримським ханством навіть на тлі набігів кримських татар на литовські та польські землі. Загальною тенденцією кримсько-польсько-литовських відносин XVI сторіччя були багаторазові спроби створення єдиного антимосковського союзу, втім, вони не приносили довготривалого ефекту: у сторін зберігалися взаємні претензії.

Тугра Сахіб Ґерая, 1549, текст тугри: «Батько перемоги та борець за віру, хан Сахіб Ґірай, слово моє…»

Кримське ханство у цей період посилилося і на пост-золотоординському просторі. Так, у 1502 році Менґлі Ґерай виграв у боротьбі за ординську спадщину, узявши столицю Великої Орди місто Сарай Джедід. До цього періоду відноситься висічення на порталі роботи італійського архітектора Алоїзіо дель Нуово Демір-Капи — єдиного уцілілого фрагмента палацу, що знаходився в долині Ашлама, був повністю знищений росіянами та не дійшов до нашого часу навіть у вигляді руїн — напису «Цей величний поріг і ці піднесені двері побудовані за наказом государя двох материків і хакана двох морів, государя, сина государя, Менґлі Ґерай-хана, сина государя Хаджі Ґерай-хана». Чингізидський титул хакана означав «хана над ханами», чия влада поширювалася на величезні території держави Чингізідів. 1521 року в Казані, внаслідок повстання казанських татар, від влади було усунуто промосковського Шаха Алі і зведено кримського ставленика Сахіб Ґерая, таким чином кримці стали панувати в Казані. Однак ногайці за підтримки московського князя ходили руйнівними походами на Крим. Було необхідно вирішувати московську проблему: у 1521 кримський хан, об'єднавши казанські і кримські війська, пішов походом на Москву — цей похід відомий у історіографії як «Кримський смерч». Василій III втік зі столиці ще до підходу військ Ґераїв, перед цим, за свідченнями очевидців (наприклад, про це повідомляв посол Священної Римської імперії на Московії Зиґмунд Герберштайн), «у розпачі деякий час ховався під стогом сіна». У планах Мехмеда Ґерая не було захоплення Москви та її колонізація: йому було необхідно лише додаткове підтвердження сюзеренітету Криму над Москвою (що було визнано ще за князя Івана III), тому кримські татари пішли на запропоновані московитами переговори. У результаті було складено грамоту, у якій московити беззастережно визнавали верховенство Криму над Москвою, а князь зобов'язувався «бути вічним данником царя [царями в Москві називали кримських ханів], якими були його батько і предки». Перед поверненням також очікувався викуп за московських полонених для виправдання військових витрат, проте на Крим напали ординці Хаджі-Тарахана, тому кримські війська знялися та повернули до Криму. У відповідь на це 1523 року Мехмед Ґерай спільно з беєм Малої Ногайської Орди Мамаєм організував похід на Хаджі-Тарахан, який ознаменувався повною перемогою кримсько-ногайських сил. Хан Усеїн втік, а на його місце на хаджі-тарханському (астраханському) престолі був посаджений калга Мехмеда Ґерая Бахадир Ґерай.

#### Напад астраханських ногаїв. Розорення Криму
Ногайці через незгоду з тим, що їм не дали повернутися на колишні кочівля після взяття військами Кримського ханату Астрахані (раніше, після підкорення Великої Орди 1502 року, Менґлі Ґерай переселив частину ногаїв на Північне Причорномор'я, а під час походів 1507—1515 років кримські хани розбили ногаїв і взяли їх під свій протекторат), запросили Мехмеда і Бахадира Ґераїв на вечерю в намет, після чого вбили їх. Ініціатором розправи на Мехмед Ґераєм та його калгою були хаджитарханські мангити, один із ілів ногайців, представники якого жили в Астрахані. Відразу після цього ногайці накинулися на кримських вершників і, скориставшись темрявою і несподіваністю, перебили їхню частину. Кримське військо безладно відступало від Волги (Еділю) на захід. Ті воїни, що вціліли від шабель та стріл Мамая та Агіша, тонули під час переправи через Дон. Унаслідок зусиль беків Мемеша та Девлет-Бахти вдалося зібрати розсіяні сили кримської армії, що налічували близько дванадцяти тисяч воїнів, у степовому регіоні. Вони розпочали боротьбу проти ногайців, відбивши атаку мірзи Хаджі-Мухаммеда Муси, який був поранений у бою. Їхньою головною метою було захистити Перекопський перешийок. Однак їхні зусилля виявилися запізнілими, оскільки основні сили ногайської кінноти вже прорвалися через неохоронювані вали, стража яких, охоплена страхом, розбіглася. Як наслідок, ногайські війська увірвалися до внутрішніх володінь ханства. Існують розбіжності у свідченнях щодо цього періоду. Дипломат Зиґмунд Герберштейн стверджує, що ногайці відступили від Перекопа, не маючи змоги здолати його укріплення. Однак, московські та кримські джерела свідчать про руйнування півострова військами Мамай-бея та його соратників. Проте при цьому ногайці не змогли захопити жодного міста. Можливо, ця деталь була сприйнята Герберштейном як невдача при облозі Перекопа, про що він дізнався від російських інформаторів. Після переходу Перекопа одна частина ногайців рушила до Старого Криму, інша — до Кирк-Йєра. Вони не зуміли захопити фортеці, але «що було улусів і стад у Криму… кінських і будь-якої тварини, то всі виїмли… З гір та з лісів волочили жінок та дітей, і живіт весь виганяли». Під час цих подій залишки ханського війська, зібрані під керівництвом Мемеша та Девлет-Бахти, наблизилися до Перекопу з північного напрямку. Однак, їхнє просування було зупинено царевичем Шейх-Хайдаром, союзником Мамая, який напав на них через кріпосні укріплення. Ця битва тривала протягом трьох днів і завершилася поразкою військ Мемеша та Девлет-Бахти. Обидва бека загинули у бою, а їхні загони були майже повністю знищені. Крім того, нападники вбили одного з синів Мехмеда I Ґерая і захопили в полон ще двох його синів. Після цього Мамай, Агіш та Шейх-Хайдар продовжували спустошувати територію Криму протягом місяця. У квітні 1523 року вони почали свій відхід, забравши з собою величезну кількість полонених та стад худоби. Московське посольство спостерігало за цим і повідомляло про масове скупчення переможців, захопленої худоби та полонених кримців на обох берегах річки Дон (Тен-су).
Під час навали кочовиків на Крим, з кавказького напрямку атакували козаки під командуванням отамана Остафія Дашковича, здійснюючи спустошливі набіги та підпали на кримських територіях. Внаслідок цього, незважаючи на спроби організації опору, здійснені дев'ятнадцятирічним Гази Ґераєм, місцеве населення півострова фактично опинилося у стані беззахисності та вразливості. Спільними діями кочових ногайців та козаків протягом місяця тривали масштабні спустошення та руйнування міських та сільських поселень на території Криму. Це призвело до однієї з найзначніших та найжорстокіших катастроф в історії півострова, яка мала глибокий вплив на життя місцевого населення та спричинила значні економічні та соціальні втрати. Ще 1549 року ногайський бек Юсуф, чиї нащадки пізніше стануть найбагатшою фамілією Російської імперії, хизувався перед Іваном IV «Как Магмед Кирея царя убили — от тех мест и по ся места дружбе нашей с тобою порывка не бывало. Тому полтретьяцать лет, как мы собою в дружбе».

#### Розгром ногаїв під Перекопом. Включення ногаїв до складу держави

Розташування Великої Ногайської Орди

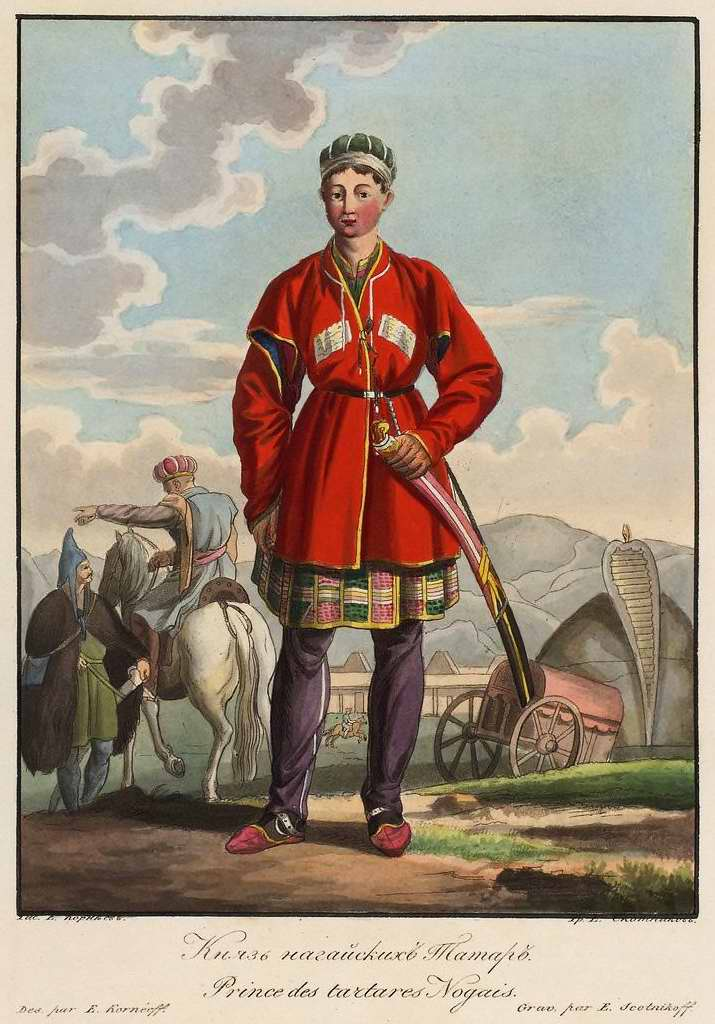
Князь ногайських татар

У 1530-х—1540-х взаємини між двома юртами — ногайським і кримським — залишалися настороженими і найчастіше ворожими. Вищі мурзи Ногайської Орди на початку 1530-х років активно налагоджували контакти з Московією і знаючи про охолодження кримсько-московських відносин намагалися запевнити її у своєму антикримському настрої. У 1535 році на переговорах з Московією в Посольському приказі представники ногайських мурз — діти Алчагір-бія, Хасан-бія, Шейх-Мухаммед-бія, а також Ісмаїла бек Муси і Бакі зобов'язалися перешкоджати кримським татарам здійснювати походи на Московію. Переконаним противником Сахіб Ґерая оголосив себе мірза Хаджі-Мухаммед бін Муса, мірза Кель-Мухаммед бін Алчагір називав Крим своїм недругом і справді посилав до кордонів держави Ґераїв свої загони. У 1538 році мірза Хаджі-Мухаммед, один з поволзьких мурз, висловлював Івану IV готовність послати на Крим двадцятитисячне ногайське військо на чолі з Алі бін Хасаном і ще шістьма мірзами. Коли Сахіб Ґерай прямував до Молдови, кочова ногайська кіннота рушила на Крим і раптово напала на хана під час переправи через Дніпро, проте кримські татари зуміли швидко розвернутися і відбити атаку. Ногаї, не добившись миттєвого успіху і не ризикнувши вторгатися за Перекоп, так само швидко відійшли до Волги, а хан продовжив похід. У 1547 році Сахіб Ґерай взяв Хаджі-Тархан і масово вивів населення у свій юрт. Захоплення волзької столиці і переселення населення розлютило верхівку Ногайської Орди. Наприкінці 1548 чи на початку 1549 року ногайці вирішили йти на Крим. Військо мірзи Алі бін Юсуфа рушило на Крим, у бою з кримськотатарським військом під Перекопом ногаї не змогли вистояти проти артилерійських залпів і вогня мушкетерів, мірза Алі бін Юсуф утік з невеликим загоном, кинувши поранених і вбитих соратників на полі боя. Багато ногаїв потрапили в полон і зазнали жорстоких катувань, повідомлялося навіть, що біля в'їзду на Перекопські укріплення хан спорудив дві вежі з відрубаних голів. Ця подія увійшла до історії як «Ногайська бійня» (крим. Noğay qırğını). Сахіб Ґерай почав трактувати ногайців як своїх підданих, проте тоді це ще розходилося з дійсністю, невдовзі після взяття кримськими татарами Астрахані ногайці направили посольство до Бахчисараю, пред'явивши свої права на дніпровські степи: «Нехай буде тобі відомо: Дніпро… наш коч, твої татари по Непру не кочували». Поява територіальних претензій до Кримського юрту, який ногаї розглядали не інакше як Тохтамишев Царів Юрт, із боку заволзької Орди говорить про значне на той час ногайське населення ханства. Зазнавши нищівної поразки під час «ногайської бійні» вони побоювалися зачіпати Бахчисарай і спробували знайти підтримку в Івана IV. Той виявляв солідарність, співчував втратам ногайців і пропонував мірзам повторити похід «сією зимою», але від повторного ризику мирзи відмовилися. Девлет Ґерай, що зайняв ханський престол після Сахіба Ґерая, зробив жести у бік примирення з ногаями, звільнивши з в'язниць додому воїнів Алі-Мірзи, полонених у «Ногайській бойні». Мірза Юсуф хотів було виступити проти Москви спільно з Кримом, але його брат Ісмаїл підштовхував Івана IV на продовження експансії та початок війни з Девлетом Ґераєм. Московські посли, у свою чергу, пропонували Ісмаїлу напасти на хана дорогою або, поки він відсутній, безпосередньо на Крим.
У XVII столітті в Ногайській Орді стала посилюватися боротьба окремих ногайських кланів, і ногайці почали переходити на кримську сторону Волги, де вони вливалися до складу ханських підданих. Вже 1628 року Джанібек Ґерай мав підстави стверджувати, що він «узяв під заступництво ногайський народ». Один із масових переходів ногаїв у ханське підданство стався у 1636 році, коли багатотисячні улуси Урмаметєвих, ведені кримським калгою Хусам Ґераєм, рушили на захід через Дон. Надалі залишки мешканців Ногайської Орди влилися до складу населення «Тохтамишева Царіва Юрта», а також Малих Ногаїв, кочуючи величезною степовою смугою між Волгою та Дунаєм. Примітно при цьому, що ногайський клан Криму Мансур ставився вороже до заволзьких ногаїв, що знайшло відображення у творі мансурського поета, який знаходився при дворі Тимура бін Мансура, Шал-Кійза Тіленші-ули: «Коли дивлюся на свою Десятиудільну ногайську батьківщину, Бачу ненависного Окас-Мірзу, Ненависники-злодії, Зібравшись, щось задумують. І бачу, як цей нещасний світ перекинувся у вир». Тобто між двома гілками будинку Едіге, засновника Ногайської Орди, — Нурадинами та Мансурами — з неясних причин виникло протистояння. У такому разі становляться зрозумілими заперечення ногайського мірзи Джаббар-Мухаммеда в 1639 проти виходу його синів у Крим, де базувався могутній мангитський клан Мансур-ули: «А… Мансурови діти… коли нам друзями бували? Від семи наших батьків кровні наші вороги».

### Втрата Казані і Астрахані. Взяття та спалення Москви

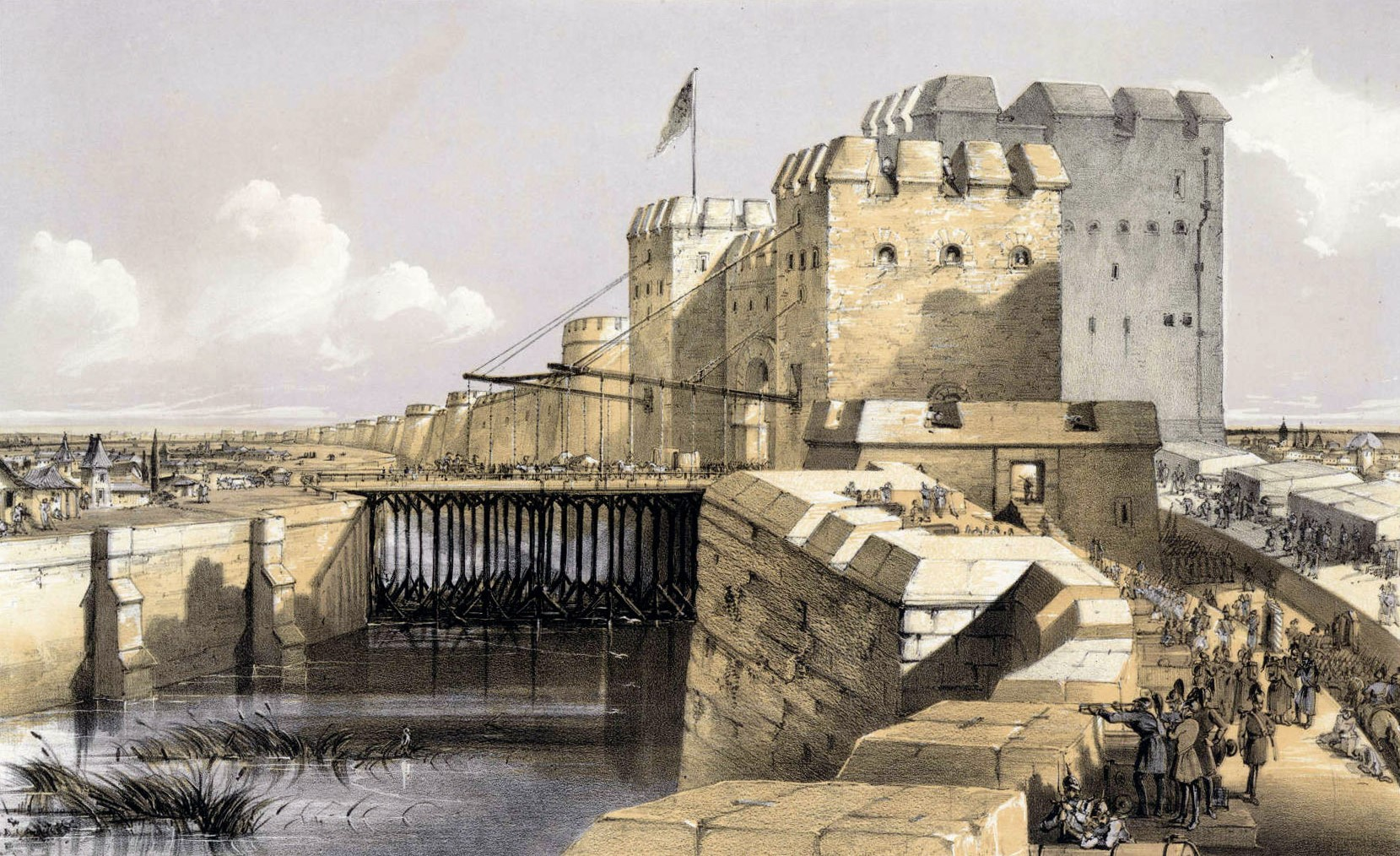
Кримскотатарська фортеця Ор-Капи (Ферах-кермен, Перекоп), була значно посилена за правління Саадет I Ґерая

Розоренням Криму 1523 року з боку ногайців та козаків та подальшим ногайсько-кримським протистоянням не могла не скористатися Москва: московський посол боярин Л. Количев взагалі повідомляв, що кримських татар залишилось не більше 15.000, що, ймовірно, дуже занижена оцінка, проте вона може свідчити про масштаби катастрофи для кримців. Саадет I Ґерай (хан у 1524—1532 роках) зайнявся відновленням Кримського ханства. Хан висунув вимогу до Москви щодо виплати 60 000 алтин як данини, яку Московія заборгувала відповідно до попередніх домовленостей. Однак московський князь відмовився надсилати гроші, усвідомлюючи складне становище зруйнованого Криму. Для запобігання повторного вторгнення ногайців Саадет I Ґерай особисто очолив роботи з відновлення фортеці та зведення оборонних споруд уздовж перекопського рову, забезпечуючи надійний захист Кримського ханства від зовнішніх загроз. Під його керівництвом життя у Кримському ханстві почало поступово налагоджуватися, й біженці почали повертатися через Ор-Капи. Підтриманий Османською імперією, Саадет Ґерай здійснив зусилля щодо стабілізації внутрішнього становища Кримського ханства. Він ухвалив рішення про укладення мирної угоди з Астраханню, відповідно до якої остання зобов'язувалася не допускати ногайців на територію Кримського ханства. Ногайці на фоні перемоги у Криму хотіли знищити ще й Хаджі-Тархан. У цей період часу почала формуватися радикальна група ногайських мирз, яка виступала як проти Астрахані, так і проти Кримського ханства. 1547 року кримські Ґераї розбили Ямгурчі-хана та взяли Хаджі-Тархан, після чого Сахіб Ґерай оголосив ногайців своїми васалами. Незабаром Ямгурчі-хан повернувся на престол в Астрахані та запросив допомогу у московського царя. Однак після захоплення Казані у 1552 році Ямгурчі змінив свій політичний курс на співпрацю з Кримським ханством. У відповідь Девлет I Ґерай (хан у 1551—1577 роках) надіслав до Астрахані зброю. Проте астраханці запізнилися зі своїми діями, і у 1554 році московити захопили Астрахань, посадивши на престол хана Дервіш-Алі, який зобов'язувався проводити політику, орієнтовану на Москву. Однак він незабаром вийшов з-під московської опіки, вислав російського представника та уклав союз із Кримським ханством. У відповідь Девлет Ґерай направив до Астрахані трьох султанів, гармати та пищалі під керівництвом Атман-Дувана, який очолював загін із 700 кримських татар та 300 яничарів. Опір було зламано, і у 1556 році Астрахань була остаточно завойована московитами.

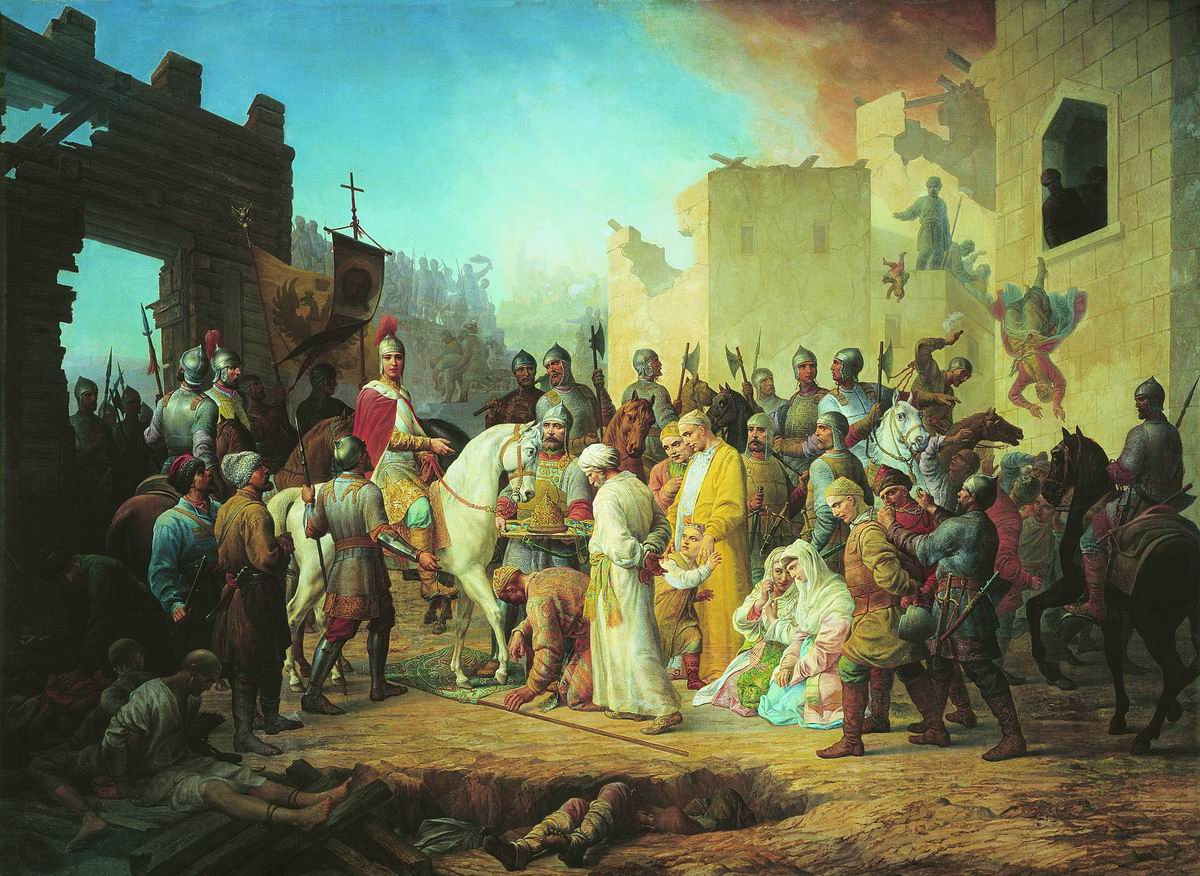
«Вступ Іоанна IV до Казані». Картина 1894 року, П. М. Шамшин

Ще раніше Московське царство здійснило спробу захоплення Казані, направивши величезну армію чисельністю близько 150 тисяч чоловік під командуванням І. Ф. Бельського. Однак цей військовий похід виявився невдалим, і Казань залишилася недоступною для московських військ на той момент. Саадет Ґерай, більше занурений у внутрішні справи Криму, не приділяв значної уваги казанському питанню. Проте його син, Сахіб Ґерай, який став ханом у 1532 році, проводив активну політику захисту інтересів Ґераїв у Казані. Після смерті казанського правителя Сафи Ґерая кримські аристократи організували успішну оборону Казані в 1549—1550 роках. Однак після побудови Свиязька і захоплення військ Кучук-оглана, які були згодом страчені в Москві, кримський вплив у Казані різко занепав. Девлет Ґерай намагався у 1552 році відволікти московські сили від Казані походом на Тулу, але це не змінило баланс сил на Поволжі. 2 жовтня 1552 року Казань пала, і в місті закріпилися московські воєводи та чиновники. Завоювання московитами Казані та Астрахані спричинило наплив біженців з окупованих країн до Криму, які приносили з собою звістку про розгроми та спустошення, що проводилися завойовниками. У таких умовах геополітичне протистояння з Москвою виходило на перший план у стратегії Бахчисараю, що знову робило Крим та Литву природними союзниками у боротьбі зі східною загрозою. Однак у відносинах двох країн зберігалися відчутні протиріччя. Так, Дмитро Вишневецький організовував часті напади на мусульманське Причорномор'я. 1557 року Девлет Ґерай захопив острів Хортицю, що був базою для операцій Вишневецького, а 1558 року відправив війська в набіг до Литви, проте невдовзі кримсько-литовський конфлікт був улагоджений.
Таким чином, розорення Криму 1523 року сприяло посиленню турецького впливу на Кримське ханство та посиленню Московії, яка окупувала Казань та Хаджі-Тархан (Астрахань). Незважаючи на всі заходи Криму, боротьба за вплив у Поволжі поступово була виграна Московією. Захопивши всю довжину ріки Еділь (Волги), московити почали знищення золотоординських міст, що були на ній. Руйнування здійснювалося таким чином, щоб не залишилося і сліду цивілізації: всі будови ординських міст розбиралися по цеглах і вивозилися кораблями, з них будували Астрахань, Саратов та інші московські міста:

#### Похід Девлет Ґерая на Москву та її спалення. Вінчання татарина як царя Московії

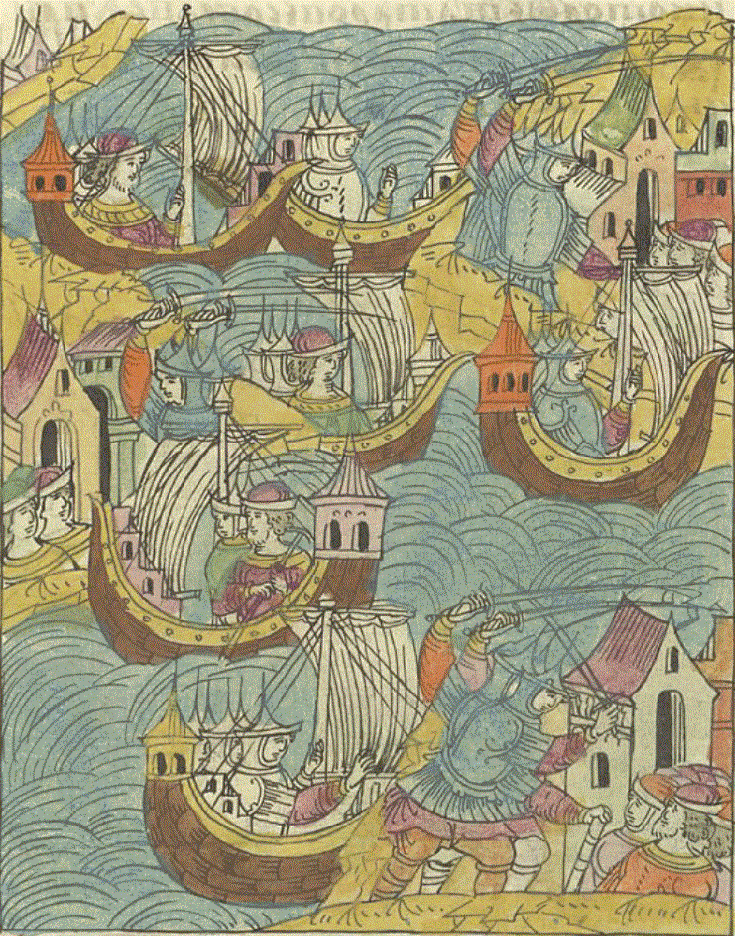
Розорення кримських улусів московським військом Данила Адашева, 1559. Мініатюра Лицевого літописного зводу

На тлі примирення Османської імперії з Московським царством кримський хан Девлет Ґерай послідовно дотримувався антимосковської лінії. Він відіграв ключову роль у чотирнадцяти походах проти Московії, з яких сім очолив особисто. Один із найвідоміших походів, що відбувся у 1571 році, завершився повним знищенням столиці Московії вогнем. Після успіхів у Казані та Астрахані Іван IV вирішив поширити свій вплив на Крим і направив окольничого Данила Адашева з військовим загоном на південь. 1559 року Московські війська, до яких входили і запорозькі козаки на чолі з Дмитром Вишневецьким (Байдою), на річкових суднах спустившись Дніпром від Кременчука і досягнувши Чорного моря, здійснювали набіги на кримські прибережні села, вбиваючи мирних рибалок та садівників. Восени 1559 року король Сигізмунд II Август направив у Крим нове посольство з метою укладання союзу та домовленості про кримськотатарський похід на Москву. Король нагадав хану про його обіцянку здійснити цей похід, вказуючи на можливість того, що у разі відсутності дій московський цар може захопити землі Лівонського ордену і, не маючи іншого супротивника, спрямувати всю свою військову міць на Кримське ханство.

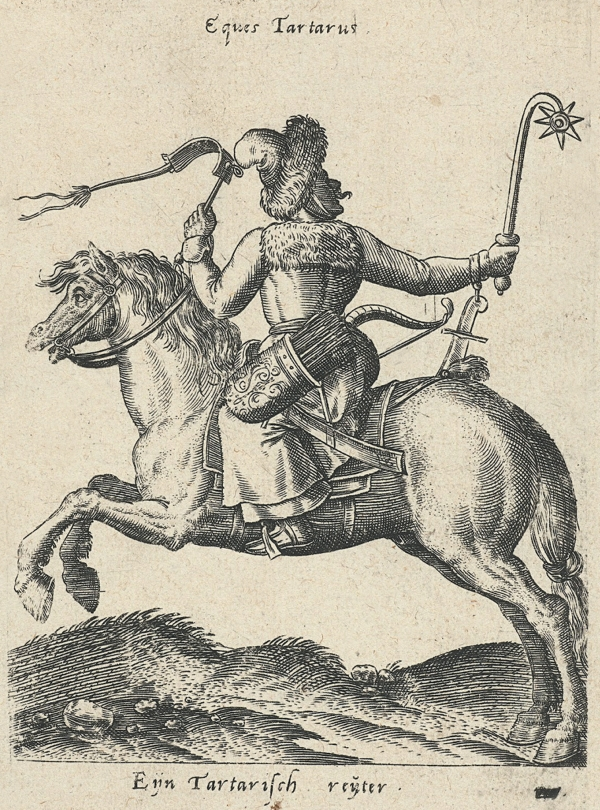
Кримськотатарський вершник. 1575

Протягом 1560-х років Девлет Ґерай неодноразово направляв до Москви дипломатичні місії з пропозиціями відновити попередній баланс сил, що передбачав повернення Казані, Астрахані та захоплених міст Північного Кавказу. Однак Іван IV відповів йому: «Ми, володарі великі, неробних промов говорити і слухати не хочемо». Навесні 1571 року, усвідомивши марність дипломатичних зусиль, Девлет Ґерай зібрав військо і вирушив на Москву. Звістка про його похід швидко поширилася північними князівствами, що призвело до втечі до хана численних російських дворян, які страждали від кривавої опричнини Івана Грозного. Серед них були мешканці Бєльова, Калуги, Кашири, Серпухова та інших міст і областей, які надавали хану інформацію про безпечні шляхи та переправи. Тим часом московський цар утік з міста в напрямку Ростова Великого. Коли Девлет Ґерай підійшов до Москви, місто спалахнуло зсередини одночасно в кількох місцях. Кримські татари зупинилися на передмісті, спостерігаючи за пожежею. Кількість жертв, за сучасними оцінками, склала близько 120 000 осіб, тоді як свідки тих подій повідомляли про 800 000 загиблих. Причому люди гинули не лише від вогню: «Тут, зібравшись у величезний натовп і перебиваючи дорогу один у одного, вони так стовпилися у воротах і прилеглих до них вулицях, що в три ряди йшли головами один у одного, і верхні давили нижніх». Кримці, взявши 150 000 полону, не вступили в руїни міста та відступили. Тільки після цього Грозний повернувся до Москви, де йому вручили залишену ханом грамоту: «Палю і пустошу все через Казань та Астрахань… Я всюди шукав тебе, у Серпухові та в самій Москві; хотів вінця та голови твоєї: але ти втік із Серпухова, втік із Москви — і смієш хвалитися своєю царською величчю, не маючи ні мужності, ні сорому! Нині я дізнався шляхи Держави твоєї».
Текст цієї грамоти дійшов і за іншим списком, її текст звучав таким чином: «…ти не прийшов і проти нас не став, а ще хвалишся, що я-де московський государ! Були б у тобі сором і дородство [тобто сила чи міць], то ти прийшов би проти нас і стояв. Захочеш із нами душевною думкою в дружбі бути, то віддай наші юрти — Астрахань і Казань; а захочеш скарбницею та грошами всесвітнє багатство нам давати — не треба; бажання наше — Казань і Астрахань, а держави твоєї шляхи я бачив і впізнав».
Під час переговорів із ханськими послами, Іван IV опустився до блазенства. Згідно з московськими джерелами, він з'явився перед ханськими послами у якомусь ганчір'ї: «нарядился в сермягу бусырь да в шубу боранью, и бояря. И послом отказал: „Видишь же меня в чём я? Так де меня царь [Девлет Ґерай] зделал. Всё де моё царство выпленил и казну пожёг, дати мне нечево царю“» (Піскарівський літописець). Іван IV зобов'язався знести укріплення на Північному Кавказі та виконав це зобов'язання. Він також бив чолом перед кримським ханом і обіцяв віддати Астрахань, проте не відмовився від Казані. У 1572 році Девлет Ґерай зібрав військо та вирушив до Москви, але Іван IV знову втік, тепер до Новгорода. Девлет Ґерай цього разу вирушив у погоню за Іваном, під час якої відбулося кілька боїв, що значно ослабили ряди кримського війська. Водночас Іван Грозний намагався перехитрити хана, направивши до воєводи листа з неправдивими відомостями про величезне військо, яке нібито готується до нападу на татар. Цей лист «випадково» потрапив до рук кримських татар, спричинивши відокремлення значної частини війська, зокрема ногайців, які відмовилися воювати за інтереси Кримського ханства, внаслідок цього до Криму повернулася й решта війська. Так звана Молодинська битва є черговою російською міфологізацією. Жодного розгрому кримськотатарського війська не сталося: кримські татари та ногаї організовано відступили до Причорномор'я. Самі ж московські джерела списували відступ ханських військ на Божу волю, а не на міфічний розгром. Героя так званої Молодинської битви Михайла Воротинського особисто катував Іван Грозний, унаслідок чого той помер. У результаті Іван Грозний, сам по мамі з впливового татарського роду Мансур, що походив від намісника Кримського улуса-юрта Мамая, зрікся царського престолу на користь Чингізіда Саїна Булата (у російських літописах — Симеона Бекбулатовича), взявши собі титул князя. Саїн Булат, у свою чергу, був вінчан як цар Московії та великий князь всієї Русі. Американський історик Дональд Островський писав, що існувала змова деяких бояр заміни Івана на престолі кримським ханом, тобто Девлет Ґераєм. Така змова мала сенс, оскільки у контексті степової політичної практики нечингізид Іван не міг бути царем (=ханом), а Московія поділяла степову татарську політичну культуру. 1577 року Девлет Ґерай помер від чуми і був похований на території палацового цвинтаря в Бахчисараї. Підсумком правління Девлета Ґерая стало відновлення безперебійного надходження данини Москви до Криму, він досяг рівноправності з Портою у військових і дипломатичних справах, здобувши славу «підкорювача столиць» (крим. تخت آلغان) у кримськотатарських рукописах. Москва, яка нещодавно загрожувала самому існуванню Великого Юрта, тобто Крима, тепер лежала в руїнах, а агресивні наміри Москви з приводу Криму були завдяки діям Девлет Ґерая відкладені на ще майже два століття.

### Кримське ханство у XVII столітті

#### Кантемір, антиосманське повстання братів Ґераїв

Кримський юрт у XVII столітті.

У XVII столітті значною загрозою для стабільності Кримського ханства стало посилення впливу буджацьких татар. У першій третині цього століття «буджацьке питання» стало одним з центральних у внутрішній і зовнішній політиці Криму. Лідер буджацьких татар Кантемір, який займав незалежну від Бахчисарая позицію, викликав значне невдоволення серед Ґераїв. Султан Осман II призначив Кантеміра бейлербеєм, підкоривши його безпосередньо собі, що загрожувало розколом Кримського юрту. Це призвело до багаторічної кривавої громадянської війни, у якій Кантемір воював із провідними кримськими родами. Війна закінчилася лише після смерті Кантеміра. У 1623 році престол зайняв Мехмед Ґерай III, який зайняв ворожу до османів позицію та виступав як союзник Сефевідського Ірану — головного ворога Османської імперії. Він неодноразово відмовлявся брати участь у військових походах проти Сефевідів на користь Османів. У 1624 році, у зв'язку з цим, у Стамбулі намагалися усунути Мехмеда Ґерая та встановити на престолі Джанібека Ґерая, проте Мехмед разом із своїм братом калга-султаном Шахіном Ґераєм, за підтримки кримських беїв, звернувся за допомогою до запорізьких козаків і відмовився залишати півострів. Узимку 1624—1625 років Шахін Ґерай відвідав Запоріжжя, де уклав договір з козаками про взаємодопомогу. У планах братів був спільний похід до Молдови з метою встановлення там кримського ставленика, а подальші їхні завойовницькі амбіції поширювалися на володіння Османської імперії за Дунаєм. У листопаді 1628 року, під час чергової спроби Османської імперії замінити Мехмеда III Ґерая на престолі, на його захист виступили запорозькі козаки на чолі з гетьманом Михайлом Дорошенком. Незважаючи на підтримку османських військових підрозділів, Джанібек Ґераю з великими труднощами вдалося перешкодити козацькому вторгненню на півострів. У квітні 1629 року козаки здійснили повторний похід, завдавши удару по Криму як із суші, так і з моря, використовуючи свої швидкісні човни—чайки для нападу. Однак, попри всі зусилля братів Ґераїв, Мехмед Ґерай III загинув від рук козаків у спробі відновити свою владу. Після його смерті Джанібек Ґерай I вдруге зайняв престол Кримського ханства, правлячи з 1628 по 1635 рік. Чергова смута призвела до його відставки та висилки на Родос. Шахін Ґерай був також засланий на Родос, де і страчений. Таким чином, спроба братів відновити повну незалежність держави провалилася.
Інаєт Ґерай, син Гази II Ґерая, недовго обіймав трон кримського хана, його правління тривало з 1635 по 1637 роки. Він намагався послабити вплив Османської імперії, відмовившись підтримувати похід проти Сефевідів. Активно шукаючи дипломатичну підтримку за межами Криму, Інаєт уклав мирні договори з Річчю Посполитою і Московським царством. Продовжуючи політику підкорення буджацьких татар, хан у 1637 році вирушив у військовий похід на Буджак, залучивши до нього кримські та запорозькі сили. Інаєт також вимагав від османів видачі давнього ворога Крима — Кантеміра. Намагання досягти примирення із султаном привели хана до Стамбула, де його було страчено за наказом султана. Разом із ним був убитий і Кантемір, оскільки османська влада вважала, що ліквідація цього впливового полководця допоможе стабілізувати ситуацію серед кримської знаті. Убивство хана за вказівкою султана стало безпрецедентним явищем, що демонструвало зниження авторитету кримської влади в очах Османської імперії. Однак, незважаючи на це, смерть Кантеміра сприяла зміцненню позицій Кримського ханства, оскільки міць Буджака значною мірою залежала від особистих якостей і впливу Кантеміра. Його загибель дала змогу Криму відновити контроль над причорноморським татарським світом.
Після смерті Інаєта Ґерая трон перейшов до сина Селямета I Ґерая Бахадира I Ґерая, який правив з 1637 по 1641 рік. У його правління в 1637 донські козаки захопили османську фортецю Азак (Азов). Наступного року ханська армія разом із турками зробила спробу повернути фортецю, але успіху не досягла, хоча на шляху до Азака в Адахунській битві було розбито великий загін козаків. У 1641 році хан знову вирушив у похід на Азак задля його звілнення, по дорозі назад захворів на чуму і помер. Мехмед Ґерай IV, також син Селямета Герая I, правив двічі. Перший період його правління виявився недовгим. Він зійшов на престол у 1641 році, але вже в 1644 році через помилки у внутрішній та зовнішній політиці його усунули Османи й відправили у вигнання на острів Родос, традиційне місце заслання скинутих ханів. Наступним ханом був Іслям III Ґерай, який правив з 1644 по 1654 роки. Він зумів налагодити стосунки з родовою елітою і показав себе як вмілий правитель. Однак у 1645—1647 роках між ним і частиною аристократії виник серйозний конфлікт через зростаючий вплив служивої знаті. В результаті везир Сефер Гази-ага, підтримуваний старою знаттю, втратив свою посаду, і його місце зайняв представник служивої знаті Рамазан-ага. Це спричинило збройне протистояння, яке завершилося компромісом між двома впливовими угрупованнями кримської еліти.

#### Участь у визвольному русі в Україні
У зовнішній політиці правління Іслям III Ґерая було відзначено союзом із Богданом Хмельницьким та участю кримських татар у боротьбі Хмельницького проти Речі Посполитої. Численні військові успіхи Кримського ханства під час цієї кампанії сприяли зміцненню внутрішньої стабільності у Кримській державі. Чигиринський сотник Богдан Хмельницький двічі, у січні та лютому 1648 року, звертався по допомогу до кримських татар. Причини цього звернення очевидні: попередні повстання на українських землях, що відбувалися з 1591 по 1638 роки, були здебільшого придушені польськими військами завдяки їхній перевазі у кавалерії. Як зазначав Л. Пріцак, угода між Хмельницьким і кримським ханом передбачала створення козацької автономії на Подніпров'ї за підтримки Криму, але питання про повну незалежність від Варшави тоді ще не стояло. Згідно з домовленостями, територія України до Білої Церкви мала стати козацькою автономією, а королівські землі повинні були перейти під контроль гетьмана Війська Запорозького. Однак угода не була рівноправною: Хмельницький, хоча і був видатним воєначальником, не мав монаршого статусу і не належав до жодної європейської династії. Московські посланці в Криму повідомляли, що «до кримського царя прибули четверо запорізьких черкас; їхні земляки послали їх бити чолом цареві, щоб він прийняв їх у своє підданство, оскільки на Дніпрі вони зібрали п'ять тисяч воїнів. Вони просили кримського царя надати військову підтримку в боротьбі проти поляків, обіцяючи служити йому вічно і бути готовими до будь-якої війни, куди б він не пішов». Проте, Україна не була включена до титулу кримських ханів, що свідчить про те, що мова йшла не про перехід козаків у кримське підданство, а про союз, оформлений у вигляді присяги, враховуючи нерівність статусів сторін. Навесні 1648 року війська Тугай-Бея увійшли в Україну, що стало початком серії значних перемог над польськими військами.

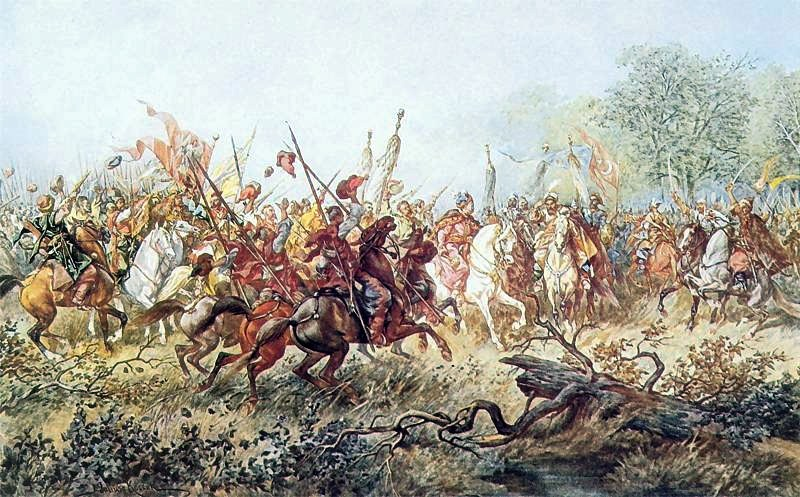
Зустріч Богдана Хмельницького із Тугай-Беєм під Корсунем. Картина Юліуша Коссака, 1885.

Внаслідок низки значних перемог над польськими військами, таких як битви під Жовтими Водами та Корсунем, регулярну польську армію (кварцяне військо) було фактично знищено, що дозволило козацтву встановити контроль над Подніпров'ям. Серйозна поразка нової польської армії під Пилявцями стала можливою завдяки підтримці татарських союзників. Польський хроніст Й. Єрлич зазначав, що польські командири, побачивши присутність татар на боці козаків, «негайно почали тікати, втративши всякий сором». Просування союзних військ на західноукраїнські землі було обумовлено тиском з боку кримськотатарських воєначальників, які прагнули збагачення за рахунок видобутку, насамперед бранців. Це призвело до татарсько-козацького набігу на Галичину, який, на думку А. Гліви, міг стати найруйнівнішим з початку XVII століття. У 1649 році саме кримська кіннота зіграла вирішальну роль у завданні тяжкої поразки польській армії під Зборовим. Як переможець, кримський хан продиктував полякам свої умови миру: Польща визнавала право козаків на керування територією трьох воєводств (Київського, Чернігівського та Брацлавського) на правах автономії та погоджувалася на 40-тисячний козацький реєстр. Зборівський договір суттєво зміцнив зовнішньополітичні позиції Богдана Хмельницького. Козаки трактували угоду як свою перемогу.
8 червня 1648 року Хмельницький відправив московському царю Олексію Михайловичу лист з проханням про заступництво, хоча Бахчисарайський договір, укладений в березні 1648 року, передбачав подальші дружні відносини Війська Запорозького з Кримським ханатом, а не з Московією, взаємну допомогу. Протягом усього повстання, ще до «зради» Ісляма III Ґерая, Хмельницький відправляв дипломатичні посольства в Московію.

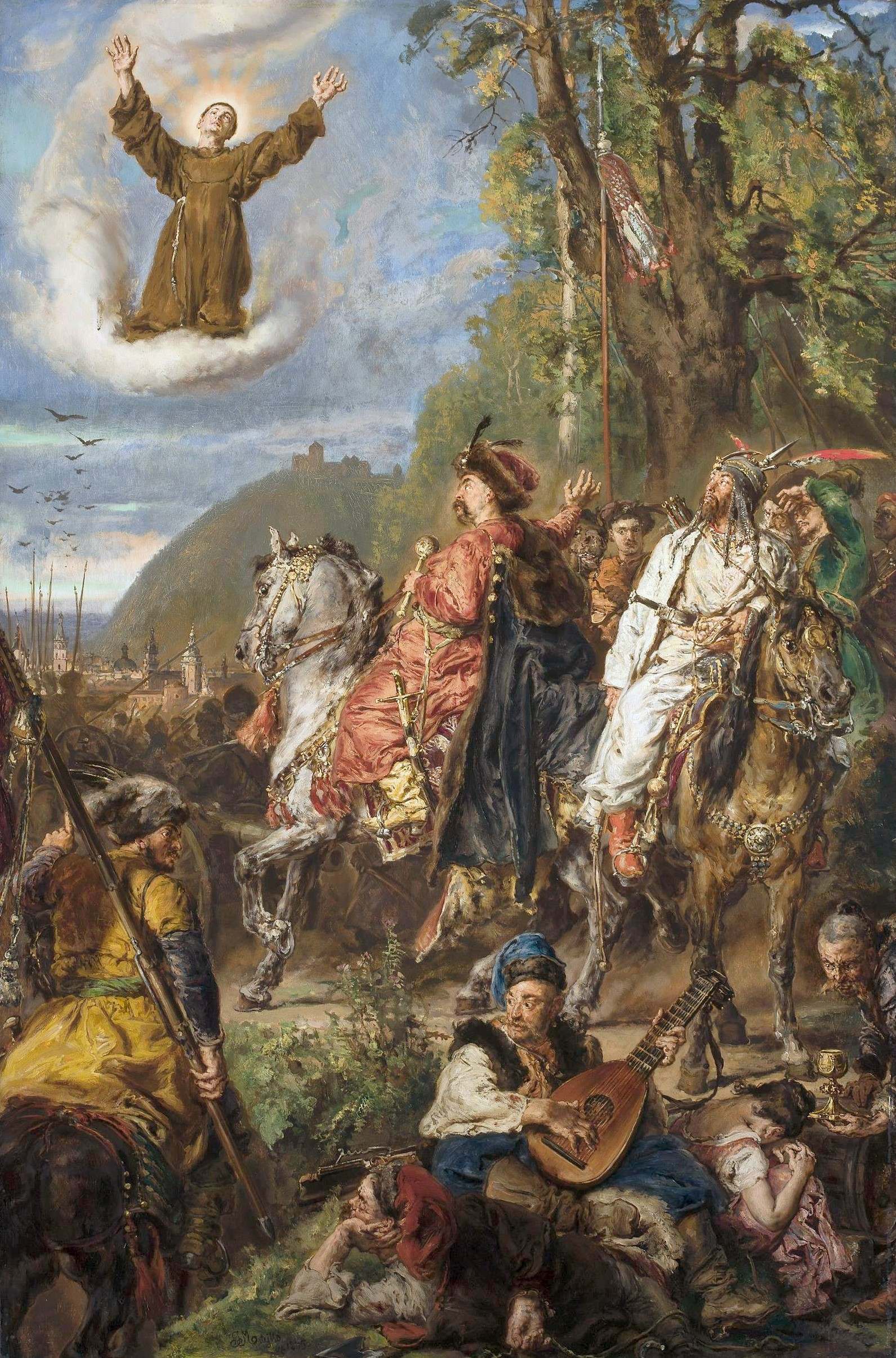
«Богдан Хмельницький з Тугай Беєм під Львовом». Картина Яна Матейка, 1885.

Під час битви під Берестечком 1651 року, коли під прикриттям артилерії кіннота Речі Посполитої зім'яла козацькі лави й дійшла аж до таборових возів, Хмельницький вдався до відступу, а потім контратакував. Проте контратаку козаків зупинили полки німецької піхоти. Козаки знову відійшли у табір, і тоді поляки почали масований артилерійський обстріл позицій кримських татар, які розташувалися на пагорбі. Відсутність будь-якої «таємної змови» між Іслямом III Ґераєм та польським королем є підтвердженим історичним фактом, міф про змову проте продовжує мусуватись у вітчизняній історіографії. Об'єктивний аналіз джерел свідчить про те, що головною причиною поразки союзницьких військ став успішний наступ польських військ, що ефективно поєднували кавалерійські дії з вогневою міццю. Існує низка фактів, що свідчать проти навмисної втечі Ісляма III Ґерая, зокрема втрата особистих речей під час відступу, які згодом стали трофеями польських воєначальників (якби втеча була ненавмисною, а не вимушеною хан би не кинув свій табір, прапори та особисті речі), та страта полських полонених під час битви. Крім того, військова поразка змусила також Богдана Хмельницького залишити поле бою. Таким чином, події під Берестечком є трагічною сторінкою історії бойової співпраці між кримськими татарами та українцями не через нібито зраду, а через поразку обох союзницьких армій у битві. Подальші історичні події свідчать про те, що Бахчисарай продовжував прагнути захистити козацьку автономію. Тож у наступному, 1652 році, кримські татари знову прийшли на допомогу козакам, разом із союзниками знищивши польську армію у битві під Батогом.
Битва під Жванцем 1653 року іноді описується як нібито зрада кримських татар, що не дозволила здобути остаточну перемогу над Річчю Посполитою. Однак кримський хан був змушений укласти договір з Річчю Посполитою 5 грудня 1653 року, оскільки до нього надійшли повідомлення про рішення Земського собору Московського царства від 1 жовтня 1653 року щодо протекції над Україною і готовності Московії розпочати війну з Річчю Посполитою. В таких умовах Річ Посполита і Кримський ханат відчули потребу замирення перед лицем московської загрози, отже після оточення кримцями військ короля Яна II Казимира вони змусили його укласти мир. У своїх політичних перипетіях Богдан Хмельницький продовжував використовувати кримськотатарські військові сили як важливий ресурс, прямо повідомляючи російським посланцям про своє небажання присягнути цареві під Жванцем через побоювання щодо можливого союзу кримського хана з польським королем. Натомість він надав кримцям можливість здійснити оточення польської армії та схилити її до проведення переговорів. Однак вже у січні 1654 року Хмельницький відкрито присягнув на вірність Москві разом із Військом Запорізьким. Безпосереднім наслідком цього кроку став новий етап збройного конфлікту в регіоні та очікуване залучення Московії до війни з Польщею та Кримським ханством. Рішення козаків перейти під покровительство Москви було сприйнято Сефер Гази ага, візиром Кримського ханства, як зрада. Перехід українських козаків у 1654 році у підданство московського царя повністю змінив геополітичну ситуацію у Східній Європі та викликав шок у Криму. Тепер московські сили, які раніше загрожували Криму лише з боку Приазов'я та Кавказу, підійшли практично впритул до земель Кримського Юрта.
Однак вже незабаром Хмельницький пошкодував про свої домовленості з Московією, тому вже гетьман Іван Виговський звернувся до кримських татар за допомогою в боротьбі з Москвою. Мехмед IV Ґерай, вірний давній кримській традиції дотримання балансу сил у Східній Європі, не відмовив. В битві під Конотопом 40 тисяч кримськотатарських вершників разом з 20 тисячами козаків, 4 тисячами польських найманців отримали рішучу перемогу над 100 тисячами московитів на чолі з О. М. Трубецьким. Звістка про поразку під Конотопом дійшла і до Москви. Російський історик XIX сторіччя С. М. Соловйов описує реакцію царя таким чином: «Після взяття стількох міст, після взяття столиці литовської царське місто затремтіло за власну безпеку: у серпні за государевим указом люди всіх чинів поспішали на земляні роботи для зміцнення Москви. Сам цар з боярами часто був присутній при роботах; навколишні жителі з родинами, пожитками наповнювали Москву, і ходила чутка, що государ від'їжджає за Волгу, за Ярославль». Проте хвилювання царя, що Виговський з ханом піде далі на Москву, виявилися передчасними. Тож тільки-но кримським татарам та Виговському вдалося захопити Ромни, Лохвицю та декілька інших українських міст, які утримували його супротивники, як прийшла звістка з Криму про набіг Івана Сірка на кримськотатарські поселення, і це примусило Мехмеда IV Ґерая з військом залишити Виговського та вертатися в Крим.

#### Священна ліга. Перші спроби Московії захопити Крим
1666 року Мехмед Герай IV за відмову брати участь в османському поході проти Габсбургів був усунутий з престолу. Наступним ханом Криму був Аділь Ґерай, єдиний хан із побічної гілки Чобан-Ґераїв. Зійшовши на престол, Аділь Ґерай (1666—1671 роки) намагався реформувати податкову систему, обклавши знать вищими податками, що, проте, не призвело до очікуваного результату і викликало збройний заколот роду Ширін. Аділь Ґерай також вів переговори із запорізьким гетьманом Петром Суховієм щодо можливості союзу проти Османської імперії, Московії та Речі Посполитої. Хан мав допомогти гетьману у визволенні Запоріжжя від Польщі та Московії, а запорожці у свою чергу надати Криму допомогу у поваленні залежності від Туреччини. Цей союз був пов'язаний із переходом Дорошенка до турецького підданства. У 1668—1669 роках між Кримом та Туреччиною розпочалося повноцінне збройне протистояння за вплив в Україні. Однак у результаті кримцям довелося визнати Дорошенка гетьманом. Ханство хвилювало посилення османів у Східній Європі, а Стамбул стурбувався посиленням Криму.
У 1672 році Туреччина вступила у війну з Польщею, до якої також долучилося Кримське ханство. Після того, як Варшава зазнала фактичної поразки у польсько-турецькій війні 1672—1676 років, мусульманські сили були втягнуті в новий конфлікт на півночі. Восени 1676 року московські війська розпочали наступ на Чигирин. Гетьман Петро Дорошенко, втративши підтримку козаків, здався і присягнув Московському царству. На місце Дорошенка призначили Юрія Хмельницького. У 1678 році, після тривалої облоги, великий візир Кара Мустафа-паша та хан Мурад Ґерай взяли Чигирин, хоча джерела відзначали небажання кримських татар сприяти посиленню османського впливу у регіоні. Бахчисарайський договір (1681) поділив Україну між Туреччиною і Московією, встановивши кордон по Дніпру. Москва зберегла контроль над Київом та Запоріжжям. Крім того, Москва мала відновити виплати данини юрту, у тому числі вислати їх за три попередні роки. Того ж 1681 року московський уряд ліквідував Касимовське ханство. Ця подія викликала негативну реакцію в Криму, а польський король Ян III навіть запропонував хану Мураду Ґераю розпочати вторгнення в московські землі та виступити на захист касимовських татар, які «не забули своїх давніх свобод».

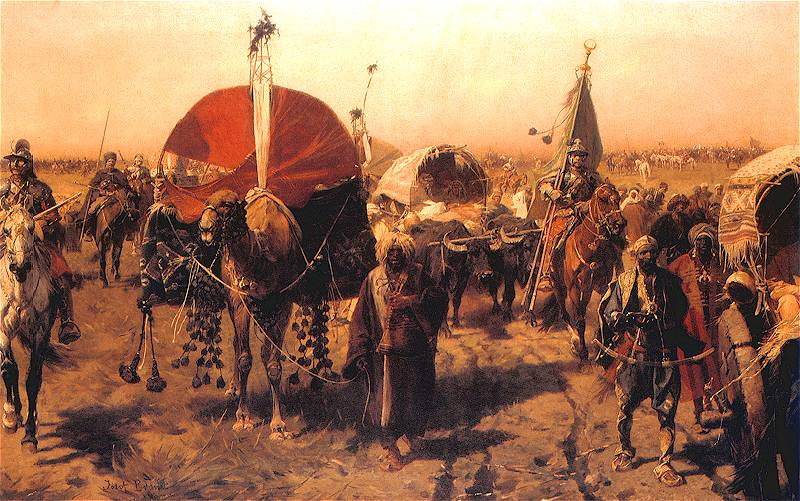
Повернення з Відня. Картина польського художника Йозефа Брандта

У 1683 році кримське військо брало участь в османському поході на Відень, яка розпочала масштабну війну між Туреччиною та Кримом з одного боку і коаліцією християнських держав Європи з іншого. На військовій раді, скликаній великим візиром на початку кампанії, був присутній хан Мурад Ґерай. У своїй промові він закликав відкласти захоплення австрійської столиці на наступний рік і зосередитися на взятті фортець Комарно та Дьєр, як планувалося спочатку. Кара Мустафа-паша, який прагнув захопити Відень, негативно відреагував на слова хана. Однак у битві під Петронелем кримсько-турецькі сили завдали поразки супротивнику. Великий візир залишив частину армії для облоги Дьєра та досяг Відня. Незважаючи на заперечення хана, 14 липня 1683 року місто було обложене. Роздратований диктатом Кара Мустафи-паши, Мурад Ґерай повів свої війська з поля бою, що призвело до поразки турецької армії та відставки Мурада Ґерая. Його наступником став Хаджі II Ґерай. Загін Хаджі Ґерая чисельністю 500—600 вершників був єдиним кримськотатарським підрозділом, залишеним для підтримки османських сил під Віднем. У битві він та його воїни контратакою зупинили наступ польських вершників і врятували головну військову реліквію османської армії — Прапор Пророка (Санджак-Шеріф). За цей подвиг Хаджі Селім Ґерай був призначений ханом. Надалі кримські татари брали активну участь у війні проти християнської коаліції. У 1684 році кримська кіннота активно діяла на польському напрямку, витіснивши королівську армію, що обложила Каманіче, за кордон. 1687 року польські війська Якуба Собеського, сина Яна III Собеського, знову обложили Каманіче. Комендант фортеці Босняк Гусейн-паша попросив підтримки у головнокомандувача Бозоклу Мустафи-паши, проте на допомогу прийшли лише кримські татари, запобігши захопленню фортеці.

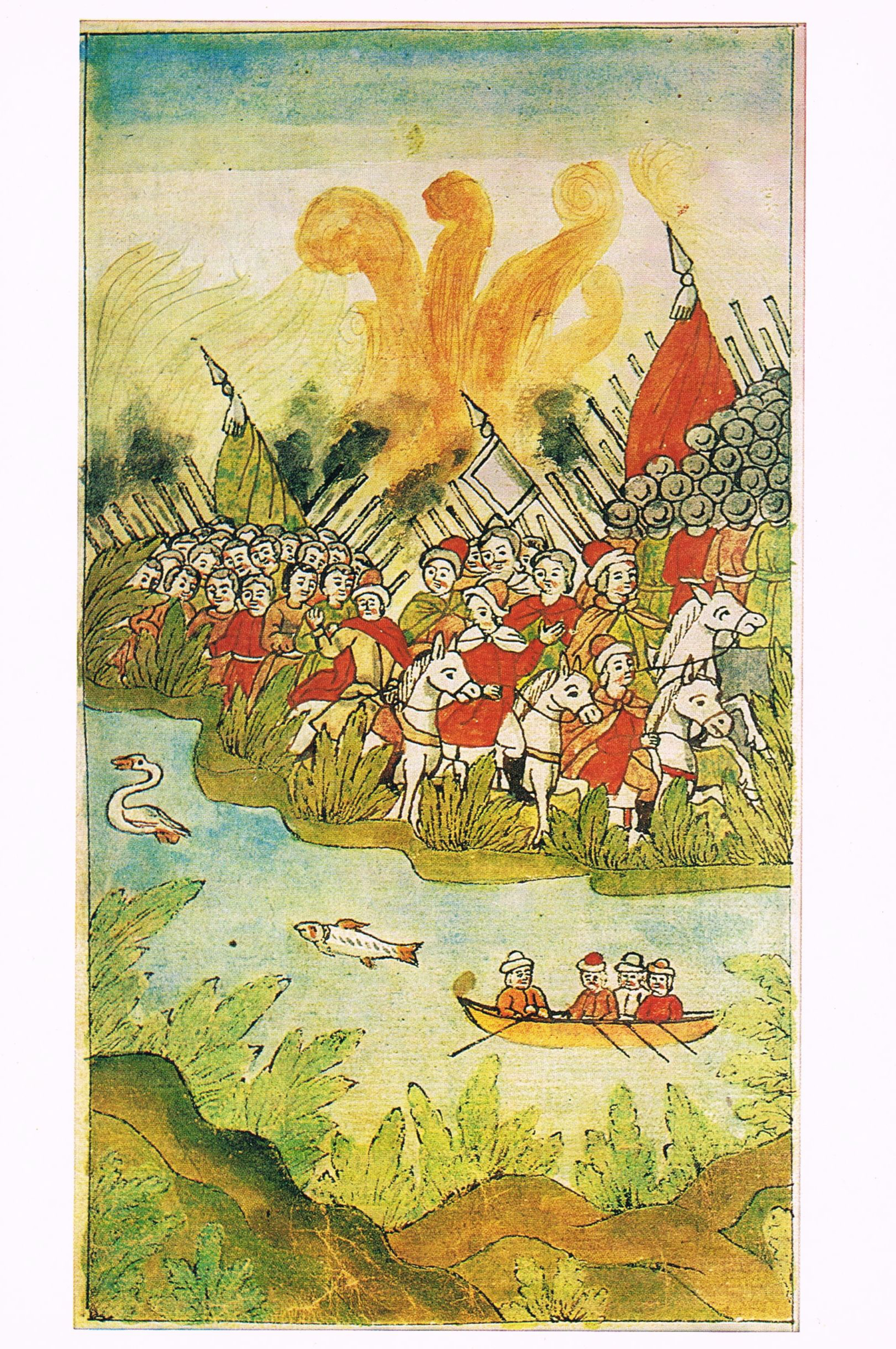
Втеча московських військ Голіцина вздовж берега реки Самари в результаті провалу загарбницького походу 1689 року. Мініатюра з рукопису XVIII століття «Історія Петра I»

Діючи як учасниця Священної Ліги, Московія організувала два провальні походи на Крим (1687, 1689 роки). Під час першого походу військо хана зустріло московитів біля Кара-Йолга. Точна кількість його армії невідома, проте вона була менша за армію Василя Голіцина. Хан розділив військо на три частини: одну очолив сам, а дві інші очолили його сини — калга Девлет Ґерай та нуреддін Азамат Ґерай. Почалася битва, яка тривала два дні та закінчилася перемогою кримців. Було захоплено 30 гармат та близько тисячі полонених. Московсько-козацьке військо відступило і збудувало біля містечка Куяш за фортецею Ферах-Кермен (Перекоп) укріплення. Ханська армія також побудувала укріплення біля рову, що знаходився перед московитами, готуючись до вирішальної битви. Московсько-козацька армія, страждаючи від спраги, не могла продовжувати бій, почалися переговори про мир. На ранок кримці виявили, що армія московитів і козаків втекла і вони почали переслідування. У місцевості Донузли-Оба московсько-козацькі війська були наздогнані кримцями і зазнали втрат. Серйозним випробуванням на міцність для Криму став похід більш ніж 100-тисячної московсько-української армії на Крим у 1689 році — другий поход Голіцина. Головні сили кримських татар оточили війська Голіцина, проте не змогли розгромити оточених московитів. Московський командувач Василь Голіцин почав переговори з Кримом, вимагаючи повернути всіх полонених, скасувати виплату данини та припинити татарські напади. Селім Ґерай пропонував, що мир може бути укладений за умов Бахчисарайського договору 1681 року. Не маючи сил атакувати Ферах-Кермен, московські війська почали втечу, покидавши свою зброю. Переслідуване кримськими татарами московське військо досягло рубежів Московського царства і того ж дня було розпущено. Після перемоги над московитами ханські війська взяли Ускюб (Скоп'є), і успішно билися з австрійцями та сербським ополченням під Качаником (кримські татари вимушено воювали і втрачали свої сили на європейському фронті на вимогу османського султана, коли московити готували новий наступ на сам Крим). Той факт, що Селім Ґерай повів свої війська до Дунаю після відбиття московської навали, показує, що поширена точка зору, нібито похід 1689 відвернув сили кримців від угорського фронту, є помилковою. Петро Олексійович, скориставшись поразкою Голіцина, повалив сестру царицю Софію. У Криму поразку Голіцина вважали показником слабкості Московії. Згодом Петро I розпочав новий наступ на Крим. Татарська кавалерія відіграла значну роль в успішній обороні Азова 1695 року, знищивши один із полків російської армії (полк Шварта). Наступного року голландці створили Московський флот, по голландському зразку були зроблені перші московські кораблі. Використовуючи їх, Петро I під час другого похода на Азов захопив фортецю. На європейському фронті, попри окремі успіхи, хід бойових дій складався не на користь турків і кримців. Після низки поразок османських військ у 1699 році було укладено Карловицький договір, що завершив війну зі Священною Римською імперією, Польщею та Венецією. Через рік було завершено війну з Московським царством: згідно з умовами Константинопольського мирного договіра (1700), Московія вперше звільнялася від щорічної виплати данини до Криму. Отже, тільки на початку XVIII століття в московсько-кримських відносинах маятник хитнувся у бік Москви.

### Константинопольський мир. Поділ Кримського ханства між Туреччиною та Московією
З кінця XVII століття в Росію почали прибувати європейці, за сприяння яких Петро I після Великого посольства в Європу зайнявся реформуванням Московської держави. Реформи торкнулися більшості сфер московського життя, включаючи зовнішность московитів для того, щоб наблизити її до європейської. За участю європейців було реформовано московське військо: ключову роль в організації та керівництві стали грати європейські офіцери, силами європейських вчених у Петербурзі була заснована Академія наук. За європейським зразком у Московії було створено регулярну армію. У той самий час у Константинополі тривали переговори між турками та московитами, на яких було досягнуто домовленості: Московське царство отримувало частину територій на північ від Азовського моря, зокрема захоплену 1696 року місто-фортецю Азов і «всі старі та нові міста, що належать йому» з землями, що знаходяться між ними, і прилеглою акваторією Азовського моря, у тому числі місцевість, де як плацдарм для майбутьої агресії було споруджено фортецю Таганрог. Кордоном Московії з Кримської сторони тепер було визначено річку Міус, а з Кубанської відходили території на десять годин кінної їзди від Азова. Землі, що лежать між гирлом Міуса та Перекопським перешийком Кримського півострова та були населені ногаями, оголошувалися «нейтральними», кримським ханам заборонялося воювати проти Московії. Османська імперія отримувала від Кримського ханства кримськотатарські міста та їх фортеці, розташовані на Озю (Дніпрі) та з його правого берега. Серед них: Ескі Таван, Кизи Кермен, Нустрет Кермен, Сагін Кермен та інші, які до цього мали бути знищені, а люди, які населяли ці міста, повинні були їх покинути. Таким чином, наслідком цього договору став частковий поділ території Кримського ханства між Османською та Московською державами, а землі з обох берегів Дніпра від Січі (не включно) аж до Озю-кале та населені кримськими татарами та ногаями мали бути спустошені. Крім того, згідно з московсько-турецькими домовленостями, припинялася щорічна данина Московії до Криму. Права Кримського ханства та кримських татар у переговорах не були враховані і ніяк не обумовлювалися, взаємний московсько-турецький ненапад був гарантований для двох сторін, але не для Криму. Таким чином, після спустошення фортець та укріплень на північ від Перекопу Кримське ханство залишалося фактично беззахисно до вторгнення із півночі. Кримський хан Девлет Ґерай II писав султану «Нас не включили у мир. Скільки ми не просили, нашого прохання не почули і висловили до нас повну зневагу». Кримськотатарський історик Сеїд Мухаммед Різа з цього приводу зазначав: «жителі Криму стали поглядати на події часу через двері страху та очікувань».

#### Девлет II Ґерай. Північна війна та оточення Петра I
Девлет II Ґерай (хан у 1699—1702, 1708—1713, 1716 роках), талановитий політичний лідер кримськотатарського народу та видатний полководець. Отець-єзуїт Дюбан, який відвідав Бахчисарай у 1713 році, записав такі відомості про зовнішність та характер цього хана, зокрема, що йому було «близько 40 років, він дуже добре складений, має гарний вигляд, проникливий погляд, дуже правильні риси лиця… Найбільше мене зачарувала ласка, з якою він мене прийняв. Він поставив мені багато запитань про короля та війни Франції, якими він, здавалося, дуже цікавився. Він також говорив зі мною про нашого посланника з виразом глибокої поваги і дружби. Я скористався цим моментом, щоб попросити дозволу допомогти рабам та іншим християнам у його володіннях. Він негайно дав мені цей дозвіл з такою прихильністю, якої я тільки міг бажати». Інші сучасники хана також зійшлися в надзвичайно позитивних враженнях від зустрічі з цією людиною.
Відразу після підписання миру московити на нібито демілітаризованій зоні Кримського ханства почали створення бази для подальшої агресії в межі Криму, що викликало занепокоєння Девлет Ґерая, тим більше що він дотримувався нав'язаного його державі Османською імперією та Московським царством Константинопольського миру. Кордон між Росією та Кримським ханством вперше було демарковано: хан, виконуючи умови договору, заборонив підлеглим йому кочівникам Кубані та Буджака ходити походами на Московію, що послаблювало Кримське ханство та підривало престиж ханської влади, оскільки військові походи обмежували московську колонізацію земель, підпорядкованих Криму. Московія порушувала договір, а Девлет Ґерай не міг самостійно вживати заходів проти московських порушників Константинопольського миру і апелювати до його гарантів, оскільки раніше, зусиллями турків і московитів, був позбавлений суб'єктності в них.
Хан посилав султану грамоти про порушення Московією миру і будівництво укріплень: «У той час московці на відстані п'ятнадцяті годин шляху від Ферах-Кермана [Ор-Капу, Перекоп] спорудили велику фортецю, та ще подалі збудували кілька фортець. Коли ж про це було дано знати Порті, то для розслідування був посланий один зрадник з [турецьких] чиновників. Він узяв із московів хабар чимось на кшталт соболевої або горностаєвої шуби та, після свого повернення, представив слова хана» як загалом брехливі. Він, османський чиновник, доніс падишаху, що це був нібито «не більше, як рибальський кіш».
З 1701 Девлет Ґерай II брав активну участь у стамбульській внутрішньополітичній боротьбі, в результаті якої великим візиром став прихильник негайної війни з Росією Далтабан Мустафа-паша. Хан відправив у Буджак свого калгу Сеядет Ґерая з 5 тисячами кримських татар, навколо нього почали збиратися війська. На раді мурз було вирішено, що якщо на їхнє прохання розпочати війну з Росією буде дано відмову, то вони перейдуть Дунай і нападуть на османські землі. До 1702 він налагодив дипломатичні контакти зі Швецією і Запорізькою Січчю для координації військових операцій проти Москви. Сеїд Мухаммед Різа писав, що Девлет Ґерай ні перед ким у Криму не приховував своєї думки щодо того, що османська адміністрація надає пряму «допомогу ворогам віри», а до кримськотатарського народу не відчуває нічого, крім «ненависті і зневаги». Девлет Ґерай писав тоді султану, що «всі народи знають і всім відомо, що вони [московити] шукають приводу і способу, як відібрати в нас землю нашу і панувати на Чорному морі повними господарями». Турецький султан Ахмед III (1703—1730) у відповідь обізвав кримськотатарських політиків «винахідниками та брехунами». У грудні 1702 року Далтабан Мустафа-паша і Девлет Ґерай були зміщені. Тоді Девлет Ґерай об'єднав навколо себе 60 тисяч бунтівників і взяв в облогу османський гарнізон Ізмаїла, Кілії та Озю і готувався вторгнутися в османські землі. Новий османський уряд під керівництвом Юсуфа-паші провів масштабну військову операцію, внаслідок якої бунтівники зазнали поразки.
Авторитетний літній Селім Ґерай I, батько поваленого хана, вчетверте за життя був затверджений на престолі. При цьому він продовжив антиросійську політику свого сина: так, в офіційному листуванні зі шведським королем пропонував свій союз і військову допомогу. При ньому була побудована фортеця Єні-Кале на північ від Керчі, яка додатково захистила Крим від московської навали з Тамані. Однак у 1704 році він помер і не встиг зробити більше. Після повалень кількох ханів 1708 року Девлет Ґерай повернувся на Бахчисарайський престол і відновив свої зусилля щодо втягування Османів у війну проти Росії. Одночасно він прагнув отримати дозвіл на самостійний похід на новозведені російські прикордонні фортеці, які загрожували Криму, а також підготувався до походу для надання підтримки Карлу XII, проте не міг виступити у нього через категоричну заборону турецького султана. Шведи були впевнені у допомозі кримського хана: наприклад, зі шведської армії, дислокованої в Україні, був направлений такий лист до Стокгольма: «Ми стоїмо на шляху, яким татари зазвичай ходили на Москву. Тепер вони підуть туди разом з нами». На той момент і турецький султан був готовий змиритися зі з'єднанням кримських татар зі шведами та запорожцями: у травні 1709 року в Стамбулі почалося навантаження гармат та боєприпасів на кораблі для того, щоб направити їх ближче до України. Султан почав переговори з Петром, направивши до Азова, де тоді перебував цар, свого чиновника. У ході цих зустрічей Петро, як повідомляється, спалив весь свій Азовський флот, передав посланникові велику суму золотом і відпустив без викупу велику групу яничарів. У Стамбулі з такою самою легкістю П. А. Толстий підкупив великого візира Чорлулу Алі-пашу та інших передвірних. Тоді ж султан направив до Бахчисараю категоричну заборону виступу кримців проти Росії. Спроба підкупу хана закінчилася невдачею: він не прийняв дорогий подарунок, привезений у Бахчисарай В. І. Блеклим. Девлет Ґерай так і не отримав дозволу виступити на боці шведів у Полтавській битві, у якій московитам, що мали дворазову перевагу у кількості військ, вдалося перемогти шведсько-українську армію (ця битва вважається переломною у війні).
Прутський поход Петра I

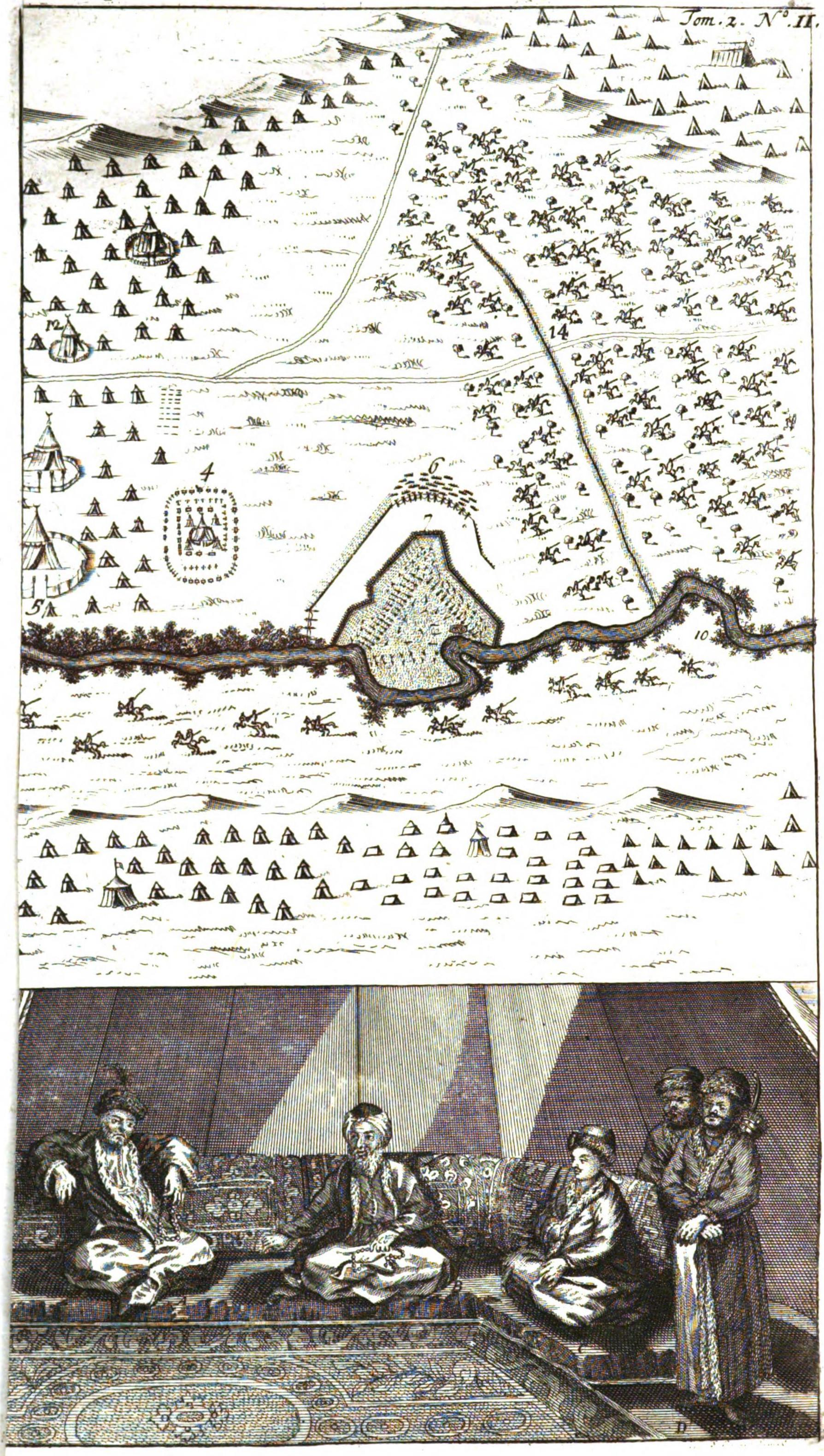
Оточення Петра I та його війська під Прутом

Нарешті, 1710 року після візиту Девлет Ґерая у Стамбул Османська імперія оголосила війну Московії: це рішення — цілком ініциатива Девлет Ґерая, про що, як пише В. Є. Возгрін, знала уся Європа. Він же став чи не головним координатором дій різнорідних антиросійських сил, що опинилися в 1708—1710 роках у причорноморських степах і зосередилися навколо бендерської ставки Карла. У цій війні Кримське ханство продемонструвало надзвичайну військову активність, прагнучи відновити status quo, яке існувало у Європі не лише до Полтавської битви, а й до Константинопольського договору. Саме кримські татари розпочали військові дії у 1711 році, наступаючи одразу на трьох напрямках: на Північно-Східне Приазов'я, на окуповану московськими військами Правобережну Україну та на Слобідську Україну. Головна московська армія на чолі з Петром І прямувала до Молдавії, до річки Дунай, де були зосереджені основні сили Османської імперії.

Головнокомандувачі Прутської битви
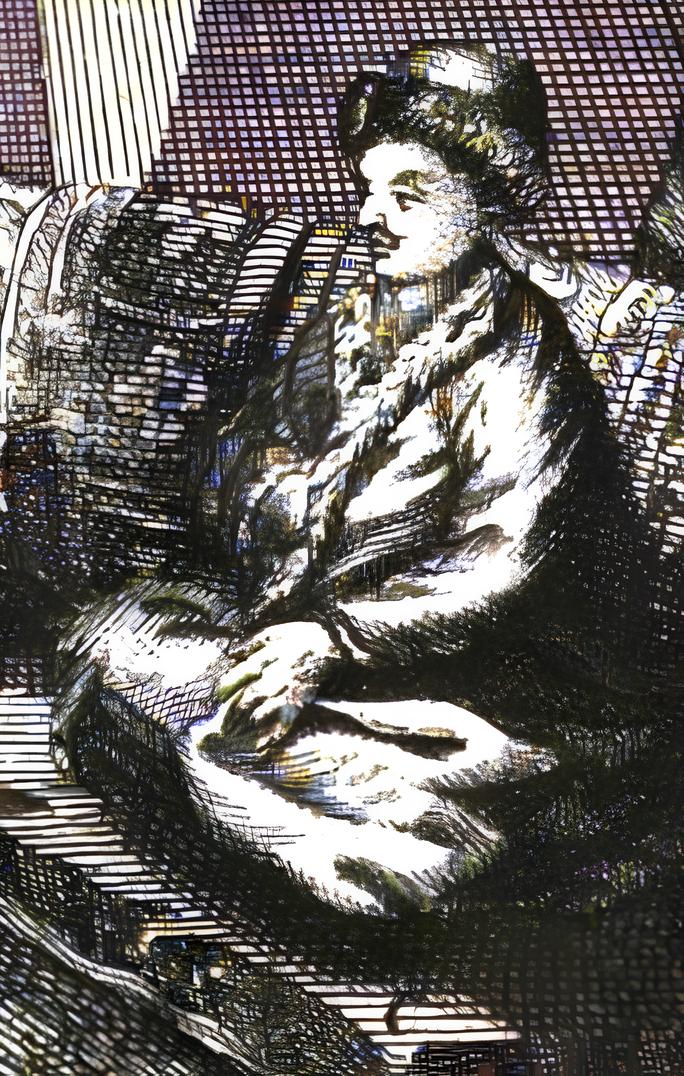
Девлет II Ґерай
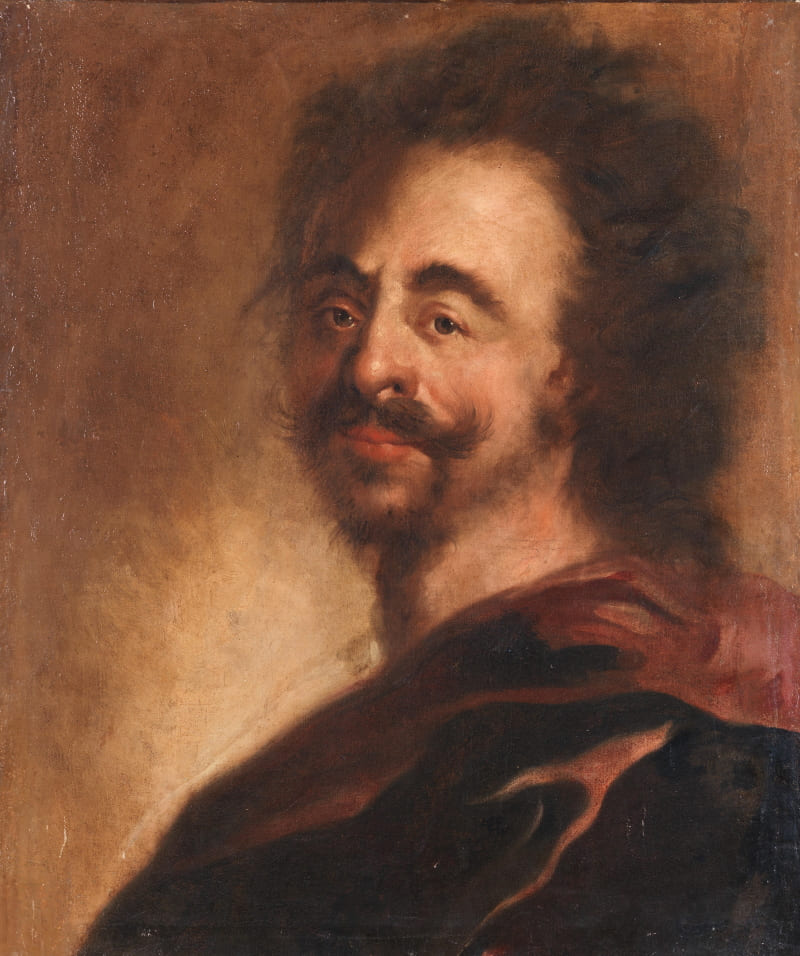
Петро I
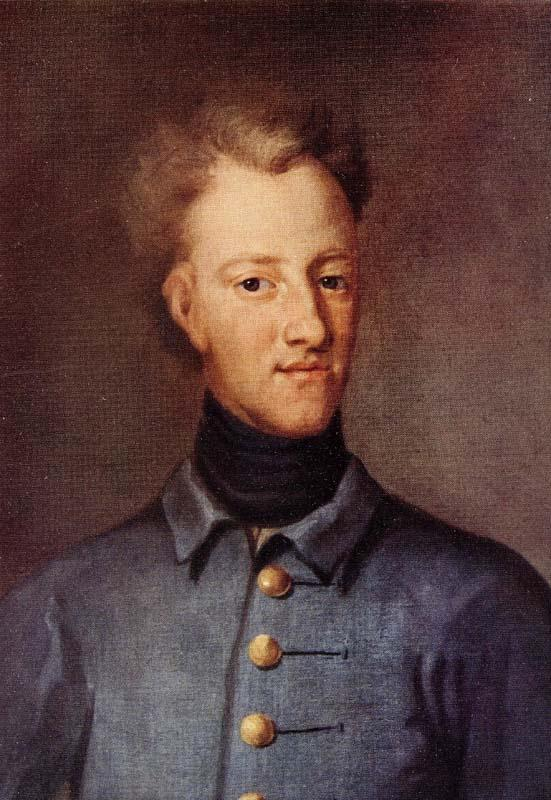
Карл XII
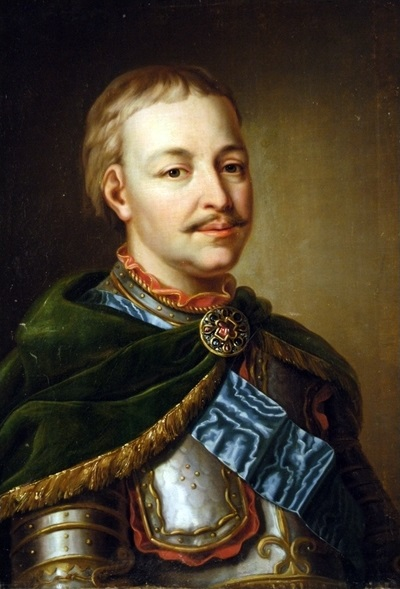
Іван Мазепа

Під час цього походу, що відомий в історії як Прутський, внаслідок блискучих дій Девлета II Ґерая, московський цар — майбутній засновник Російської імперії — та його армія потрапили в оточення союзних військ. Головну роль в оточенні та блокаді петровського війська відіграли кримськотатарсько-ногайські воїни під командуванням калги Мехмед Ґерая. У ці дні шведський посол писав Карлу XII: «Зі щирою радістю повідомляю, що цар і його армія… настільки оточені траншеями та гарматами біля Пруту, що, якщо Бог не хоче нас особливо покарати, тоді, за людським розумінням, ніхто звідти не піде». Становище московського війська справді було безвихідним: співвідношення сил на початку блокади було приблизно 1 до 4 не на користь московитів. Вони були позбавлені провіанту, води та фуражу: лише від голоду щодня вмирало 300—400 чоловік. Девлет Ґерай був запеклим противником будь-яких переговорів із Москвою, розуміючи, що Московія у майбутньому знову стане загрозою для Криму. Натомість він запропонував захопити всіх московитів разом із царем і його свитою, вважаючи, що можна взагалі покінчити з Московським царством як незалежною державою. Коли туркам все ж таки вдалося переконати Ґерая до участі в переговорах, він запропонував такі умови: московити мали повернути всі захоплені за час Північної Війни шведські території, гарантувати невтручання у внутрішні та зовнішні справи Польщі та Запорізької Січі, повернути фортецю Азов та збудований Таганрог, а також решту нещодавно зведених фортець на території Кримського юрту. Виконання умов мало бути гарантовано рядом європейських держав. Девлет Ґерай представив проєкт багатосторонньої політичної системи, підтвердженої міжнародним трактатом, який міг би запобігти агресії Росії на чорноморському і балтійському напрямі у майбутньому. У результаті основна частина програми Девлета Ґерая була Портою відкинута без жодних пояснень, інтереси Швеції та Криму ігнорувалися повністю, а договір стосувався лише турецьких інтересів при тому, що сам цар був готовий на будь-які умови задля свого порятунку. Переговори почалися зі спроби підкупу візира: спочатку він не приймав підкупу, тому дружина Петра Катерина запропонувала особисто вручити їх турецькому головнокомандувачу Балтаджі Мехмед-паші, провівши, за деякими свідченнями, кілька годин у його наметі. Після цього Балтаджі прийняв подарунки (у них входили й особисті коштовності Катерини).
Після цього раптово почалося братання турків і оточених московитів: турки почали приходити в оточений московський табір і продавати свої запаси, сам Балтаджі особисто від себе відправив цареві і цариці безліч мішків з рисом, цукром, хлібом та кавою для того, щоб ті розпорядилися ними по своєму розсуду. А після оточених московитів у супроводі турецьких військ взагалі відпустили під барабанний бій, зі знаменами і дозволивши їм зберегти свою зброю та навіть продовжити Північну війну. Таким чином, московити уникли полону і підписали мир на вкрай безболісних для Московії умовах тільки завдяки зраді османського візира Балтаджі Мехмед-паша та укладенню Прутського миру. Османське керівництво не було схильне рахуватися з інтересами кримців. Московський агент у Стамбулі повідомляв, що Ахмед III каївся, що «повірив донесенням кримського хана, якого лають усі, хто не хоче війни, кажучи, що він намовляв султана зробити це не для інтересів імперії, а для його особистої вигоди…». Під час переговорів було порушено питання відновлення данини до Криму з боку Москви, проте навіть у цьому Балтаджі Мехмед-паша виступив як прихильник Московського царства. За свідченням переговорника П. П. Шафірова, великий візир не став включати навіть цю вимогу Криму до договору навмисно: «через сварку з ханом … зі своєї злості». Прутський договір так само, як Карловіцький та Константинопольський 1699 та 1700 років, був укладений з ігноруванням кримських інтересів. Наступного дня після підписання договору в османський табір прибув Карл XII та звинуватив турецького візира в продажності. Шведський король переконував Мехмед-пашу дати йому 30 тисяч солдатів і, згідно з джерелами, клявся, що «до вечора призведе Петра з мотузкою на шиї». Але візир, підкуплений московитами, відмовив Карлу. Девлет II Ґерай, який зіграв важливу роль в оточенні Петра I, незабаром зажадав від султана страти візира. Балтаджи Мехмед-паша був страчений, але це вже не змінювало ситуації. Зрада візира стала поворотною точкою в Північній війні, яку Московське царство 1721 року виграло, самопроголосивши себе Російською імперією. Після Прутської битви Девлет II Ґерай став вкрай популярним політиком не тільки в Криму, а й у всій Османської імперії. Крім того, він почав дедалі більше визначати політику Стамбула на її північних околицях. Цим Девлет Ґерай, талановитий полководець, почав викликати роздратування султана. Тому в 1713 році кримський хан був відсторонений від влади, а на його місце був призначений непопулярний Каплан Ґерай — свідчення того, що Стамбулу не потрібний був самостійний і сильний політик на кримськотатарському престолі.

### Оцінки долі кримської державності в історіографії
В історичній науці досі немає усталеної цілісної періодизації історії Кримського ханства, межі якої не були б пов'язані із зовнішньою політикою Московії/Росії. Період з 1681 по 1700 роки характеризується вченими (зокрема, П. А. Аваковим і Д. В. Сенєм) як нова віха в історії Кримського ханства: саме тоді міжнародне становище держави, яка мимоволі була втягнута в процес створення нових кордонів у Північному Причорномор'ї та Приазов'ї, значно погіршилося. Більш ніж тривікова історія кримсько-московських відносин зайняла значне місце в російській історичній науці та здобула чи не непорушні історіографічні традиції, які важко піддаються уточненню чи ревізії. Навіть у роботах, що вийшли на рубежі XX та XXI століть можна зустріти безапеляційні судження про зумовленість анексії Кримського ханства. Основою цього погляду є праці російського орієнталіста В. Д. Смірнова. А джерелом їх, як зазначає доктор історичних наук І. В. Зайцев, є «османський погляд на кримських татар». Російські вчені-історики майже не враховують і систематично критикують альтернативну точку зору на Кримське ханство, запропоновану, наприклад, професором В. Є. Возгріним. А. В. Мальгін та І. В. Зайцев зазначали, що Кримське ханство було високорозвиненою ісламською державою, і цю обставину необхідно враховувати. Отже, колоніальний дискурс, який апелює до нібито неспроможності кримських татар зберегти свою державність у мінливих геополітичних умовах XVIII століття, має давню і міцну традицію в історіографії, але є помилковим.

### Російська агресія. Розорення Криму

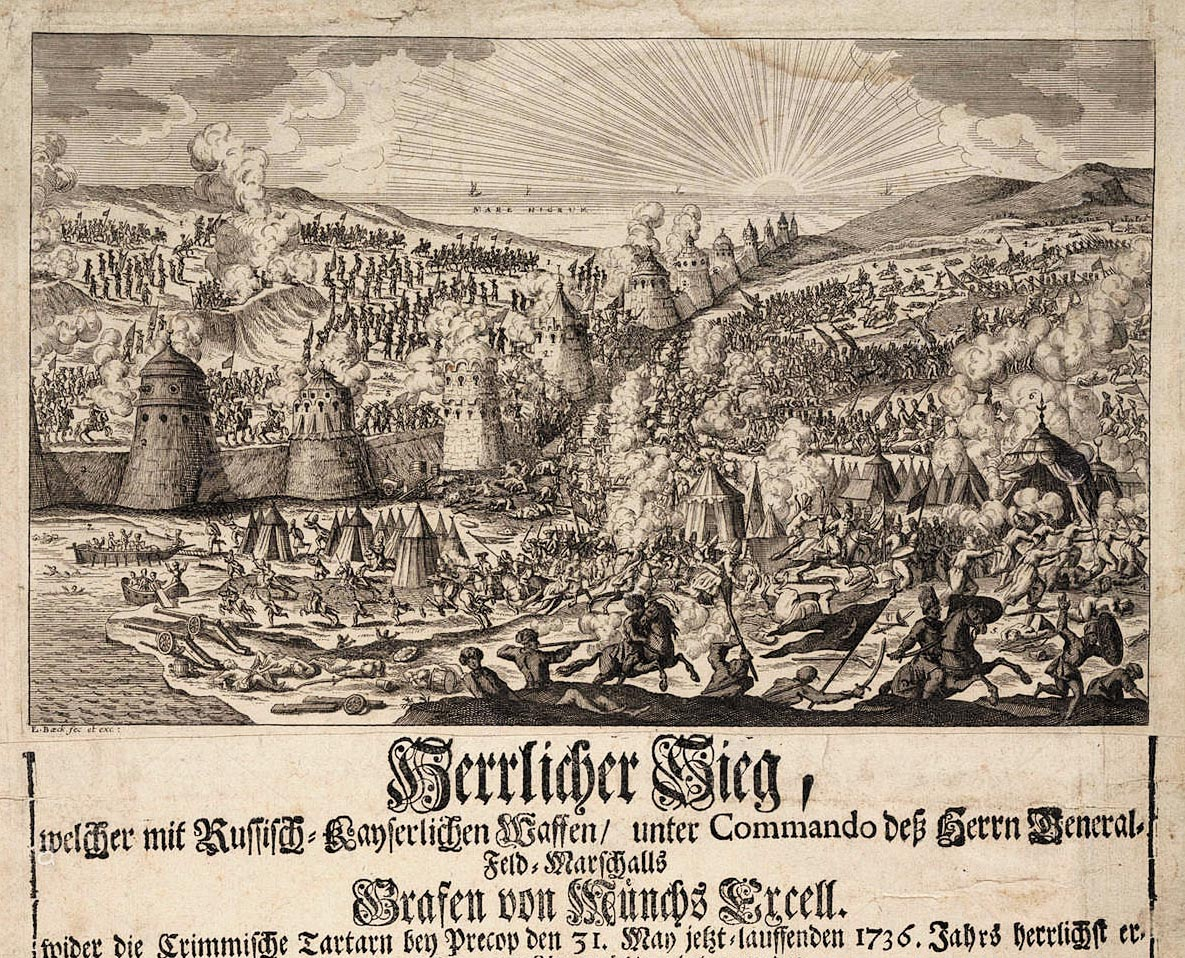
Російський штурм Ор-Капи, 1736.

Каплан I Ґерай (1707—1708, 1713—1715, 1730—1736) під час другого свого правління взяв участь у османсько-перській війні. Сприяючи зведенню на престол Речі Посполитої Августа Саксонського, росіяни скористалися ситуацією і напали на Крим під командуванням Христофора Мініха й Петра Лассі. Нападники випалили весь півострів й вирізали столицю Бахчисарай.
1736 року Мініх повністю знищив Кезлев і Бахчисарай, міста були спалені, а мешканці перебиті. Після цього росіяни рушили до східної частини Криму. Через розкладання численних трупів епідемія холери призвела до загибелі частини російського війська, і Мініх відвів армію за Перекопський перешийок. Східний Крим був розорений під час походу Лассі наступного року. Росіяни спалили Карасубазар й вирізали населення. 1738 року вони планували новий похід, але він не відбувся через те, що військо не змогло б себе прогодувати — в повністю розореному ханстві не було продовольства і панував голод.
Російська навала 1736–1738 років стала для Кримського ханства національною катастрофою. Всі значні міста лежали в руїнах, економіці було завдано величезної шкоди, в країні лютував голод і холера. Загинула значна частина населення.

### Кирим Ґерай. Загибель
Наприкінці XVIII ст. Кримський ханат став ареною боротьби впливів Османської Держави та Російської імперії. Російський уряд був настільки зацікавлений у відторгненні Кримського ханства від Османської Держави, що Катерина II 16 жовтня 1769 направила П. Паніну рескрипт наступного змісту: «Ми вважаємо: чи не можна буде за цих обставин Крим і всі татарські народи послабити в їхній вірності Порті Оттоманській вселенням їм думки до запровадження у себе незалежності від жодного уряду й обіцянкою їм у тому з нашого боку дійсної допомоги». Що ж стосується практичного втілення задумів Катерини II, то тут імператриця давала Паніну повну можливість діяти самостійно, виходячи з обставин, що складалися.
Спроби анексії Криму Російською імперією продовжувалися надалі, шляхом використання розбіжностей у татарському суспільстві та плекання сепаратистських настроїв ногайців. П. Гейсман і О. Дубровський: «…ведучи переговори з татарами, вчасно лякаючи їх, вчасно улещуючи їх же, усуваючи до того ж дуже вміло непорозуміння між ними і запорожцями, мистецьки схиляючи татар до прийняття заступництва Росії… і домагаючись, таким чином, ослаблення їх іноді дуже небезпечної сили, Панін у підсумку зумів викликати у них довіру. Домігшись завдяки цьому умиротворення більшості орд, він водночас полегшив подальші зносини і навіть підкорення Криму». Першими піддалися ногайські орди єдісанські і буджацькі, вступили в союз із Російською імперією від османського верховенства. Після них — єдічкульські та джамбуйлуцькі татари. Подальша доля Криму стала передбачуваною.
Після російської окупації 1771 р., Карасубазарського трактату та Кючук-Кайнарджійського мирного договору (1774), Кримський ханат було оголошено незалежним від Османської імперії, на престолі було затверджено проросійського правителя Шагіна Ґерая. Незабаром російський уряд Катерини II змусив Шахіна Ґерая, проти якого не раз повставало населення, зректися влади і 1783 р. приєднав територію Кримського Ханства до Російської імперії.
Офіційний привід, на підставі якого імператорський уряд бажав провести приєднання Криму до Російської імперії, у трактуванні Катерини II виглядав ось так: «Перетворення Криму у вільну та незалежну область не принесло спокою Росії і обернулося лише новими для неї турботами зі значними витратами. Досвід часу з 1774 р. показав, що незалежність мало властива татарським народам і, щоб охороняти її, нам потрібно завжди бути збройними і при існуванні миру розморювати війська важкими рухами, роблячи великі витрати, як під час війни. … Беручи до уваги всі ці обставини, ми прийняли рішення дати інший зворот кримським справам і зробити на майбутній час Кримський півострів не гніздом розбійників і заколотників, а територією Російської держави. Через таке розуміння ми з повною впевненістю повідомляємо всім нашу волю на присвоєння Кримського півострова і на приєднання його до Росії».
Колонізація Таврійської області розпочалася відразу після підписання у 1774 Кучук-Кайнарджійського миру. Через намір Катерини II завітати до Криму, Потьомкін повинен був заселити його новими мешканцями, на що зі скарбниці вже були надані гроші. Потьомкін став активно закликати іноземців, щоб вони переїжджали на постійне проживання до Криму. Кількість іноземних переселенців на півострів стала збільшуватися з 1762 року, коли 4 грудня був опублікований імператорський маніфест, згідно з яким їх запрошували перебиратися до Росії. Іноземці не забарилися прийняти пропозицію російського уряду. Уряд надав іноземним колоністам вагомі пільги. Вони 10 років не платили податків, звільнялися від військової повинності та військових постоїв, одержували гроші на проїзд до місця свого мешкання, наділялися землею в Криму.
Щоби надати новим колоністам землю, з неї почали виганяти місцевих власників. Це призвело до того, що з півострова почали від'їжджати корінні мешканці краю. Через безперервну еміграцію тягом 60 —70-х років XVIII століття кількість населення, яке мешкало лише на Кримському півострові, скоротилася з 300 до 152 тис. осіб.
У вересні 1780 О. Безбородько представив Катерині II свій «Меморандум про справи політичні». Цей меморандум містив проєкт розділу території Османської імперії між Російською імперією та Австрійською монархією. Пропонувалося у випадку укладення мирної угоди з Османською імперією «ухвалити, щоб Молдова, Волощина та Бессарабія під ім'ям своїм стародавнім Дакія створені були областю незалежною з християнським сувереном, за умови, щоб ця держава не могла бути приєднаною до Росії та Австрії». Передбачалася можливість, що війна призведе до «повного знищення Османської імперії та до відродження стародавньої Грецької імперії на користь молодшого великого князя» — тобто під егідою онука Катерини II Костянтина. Пропозиція Катерини II австрійському урядові дістала назву «Грецький проєкт». Побоювання з боку монархів Європи посилення впливу Російської імперії призвело до того, що проєкт Катерини II не дістав підтримки, і вона не мала можливості втілити його у життя.
Кримське ханство було анексовано Російською імперією 9 квітня 1783 р. Майже рік управління півостровом здійснювалося військовою владою через створену з цією метою мусульманську нараду. 2 лютого 1784 було видано наказ, згідно з яким створювалася Таврійська область, до складу якої увійшли Кримський півострів, Тамань і землі на північ від Перекопу аж до Катеринославського намісництва. Першим губернатором Таврійської області став Григорій Потьомкін.
Відразу після встановлення в Криму нової влади російський уряд почав впроваджувати на півострові російські методи управління економікою краю та закріплювати за собою право на володіння місцевою землею. Згідно з офіційними даними до 1796 року (тобто лише за 12 років знаходження Криму в складі Російської імперії) у селян було відібрано та передано російським дворянам 288 тисяч десятин землі. Разом з відібранням землі уряд розпочав поширювати на селян причорноморських земель ханства та Кубані кріпацтво.
Кримськотатарський історик Халім Ґерай в роботі Рожевий квітник ханів, що була вперше видана 1811 року, так описує наслідки анексії Криму Росією:
Томас Мілнер, англієць та учасник Кримської війни, так описував наслідки анексії Кримського ханства Росією:

## Духовна культура

### Система освіти в Кримському ханстві
Золотоординський період у Криму був досить плідним для розвитку науки, однак у момент розпаду та політичної нестабільності спостерігався занепад у науці та творчості. Так, відомий кримський правознавець і філолог Сеїд Ахмед Киримі (пом. 1474) в бесіді з османським султаном Мехмедом II Фатіхом казав, що «Кримська країна» — батьківщина 600 релігійних авторів (муфті) і 300 авторів різних наукових праць (мусанніф). Незважаючи на кризу, все ж таки наука продовжувала розвиватися: у самого Сеїд Ахмеда Киримі, згідно з наявними джерелами, був цілий ряд трактатів з галузей релігійних наук, логіки, філології та містицизму. Стабілізація ситуації в Криму в XV сторіччі благотворно позначилася на кримській освіті. При Менглі Ґераї, наприклад, у Салачику як «центр вченності» відкривається Зинджирли Медресе — найвідоміший навчальний заклад ханського часу (деякі дослідники навіть характеризують його як найстаріший заклад вищої освіти як у Криму, так і у всій Східній Європі). Загалом багато кримських ханів мали хорошу освіту. Особливо варто відзначити Кирим Ґерая, який мав інтерес до європейської драматургії та, зокрема, до творчості Ж. Б. Мольєра, про що повідомляв французький консул у Криму у 1767—1769 роках барон де Тотт. Освіта як система. У Криму було два рівні освіти: початкова школа — мектеб та заклади середнього та вищого рівня — училища-медресе, проте вона не обмежувалася лише цим. Наприклад, існували заклади дар-уль-гаффаз (або школа гафізів), дар-уль-курра, дар-уль-хадіс (школа знавців хадисів) та дар-уль-тиб (школа медиків). Евлія Челебі, османський мандрівник, який відвідав Крим у XVII сторіччі і залишив записки про свою подорож, повідомляє про 80 мусульманських шкіл лише в семи кримських містах, не кажучи при цьому про села. Щодо медресе, то, згідно з камеральним описом Криму, наприкінці 1783 року після російської анексії на території Криму функціонувало щонайменше двадцять шість медресе. Архіви медресе ханського періоду не збереглись, проте вони можуть бути частково відновлені за рахунок матеріалів кадіаскерських книг. Зинджирли Медресе продовжувало бути найбільш відомим кримським медресе і одним з найбільш багатих російських медресе до початку XX сторіччя. Бібліотеки. Зібрання ханської бібліотеки було майже повністю втрачено або зберігається у архівах Петербурга. Під час розорення Криму 1736 року було спалено безліч бібліотек, у тому числі величезну Ханську бібліотеку, Карасубазарське древлесховище, Єзуїтську бібліотеку з її архівом та Національний архів ханства. Стародавні книги, що збереглися, були в 1929 році вилучені і спалені в ході боротьби з традиційною кримськотатарською писемністю, історією та культурою. Є тільки невелика частина цієї колекції, що випадково збереглася: наприклад, Вавілонський кодекс (927 року), Каталог Каїрської бібліотеки (1008 року), тафсир автора XIII сторіччя Мухаммада ал-Куртубі; коментар юриста XIV сторіччя ал-Махбубі до трактату «Виправлення основ права»; шеститомне каліграфічне склепіння хадісів найранішого та авторитетного їх збирача аль-Бухарі; поема про шахи Мухаммада ібн'ал-Хаббарія; коментар кримського улема Мухаммада ібн'Абд ар-Рахіма ал-Кирими до творів перського поета Джамі та збірка проповідей кримського шейха Мухаммада ібн'Абд ал-Каріма ал-Кирими. Відомі й такі книги: трактати з медицини («Тиб кітаби»), астрономії («Хейе́т») та математики («Ільм-і хесабдан рисале»), книга з фарсі («Фарісі кітаби»). Крім цього, у списках книг з ханської бібліотеки, датованих 1722 і 1733 роками, присутній рукопис однієї з двох редакцій добре відомої в науковому світі енциклопедичної праці каїрського вченого-правознавця та зоолога Камаль ад-діна ад-Дамірі (пом. 1405) під назвою «Хайат аль-хайаван» («Життя тварин»). Евлія Челебі повідомляв, що Бахчисарай — «джерело вчених і збір премудрих, місце проживання поетів, тому там багато і вчених-медиків. Майстерні лікарі та хірурги-кровопускачі — дуже великі майстри в науці пульсу, подібні до Галена». Відомі імена багатьох мудерисів (наприклад, математик Усеїн Рифки, факіг Абдуррахман Бабакуш, бахчисарайський проповідник та поет XVIII сторіччя Осман Ефенді, хірурги Деде Масум, Таркан, Альп-акай, лікарі Аліша-мирза, Дудус-ата, вчений та поет Сеїд Ахмед Киримі, історик і поет Хурремі Челебі та багато інших).

Навчальні заклади Криму
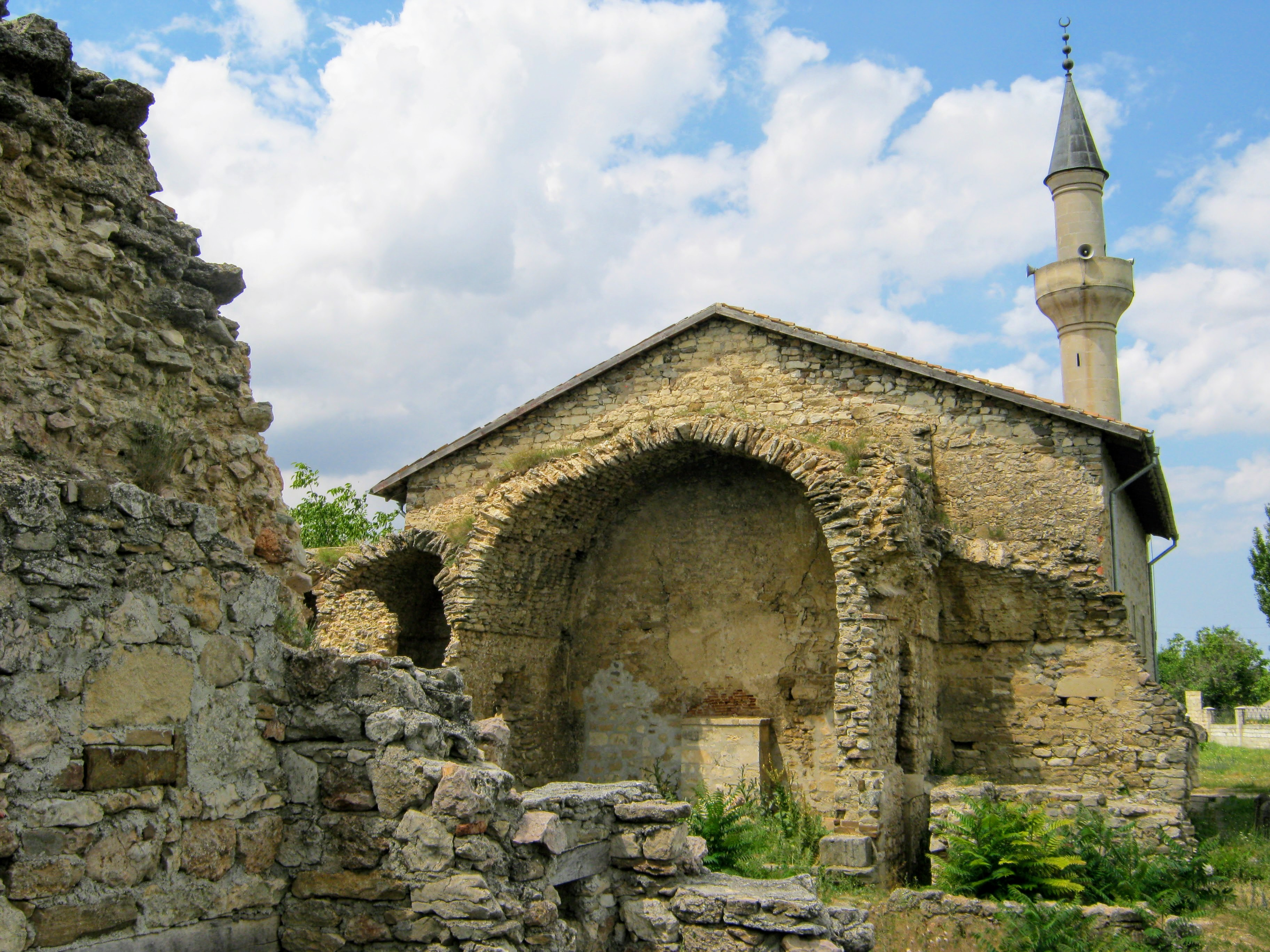
Руїни золотоординського медресе хана Узбека
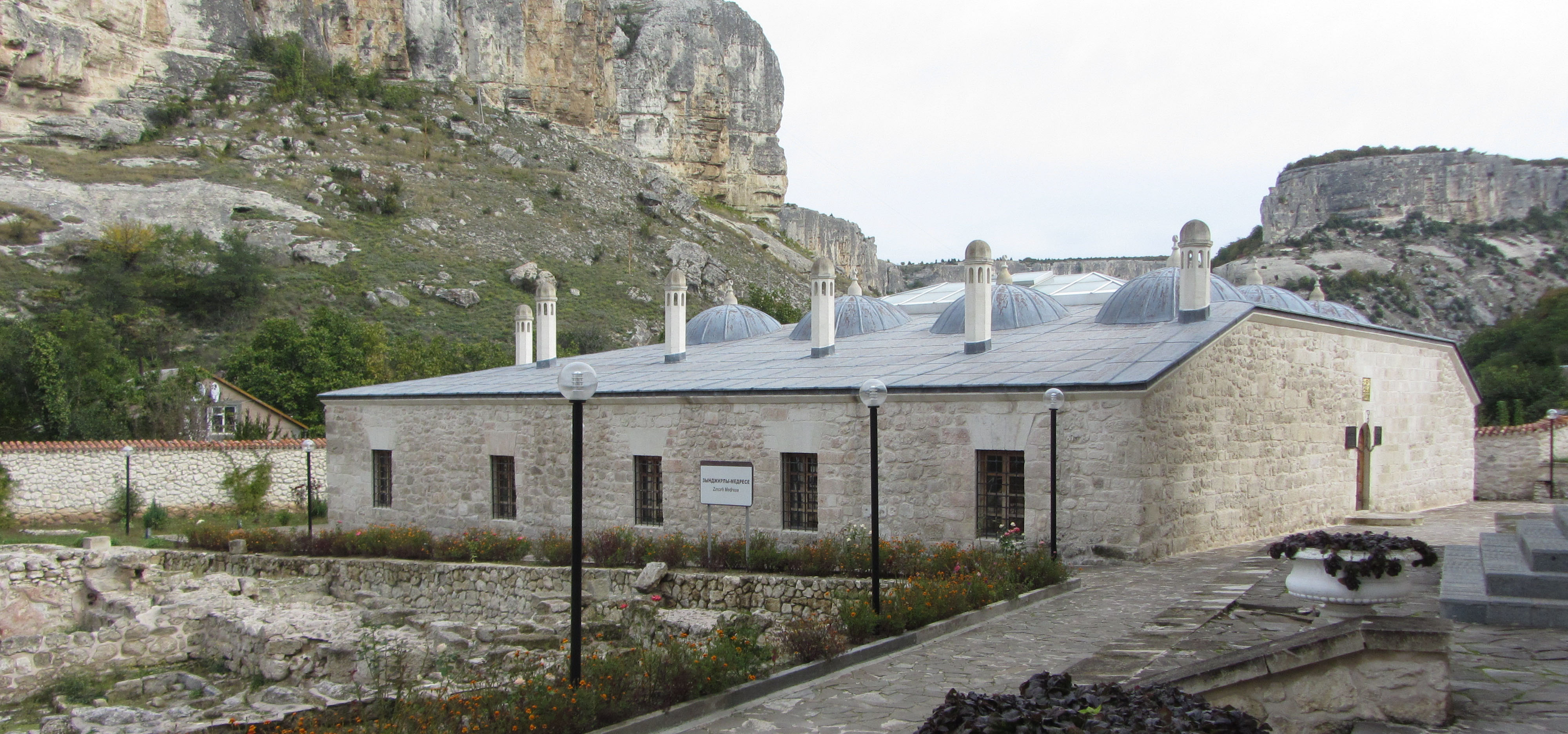
Зинджирли Медресе
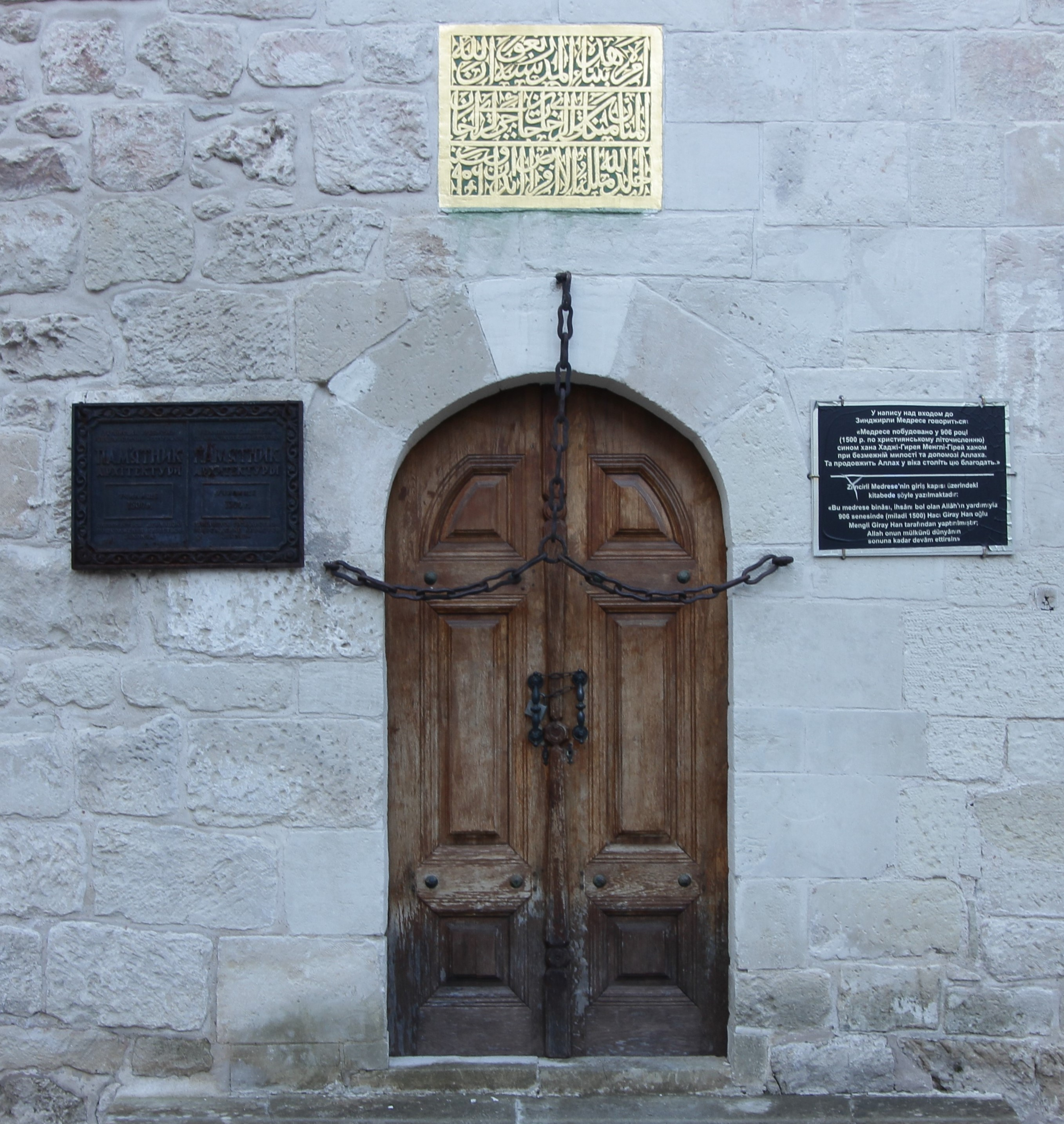
Двері в Зинджирли медресе з ланцюгом
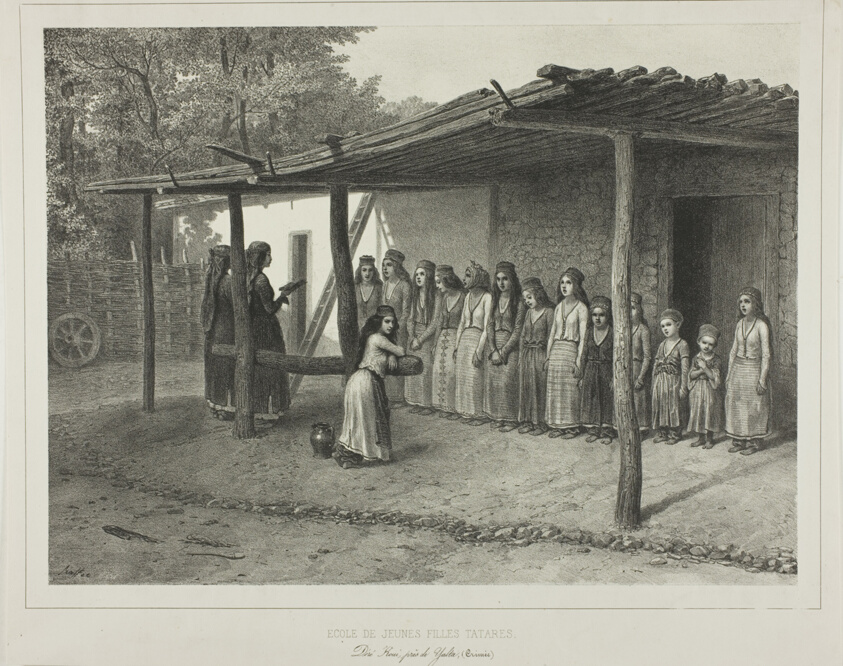
Мектеб для дівчат у Криму

### Кримськотатарська література
Період Кримського ханства аж до кінця XX століття залишався одним із найменш вивчених у багатовіковій історії кримськотатарської літератури. Завдяки зусиллям численних дослідників зараз авторський корпус кримськотатарської літератури цього періоду вважається сформованим. При цьому десятки авторів все ще відомі лише за іменами або іноді про них є мінімальні біографічні відомості, відомі лише окремі твори. Крім того, проза значно менш досліджена ніж поезія. Початковий етап. У період Кримського ханства кримськотатарська література вступила, маючи два століття розвитку в період Золотої Орди. У золотоординські часи в Криму було створено щонайменше три великі пам'ятники. Дві поеми на сюжет про Юсуфа і Зулейху поетів Махмуда Киримли (XIII ст.) та Абдульмеджида Киримі́ (2 пол. XIV — 1 четв. XV ст.), а також 800-сторінковий суфійський трактат на фарсі «Календар-наме» Ебубекра Календара (XIV ст.). Відомий і перший досвід кримськотатарської історіографії — твір «Історія Тохтабая» («Тохтабай таріхи»), що, ймовірно, датується початком XV сторіччя, збереглися і зразки поетичних епітафій. Відомі вірші перших кримських ханів, а також трактати з богослов'я, логіки, філології та суфізму Сеїда Ахмеда Киримі́.
XVI сторіччя. Загальний список відомих на сьогодні кримських авторів цього періоду включає зараз понад двух десятків імен, приблизно стільки ж османських авторів у цей період проживали в Криму і брали участь у місцевому літературному житті. Майже всі великі хани цього періоду самі писали вірші та прозу і всіляко сприяли розвитку літератури у державі. Відомі імена поетів авторів диванів. Одним із таких є Мустафа Мюдамі — найраніший відомий кримський поет, перу якого належить поетичний диван. Його «Диван» містить близько 80 віршів та поем. Творчість Гази II Ґерая, який писав під псевдонімом Газаї́, досліджували Амді Гірайбай та в нарисі «Література кримських татар» Агатангел Кримський, він же переклав низку творів Газаї́ українською мовою, статтю про Газаї написав і український поет Іван Франко. Дослідженням його творчості займалися також інші дослідники. У ліриці поета присутні твори, написані кримськотатарською, османською, чагатайською та азербайджанською мовами. Що стосується жанрів, дослідники виділяють його любовну лірику, вірші військово-похідного жанру, релігійно-філософську лірику, зразки дидактичного, сатиричного та гумористичного жанрів. Його сучасник Фейзі Кефеві присвятив Газаї кілька хвалебних од у формі касиди. Інші відомі творці цього часу: Кайсуні-заде Нідаї́ (відомий як Реммаль-Ходжа), Усеїн Кефеві́, Сахіб Ґерай та інші. Перу Реммаль-Ходжі належить історіографічний труд «Історія хана Сахіб Ґерая» — сберігся у шести списка, що знаходяться у Петербурзі та Парижі, їм же була перекладена велика кількість східних творів (серед них, наприклад, переклад пам'ятника золотоординської літератури — поемаи Хюсама Кятіба «Хікаєт-і Джумджуме султан»). Усеїн Кефеві переклав з коментарями з перської на тюркську «Ґулістан» Сааді Ширазі.
XVII сторіччя. Період плідного розвитку кримськотатарської літератури. Загальний список поетів та авторів різних творів включає п'ять десятків імен. Дослідники зазвичай виділяють три основні напрями: література дивана (вона ж палацова), література суфійської обителі та ашицька література. Найвідоміший представник ашицької поезії Криму, як і всієї тюркомовної літератури, — легендарний поет Ашик Умер із Кезлєва. Серед інших поетів цього сторіччя Ризаї́, Селямі́, Кадрі́, Фетхі́, Наїм, Фазлі Челебі, що «не знав рівних у мистецтві складання таріхів» — віршів у формі поетичної хронограми. Твори одних авторів (як, наприклад, поетеси Хан-заде Етіме) були повністю втрачені, інших дійшли окремими фрагментами (Хан-заде́ Хани́м, Аріфі́, Бахті́). Були й ті, чия творчість збереглася значно повніше, причому рівень цієї спадщини вказує на значний талант. Одним із них був хан Бахадир Ґерай, який писав під псевдонімом Резмі́ — спадщина поета становить близько тридцяти газелей та окремих двовіршів. Вірші Резмі сповнені мотивами любові, філософських роздумів про мінливість долі. Шахін Ґерай-султан (Шахі) був майстром візуальної поезії: відома його циклічна ода у вигляді квітки. Мехмед Ґерай IV писав під псевдонімами Хані́ та Кяміль, з його творчості до наших днів дійшло лише 12 творів. Талібі Кефеві написав історію османської династії у віршах «Теваріх-і Ал-і Осман». Джан-Мухаммед — один із найвідоміших кримських поетів дивана — написав поему, яка розповідає про визвольний рух українського козацтва проти Речі Посполитої, «Тогай-бей». Вона була знайдена Османом Акчокракли в одному з прибережних сіл Криму в 1925 році, за сприяння академіка Агатангела Кримського статтю про поему було опубліковано у збірнику «Студії з Криму». Судячи з усього, поема написана у формі маснаві́, з точки зору жанру — газават-наме́. Ашик Умер — один із найбільш талановитих та плідних поетів ашиків. Його перу належить близько 2000 творів. Вже за життя він був визнаний майстром (уста́д), лірика його на багато століть стала об'єктом наслідування. Проза. У цей час було написано «Літопис Кипчацького степу» та «Історію Єгипта» Абдуллаха Рідвана, «Історія Ислям Ґерая» Хаджі Мехмеда Сенаї́, що написана на замовлення Сефер Гази ага та зберігається в єдиному екземплярі у Британському музеї, «Історія Мехмед Ґерая», «Історія підкорення Багдада» Хасана Веджіхі та інші.
XVIII сторіччя. У цей час Кримське ханство жило у значній політичній напрузі, пов'язаній із ситуацією на його кордонах. Події 1736—1737 років посилили цю тривогу, яка не пройшла у Криму аж до анексії 1783 року. Незважаючи на це, список відомих авторів цього століття налічує понад п'ятдесят імен. Багато творів тієї епохи також не збереглися. Наприклад, із творчості відомого вченого, історика та поета Абдульгаффара Хасана Киримі, якого Саїд Ґерай у праці з історії Криму характеризував як «наставника поетів Криму», відзначаючи у нього наявність «Історії Криму» у віршах, зберігся лише невеликий вірш. Саїд Ґерай згадує й інших поетів тієї епохи: Пір-Мехмед агу, Ісмаїла Мірзу, Мухаммедджана Ефенді, якого він називає «найкращим із поетів Криму», Хаміда Ефенді, а також двох учених та поетів з Буджака — Дагістані Мехмеда Ефенді та Абдурразака Ефенді. Сучасник Саїда Ґерая, автор двох «диванів» Хурремі Челебі. XVIII століття — золотий вік кримськотатарської історіографії ханського часу. «Історія» Мехмеда Ґерая, «Збірник подій» («Вакіат меджмуаси») Месуда Ефенді та «Збірник» («Меджмуа») Абдульвелі Ефенді, які хронологічно описують події першого десятиліття XVIII століття. Четвертою працею, хронологічно дещо віддаленою від попередніх, є «Короткий історичний нарис» («Рісале-і мухтасаре») Хайруддін-заде Мехмеда аш-Ширіні, доля якого залишається невідомою. Надалі з'явилися численні хроніки, що мають значну історичну та літературну цінність. Серед найбільш помітних праць можна виділити чотири твори, опубліковані протягом відносно короткого періоду: від середини 1740-х до кінця 1750-х років. Хронологічно першим із них з була праця Сеїда Мухаммеда Різи під назвою «Ес-Себ ус-сеййар фі ахбар-і мулюк-іт-татар» («Сім планет у звістках про царів татарських», 1744 року), що став одним з найпопулярніших творів у галузі кримської історіографії ханського часу. Дослідники характеризують його як «джерело першої категорії», а також «енциклопедичний збірник щодо кримськотатарської старовини», що за багатством і різноманітністю свого змісту перевершує все, що було відомо на той момент з історії Кримського ханства, зазначаються його високі літературні достоїнства, а також виваженість викладу та опора на джерела. Наступною працею є хроніка «Опора вістей» («Умдет аль-Ахбар») авторства Абдульгаффара Хасана Киримі. Третя — «Історія кримських ханів» Хурремі Челебі. Найпізніша праця — «Історія Саїда Ґерая» історика та поета Саїда Ґерая. Крім історіографічних творів, у літературі XVIII століття відома і ціла низка зразків релігійно-суфійської прози, у тому числі перекладного характеру. XVIII століття, попри драматичний характер численних військово-політичних подій, які завершилися захопленням ханства в 1783 році, виявилося надзвичайно плідним для розвитку крымськотатарської літератури. У поезії починають домінувати сюжети із місцевого життя. Крім того, крымськотатарська історична проза переживає свій найзначніший період розвитку, збагативши скарбницю крымськотатарської літератури рядом надзвичайно яскравих пам'ятників. У всі зазначені періоди в Криму жили і творили також османські автори, що походили не з земель Кримського ханства і залишили значну літературну спадщину.

Зразки літературних творів ханської епохи
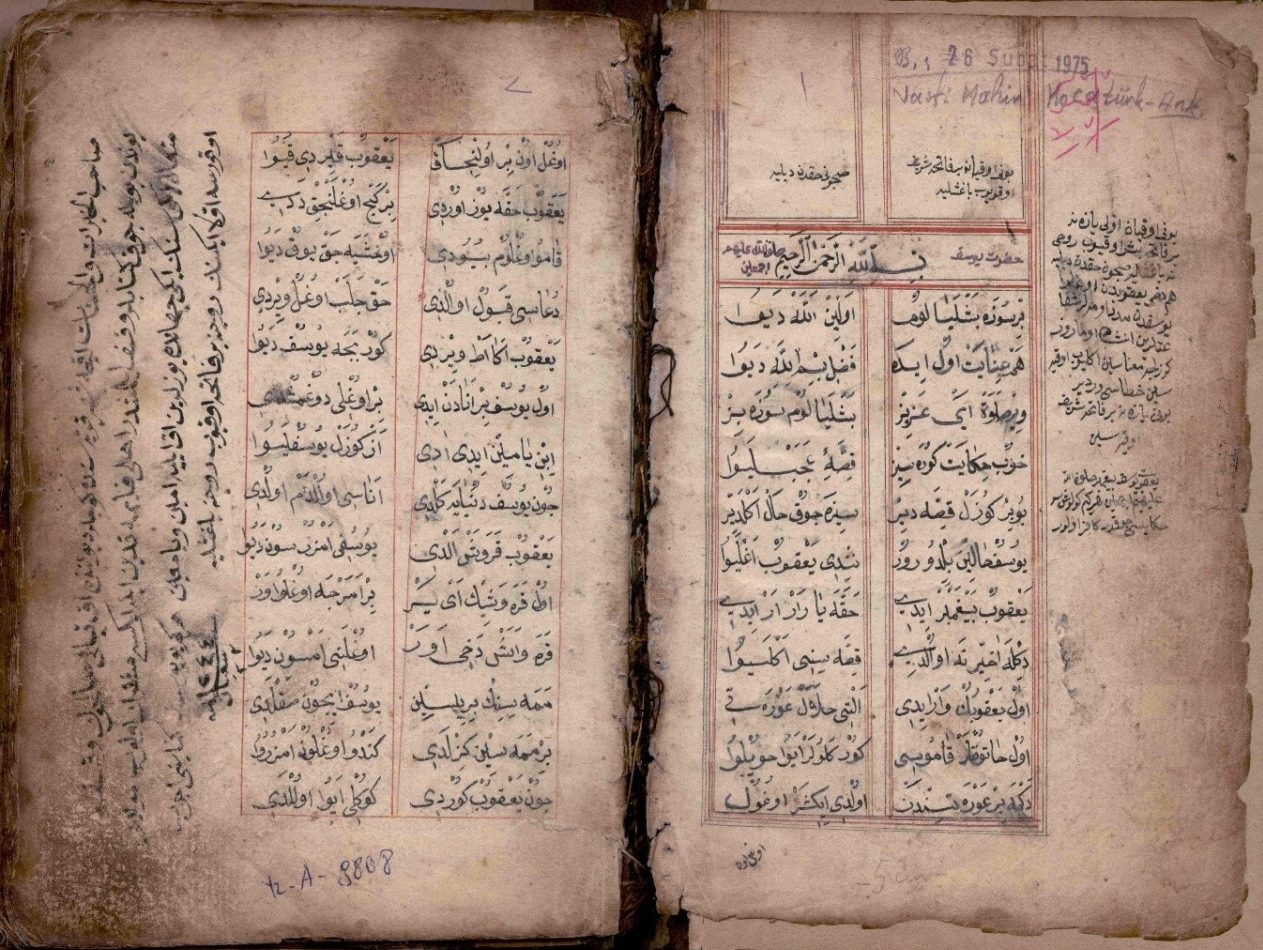
Махмуд Киримли «Юсуф і Зулейха» (XIII ст.) в перекладі Халіль-оглу Алі[203].
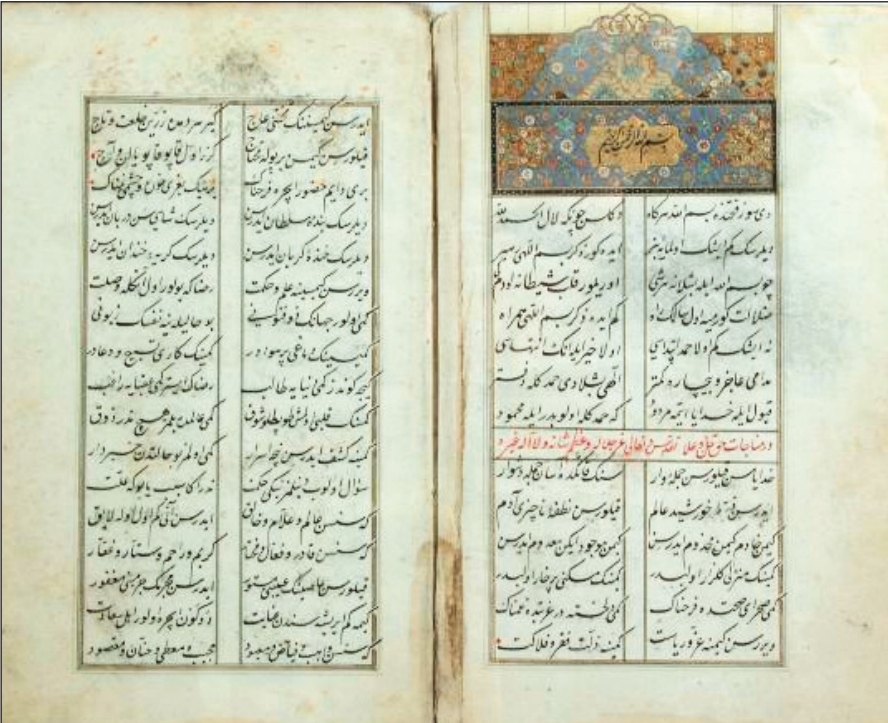
Диван Мустафи Мюдамі (XVI ст.)[l].
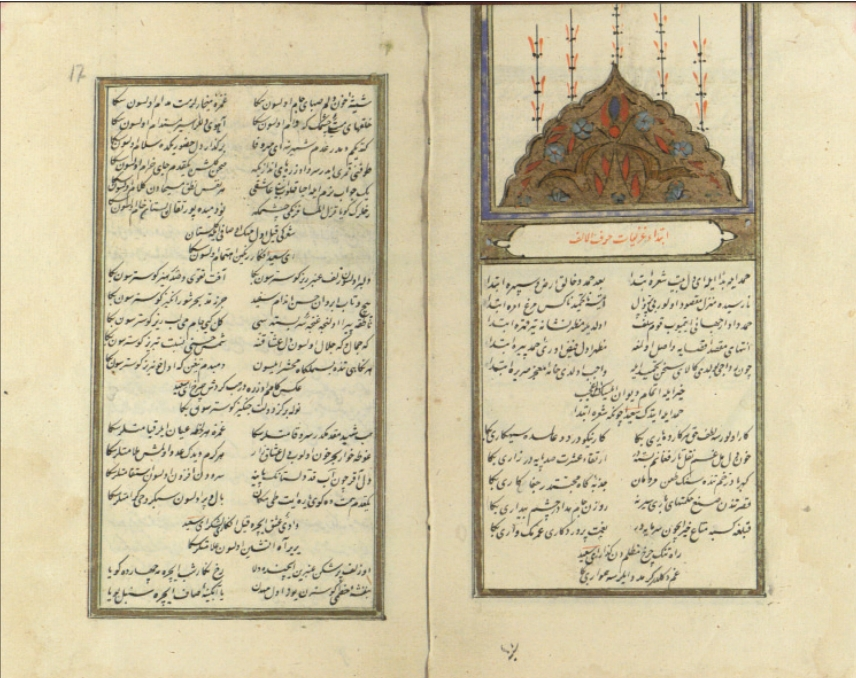
Диван Саїд Ґерая[m].
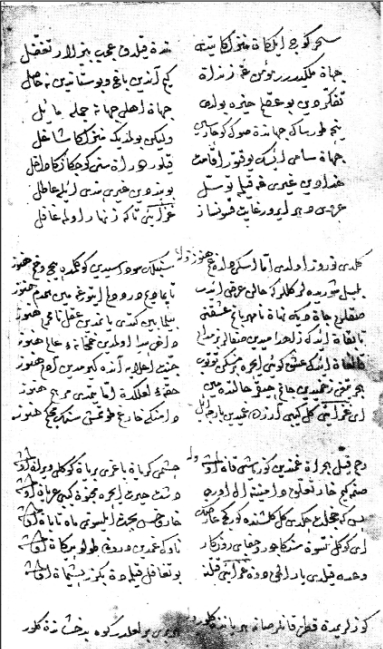
Диван Газаї, XVII століття.
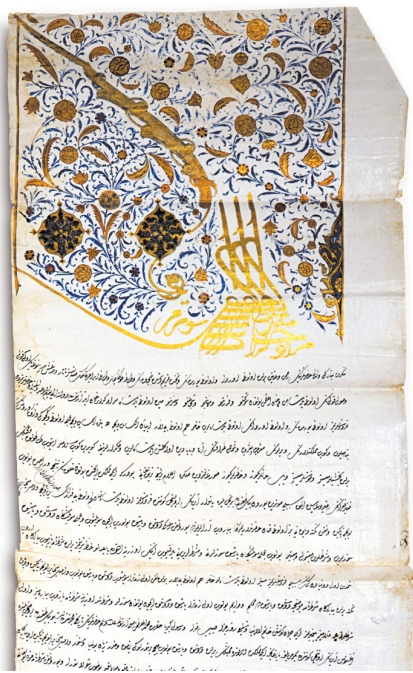
Ярлик Мурада Ґерая Петру I, 1682[n]
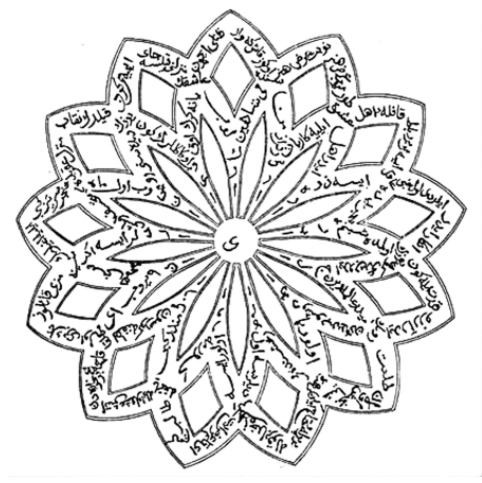
Газель у формі «кальб»[o] Шахін Ґерая (пом. 1717).
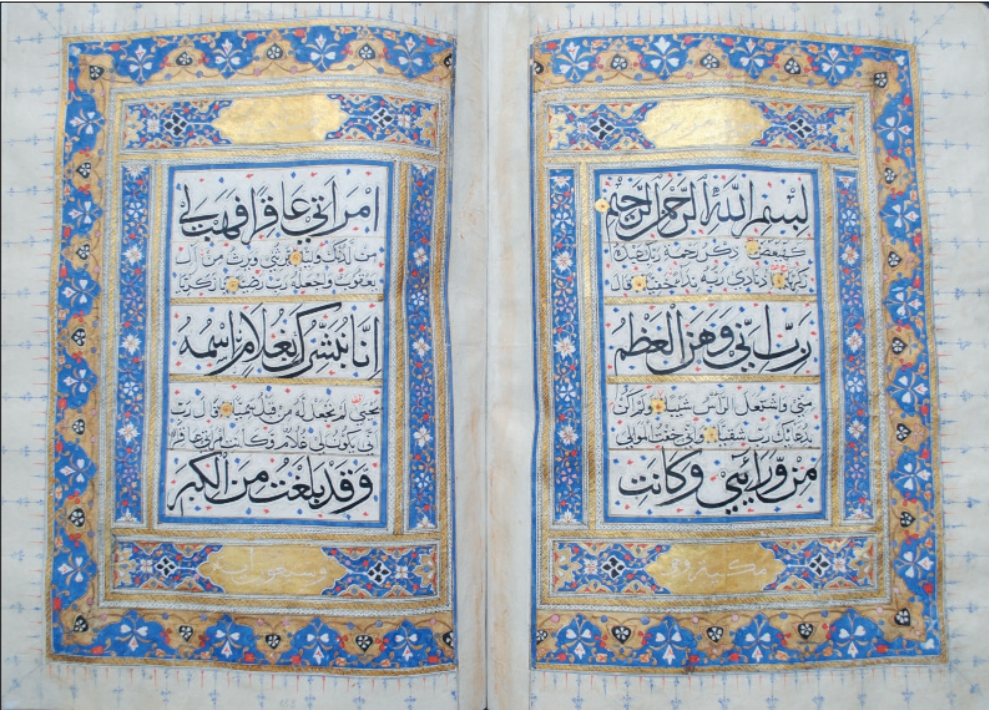
Коран, переписаний в пам'ять про Хакіме-хатун, 1737.
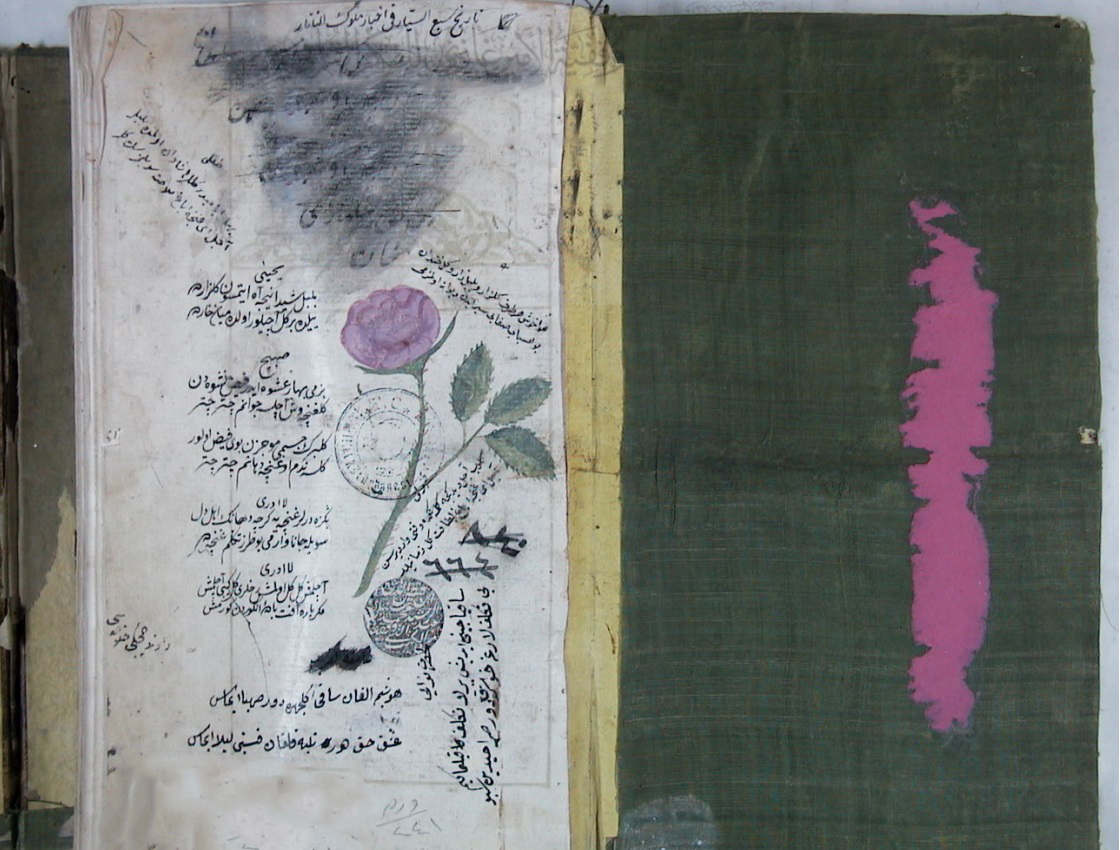
Форзац книги з історії Сім планет у звістках про царів татарських, 1762.

### Філософія
Філософська думка в Криму розвивається з появою та поширенням ісламу на півострові з XIII століття. Біографія багатьох кримських учених була пов'язана з Єгиптом, Сирією та Хіджазом, які входили до складу Мамелюцької держави, оскільки багато правителів Мамелюцького султанату походили із західного Дешт-і Кіпчака. Серед перших авторів кримського походження можна виділити Шараф ад-Діна аль-Киримі (?—1440). Єдина відома робота аль-Киримі — написаний в 1407 «Шарх Манар аль-Анвар», що відноситься до категорії тлумачень спадщини авторитетів минулого. Матеріали на основі праць ан-Насафі у Криму викладав Ібн аль-Баззазі. У праці «Манар аль-Анвар» порушуються найважливіші питання основ ісламського права, а також специфічні філософські питання — гносеологія, етика, герменевтика. Інший філософ Ахмад аль-Киримі — автор щонайменше восьми робіт — всі вони збереглися до наших днів лише у вигляді рукописів і, незважаючи на свою значущість, не виходили у світ.
Один із найвидатніших представників кримського суфізму — містичного напрямку в ісламі — Ібрагім бін Гакк бін Мухаммад аль-Киримі, відомий як «татарський шейх» (шейх ат-татар), зробив вагомий внесок у розвиток філософської думки свого часу. Його філософська концепція ґрунтується на ідеї «сходження» душі, яка проходить послідовні «кола», що сприяють відділенню від «затемненої природи» людини. Згідно з аль-Киримі, природа є «затемненням», яке виявляє себе на стику духовного і матеріального світів. Він розрізняє три рівні природи: рівень дій, властивостей і сутності, які в співтоваристві є завісою Аллаха, що знаходяться між рабом і Господом. Відповідно до цієї концепції, вилучення від природи є подоланням «приховання» та «досягнення основи вічного світла». Аль-Киримі вважав, що складові частини людського розуму є моральними якостями. Досягши «чистого світла», душа починає «сходження», проходячи від «поодинокості» (аль-ахадія) до «єдності» (аль-вахідійя). Він писав: «Дана Богом досконалість не здійсненно, крім як за допомогою рівнів сходження та стоянок сходження, перебуваючи в постійному русі». Окрім суфізму, в Криму розвивався також калям. Представником цього напрямку був Абу ль-Бака аль-Кафаві, чиї праці продовжували видаватися і в другій половині XIX століття. Його робота «Книга загальних понять» характеризується широкою джерельною базою — понад 180 робіт. Аль-Кафаві також написав кілька інших важливих праць, зокрема «Рісале фі ваджиб» («Послання про доказ існування обов'язкового буття») і «Рісале фі Адаб аль-Бахс» («Послання про спосіб дослідження»), а також низку коментарів до робіт інших авторів. Кримські філософи зробили вагомий внесок у розвиток ісламської філософії, зокрема у раціоналізацію герменевтики (Шараф ад-Дін аль-Киримі, Абу ль-Бака аль-Кафаві), спробу оновлення авіценнівського каляму (Мухаммад аль-Кафаві) та появу історіософської доктрини в суфізмі (Ібрахім). Їхні праці сприяли індивідуалізації мусульманської релігійності та розвитку тюрко-мусульманського суспільства на постосманському просторі. Дослідники ісламської філософії (наприклад, М. М. Якубович) відносять релігійно-філософську спадщину Кримського ханства до однієї з найдинамічніших традицій посткласичної ісламської філософської думки, де робота з класикою поєднувалася з новаторськими інтелектуальними підходами. Ця спадщина зробила свій внесок у подальший розвиток тюрко-мусульманського суспільства на постосманському просторі.

Зразки філософських творів ханської епохи
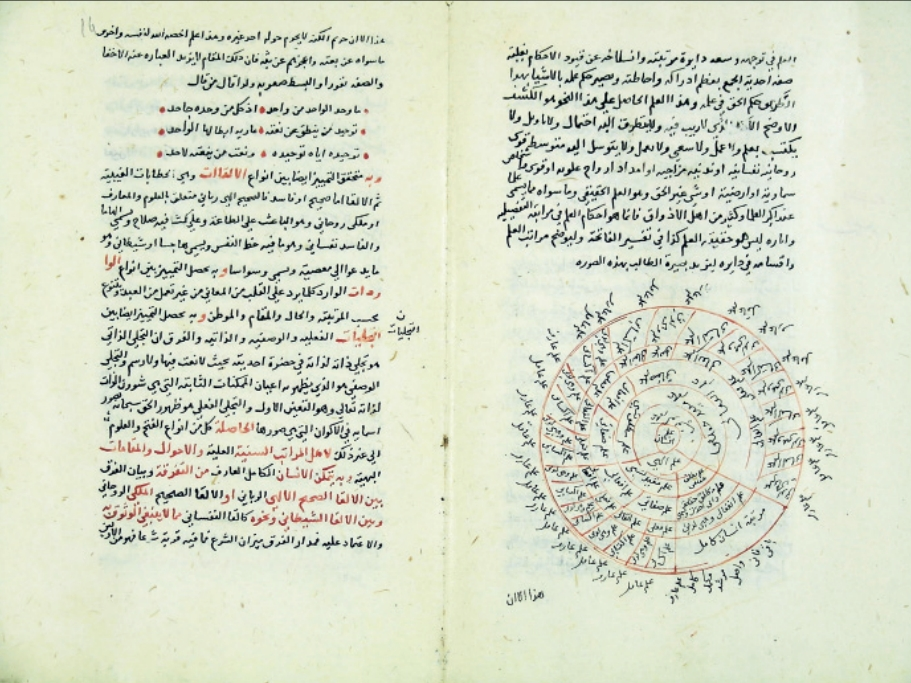
Шарх на «Міфтах аль-Ґайб» Ахмада аль-Киримі.
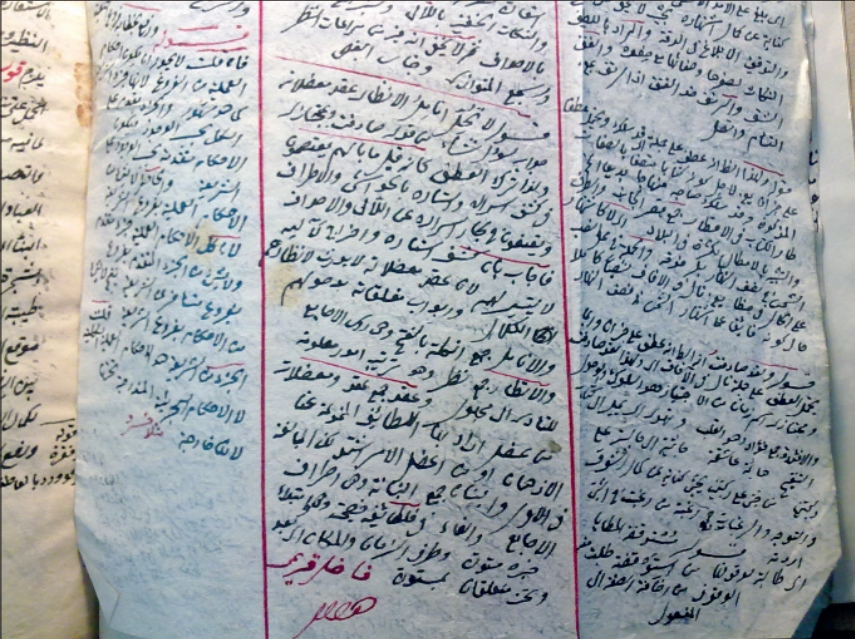
Полеміка між Ахмадом аль-Киримі та Муллою Хосровим (колекція Прінстонського університету).
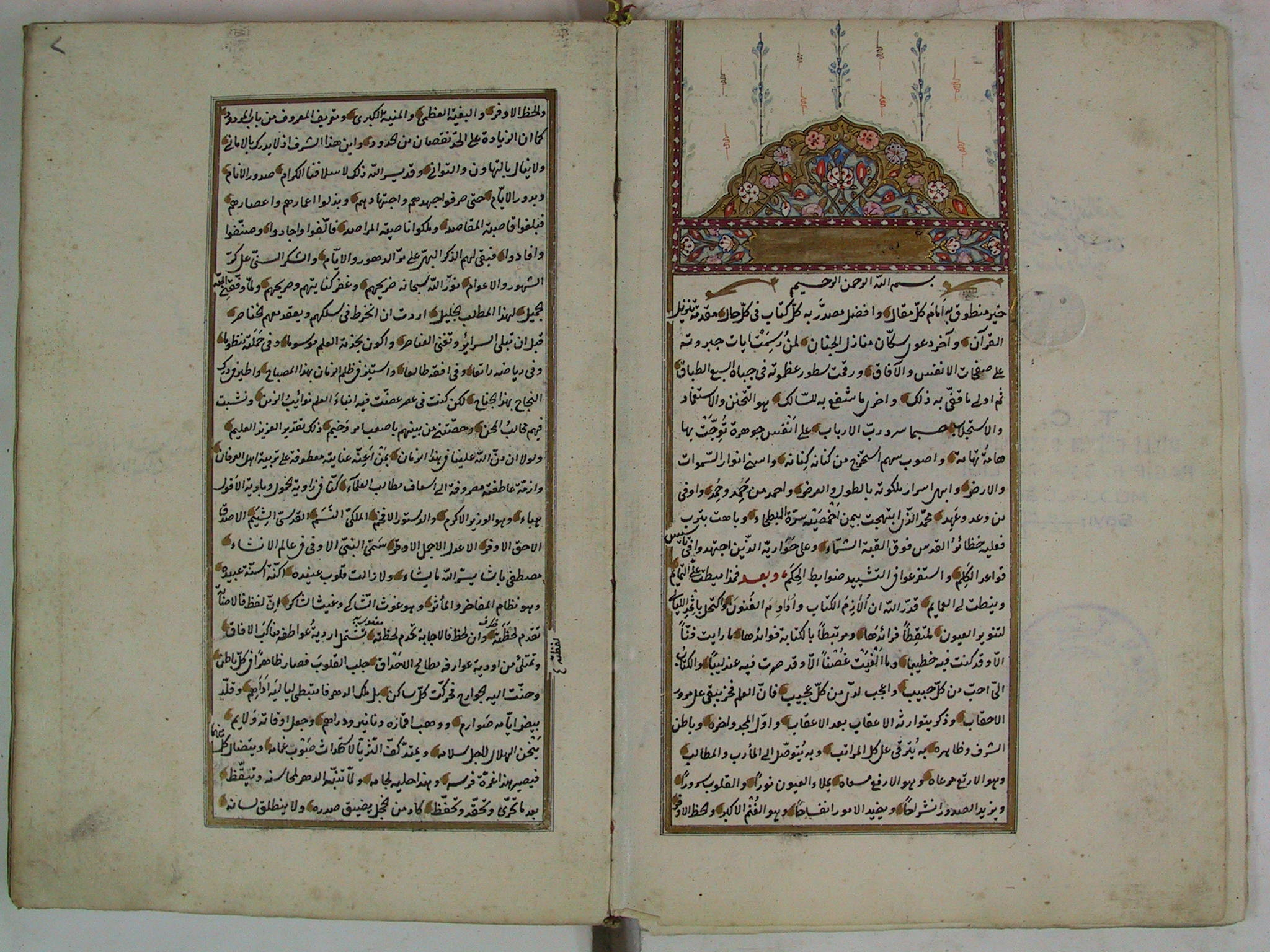
Копія рукопису «Кітаб аль-Кулліят» Абу Бака аль-Кафаві (1169 рок по гіджрі — 1755/1756)[207].
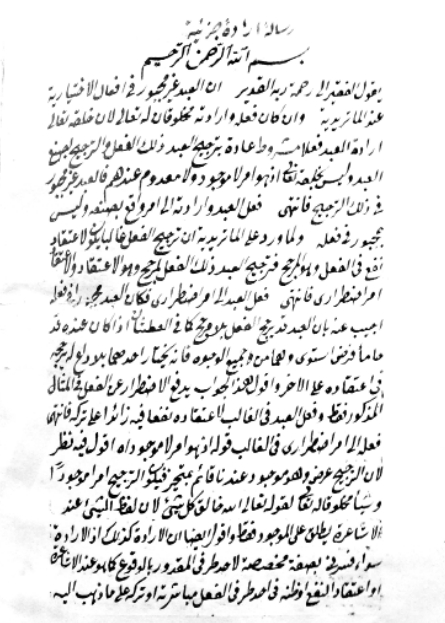
«Рисале фі іраде джузійе» аль-Аккірмані.
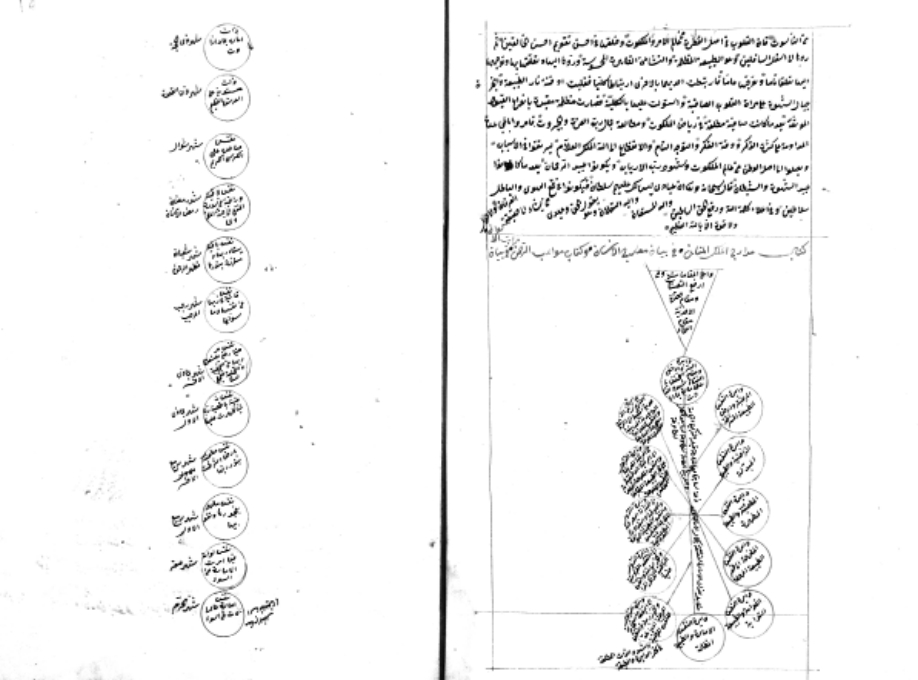
«Мавагіб ар-Рахман» Ібрагіма аль-Киримі.

## Матеріальна культура

### Палацова архітектура кримського ханства. Втрачені палаци
Спочатку резиденція кримських ханів розташовувалась у місті Кирим (Солхат), Хаджі Герай переніс її до міста Кирк-Йер, при цьому невідомо, що являла собою резиденція в Кирк-Йєрі в архітектурному плані. У XVI столітті резиденцію було перенесено до Бахчисараю, а сам Кирк-Йєр — колишня столиця держави — був відданий беям Яшлав і заселявся караїмами. У 1504—1507 роках хан Менґлі Ґерай збудував фортецю на Перекопі (в Ор-Капу), яка стала називатися Ферах-Кермен. Там знаходився царів двір, мечеть, в'язниця та бейський палац. Улакли і Альма́. Згідно з «Історією хана Сахіб Ґерая», у хана було 5 палаців: «у п'яти місцях у нього були палаци, подібні до райських жител. З часів Чингісхана ніхто ще з ханів не мав таких багатств та майна». У 1620-х роках чернець домініканського ордена Жан де Люк повторював дані про кількість палаців хана: «У хана п'ять палаців, у султана — два…». Палаци в Улакли і на Альмі, ймовірно, були улюбленими хана. За словами Жюльєна Бордьє, який відвідав Крим у 1607 році палац Альма знаходився за 5–6 миль від Бахчисараю. Перекоп. Якщо палаци в Улакли і на Альмі використовувалися ханами для відпочинку, то палац у Перекопі найчастіше використовувався ханом під час його походів, він існував ще 1783 року. Кирим Ґерай за часи свого правління збудував палац в Каушанах: «він побудував гідний уваги високий палац, а у дворі палацу був гарний сад». Шагін Герай збудував палац у Кафі.

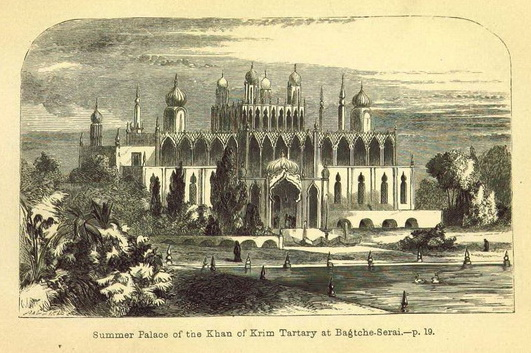
Палац Ашлама (Ашлама-Сарай).

Палац Ашлама. Знаходився в однойменній балці біля північного схилу Кирк-Йєра (пізніше — Чуфут-Кале). Перший відомий опис палацу належить Евлія Челебі. Судячи з його спогадів, Ашлама був палацовим комплексом з кількох споруд, побудованих у 1630-1650-ті роки. На єдиному зображенні Ашлама-Сараю, що збереглося, постає витончена будівля мавританської архітектури з високими стрілчастими вікнами, розташована на березі прямокутного ставка, у якому плавають білі лебеді. Він був прикрашений мінаретами та вісьмома високими вежами з куполами. Палаци в Бахчисараї та інших містах Криму були розграбовані, а потім спалені під час походу Мініха на Крим, причому цінні прикраси палаців із золота відправлені до Петербурга: «Які не знаходилися в будинках пожитки чи прилади, віддані солдатам у видобуток, і всі будівлі випалені. Палац хана рівномірно в цілості не залишено … Вся ця настільки чудова будівля в кілька годин пограбована і в попіл звернена. Найцікавіші та позолочені прикраси з покрівлею надіслані… до Санкт-Петербурга. Ax-мечеть… спіткала така ж доля». За Кирим Ґерая (хан у 1758—1764 та 1768—1769 роках) палац у долині Ашлама було відновлено. У 1784 палац в Ашлама був розібраний на камені, подібно до золотоординських палаців та міст на Волзі. З нього був побудований шляховий палац у Акмєсджиті для Катерини II для її зупинки під час майбутньої подорожі. «Опис райського саду Ашлама» є в роботі Евлії Челебі: «Всі хани, ханські сини та султани, їхні дружини та дочки розважаються в цьому саду. Це такий прекрасний сад, у якому, як у райському саду — рожевому квітнику — з кінця в кінець протікає вода, що дзюрчить, затримується біля палаців, які розташовані по кутах саду. [У палацах] закохані, залишившись наодинці, слухають співи солов'їв. Вода і повітря там такі прекрасні, що якщо хтось погуляє там хоч одну годину, він забуде горе і смуток і буде в радості. Кожен із високошанованих ханів у різних частинах саду побудував різноманітні позолочені та розписні чудові палаци та павільйони, альтанки, ніби зроблені з китайської порцеляни. І є там різні басейни, фонтани і палаци-хавернаки, такі, що якщо на них подивиться володар знань в архітектурі, то він покладе пальця до вуст, і розум його вразиться»
Палац калги-султана в Акмєсджиті. Монах домініканського ордена Жан де Люк був одним із перших, хто писав про палац калги султана: «У хана п'ять палаців, у султана — два… Палаци султана знаходяться в Ак-Мечеті». Палац був розграбований і спалений росіянами у 1730-х роках, а незабаром після приєднання повністю зруйнований. Евлія Челебі давав короткий опис цього палацу: «Це палац усіх калга-султанів. Тут 200 споруд, двоповерхових, складених з каменю, з кьорюнюшамі, зі світлими та розкішними кімнатами». У 2015 році почалася приватна забудова в місці, де колись розташовувався палац. У липні 2017 року забудовник обгородив ділянку парканом, незважаючи на обурення представників кримськотатарської громадськості та вчених. Було заявлено, що на місці палацу калги-султана буде збудовано «соціально значущу споруду» та каплицю на честь Пресвятої Богородиці, будівництво якої підтримав президент Асоціації грецьких громадських об'єднань РФ Іван Саввіді. Будівництво на ділянці не зупинилося і продовжується дотепер. За словами істориків, незабаром це призведе до неминучого повного знищення архітектурної історичної пам'ятки.
Бахчисарайський палац. Єдиною пам'яткою палацового зодчества доби Кримського ханства, що збереглася, є Бахчисарайський палац (Хан-Сарай). Заснування палацу описано кримськотатарським істориком середини XVI століття Реммалем-Ходжою «Спочатку Сахіб Ґірай-хан, прибувши в Олакли Серай, побудував там гарну мечеть, призначив викладача школи та визначив її утримання; потім він зайнявся Багче Сераєм: серед чарівного саду він спорудив житло, подібне до райського, побачивши яке всі захоплювалися». 1607 року Жюльен Бордье описав палац: «Він повів нас оглядати сераль короля, розташований у дуже гарному передмісті, на північ від самого містечка. Біля підніжжя зверненої до містечка стіни Сераля весело дзюрчала приємна і гарна річечка з прозорою та чудовою водою, якою наповнювалися три чи чотири великі водоймища, що знаходяться нижче Сераля і оброблені великим і гладким каменем». Найбільшою катастрофою в історії палацу була пожежа 1736 року. Після цих руйнувань відновленням палацу завідував придворний османський архітектор (mimar-i hassa) Хусейн Халіфе. Внаслідок кількох руйнівних російських «реставрацій» після анексії держави 1783 року ханський палац втратив своє первісне обличчя, а територія палацового комплексу зменшилася вчетверо з 18 до 4,3 гектарів. У 2017 році Росія розпочала проводити «ремонтно-реставраційні» роботи у Хан-Сараї, в результаті яких вже суттєво постраждала найстарша будівля ансамблю — Велика ханська мечеть. Зокрема, демонтаж її покрівлі здійснювався з допомогою важкої будівельної техніки із застосуванням відбійників, що призвело до вібрацій і втрати частини оздоблення стін. Повністю втрачено автентичну балкову систему перекриття, стелі та шатровий дах. Автентичні дубові балки перекриття демонтовані та розпиляні, їх замінили на сучасні будівельні матеріали; використали бетонний армопояс, що збільшило навантаження на стіни мечеті. Давня ложкова черепиця («татарка») ручного виробництва на 100 % була замінена на іспанську черепицю заводського виготовлення. При цьому повністю знищено стародавню технологію укладання черепиці на глині та замінено сучасними кріпленнями.

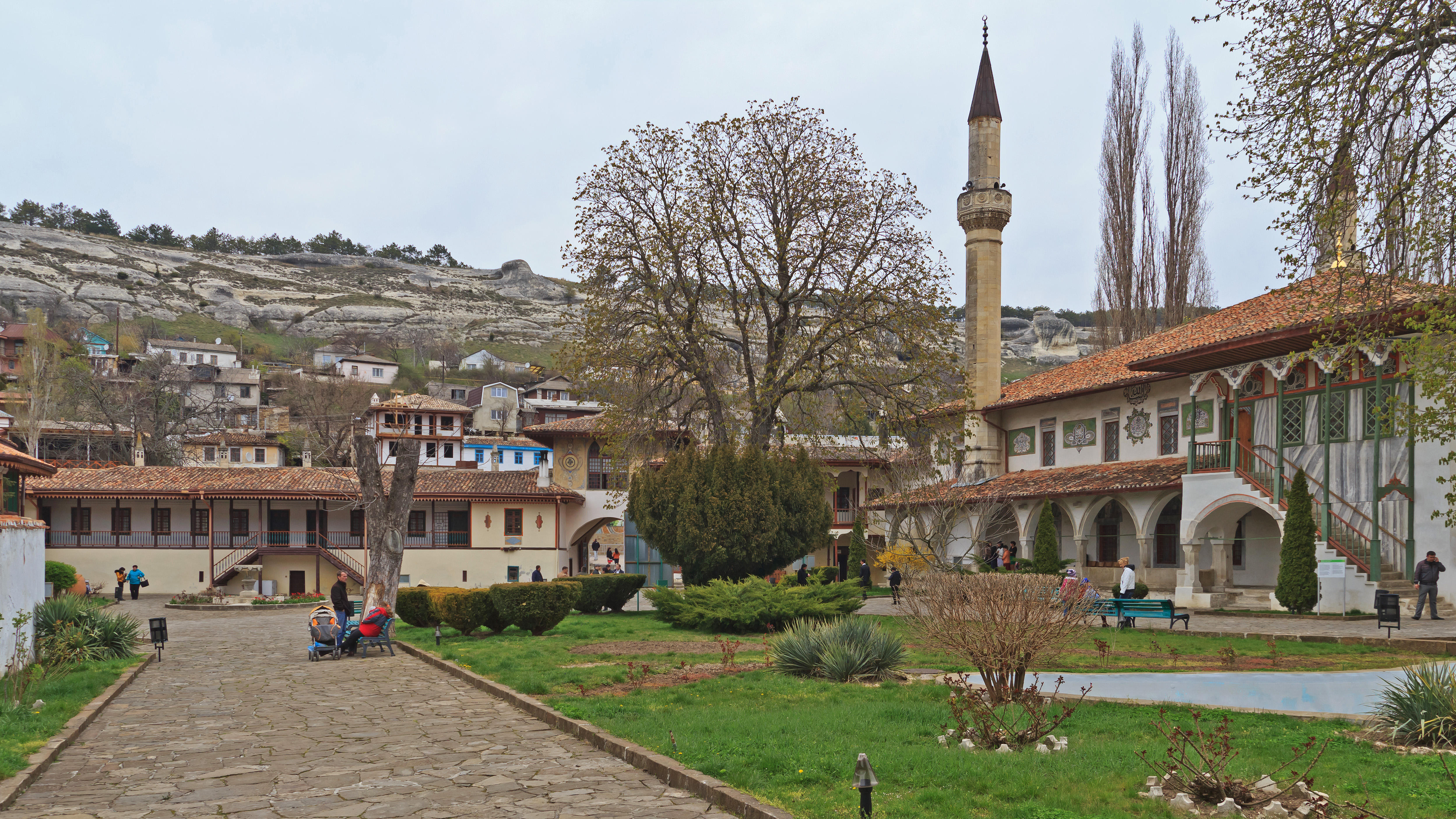
Бахчисарайський палац (вигляд до останньої російської реконструкції).
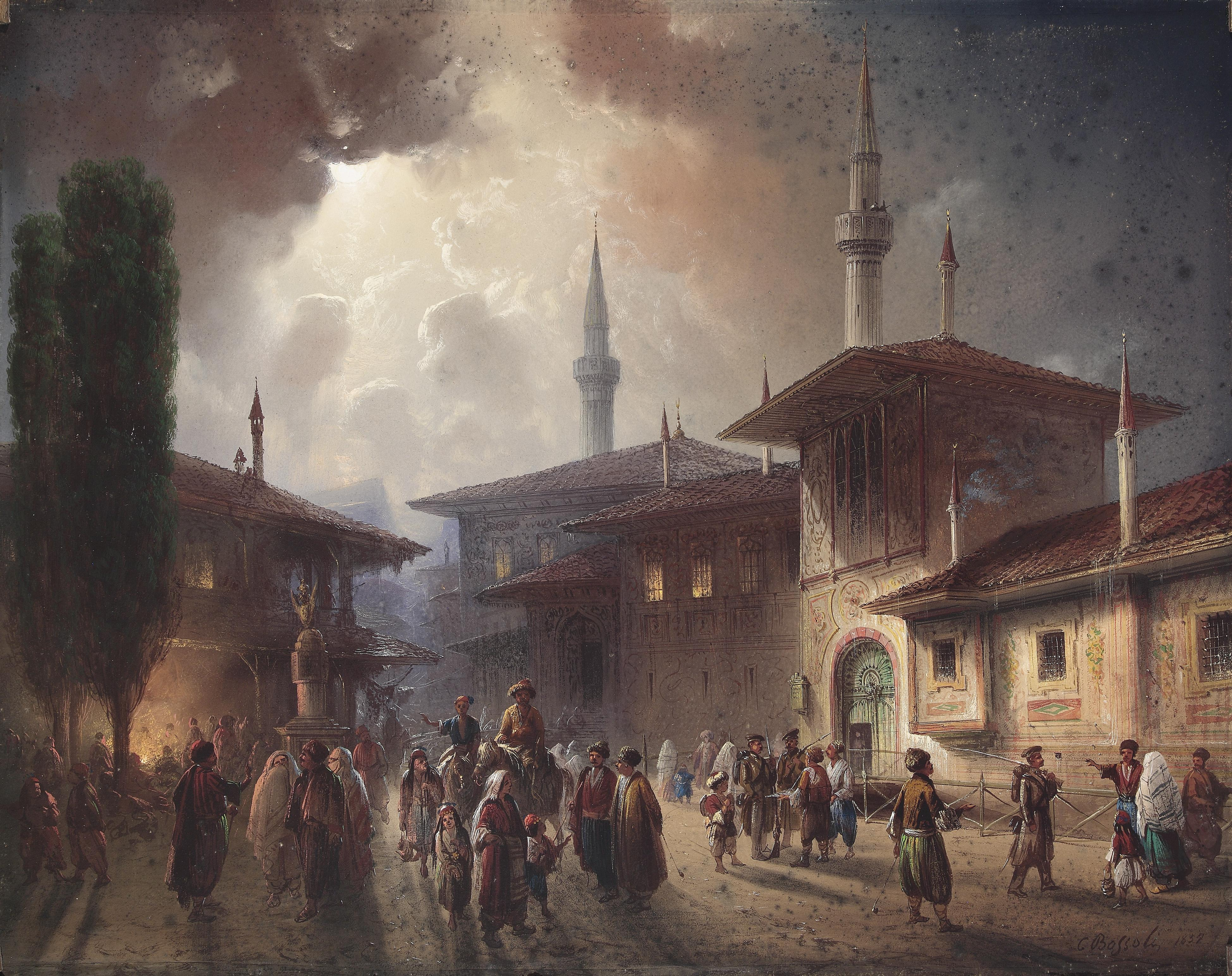
Бахчисарайський палац. Карло Боссолі, 1857.
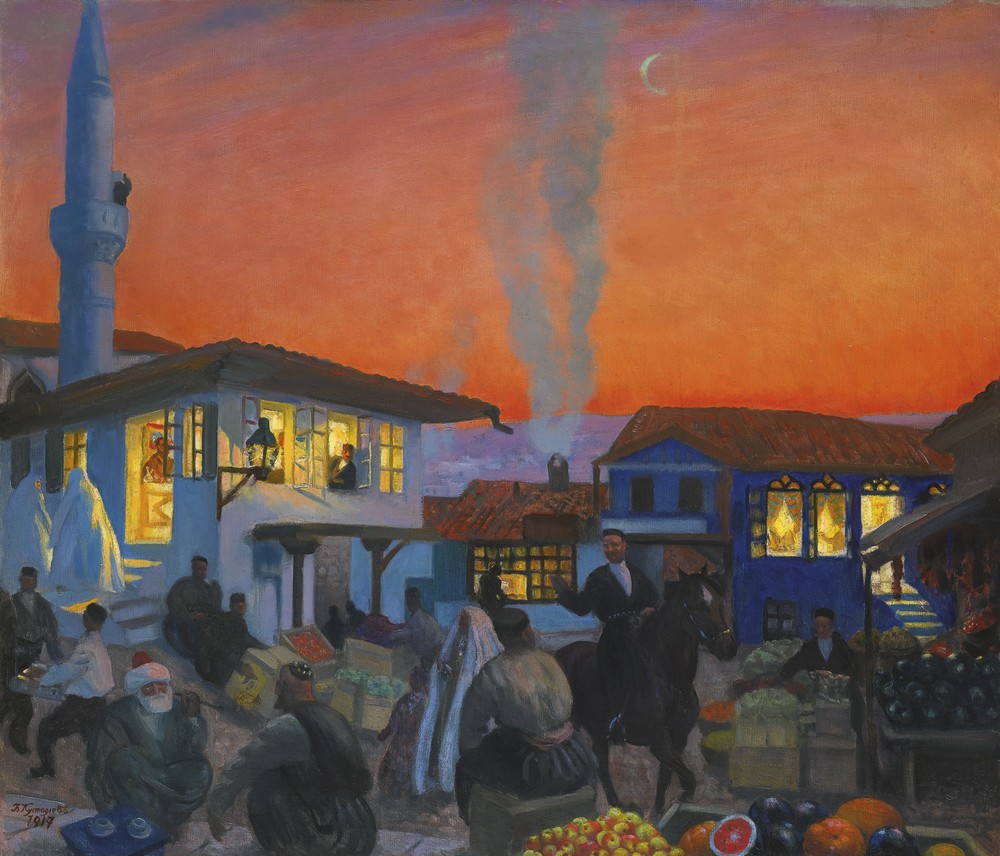
Вечір у Бахчисараї. Б. М. Кустодієв, 1917.
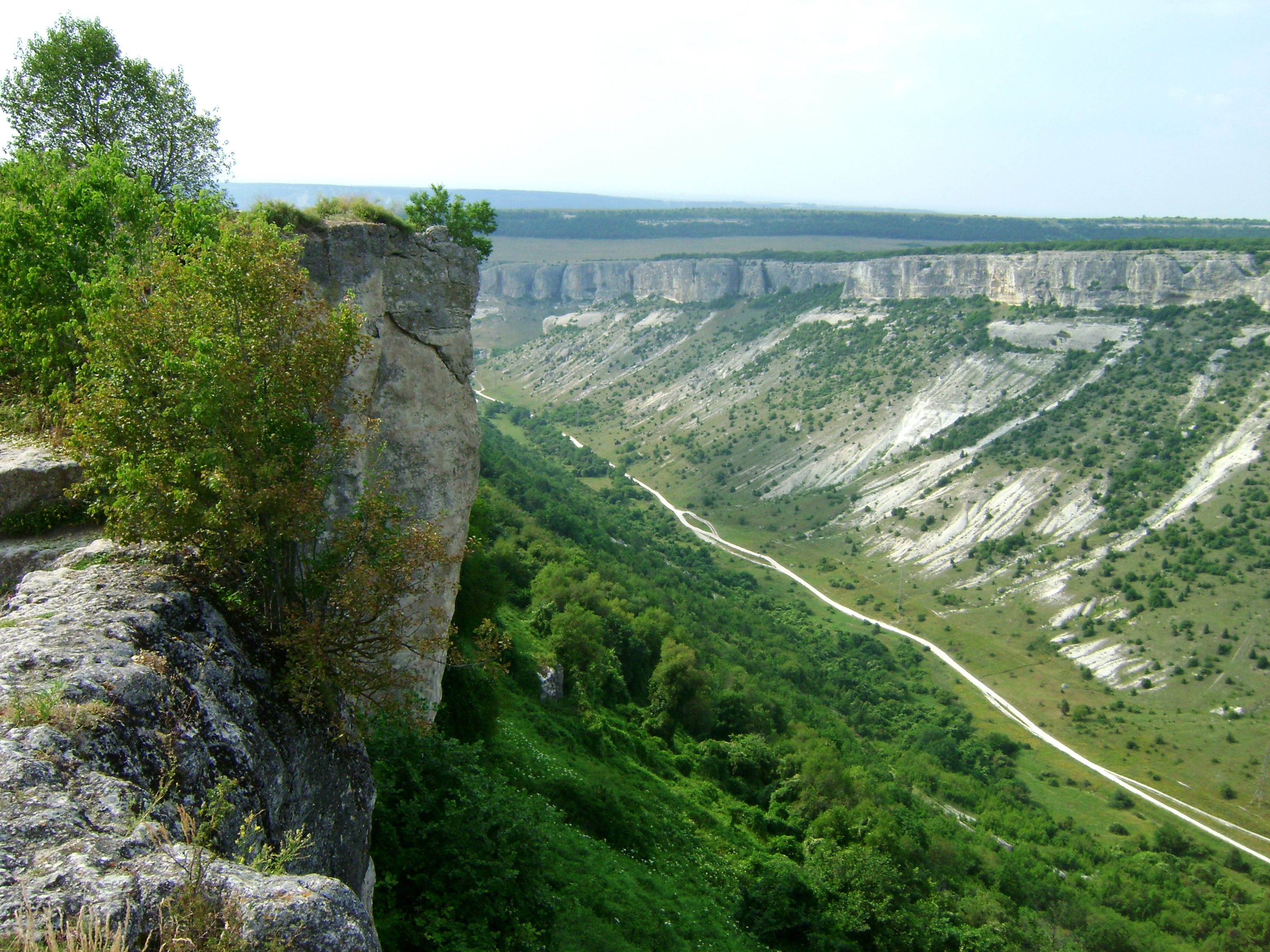
Долина Ашлама[r].
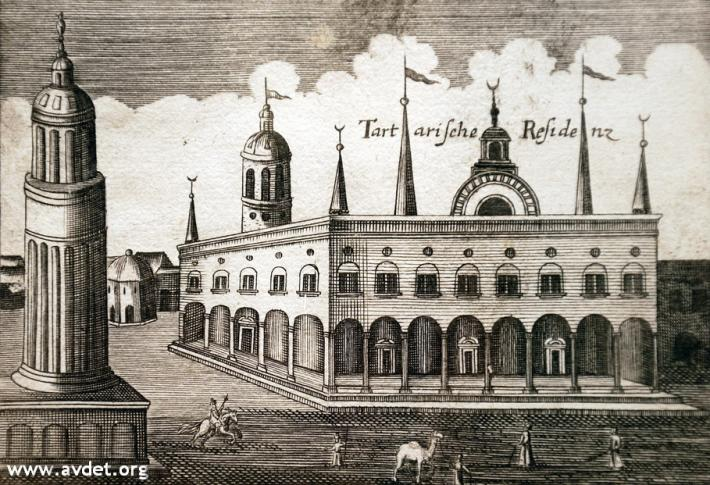
Девлет-Сарай.
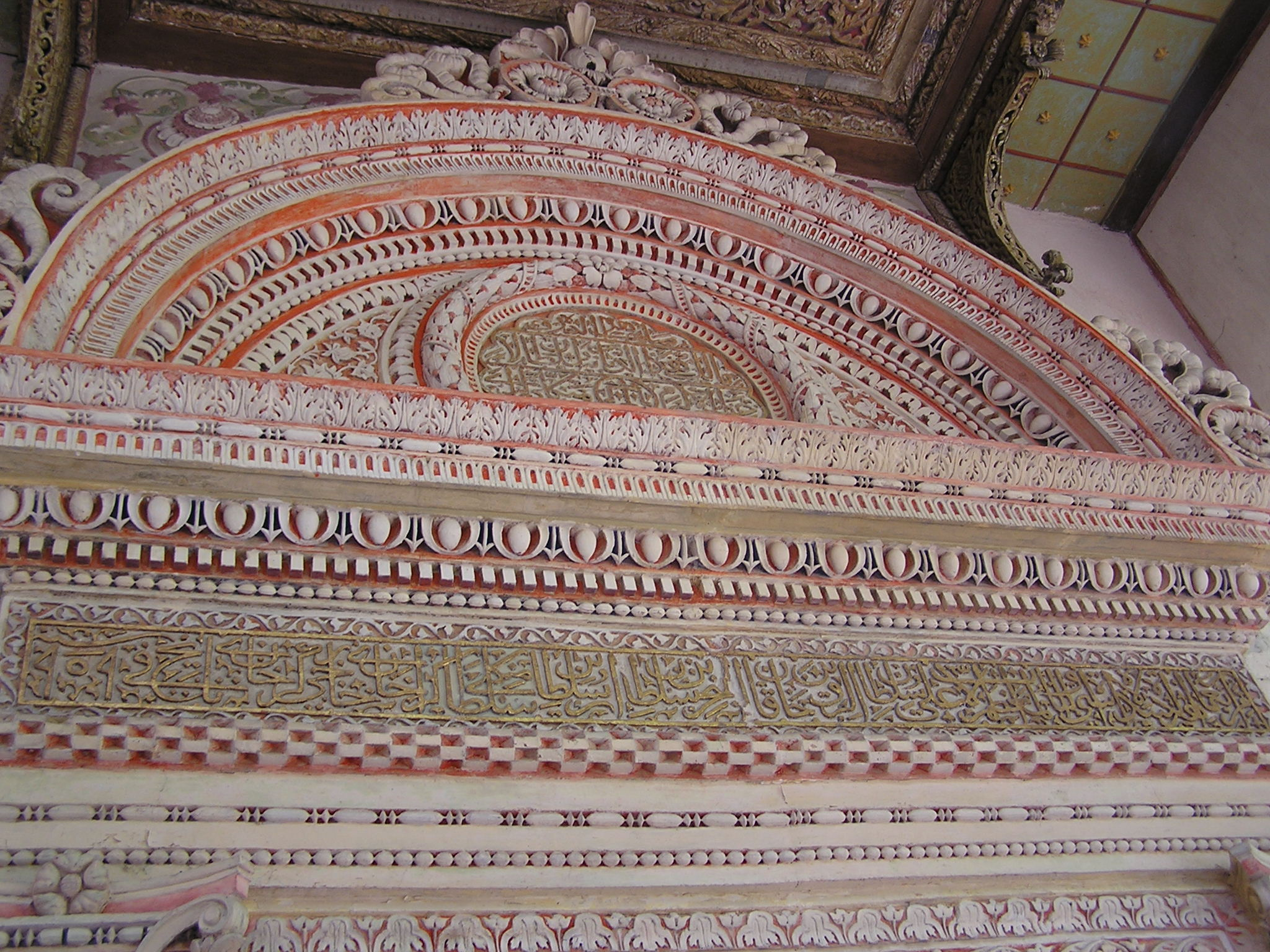
Деталі єдиного збереженого елементу Ашлама-Сарая[s].
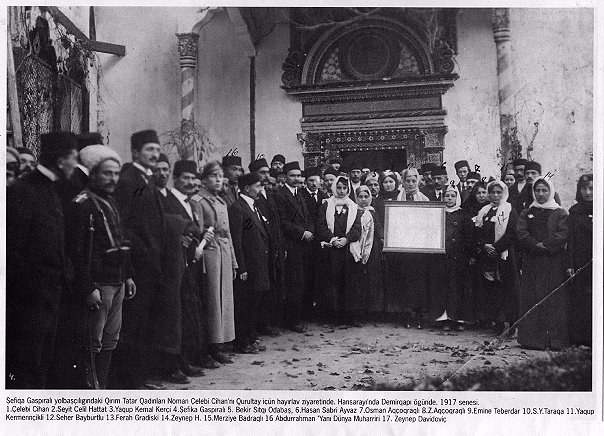
Учасники першого Курултаю кримських татар біля Демір-Капи, 1917.
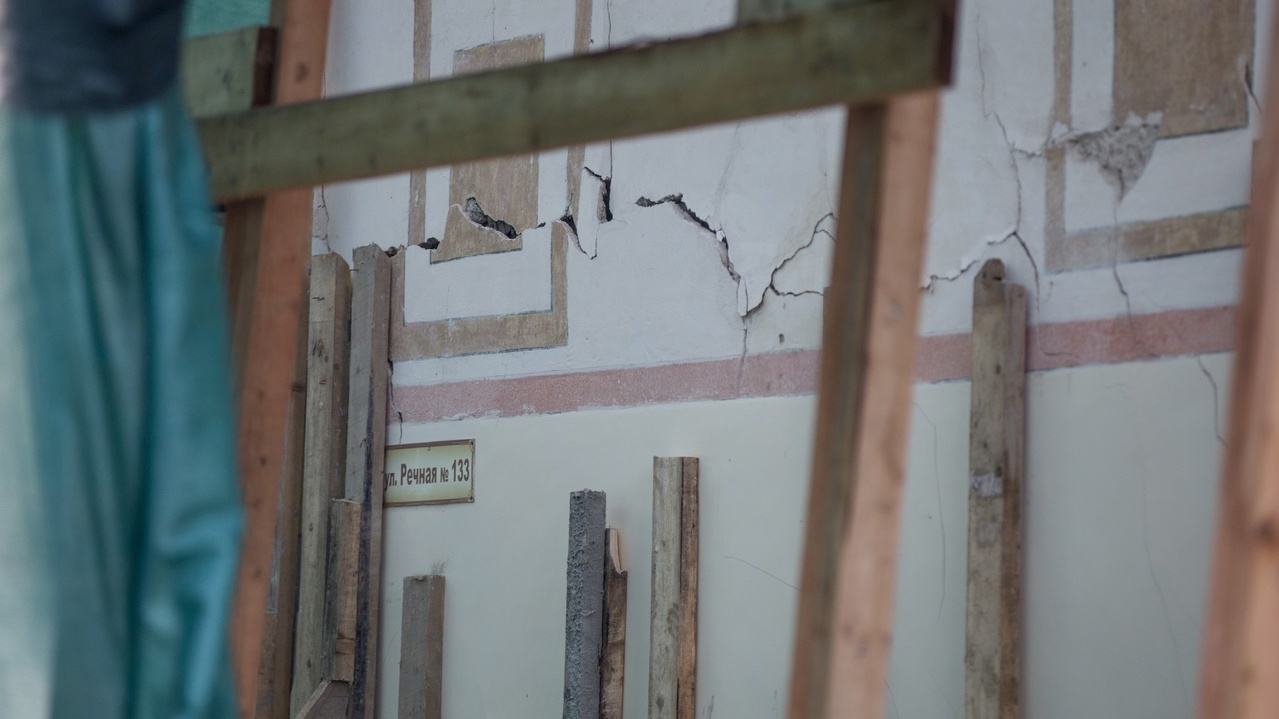
Тріщина у будівлі Бахчисарайського палацу під час останньої реконструкції, 2022.
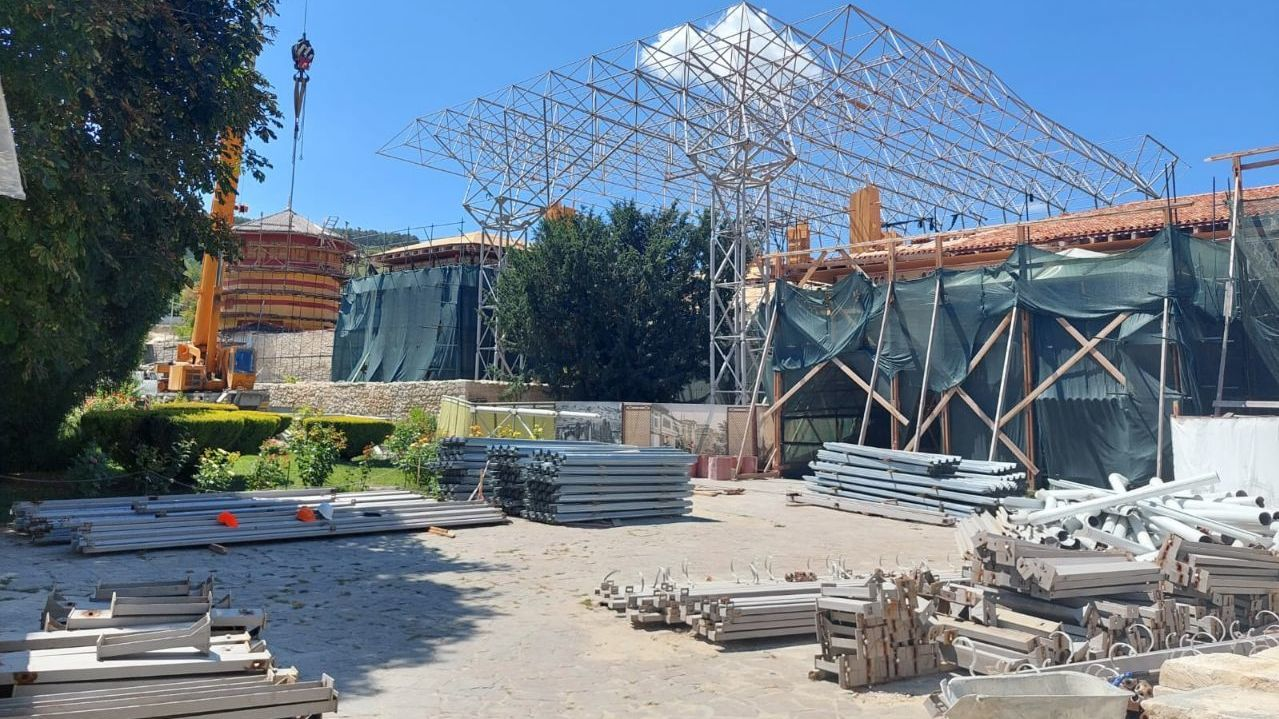
Бахчисарайський палац, 2023.
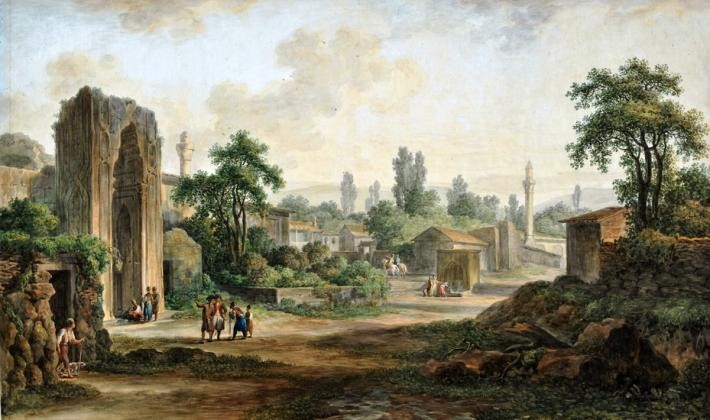
Руїни палацу у Старому Криму (Солхаті), 1780-і.

### Водні джерела, фонтани та культові споруди. Втрачені міста та фортеці
Водні джерела. До ісламських кримськотатарських традицій належить організація водних джерел і фонтанів. Влаштувати фонтан у степу, біля дороги, дати воду подорожньому вважалося одним із значних благодіянь. Тільки в Бахчисараї було 120 фонтанів, які живили 32 джерела. Близько 100 фонтанів було у Кефє, багато — у Старому Криму, Карасубазарі, Акмесджиті. Упорядковані водні джерела в Криму ділилися на чотири види: чешмє — невеликі джерела для пиття; фонтани «абдест» для омивань перед молитвою; фонтанні двори чи павільйони — джерела, які у приміщеннях чи садах для відпочинку; фонтани «Сабіль» — «священні», райські джерела. Один із найзнаменитіших фонтанів типу «Сабіль» — Фонтан Сліз, присвячений Ділярі Бікеч. Мечеті. У всіх мусульманських країнах міською домінантою була велика п'ятнична мечеть, яку видну здалеку завдяки спрямованому вертикально мінарету, так само було і в Кримському ханстві. Евлія Челебі писав, що «на Кримському острові знаходиться двадцять одна тисяча соборних та квартальних мечетей» (це число вважається перебільшенням, проте воно свідчить про те, що до російської анексії в Криму було дуже багато мечетей). Дослідники виділяють декілька типів мечетей в Криму: купольні (одно- і багатокупольні), мечеті з плоским перекриттям, базилічні, зальні, квадратні в плані, прямокутні мечеті. Будувалися також окремо мінарети і текіє (єдине текіє в Криму, що збереглося, — це кєзлєвське Текіє дервішів). Дюрбе. Дюрбе періоду Кримського ханства збереглося небагато, але архітектура їх досить різноманітна: восьмигранні (дюрбе Хаджі Ґерая, дюрбе на ханському кладовищі, дюрбе Діляри Бікеч, Дюрбе Джаніке Ханим), кубічні (Ескі Дюрбе, Дюрбе Мухамед-Шах-бея-Бен-Юде-Султан) та «аркадні» (дюрбе Менґлі II Ґерая, дюрбе біля Колеч-мечеті).
Міста та фортеці. Усі міста Кримського ханства були оточені фортецями — після анексії 1783 року вони були розібрані росіянами по цеглах так, щоб не залишилося їхнього сліду, так само, як було розібрано золотоординські міста на Волзі. Для росіян у Криму становили інтерес наукового дослідження та збереження фортечні стіни, не пов'язані з татарським правлінням у Криму, найкраще грецькі. Фортеці, пов'язані з Кримським ханством, ретельно розбиралися. Те саме було зроблено з одним із найбільших міст свого часу — Киримом (Старим Кримом), який цілеспрямовано та методично руйнувався Росією. Руйнування Старого Криму відбувалося в кількох напрямках: знищення інформації (текстів, документальної інформації), що стосується мусульманського періоду історії Криму в цілому та міста Старий Крим, зокрема; знищення культурного шару із залученням чорних археологів. При цьому знищення інформації щодо Старого Криму не було антинауковою акцією — це послідовний процес російського «переосвоєння» Криму, необхідність ідеологічного доказу свого права на контроль Криму.
Д. В. Ніколаєнко, український географ, доктор географічних наук, писав щодо руйнування Старого Криму: «Греки у Криму, для російської ідеології, перші люди. Вони дуже цінні, та їх поселення руйнувати категорично не можна. З цієї причини Херсонес зберігся дуже добре. Ніколи не виникало ідеї його руйнування шляхом створення нового району міста, саме на цьому місці. Херсонес не лише не руйнується, він ще й добудовується. Збудовано новий православний храм. Поки будували храм, знайшли на цьому місці Херсонеську присягу. Самі зробили, самі й знайшли. Причина таких знахідок у тому, що російська ідеологія дуже лояльна до кримських греків як ідеї. Реальні кримські греки постраждали дуже. Але давні кримські греки дуже важливі. Про них турбуються. Старий Крим у розумінні росіян — це переважно мусульманське поселення. Мусульманська соціокультурна система присутня на цій території з XIII століття. Це дуже давно, і це дратує російських ідеологів. Тільки з цієї причини на місці великого міста Старий Крим існує постійне і дивне поселення, жителі якого, що часто змінюються, проявляють велику наполегливість у знищенні міської інформації. Щоб вони не втрачали інтерес до цього заняття, розпалюють легенди про Ельдорадо».

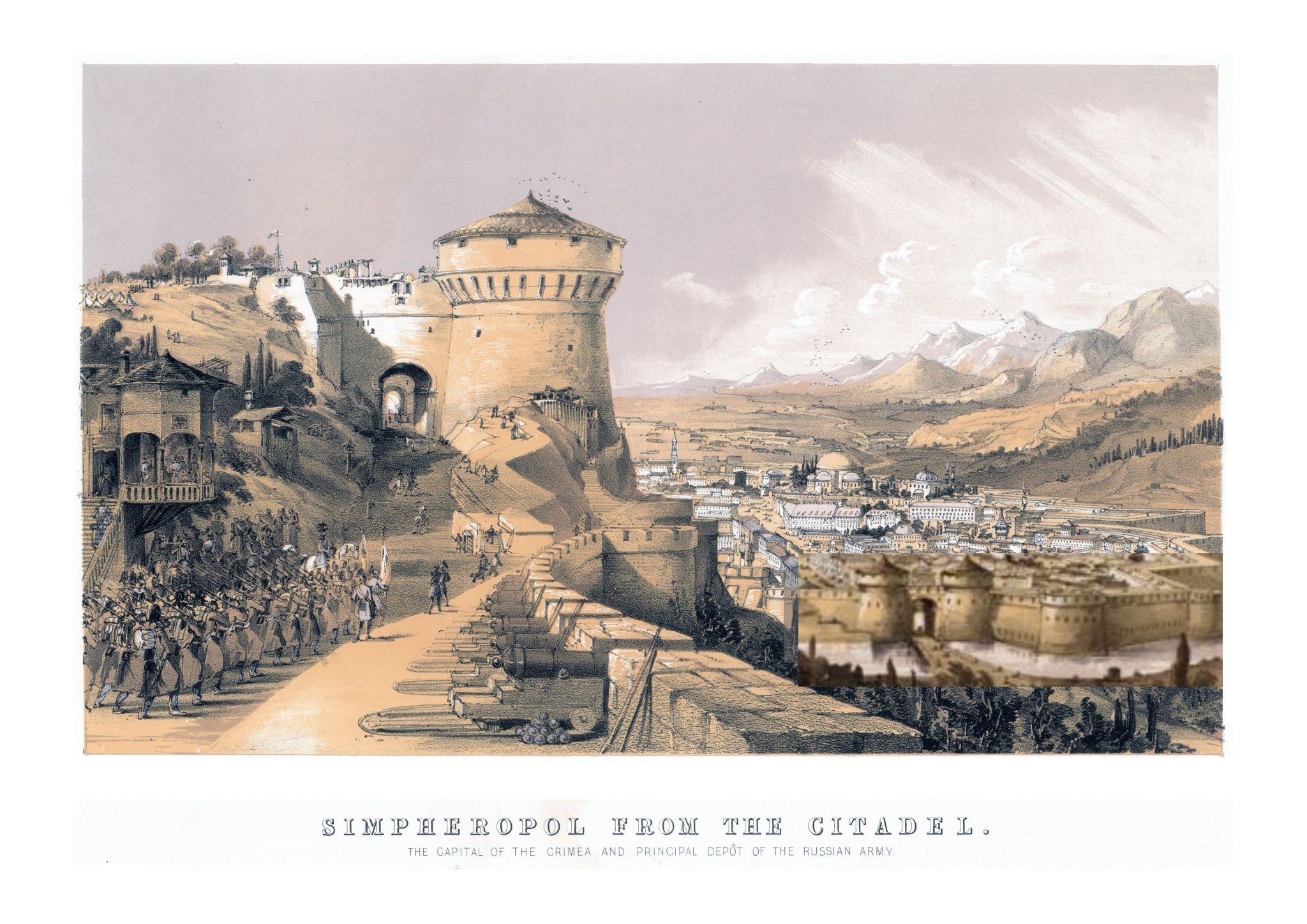
Кріпосні стіні Акмесджита (зруйновані та розібрані)[u].
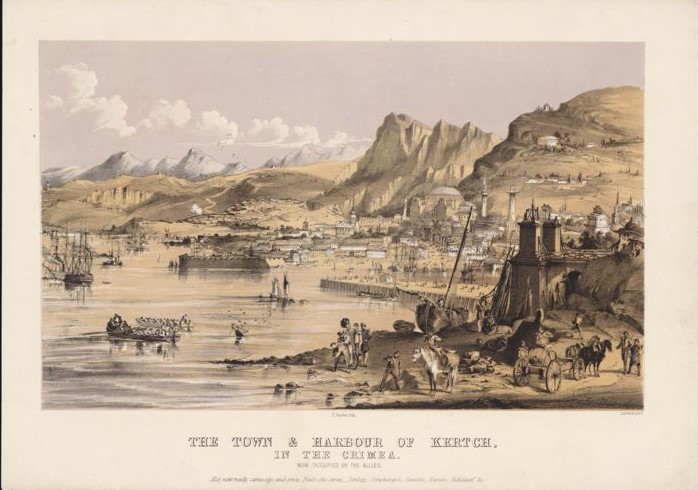
Керченська соборна мечеть (зруйнована).
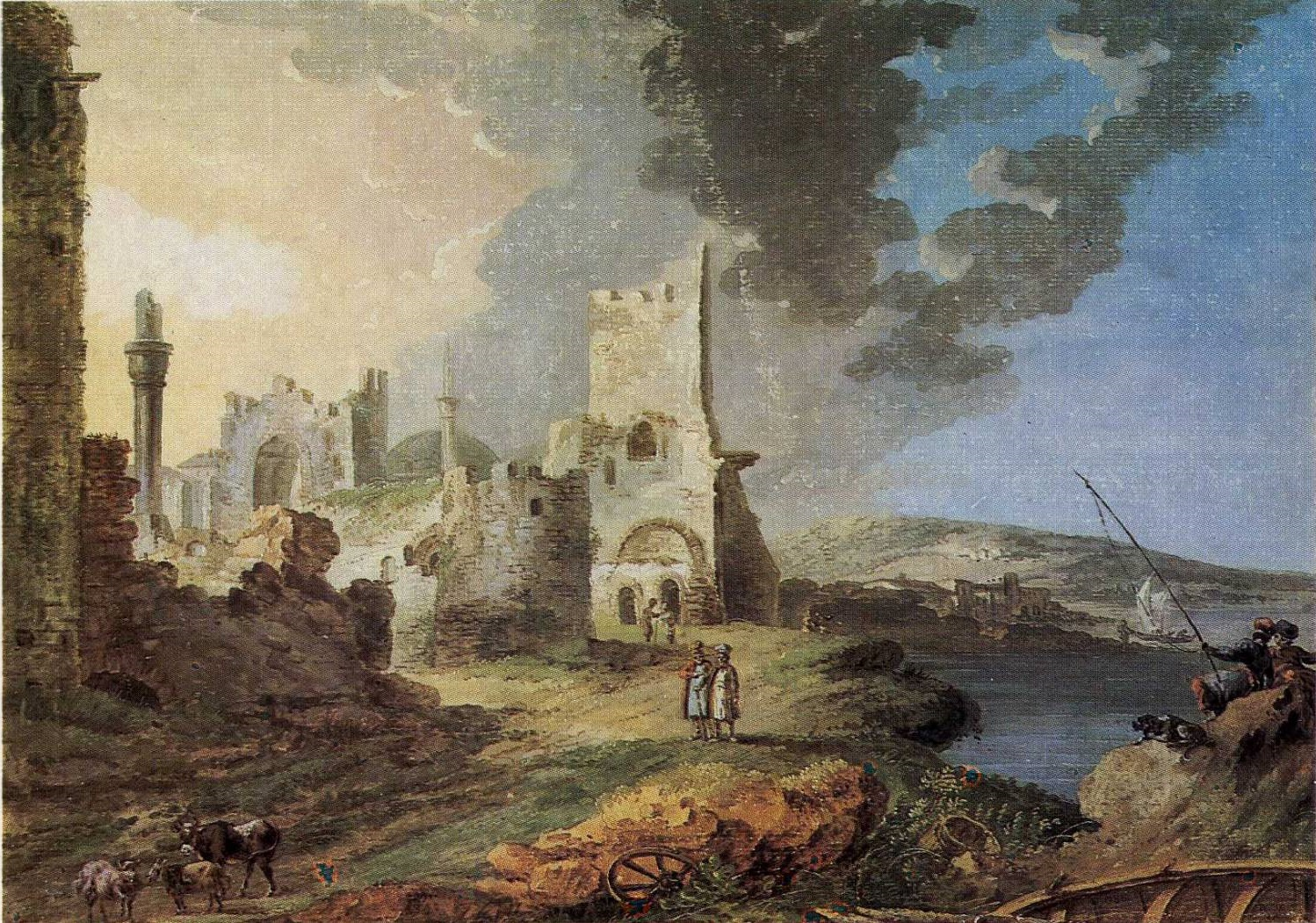
Одна із знищених мечетей Кафи та її фортеця.
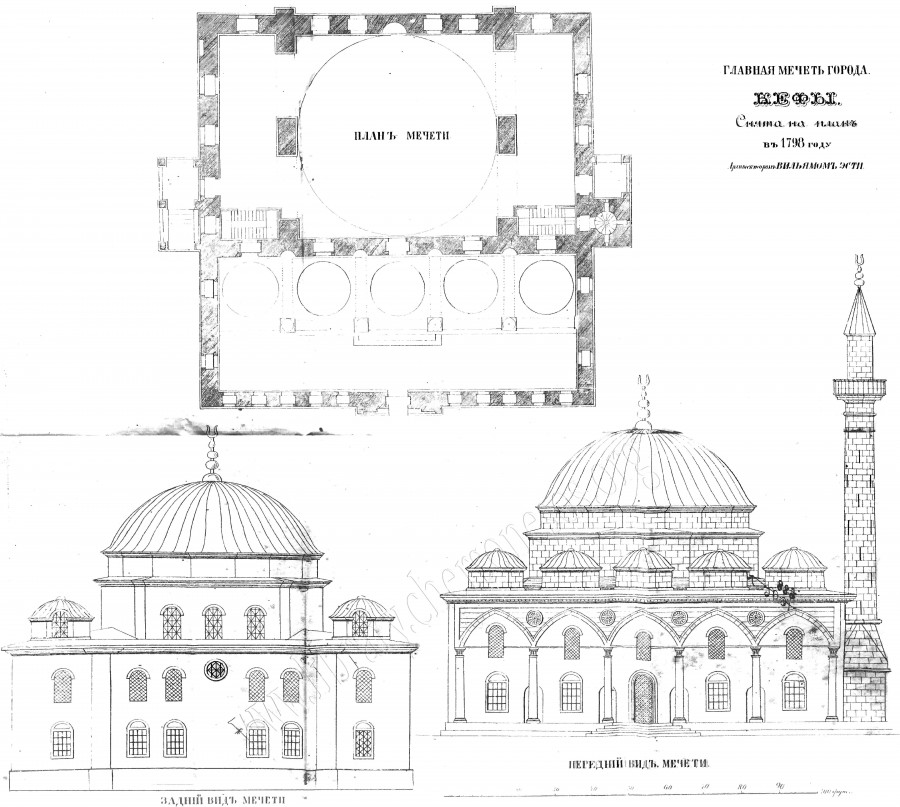
План мечеті Султана Селіма, Кафа, 1798 (зруйнована).
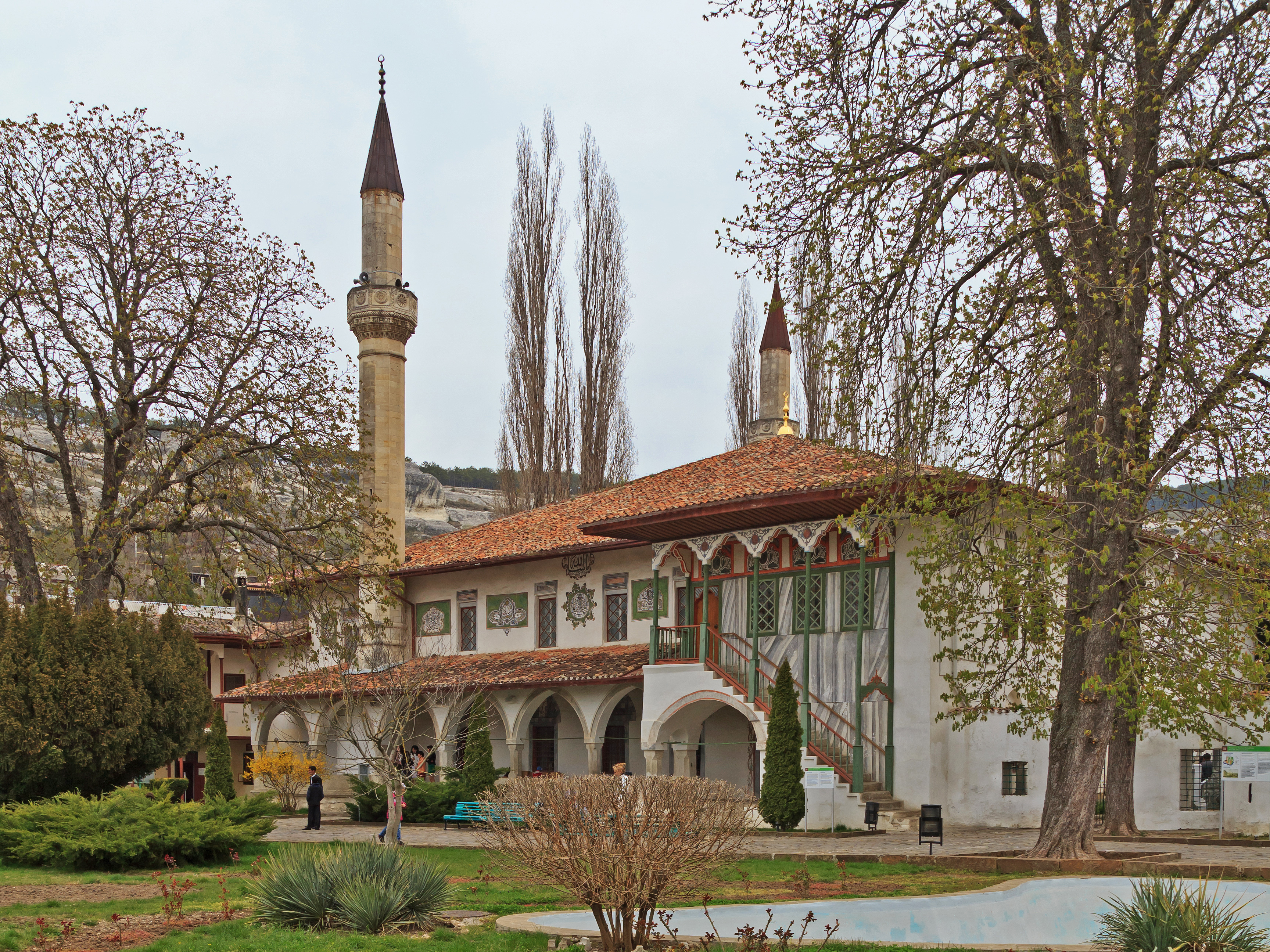
Велика ханська мечеть, Багчасарай (вигляд до останньої реставрації).
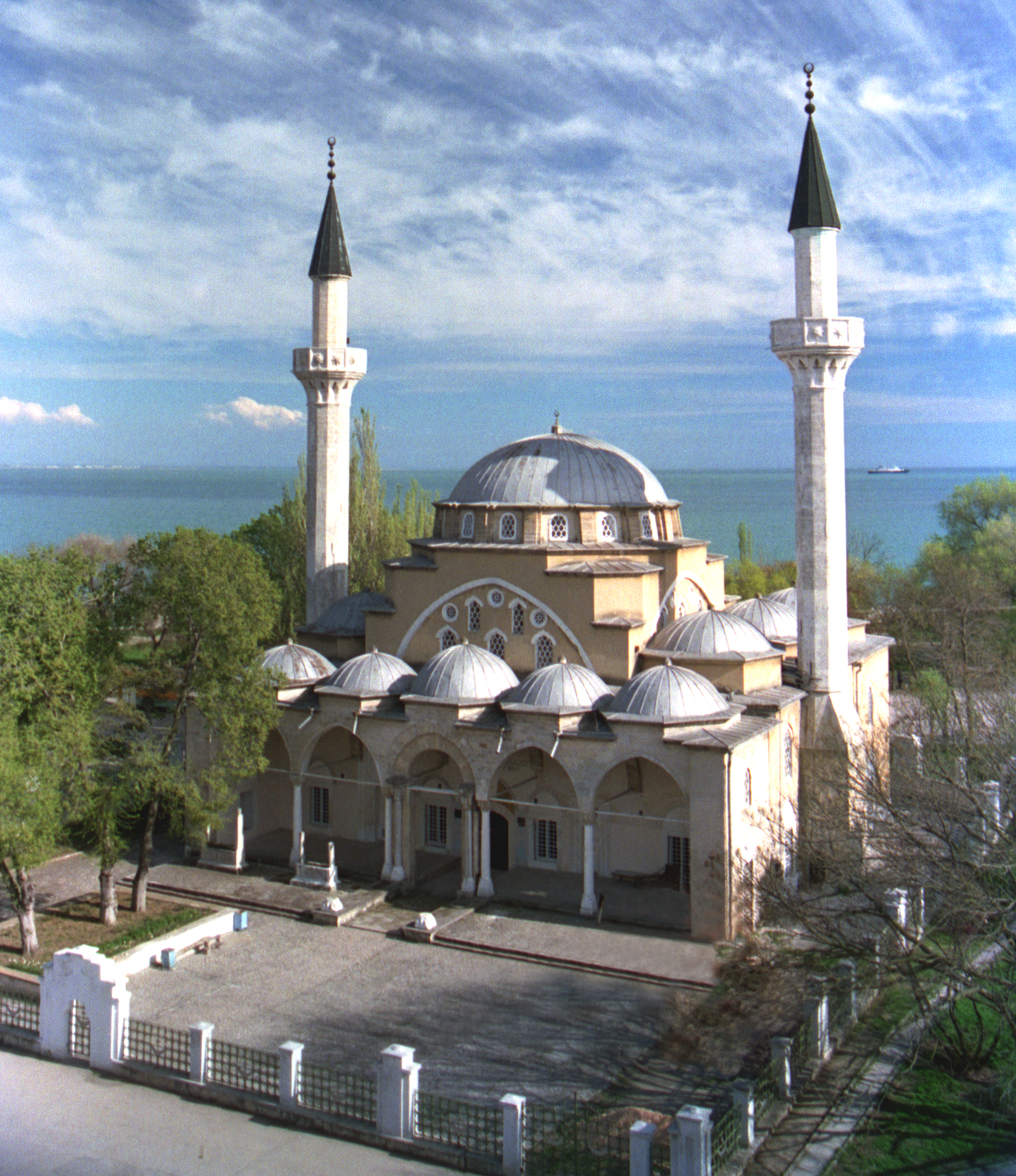
Джума-Джамі, кезлевська соборна мечеть (сучасний вигляд).
Текіє дервішів, Кезлев.
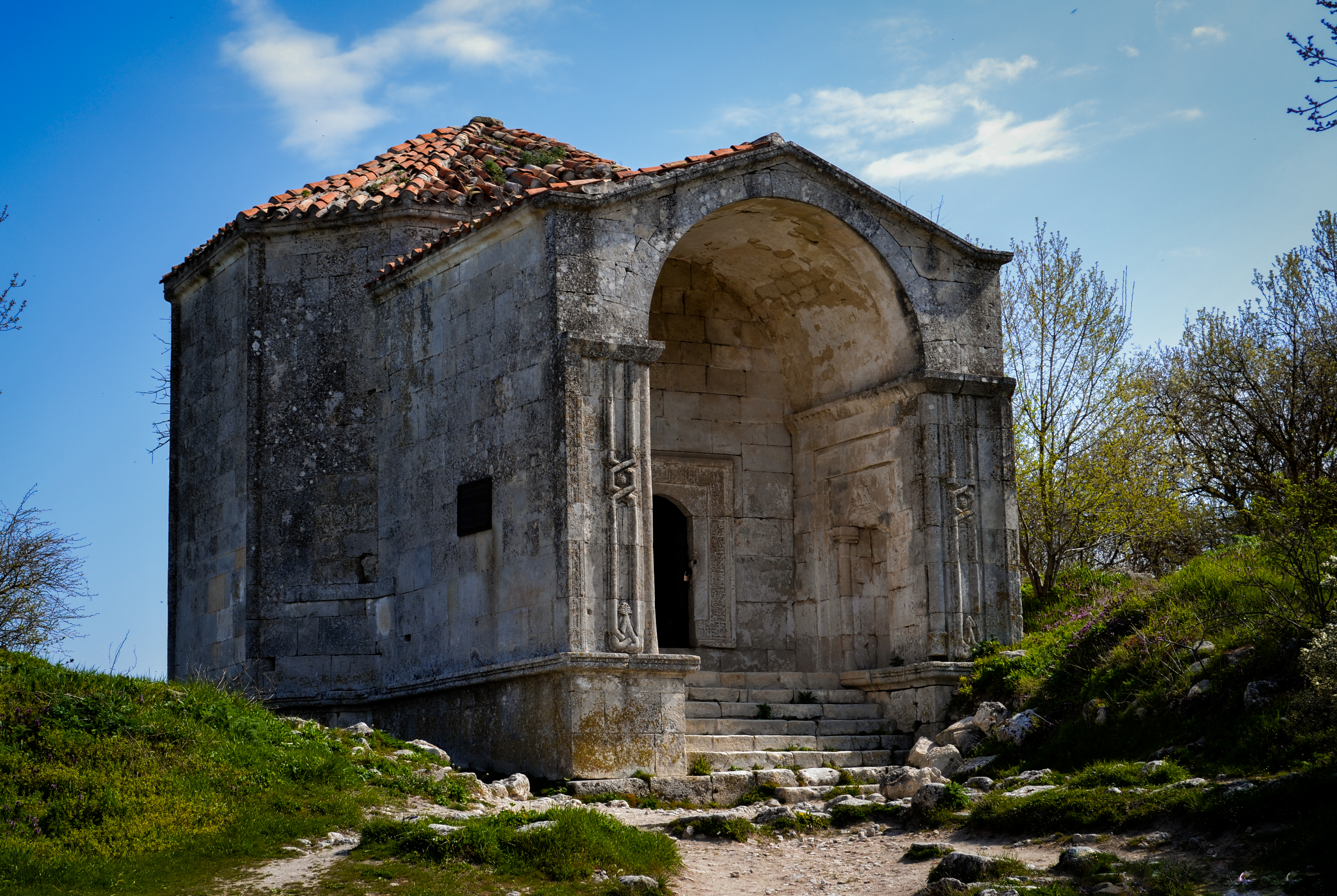
Дюрбе Джаніке Ханим, Кирк-Йер.
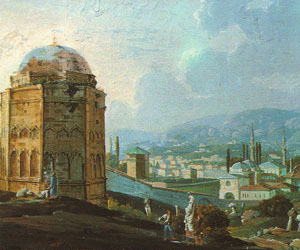
Дюрбе Діляри Бікеч, Багчасарай, 1820-ті.
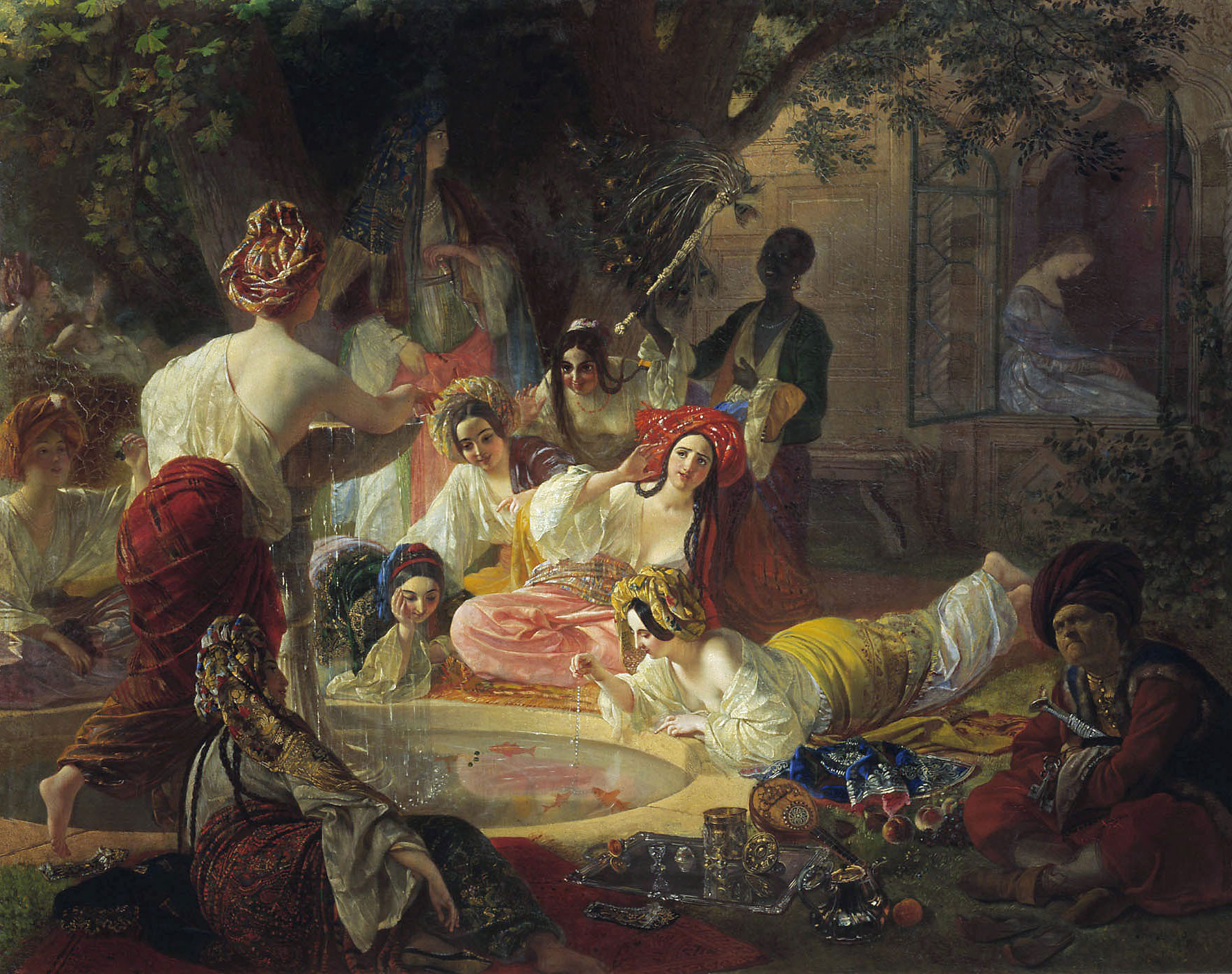
Бахчисарайський фонтан, фантазія Карла Брюллова, 1849.

### Мистецтво
Час існування Кримського ханства — період розквіту кримськотатарського декоративного мистецтва, музики, театрального мистецтва та літератури. Доктор мистецтвознавства Червона Світлана писала, що в цей період мистецтво стає "…цілком порівнянним з європейським Відродженням і за аналогією з ним нерідко званим «мусульманським Ренесансом». У другій половині XVI століття в кримськотатарському суспільстві спостерігалося активне проникнення культури споживання кави у всі сфери повсякденного життя. Ця культурна практика надалі стала невід'ємною частиною національної традиції кримських татар, а кавова церемонія перетворилася на символ гостинності та поваги до гостей. У великих містах Кримського ханату почали з'являтися численні кав'ярні (кавехане), які стали центрами соціальної активності, місцями зустрічей за інтересами та приємного проведення часу для місцевого населення. Внаслідок османського впливу до Криму проникає османське мистецтво, яке доповнює панівне золотоординське. Переживали свій розквіт кримськотатарська вишивка, ювелірне мистецтво, карбування металу, різьблення по каменю. Ювелірні майстерні розташовувалися на центральних вулицях міст, а особливо у великій кількості у Бахчисараї та Карасубазарі. Кримськотатарські майстри виготовляли ювелірні вироби, використовуючи такі традиційні способи художньої обробки металу, як карбування, гравіювання, штампування, скань, зернь, лиття.
Баллод Франц Володимирович, історик та археолог, у своїй роботі «Приволзькі „Помпеї“» писав: «„Одна з основних властивостей татарського мистецтва в Криму: його надзвичайний еклектизм, суміш найрізноманітніших впливів та нашарування“, каже Гінзбург: „пов'язаний своїми портами з усіма осередками світової культури… татарський художник міг вибирати все, що завгодно“, але „зрозуміло, найменше приймав готову формулу“… І те ж нам доведеться стверджувати щодо приволзьких художників Золотої Орди, у зв'язку з чим не зайве нагадати, що наприклад, кераміка кримська точно відповідає кераміці золотоординській… Щоправда, порівнюючи, наприклад, мозаїку золотоординську з мозаїкою самаркандською та перською, не можна не відзначити деяку розбіжність у підборі тонів: татарська мозаїка світліша, ніжніша… Татарська кераміка (кахлі та мозаїка) поєднаннями тонів швидше нагадує деякі італійські роботи, що цікаво, оскільки існували торгові зносини між Золотою Ордою та Італією (Венецією та Генуєю), як, втім, існували зносини і з Візантією».

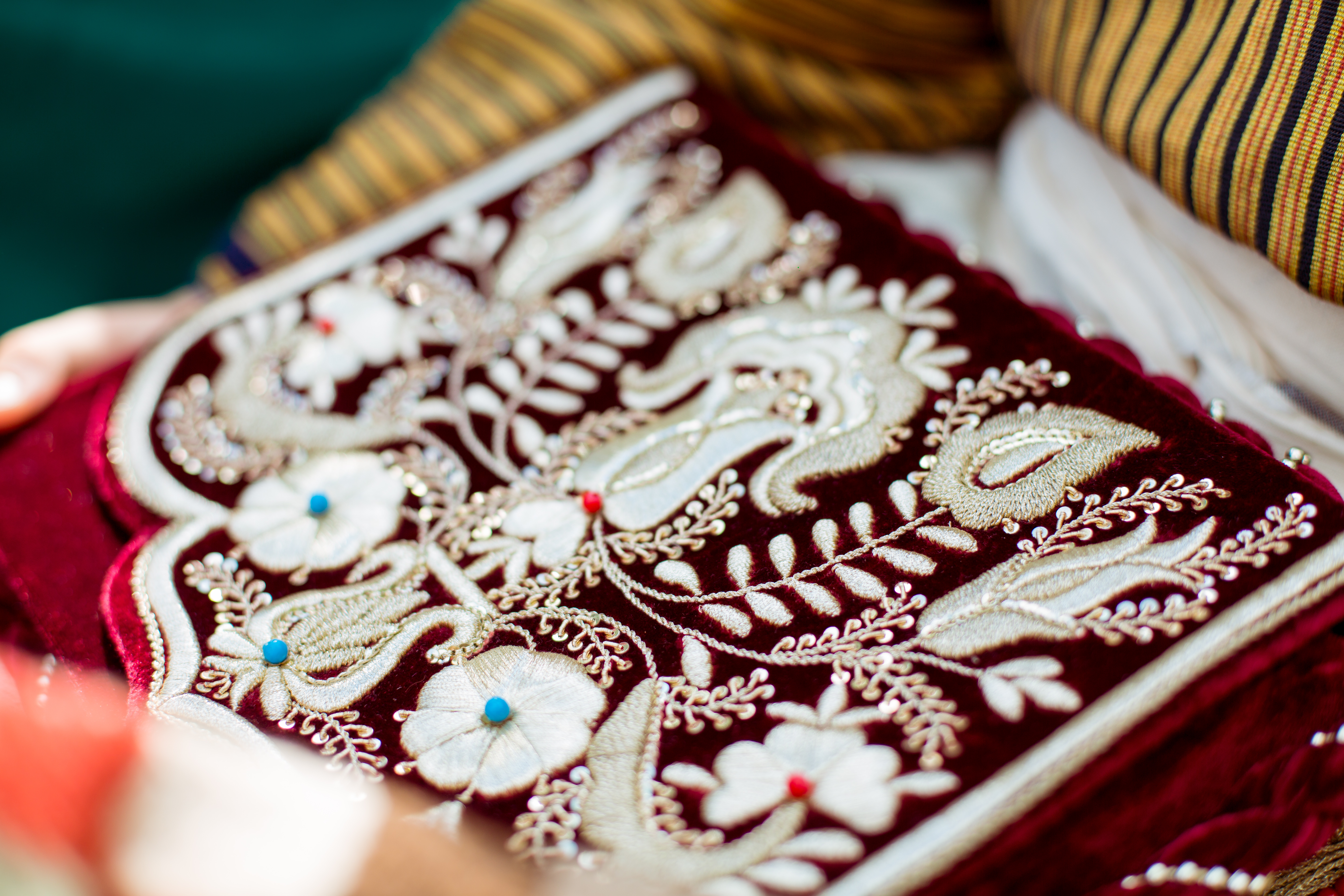
Сумка для Корану[w], прикрашена вишивкою орнек.
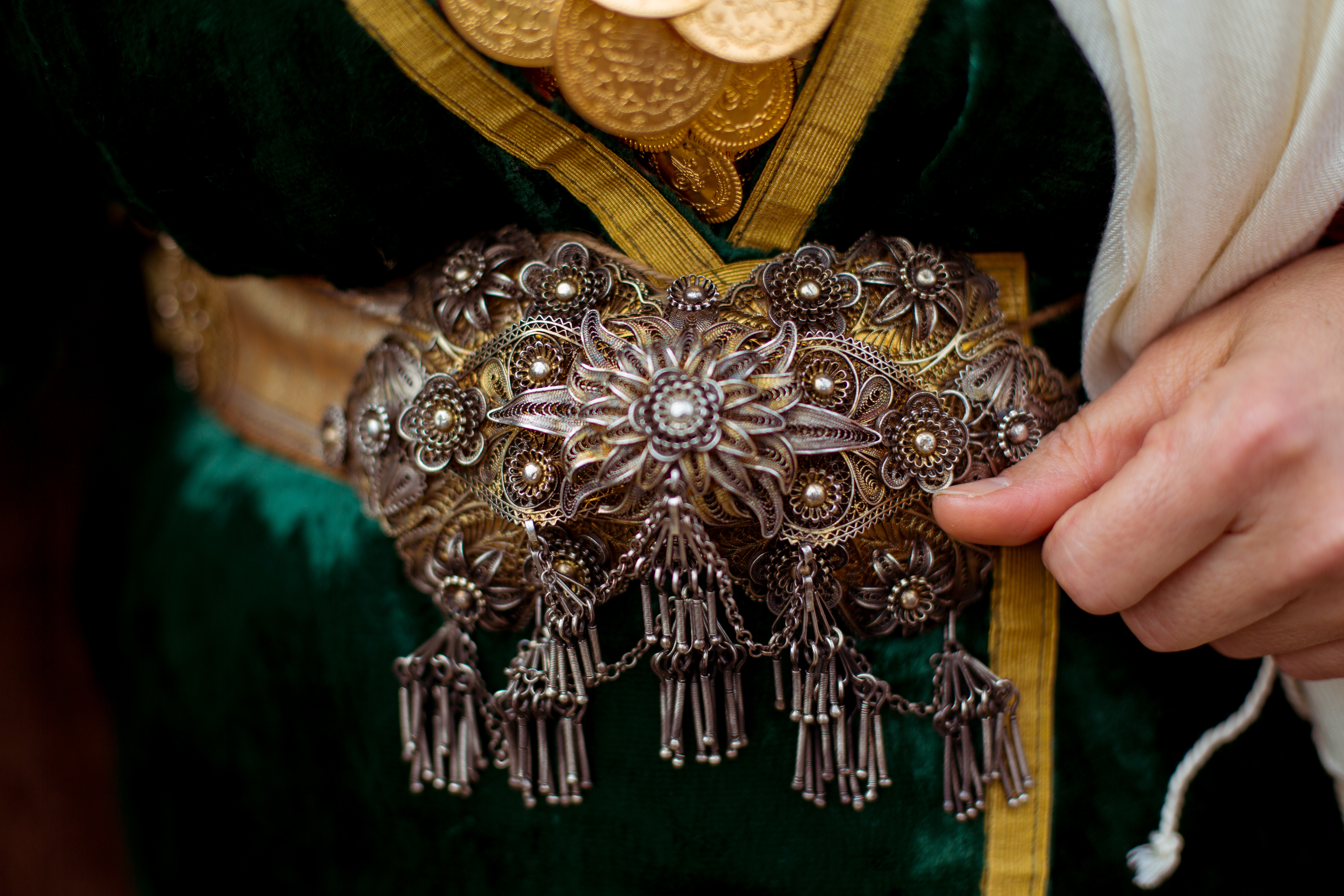
Кримськотатарський традиційний срібний пояс — кушак.
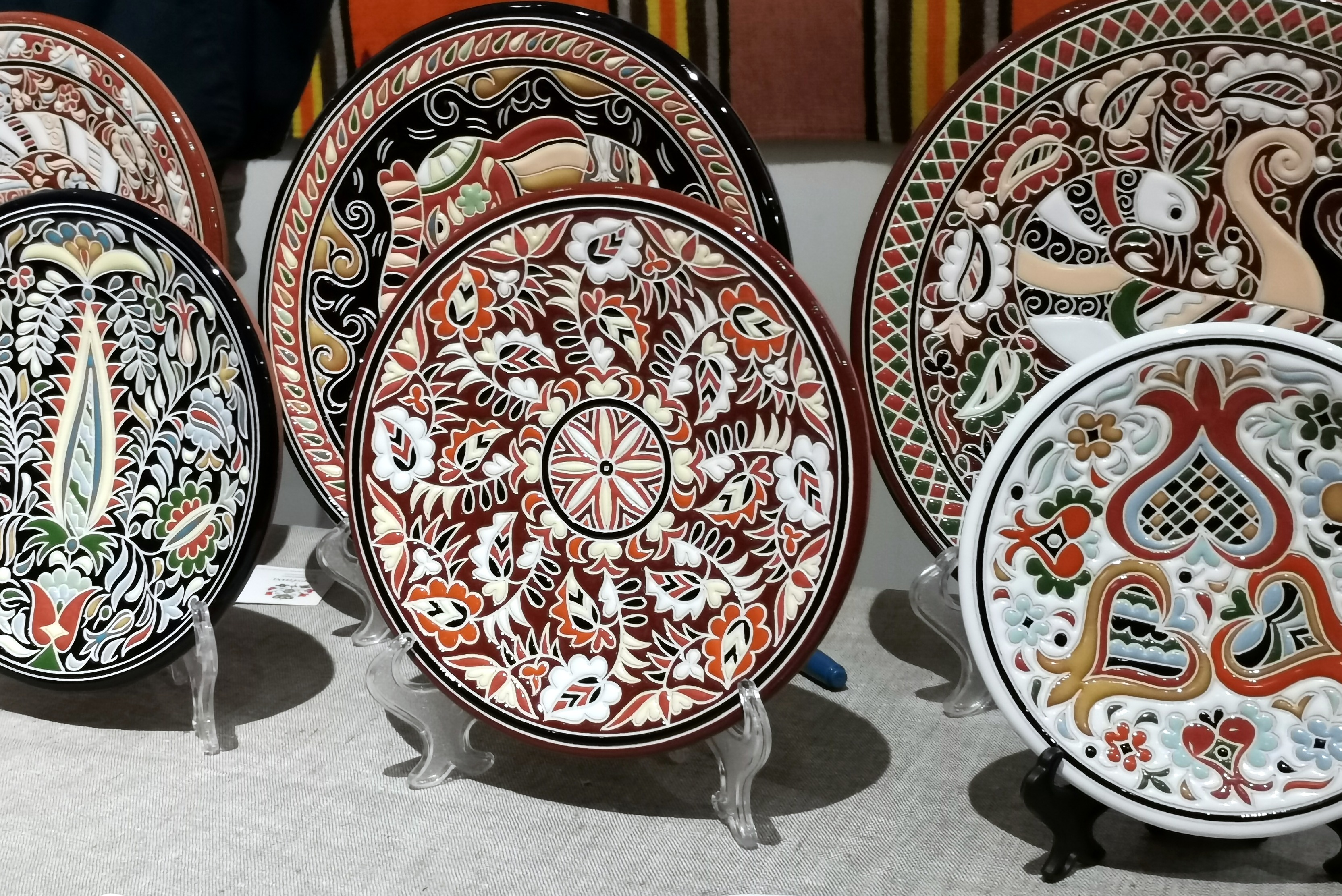
Традиційна кримськотатарська кераміка.
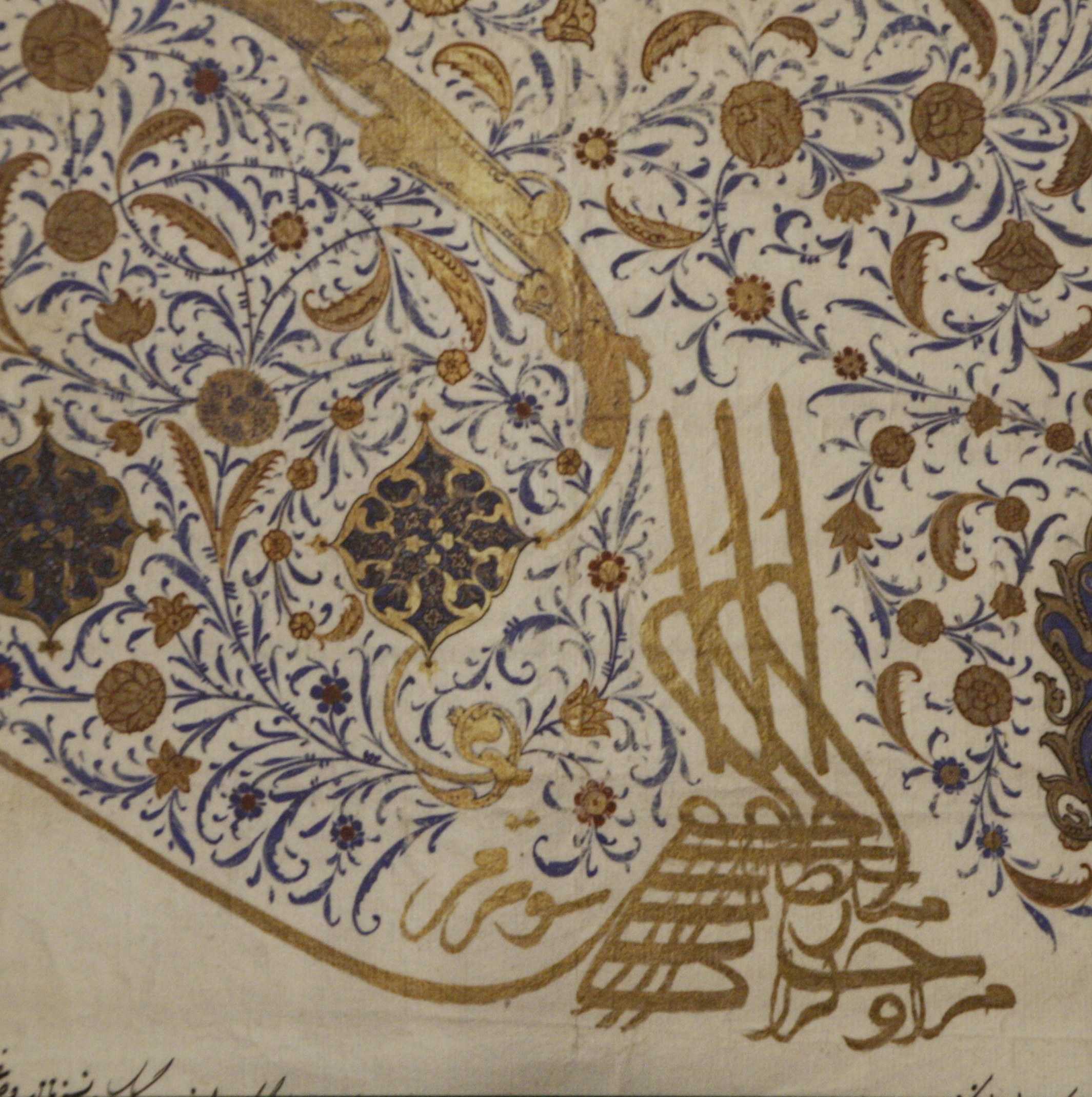
Тугра Мурад Ґерая.

## Відносини з сусідніми державами і народами

### Османська імперія

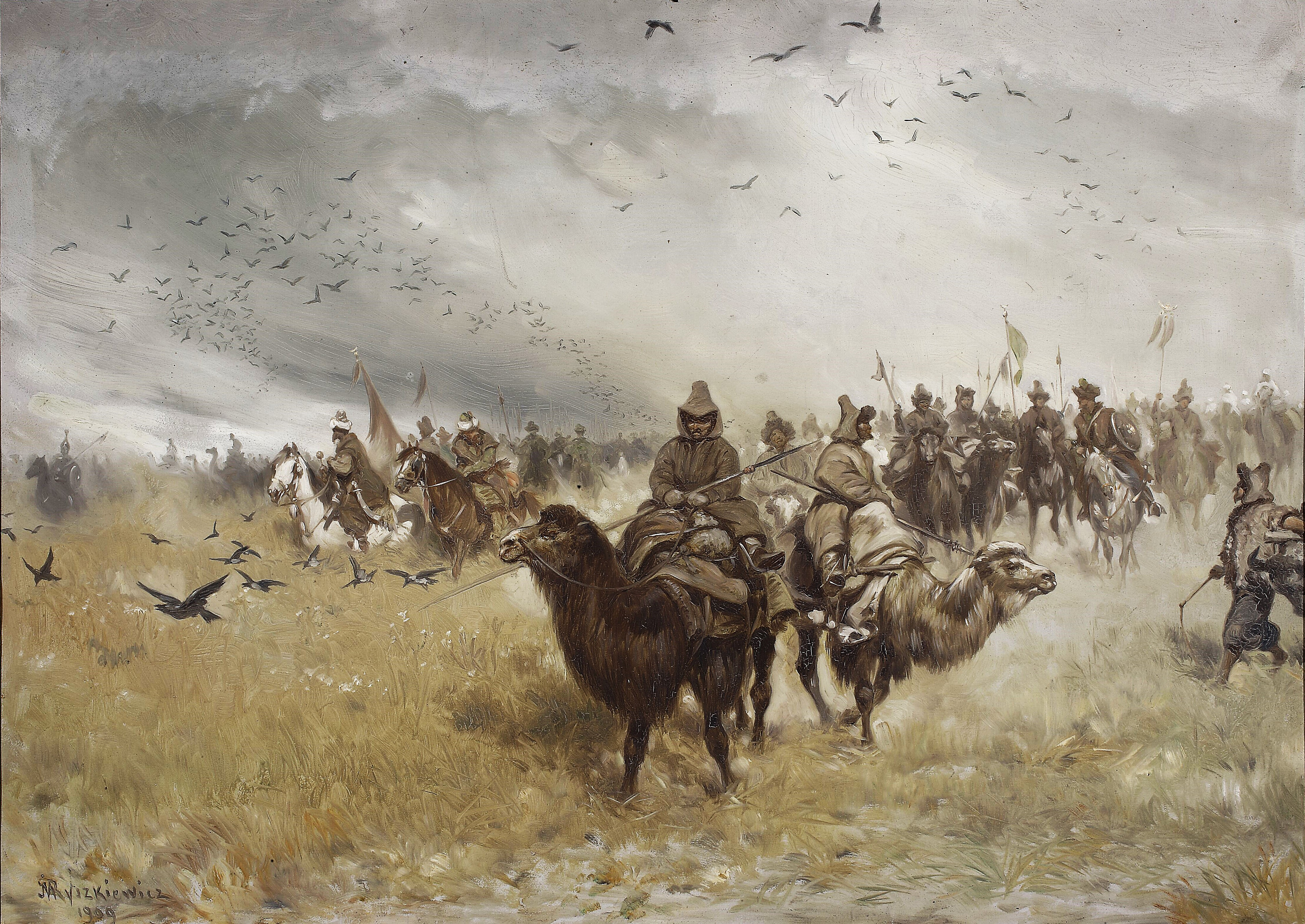
Кримські татари в авангарді османської армії, картина польського художника Юзефа Ришкевіча, 1909

У 1475 році Османська імперія захопила Південний берег Криму (але вона, Османська імперія, ніколи не володіла всім Кримом, або його більшою частиною), і з цього року Кримський ханат опинився в складному становищі по відношенню до Османської імперії, яке не можна однозначно охарактеризувати як васалітет. Наразі література з історії Кримського ханства перебуває під величезним впливом двотомної праці історика В. Смирнова про безроздільну владу Османської імперії над Кримом і повну підпорядкованість другого, при цьому сам автор визнає, що у своїй праці спирався виключно на турецькі джерела. М. І. Веселовський, російський сходознавець, у рецензії на працю Смирнова пише: «Турецькі історики, виставляючи татар народом грубим, третирують їх зверхньо; прагнення принизити татар перед турками, показати, яку велику перевагу має султан перед кримським ханом проглядає у цих істориків постійно. Тому і події, описувані турками, набувають особливого забарвлення…». Як вказує історик Зайцев І. В., В. Д. Смирнов зміг неявно запропонувати також і принципово інший погляд на роль Криму в східноєвропейській політиці XVI—XVIII ст. Спробу розвинути ідею Смирнова про роль Криму як гаранта європейської рівноваги не так давно зробив і польський дослідник Даріуш Колодзєйчик. Він звернув увагу, що окремі положення в кримських текстах дуже близькі сучасним ідеям про європейську рівновагу, а політико-географічний горизонт кримських політиків включав такі країни, як Венеція, Австрія, Данія і Швеція. У монографії «Історія Криму» під редакцією Юрасова додатково пропонується Пруссія (у 1760-х). Дійсно, кримські хани досить часто діяли якщо не всупереч інструкціям зі Стамбула, то принаймні ігнорували їх. Так, як пишуть французькі дослідники А. Беннігсен І Ш. Лемерсьє-Калькеже, падишах тільки мав право, втім, вельми формальне, вимагати від них приєднатися на чолі кримськотатарських армій до великої армії імперії.

Наприклад, на початку 1476 року хан Нур-Девлет, запрошений Мехмедом II приєднатися до османських військ у Молдові, відхилив його під приводом нападу на Крим хана Великої Орди Ахмата. Він поводився, таким чином, не як васал, а, скоріше, як непостійний союзник, якого більш турбували свої інтереси, ніж інтереси Османської імперії. У 1521 Мехмед I Ґерай також відповів лише злегка ввічливою відмовою на запрошення Сулеймана Великого приєднатися до османської армії в Угорщині. Хоча хан і отримував щорічно утримання (сальме) від султана, він мав всі атрибути незалежності, прийняті в середньовічному ісламському державному устрої: право хутби (згадки в проповіді) і право карбування монети з власним ім'ям (сікке).

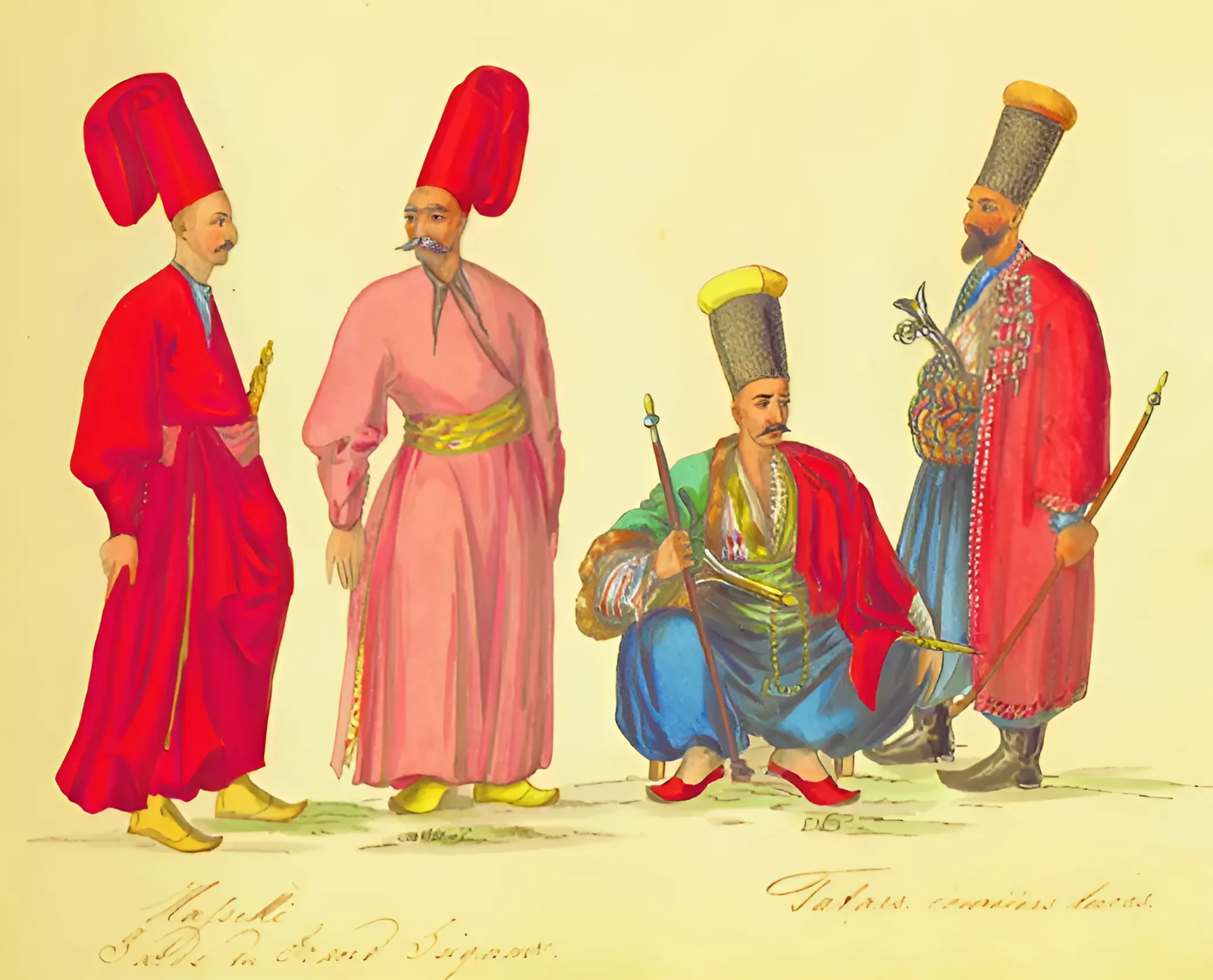
Турки (ліворуч) та кримські татари (праворуч) у традиційному одязі

Османський мандрівник Евлія Челебі, який відвідував Крим в середині XVII століття, описував ставлення самих кримських татар до Османської імперії і османського султана. Таке, за книгою Челебі, було ставлення до спроби султана змістити чинного хана: «Карачі, бадраки і ногаї, Ширіни і Мансури схвилювалися і пропонували тисячі речей … Деякі кричали: „нехай Хаджі Ґерай [калга] обложить фортецю Кефе!“, інші кричали: „встанемо табором біля фортеці Ор і не пустимо в Крим хана, візира Іслама-агу і калгу Кирим Ґерая, будемо битися з османцями“ … Зійшовши, він [чиний хан] сказав: „Ті, хто хоче їхати до Порогу щастя, нехай їдуть по морю або по суші. Я ж, розпорядившись усіма своїми справами, вирушаю зі своїми карачеями по суші“. Коли він так сказав, кримський народ зрадів: „якщо хан йде по суші, мається на увазі, що він збирається в похід проти османців“. Вони дуже зраділи і заспокоїлися». А французький історик Шарль де Пейссонель в «Записках про Малу Татарію» (1755) згадував такий випадок: «Девлет-Гюрай, отримавши наказ про повалення від Порти, наказав роздягнути офіцера, який привіз йому цей наказ і, одягнувши на нього баранячу шкуру, посадити на осла і вислати з Криму».
В історичній науці відомі спроби (як успішні, так і ні) кримських ханів укласти антиосманські союзи з Великим князівством Литовським, Річчю Посполитою і, частіше, з козаками. Це може вказувати на те, що вплив Османської імперії іноді був гнітючим для Криму. Наприклад, спроба створення антиосманського союзу у 1620-х роках. Шахін Ґерай (кримський політичний діяч XVII століття) у своєму листі до польського короля писав йому, запрошуючи до антиосманської коаліції: «Не надсилайте нам більше як дари золото і хутряні шуби, як це велося здавна, а замість того краще надішліть нам пороху і свинцю, тому що раніше ми купували ці запаси у турків, але тепер, будучи нашими ворогами, вони перестануть продавати їх нам». Шахін Ґерай просив допомоги у польського короля у боротьбі проти Османської імперії, пропонуючи йому навіть, щоб Крим увійшов третьою державою до складу Речі Посполитої. Але король, побоюючись війни з Османською імперією, відповів, що не потребує цього. У 1670-х Аділь Ґерай вів переговори з запорозьким гетьманом Петром Суховієм про можливість союзу проти Османської імперії і Речі Посполитої. Хан повинен був допомогти гетьману у війні з Річчю Посполитою, а запорожці в свою чергу надати Криму допомогу в боротьбі з Османською імперією. Однак проєкт так і залишився нездійсненим.
У 1670-х існував проєкт союзу (конфедерації) Речі Посполитої і Кримського ханства проти Османської імперії і Московії, від якого безпосереднім чином залежав розвиток ситуації на лінії Москва-Варшава. Польський король Ян Собеський відправив до хана звільненого з полону знатного кримського татарина Аліш-агу з меморіалом, в якому Ян III перераховував всі образи, заподіяні Криму Османською імперією, і просив надіслати ханських послів для подальших переговорів. Кримський хан Селім I Ґерай двічі відправляв послів до Речі Посполитої для перемовин з цього питання. У січні 1685 року М. Краєвський переслав інформацію про переговори, отриману через Львівську пошту, до Москви. Згідно з нею, Собеський пропонував сприяння у звільненні Кримського ханства від «османського ярма». Союз не був укладений.

### Українські козаки
Докладніше:
- Запорозько–кримський договір 1624 року про взаємодопомогу між Військом Запорізьким і ханом Мехмедом III Ґераєм та калгою Шагіном Ґераєм проти ставленика Османської імперії Джанібека Ґерая.
- Битва під Жовтими Водами 1648 року — перемога козацько-кримського війська над польською армією під час Хмельниччини.
- Корсунська битва 1648 року — перемога козацько-кримського війська над польською армією під час Хмельниччини.
- Конотопська битва 1659 року — перемога козацько-кримського війська над московитами під Конотопом.

### Московія
Данина Московії в Крим
Поминки — щорічна данина Московії кримським ханам, що сплачувалася у 1474—1700 роках.
Докладніше:
- Московсько-кримські війни XV—XVIII століть
- Кримський похід на Москву (1571). Похід завершився спаленням Москви 3 червня 1571 року.

Московське царство припинило щорічну виплату данини в Крим тільки 1700 року, при Петрі I, з підписанням Константинопольського мирного договору з наступним формулюванням (стаття VIII):
|  | А понеже Государство Московское самовластное и свободное Государство есть, дача, которая по се время погодно давана была Крымским Ханам и Крымским Татарам, или прошлая или ныне, впредь да не будет должна от Его священнаго Царскаго Величества Московскаго даватись, ни от наследников его… |

Проте в 1711 році Петро I з усією своєю свитою потрапив в оточення кримських татар на річці Прут, і тоді питання про виплату щорічної данини в розмірі 18000 рублів з Московського царства в Крим було поставлено знову в ході переговорів. Вийти з оточення Петру I допомогла тільки зрада османського візира — Балтаджи Мехмед-паші, засудженого пізніше до смертної кари, який уклав Прутський мир.

### Європа

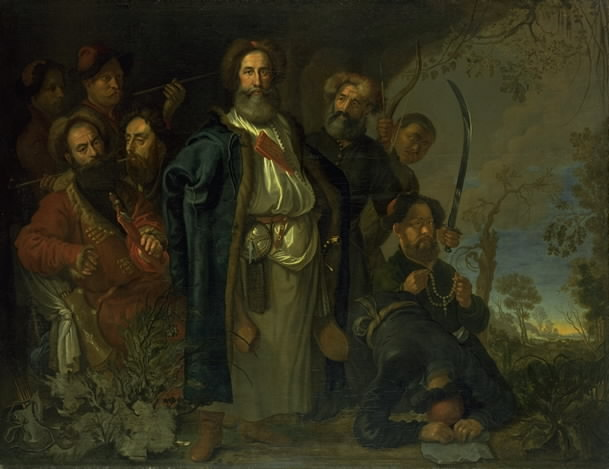
Кримськотатарська дипломатична делегація в Копенгагені, Данія, XVII століття, Карел ван Мандер III

## Адміністративний поділ
За переписом 1740 року хана Менглі II Ґерая на території Кримського півострова існувало 48 кадиликів (судових округів), 9 міст та 1399 укріплених сіл. На чолі кадиликів стояли кадії, мусульманські судді.
У період 1774—1783 років Крим адміністративно поділявся 6 каймакамств та 44 кадилика:
Каймакамства
- Акмечетське (з 9 кадиликів)
- Бахчисарайське (з 6 кадиликів)
- Карасубазарське (з 9 кадиликів)
- Кафинське (з 11 кадиликів)
- Гезлевське (з 5 кадиликів)
- Перекопське (з 6 кадиликів)

Кадилики
| - Ор-Капи (сучасний Перекоп) - Сакал - Сеїд-Еді - Нуссуф - Тамак - Беш-Паре - Бочали - Шейх-Елі - Сейдлер - Кутеш - Четерлик - Самарджик - Караул - Мегіт - Каракуд - Діптархан | - Бойнак - Г'юзлеве / Гезлеве - Чонгар - Арабат (сучасний Арабат) - Керш-Беш-Пармак - Орта-Керш - Діп-Керш - Єні-Кале (сучасне Єні-Кале, османська фортеця) - Мангуп (сучасний Мангуп, османська фортеця) - Судак (сучасний Судак, османська фортеця) - Каффа (сучасна Феодосія, османська фортеця) - Ескі-Кирим (сучасний Старий Крим) - Шірін - Ічелі - Аргун - Ташелі | - Карасу - Кучук-Карасу - Жагмурчі - Чо унче - Салгір - Такли - Даїр - Карагез - Завіє - Улан - Буралчі - Акмесджід - Такетли - Багча-Сарай - Качі - Балаклава (сучасна Балаклава) |

З них перші 19 — у степовому Криму (північніше Салгіра й Булганака), наступні 5 — на Керченському півострові, а останні 24 — на півдні Криму.
Міста
- Ахтіар
- Інкерман
- Бельбек
- Мангуп
- Бахчисарай — столиця держави, резиденція хана.
- Акмесджит — резиденція калги.
- Карасубазар
- Чуфут-Кале

Бейства
- Автономні бейства (князівства) шляхетних родів:
- Кримські беї: Ширін, Барин, Аргин, Яшлав (Сулеш), Седжеут;
- Ногайський бей: Мансур (Мангит)
- Половецький бей: Кипчак.

## Державний устрій

Родовий знак (тарак-тамга) Ґераїв

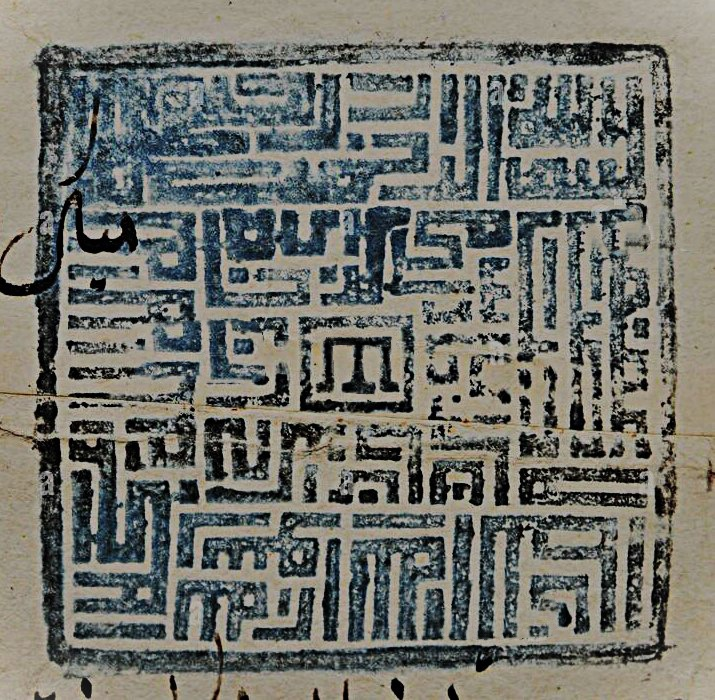
Державна печатка Кримського ханату з тамгою у центрі. Вона використовувалася в державних документах і ярликах.

Деякі санджаки Кримського ханату

Форма державно-територіального устрою
За формою державного устрою Кримський ханат був децентралізованою унітарною державою, територія якого була поділена на бейлики, на чолі яких стояли могутні беї. В кожному бейлику створювалися власні органи влади та військові сили; деякі з них вступали у міжнародні стосунки з сусідніми державами, вели переписування з зарубіжними урядами.
Державний лад Кримського ханства змінювався в залежності від поступового переходу від кочового до осілого способу життя. Окремі кримські роди ставали великими землевласниками завдяки захопленням та пожалуванням хана. Найбільш відомі з цих родів: Ширин, Барин, Кулук, Сулеш і Мансур.
Загалом, державна організація Кримського ханату, яка видається на перший погляд відносно стрункою, містила чимало підводних каменів і суперечностей, які суттєво послаблювали єдиновладдя хана і навіть позбавляли ефективності адміністративний апарат. Мурзи та аги, які оточували хана і вважалися його покірними слугами, могли у будь-який момент взяти участь у змові проти правителя або ж просто усіляко затримувати виконання доручень. Державний устрій Кримського ханату зберігав також низку архаїчних ознак, передусім співіснування кількох принципів наслідування влади у роді Ґераїв. Це дозволяло Османській імперії маніпулювати кримськими ханами і на власний розсуд призначати їх чи позбавляти влади.
Бейства
Кожен з кримських родів мав свої чітко розмежовані володіння, які мали назву бейство (бейлик). Кожен бей мав свою столицю, свій двір, свій калга і нур-ед-дін, обрані з дворян свого ж роду.
Беї могли одружуватись з ханськими доньками, не голити бороди, як і хан, і відсилати своїх послів до іноземних государів за подарунками. Беї вели міжусобні війни і здійснювали набіги на чужі землі (під час одного з таких набігів була спалена Тула).
П'ять кримських родів вважалися представниками вищого стану. Кожен голова роду у своєму бейликі вважався необмеженим деспотом, який очолював адміністрацію і суд. Для здійснення судових повноважень бей отримував від кади-аскера (державного судді) грамоту.
Залежність беїв від хана висловлювалась в їх обов'язку — постачати військо. Для вирішення питання про війну хан зобов'язаний був збирати раду п'яти беїв, які могли посилати замість себе послів.
Таким чином, влада хана була обмежена мурзами, яка нерідко переходила в народну владу. Хан не мав права збирати данину ані з беїв, ані з їх васалів; навіть євреї, які мешкали на їх землях, не сплачували йому податі.
Як верховний голова Кримського Ханства хан отримував такі доходи: пенсію від Османської імперії, митний збір, соляний збір, від гатмана (коменданта) Дубосар, від правителів Буджака і Каушан, від ногайських сераскирів і медові гроші, всього на суму приблизно 120 тис. піастрів, не враховуючи доходи із земельних володінь хана і подарунків, які він отримував від іноземних государів.
Після смерті бея володарем бейлика ставав калга — старший син, потім нур-ед-дін — другий син, і лише після смерті всіх синів бея бейлик переходив до його старшого онука.
Інше покоління бея і його побічне потомство становило дворянство «Емір-заде», яке пізніше мало назву мірза, мурза. Існувало два розряди мурз:
- прямі потомки беїв, які мешкали у межах бейлика;
- кримська шляхта, яка знаходилась поза родинних зв'язків із родоначальником бейліка.

Окрім цього, існувало ще й нижче, служиле дворянство, «капикуль» (раби біля дверей), які складалися з яничарів; проте вище дворянство не мало жодних зносин із нижчим, виняток становили тільки ті, які мали особливу милість хана.
Хан
Центральне і палацове управління покладалося на окреме коло осіб, які були найбільш наближеними до хана й мали привілейоване становище у системі управління Кримського ханства.
Титули і посади центрального і палацового управління.
На чолі управління стояв хан, який мав походити з династії Ґераїв. Для обрання хана беї чотирьох великих феодальних кримських родів (Аргин, Кипчак, Ширін і Барин) збиралися на курултай, де ухвалювали рішення про кандидатуру. Новообраного хана підіймали на білому повстяному полотнищі, читали над ним мусульманські молитви, а потім урочисто зводили на престол.
Кандидати на ханську посаду могли висуватися лише з роду Ґераїв, оскільки вони були з числа нащадків Чингіз-хана. Серед цих осіб, у свою чергу, теж існувала черговість: на престол могли претендувати два молодших брати хана-правителя і лише потім ханські сини. З 1478 р., після визнання Кримом султану Османської Держави як халіфа, результат вибору беїв став затверджуватися османським султаном.
Поступово османські правителі набули права вирішального слова в призначенні кримського хана, і церемонія вибору хана беями до XVIII ст. перетворилася на формальність, яка символічно підтверджувала султанський указ.
Кримський хан мав двох офіційних наступників, що справляли функції контролю над східною та західною половинами держави: калгу-султана та нуреддина, котрих обирав із числа своїх молодших родичів. Ханська влада була обмежена радою беїв — старійшин кількох найзнатніших родів, які у своїх володіннях мали право чинити суд та збирати податки. Судова система ханства будувалася за релігійним принципом: місцеві судді нижчого рангу (каді) та столичні судді вищого (кади-аскери) підпорядковувалися муфтієві — голові мусульманської спільноти Криму, що був непідзвітний хану та підпорядковувався безпосередньо халіфу (османському султану).
Символи
- Тамга — герб династії Ґераїв
- Тугра — особистий підпис чи монограма хана
- Санджак-шеріф — священна хоругва ханства, за легендою — прапор Чингісхана, найсвятіша реліквія держави

Посади
- Калга-султан — спадкоємець трону — мав право на престол, проте це не завжди дотримувалось, командував військом.
- Нур-ед-дін — другий спадкоємець, обов'язки чітко не встановлені.
- Султани — ханські сини, в залежності від особистої гідності — займали різні посади (напр. начальник ногайських військ тощо).
- Матері, дружини і доньки хана, калги-султана і нур-ед-діна, які мали свій особливий двір і отримували щорічне грошове утримання.
- Хан-агаси — обов'язки чітко не визначені і відносились до цивільного управління.
- Дефтердар-ага — рід державного контролера.
- Тат-агаси — керуючий землями, що складали долю хана і були заселені селянами.
- Хазнадар-ага — державний скарбник.
- Актачи-бей — шталмейстер.
- Киларджи-баши — гофмаршал хана.
- Капуджи-баши — ханський ад'ютант, який користувався адміністративною владою.
- Капуджилар-ках'яси — помічник капуджи-баши.
- Селердар-ага — начальник мечоносців.
- Куллар-агаси — начальник придворних нижніх чинів.
- Диван-ефенді — секретар іноземних справ.
- Сир-кятепи — секретар внутрішніх справ.
- Хазне-кятепи — секретар державної скарбниці.
- Зариф-кятепи — начальник монетного двору.
- Аталик — вихователь ханських дітей, іноді важлива особа в державі.
- Хан-кул-ага — начальник ханських рабів.
- Байрам-ага — головний розпорядник бенкетів.
- Балчи-баши — другорядний розпорядник бенкетів.
- Хапу-агаси — охороняв двері ханського палацу, був під керівництвом капуджи-баши.
- Серрач-баши — відав придворним освітленням.
- Чашангир-баши — лейб-кухар.
- Аши-баши — ймовірно, керував ханським обідом.
- Хадим-ага — ймовірно, керував над службовими у дворі хана.
- Ігит-ага — старший над пажами.
- Розмінний-бей — представляв хану іноземних послів.
- Начальник яничарів.
- Ханський скарбій.
- Ханський писар.
- Землемір тощо.

Усі ці особи належали до центрального уряду або до двору хана і отримували подарунки від іноземних государів.

## Судова система
У Кримському ханстві існувала власна судова система, що була дволанцюговою:
- кадії (місцеві судді), які були духовними особами і вершили суд відповідно до канонів Корану та інших джерел мусульманського права; *Диван Бейліса (апеляційний суд);
- Диван Кримського ханства (вища рада держави), куди кожна людина, чиї права порушені, мала право оскаржити судове рішення (уджет).

Судова влада знаходилась у руках начальників бейликів (кадиликів). Їх у Кримському Ханстві було 48 на 1604 селища.
Бей отримував грамоту на звання кади від кади-аскера, і його юрисдикція не підпорядковувалась хану.
Дворянство мало свої особливі ассизні суди, рішення яких затверджувались кази-аскером, який керувався при цьому порадами муфтії.
Окремі суди мало мусульманські клерикали, іновірці, як християни, так і євреї.
Хан призначав кадієв у власному кадилиці; османський султан — у чотирьох своїх кадиликах (судових округах): Кафе, Судаку, Мангут і Єні-Кале.
З появою міст, з'явилися й особливі міські судді Шегера-каді, що призначалися кади-аскером. На суді цих Шегера-кади як наглядач, завжди був присутній помічник калі-аскера наїб. Всі інші справи, вилучені з ведення цих суддів, вирішувалися в державній раді, або дивані.
Диван
Диван мав різнохарактерний склад: калга-султан, нур-ед-дін, ширин-бей, муфті, голови п'ятьох родів, кади-аскер, ор-бей, сераскіри трьох ногайських орд, казнадар-баши, дефтердар-баши тощо. Окрім цього, тут засідали також представники кожної гілки п'яти родів. Бей, що не з'явився до судового засідання міг надіслати свого представника.
У дивані вирішувались усі справи внутрішнього управління, оголошення війни, набору військ, спрямування походів тощо.
Суд відбувався на основі Корану, за яким кримінальними злочинами вважалися: відступ від віри, перелюбство, грабіж, вбивство, злодійство і пияцтво. Усі ці злочини каралися суворо, але суворість цю завжди вміли на практиці обходити різними тлумаченнями закону.
Суд починався тоді, коли хто-небудь звертався до нього; розгляд справ був словесним.
Покарання злочинця надавалося позивачу, який міг застосовувати помсту (принцип таліону — «око за око») або ж обмежитися штрафом.
Поняття політичного злочину на той час було відсутнім. Коран згадує лише цивільні відносини підданих, але мусульмани не ущемлялись цим.
У документах кримських татар зустрічаються обряди при здійсненні векселів, духовних заповітів, купчих фортець(?), судження про незаконне порушення зобов'язань тощо.

## Військо

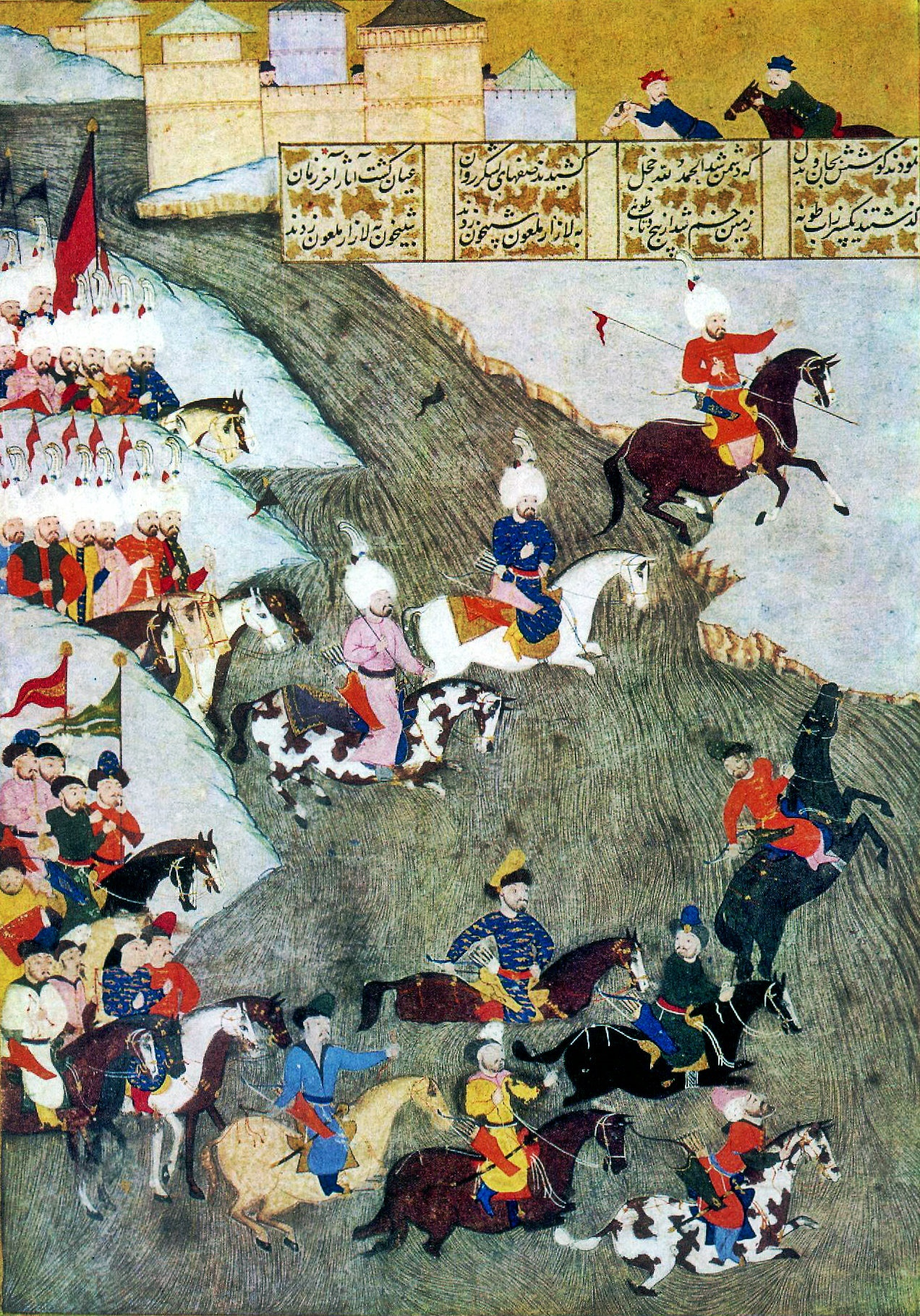
Кримська кіннота в битві під Сігетваром 1566 року (османська мініатюра, 1579).

Кримська династія Ґераїв, будучи спадкоємницею Улуса Джучі, на початковому етапі успадкувала також військове мистецтво Золотої Орди. Найважливіша роль в формуванні військового потенціалу Кримського ханства належить, на думку дослідників (наприклад, В. В. Пенського), трьом ханам — Менґлі Ґераю I, Сахіб Ґераю I і Девлет Ґераю I. Основна ударна сила кримського війська — кіннота (опис оснащення кримськотатарських вершників міститься в творах Зиґмунда Герберштайна, Гійома де Боплана, Міхалона Литвина та деяких інших авторів). Основні види зброї: лук і стріли, шабля і ніж, захисна зброя представлена м'якими стьобаними обладунками. Кримська холодна зброя була порівнянна із західноєвропейською, проте луки значно перевершували європейські аналоги, у тому числі знамениті англійські. Всупереч поширеній думці, кримські татари використовували вогнепальну зброю, а принаймі з XVIII століття Бахчисарай взагалі став центром виробництва вогнепальної зброї (дослідники зазначають, що в одну тільки Черкесію з Бахчисараю щорічно вивозилося 1000 стволів). Крім рушниць, кримськотатарські воїни використовували і пістолети. Кримські татари та ногаї несли штандарти (зокрема, джерела згадують Чингізів прапор) та бунчуки. Під час бою кримці били у бойові барабани. Основою регулярної армії Кримського ханства була його особиста гвардія, що включала як кінні, так і піхотні підрозділи, і навіть артилерію. Кримська піхота складалася з кількох частин: капи-кулу, тат тюфенкджі (тати мушкетери, створені при військовій реформі Сахіб Ґерая I) — ймовірно, жителі гірських та південнобережних районів Криму, секбани (озброєні рушницями та пістолетами, ймовірно, використовували також луки). Ханська гвардія також мала джебеджі (зброярів), силяхдар (зброєносців), капиджі (палацову варту), були й свої пушкарі (топчі). Кримська кіннота складалася з ханських частин, дружин кримських султанів, беїв і мурз, а також ополчення та служивої знаті. Є відомості, що кримські татари виставляли одного воїна від кількох будинків. Загальна мобілізація, якщо й проводилася, то дуже рідко. У походах кримські татари їли конину, що було дивним для європейців. Наприклад Уільям Ітон писав: «Турецькі муфтії розсудливо вирішили, що конину не можна їсти всім мусульманам, крім татар, оскільки ті до неї звикли, а тому це не вважається гріхом». Ще більш дикою для європейців здавалася звичка пити конську кров та кумис. Алессандро Ґваньїні зазначав: «Вони п'ють також кобиляче молоко, вважаючи його найкращими ліками після будь-якої роботи».

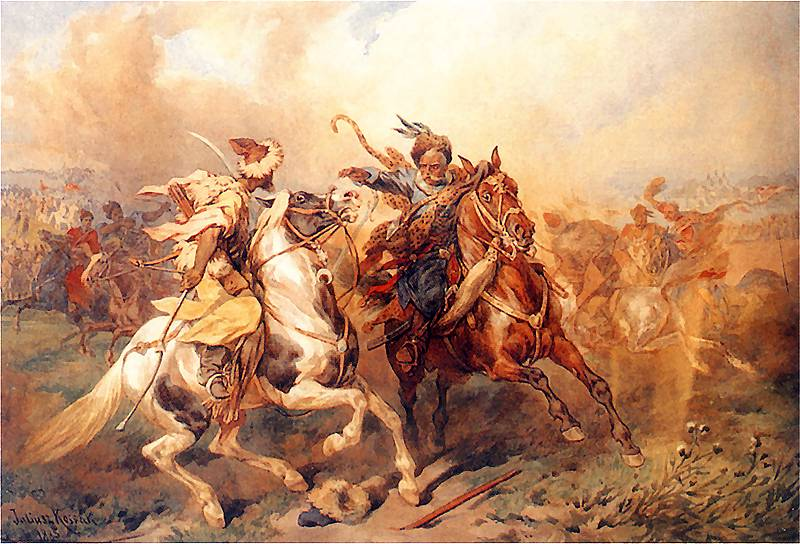
«Татарський танець». Юліуш Коссак, 1886

Воїни Кримського ханства відмовилися від ординської моделі ведення війни, яка передбачала трифазний удар: спочатку лучний бій, потім удар важкої кінноти в списи, і, нарешті, добивання ворога, що відступає. Натомість кримські татари та ногаї акцентували увагу на швидкості та мобільності атак, передаючи пріоритет особистому бою. Кримські хани не ставили за мету захоплення нових територій; їх кампанії зазвичай обмежувалися швидкими рейдами вглиб території супротивника, захопленням трофеїв та оперативним відходом у степ. Під час набігів середньовічні кочівники використовували розвідників, які надавали інформацію про сили ворога, його готовність відбити атаки та можливість несподіваних атак з боку ворога. Зиґмунд Герберштайн залишив такі свідчення в своїх «Записках про Московію»: «Битву з ворогом вони починають здалеку і дуже хоробро, хоча довго його не витримують, а звертаються в удавану втечу. Коли ворог починає їх переслідувати, то [за першої нагоди] татари пускають назад у них стріли; потім, раптово повернувши коней, кидаються на розладнані лави ворогів. Коли їм доводиться боротися на відкритій рівнині, а вороги знаходяться від них на відстані польоту стріли, то вони вступають у бій не в строю, а згинають військо і носяться по колу, щоб більш надійно і зручно стріляти у ворога. Серед таким чином (по колу) наступаючих і відступаючих дотримується дивовижний порядок… Такий спосіб бою через схожість називають „танцем“…». Важливим тактичним прийомом було охоплення флангу чи флангів супротивника. Охоплення противника могло вестися як з одного з флангів, так і з двох одночасно. Протистояти такій атаці було вкрай складно: необхідно було або зміцнити фланги за допомогою додаткових резервних кінних загонів або засідок, або звести укріплений табір. Ще одним тактичним прийомом кримських татар був удаваний відступ, що супроводжувався подальшою атакою та організацією засідок. При застосуванні цього прийому воїни вдавалися до імітації втечі, заманюючи супротивника та стріляючи по ньому на скаку, обернувшись назад. Коли супротивник розтягався в переслідуванні кримської кінноти, втрачаючи бойовий порядок, кримські татари різко розвертали коней і завдавали потужного контрудару. Іноді удавана втеча приводила противника в засідку, де контрудар завдавали не лише воїни, що відступали, але й сили, які вже були розгорнуті в засідці. Шабельний бій застосувався у виняткових випадках, оскільки кримські татари, будучи вправними лучниками, намагалися вирішити результат бою луком і стрілами. Кримські татари мали облогові знаряддя, які вони застосовували, наприклад, під час облоги та взяття Москви 1571 року та при облозі Астрахані у 1580 році. Джерела свідчать, що коні, які використовувалися, належали до низькорослих порід, але були надзвичайно витривалими та невибагливими. Вони не боялися ні холоду, ні спеки і завжди пересувалися риссю. Річки та болота не могли зупинити їхню рухливість. Для переправи через протоки та великі річки використовувалися понтонні кораблі. При нагоді переправлялися на конях. Муштри та військових навчань, як у європейських армії, у Кримському ханстві не було, при цьому Гійом де Боплан зазначав, що кримські татари починають навчати своїх дітей стрільбі з лука із семи років.

### Походи та чапули

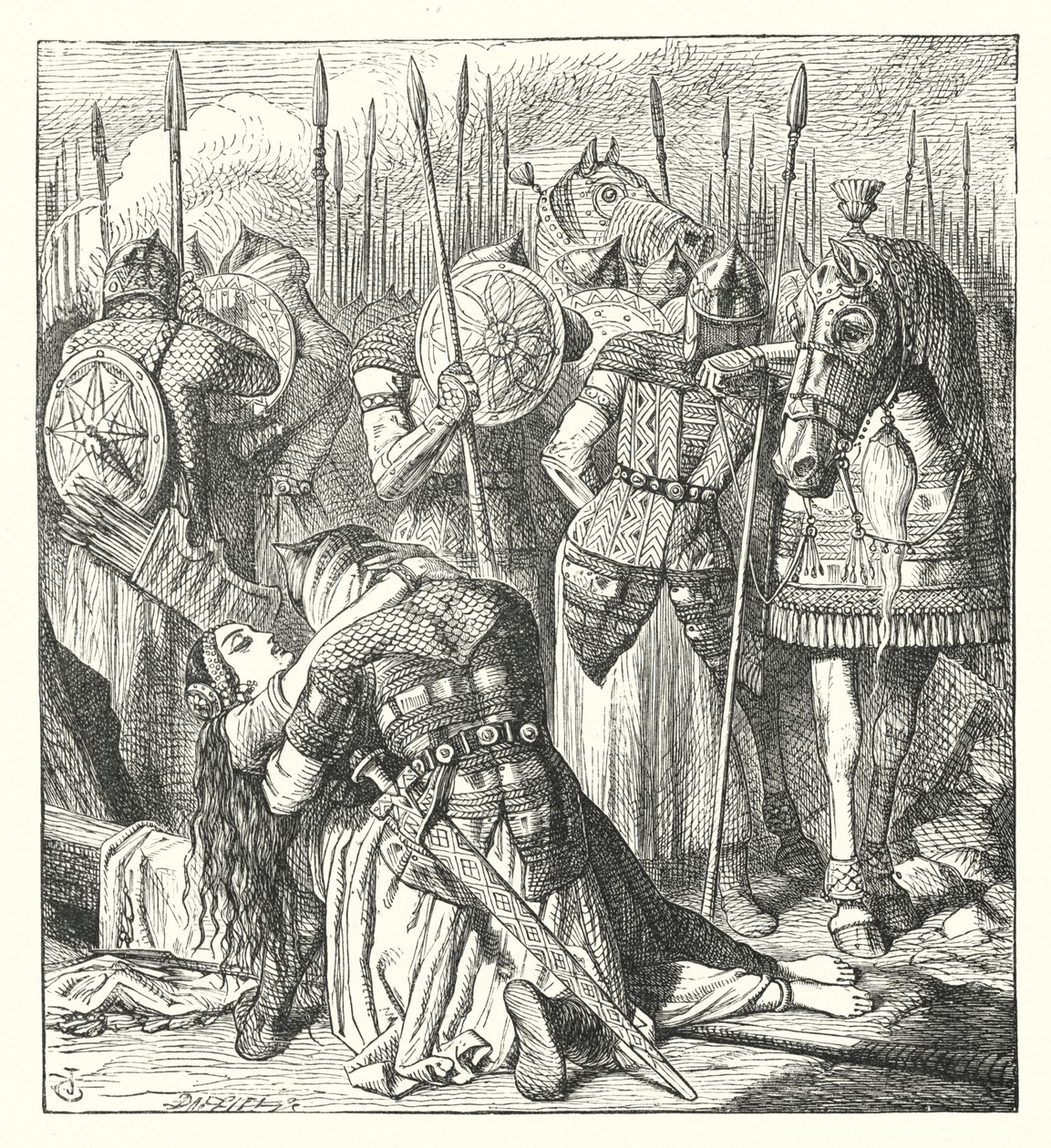
Гравюра Джона Тенієла «Татарський набіг».

Справедливість вимагає, однак, не забувати про взаємність образ, які завдавали татари руським і навпаки: плюндрування кримських володінь, якими колись хвалилися наші козаки, мало поступалися чапулам кримських ординців, які вторгалися у руські межі.

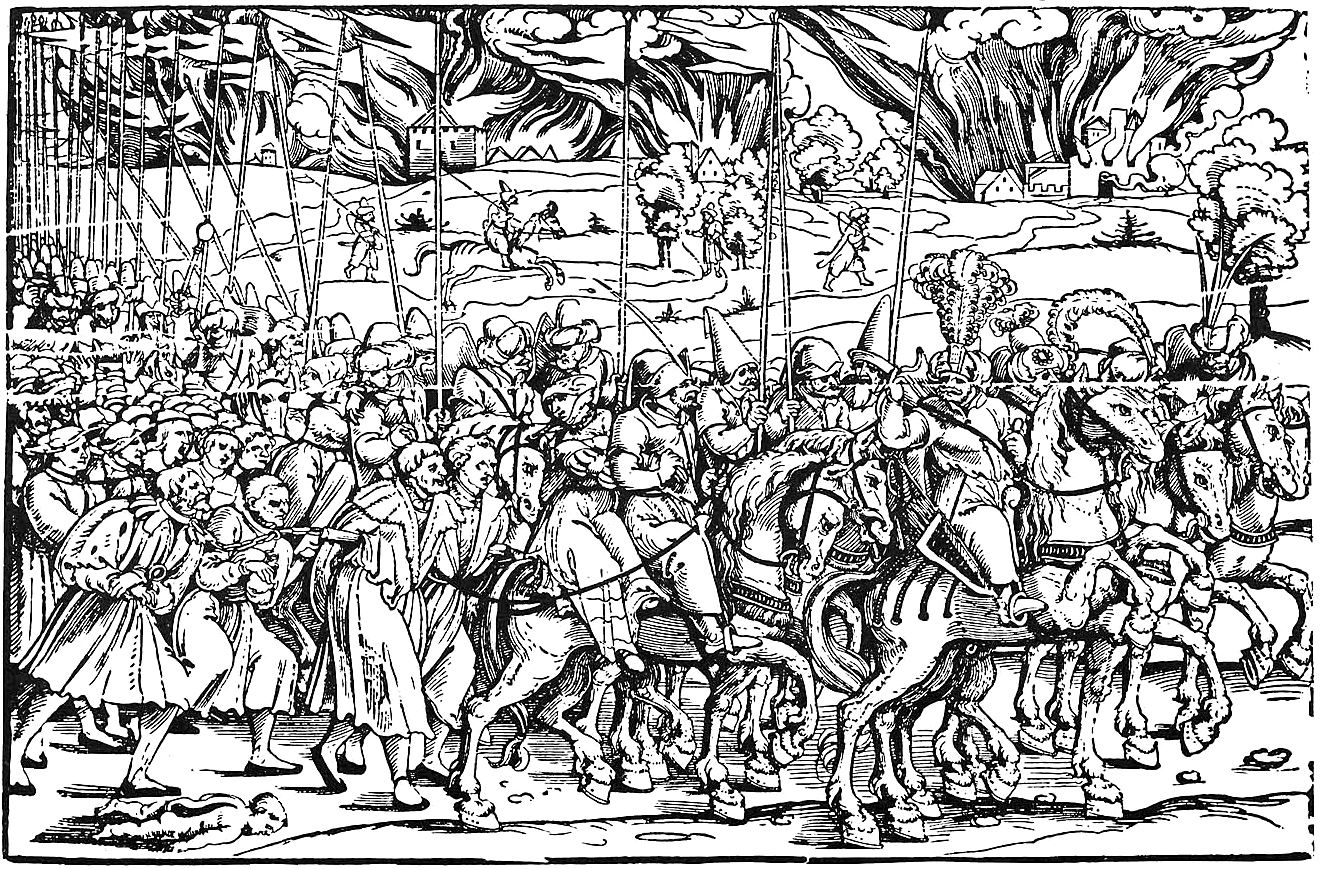
Ясир, близько 1530 року

Походи (також набіги, рейди, чапули) — важлива сторона життя Кримського ханства с кінця XV до кінця XVII століть, що стала наріжним каменем «чорної легенди» про цю державу. Український історик В. В. Грибовський писав, що російська історіографія XVIII століття привнесла в історичну літературу тезу про «татарські набіги» як нібито незмінну військово-грабіжницьку діяльність, яка безперервно велася проти Росії, задля виправдання анексії Кримського ханства. Також і радянські дослідники, виправдовуючи депортації кримських татар та чеченців «згущували фарби, говорячи про рабство. При цьому поневолення людей у ранній Росії з фінських, білоруських, кавказьких та кочівницьких околиць обходили мовчанням». Хоча існує велика кількість різних оцінок кількості християнського ясиру (існують оцінки від 150 тисяч убитих і полонених за сто років з Великого князівства Литовського від татарських, турецьких і молдавських нападів до 3 мільйонів з усіх територій за три століття), уведеного кримцями та ногайцями, немає жодних оцінок кількості рабів-мусульман, захоплених козаками та калмиками (хоча воно, ймовірно, було меншим). У XVIII столітті вже саме Кримське ханство майже повністю перетворилося на арену військових дій, втрачаючи десятки тисяч жителів від ворожих вторгнень. Набіги відбувалися з багатьох причин. Наприклад, з точки зору кримських еліт, набіги були справедливою відповіддю на затримки у виплатах данини. Крім того, вони були дієвим інструментом для стримування колонізації Великого Степу. Кримські хани розглядали смугу степів між Кримом та своїми північними сусідами як буферну зону. Походи на Литву чи Московію здійснювалися також у рамках союзницьких зобов'язань кримських ханів. Угорська історикиня Марія Іванич писала, що через часті посухи та епідемії частина кочових ногайських татар, що жили в степу під сюзеренітетом кримського хана, була змушена займатися набігами як єдиний надійний засіб для існування. Слід зазначити, що продаж рабів ніколи не був основою економіки Кримського ханства, незважаючи на не підкріплені джерелами твердження деяких дослідників. Напади стали частими не з воцаріння Хаджі Ґерая I, а з 1470-х років, коли Крим потрапив під вплив Османів, а південний берег Криму опинився під їхнім прямим контролем, часто османські султани—халіфи вимагали від кримських ханів іти в набіг на одного з їхніх супротивників. Іноді кримці ходили в набіги, прямо реагуючи на політику колонізації земель степу (наприклад, ряд нападів у 1640-х роках на Лівобережжя внаслідок колонізаторської політики польських магнатів), набіги використовувалися і з метою зробити супротивника згідливішим у ході мирного врегулювання. Жорстокість, своєю чергою, була цілком звичайним явищем у війнах XV—XVIII століттях. При цьому думка про «героїчний опір» набігам, що утвердилася в літературі, не підтверджується джерелами. Кількість убитих до полонених зазвичай становила кілька відсотків. У якості розвідників і провідників використовувалося місцеве населення, деякі селяни видавали противнику місця, де ховалися їхні односельці. При наближенні кримські татари використовували бойові труби, які звертали супротивника до втечі: розправі підлягали лише ті, хто чинив збройний опір. Доля ясирів була важкою та знайшла відображення в українському фольклорі. У самому Криму татари залишали небагато ясирів. За давнім кримським звичаєм ясир після 5-6 років неволі відпускали на волю: у московських і польських документах є ряд свідчень про повернення через Перекоп людей, що «відпрацювалися». Частина звільнених вважала за краще залишитися в Криму. Відомий випадок, описаний українським істориком Дмитром Яворницьким, коли отаман запорізьких козаків Іван Сірко, який напав на Крим у 1675 році, захопив величезну здобич, у тому числі близько семи тисяч християнських полонених і вільновідпущеників. Отаман запитав їх, чи хочуть вони йти з козаками на батьківщину чи повернутися до Криму. Три тисячі виявили бажання залишитися, і Сірко наказав їх перебити. Тих, хто змінив віру в рабстві, звільняли негайно.
Часто козаки та татари ходили в спільні набіги. Богдан Хмельницький, наприклад, спільно з війсками Ісляма Ґерая, розоряв мирних жителів Польщі, палив міста та забирав з собою багатотисячний полон. Сам гетьман шукав і знаходив для своїх полків козаків, «які звикли шаблею шматок хліба собі добувати». Для воїнів степу як запорізьких козаків, так і кримців і ногайців війна була ремеслом, «майже професією». Середньовічні лицарі Заходу і Сходу «…жили війною, бо не бачили іншого способу життя для себе. Така була їхня натура. Якщо війна закінчувалася, вони, щоб не вмерти з нудьги, поспішали на лицарські змагання, що іноді перетворювалося на масову бійню. Саме в класах, подібних до лицарських, були вироблені особливі кодекси честі, якими захоплюються сучасні романісти». Військо збиралося у значній частині з ногайських татар, які жили за Перекопом у Північному Причорномор'ї. Що стосується жителів півострова, особливо у його південній частині, то хани, котрі збирали людей у похід, лише обкладали їх даниною за право не виїжджати. У кримських набігах брали участь не лише татари, а й черкеси, руські та молдовани. За кількістю учасників вони ділилися на три види: великий (сефер — до 100 000 чоловік) на чолі з ханом, який приносив до 5000 бранців; середньомасштабний похід (чапул — до 50 000) очолювався беєм і приносив близько 3000 ясиру; невеликий набіг (бешбаш — близько 5 000—10 000 учасників) очолювався еміром чи мурзою та приносив близько чверті тисячі рабів. Гійом де Боплан писав, що невеликі походи найчастіше організовували заперекопські татари, «які не підкоряються ні хану, ні турку».

## Галерея

Ґераї
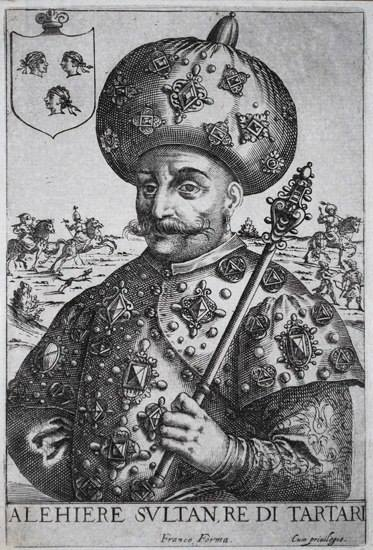
Гази II Ґерай, зліва - одна ж форм гербу Кримського ханату[297].
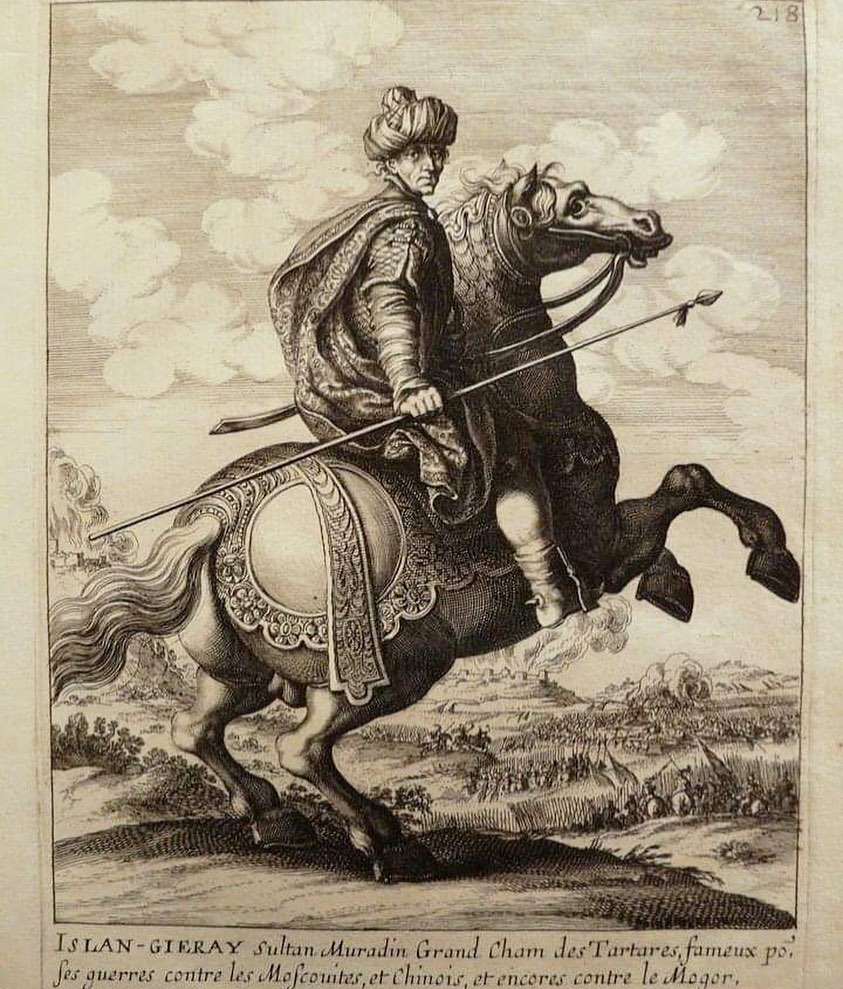
Іслям III Ґерай - хан Кримського ханства
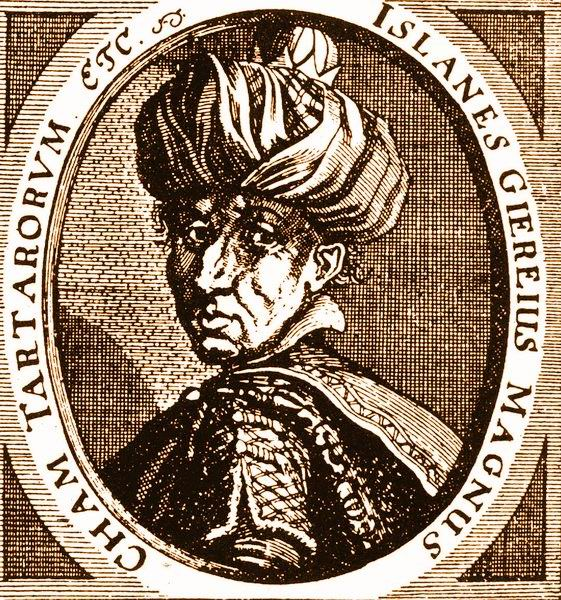
Іслям III Ґерай[299].
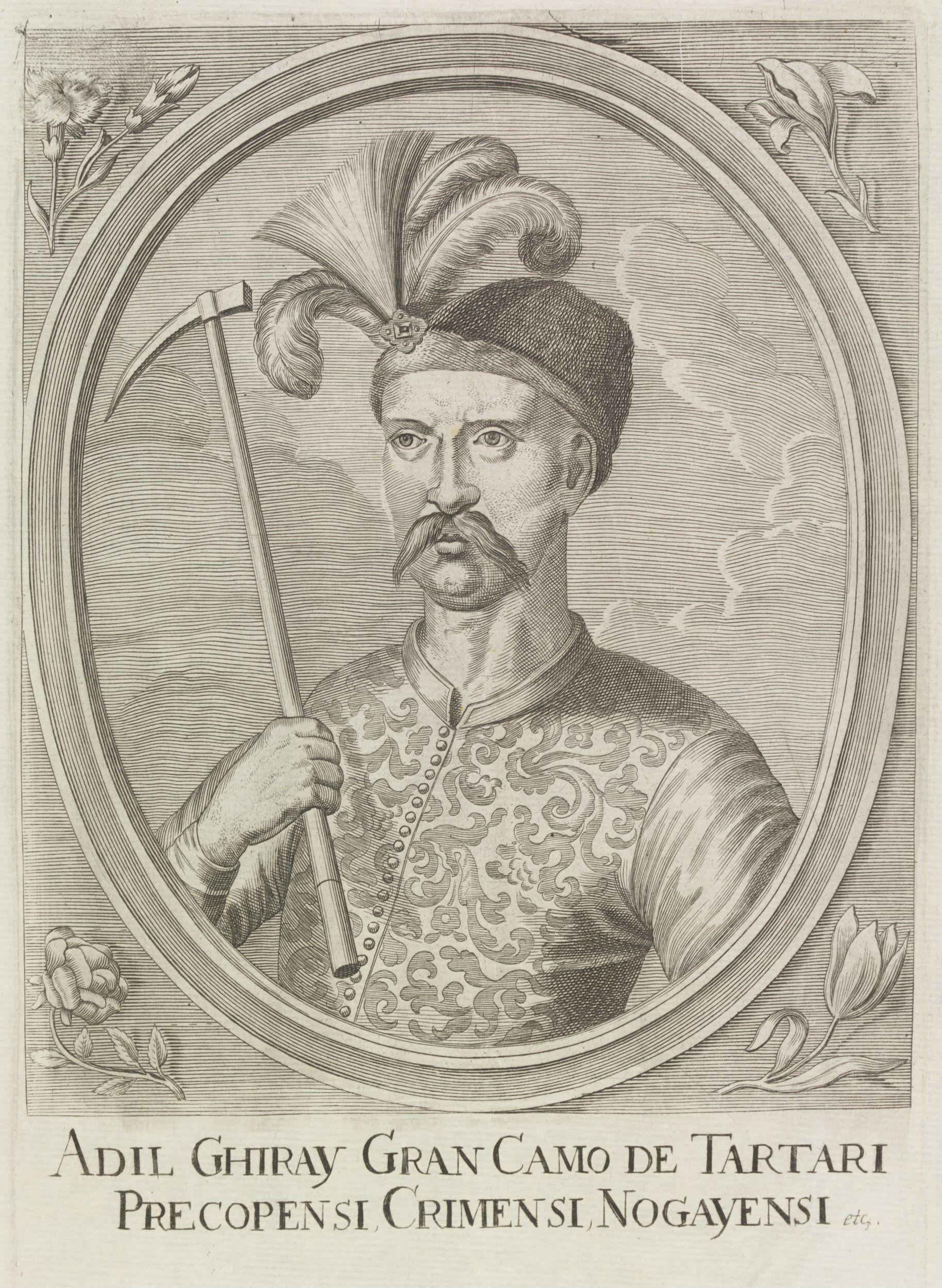
Адиль Ґерай
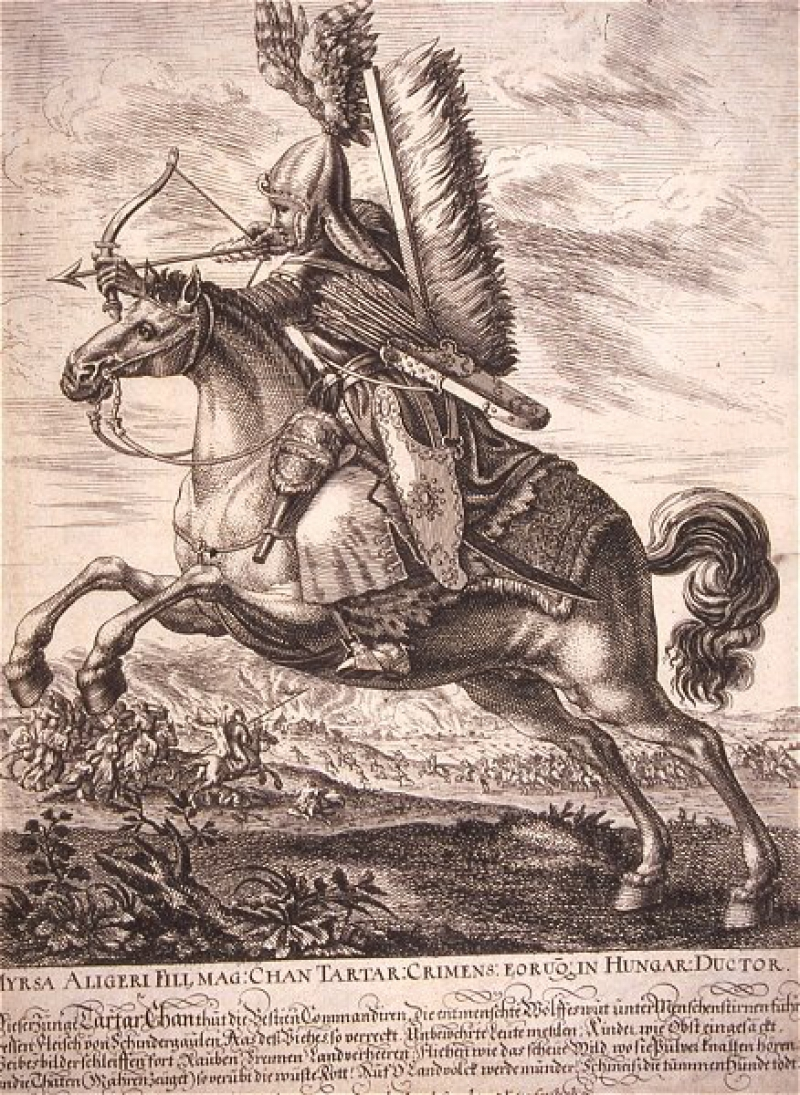
Мірза Алі Ґерай, син кримського хана, під час Віденської битви в 1683 році[299].
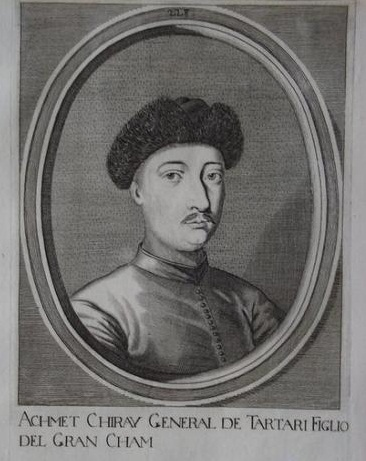
Ахмет Ґерай

Високопоставлені державні діячі Кримського ханства
Мурза Нурали Оглан, посол Кримского ханства у Швеції, 1642 рік[299].
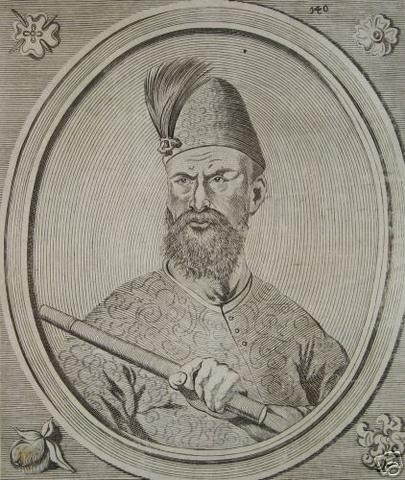
Сефер Гази-ага, візир Кримського ханства при правлінні хана Ісляма III Ґерая, важлива політична фігура у Кримському ханств, 1670 р.[300][299].
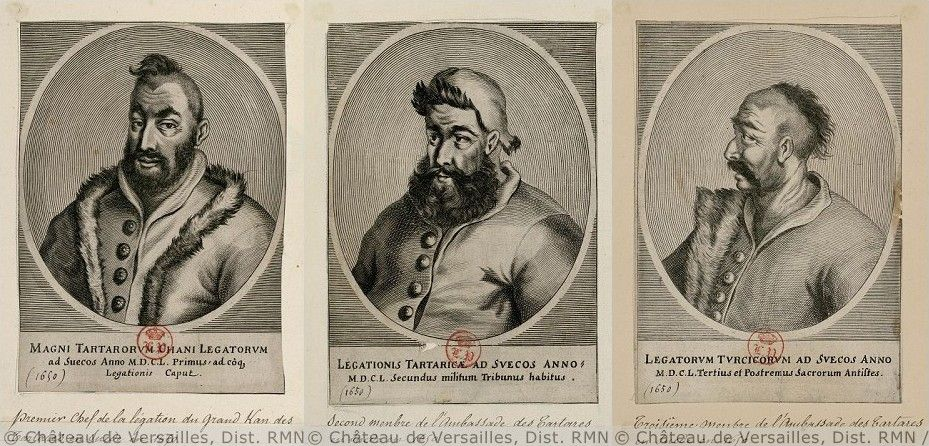
Члени кримського посольства у Швеції, 1650 рік. Перший зліва — голова посольства (посол кримського хана)[299].
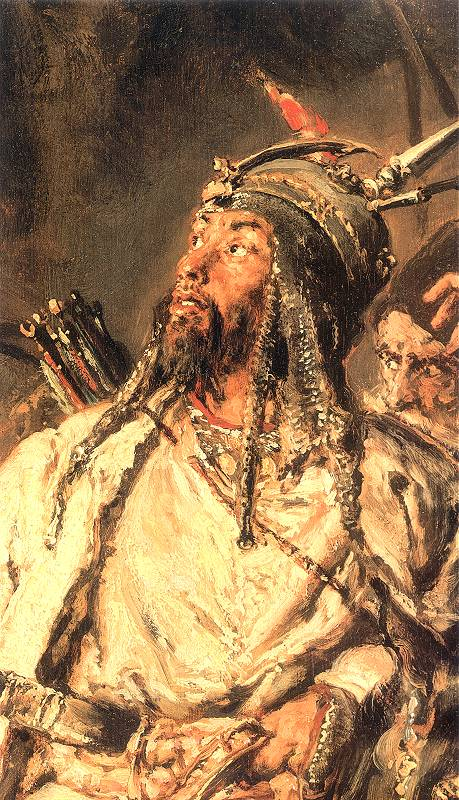
Тугай-Бей, полководець Кримського ханства з роду Аргин. Союзник козаків у Національно-визвольна війна під керівництвом Богдана Хмельницького.

Жителі Криму
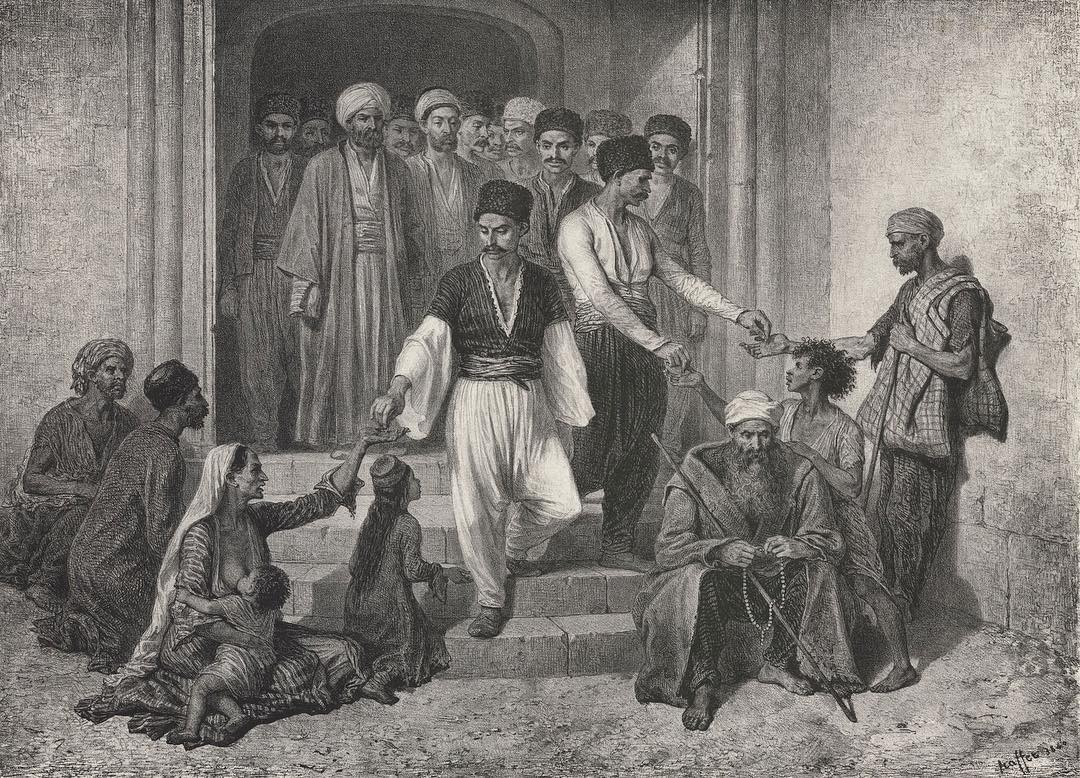
Кримські татари виходять з мечеті. На землі — кримські цигани.
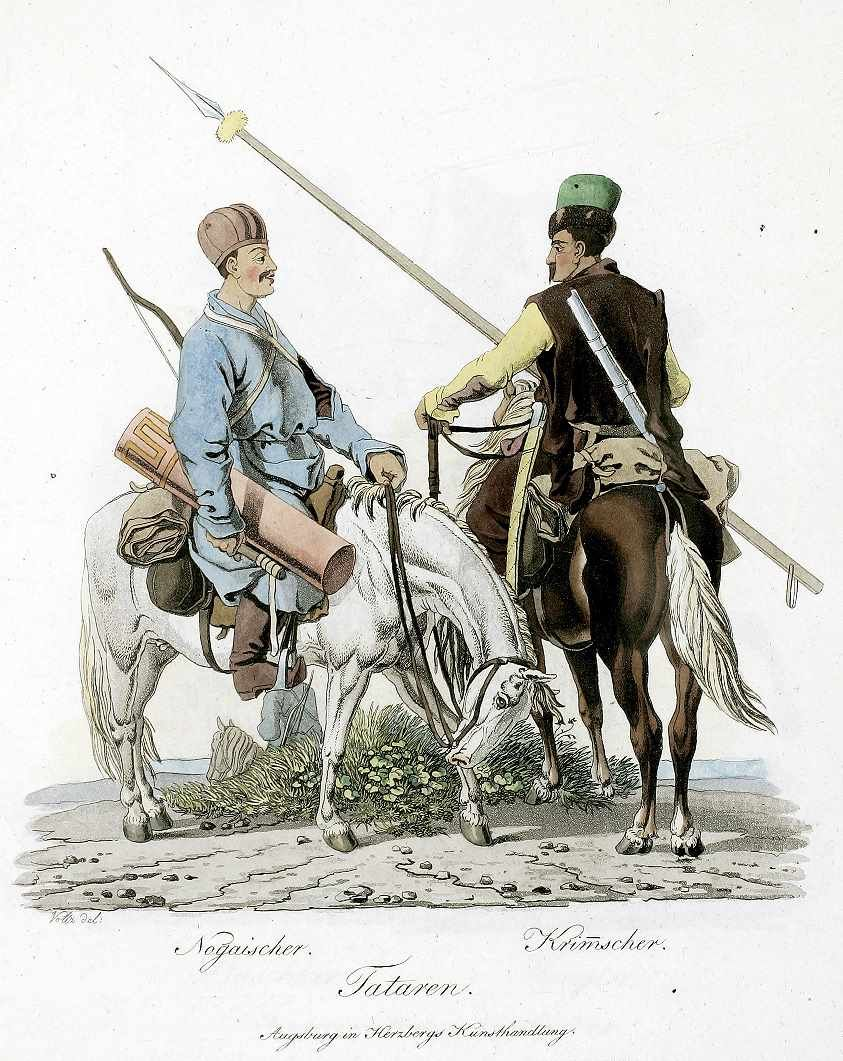
Ногайський (ліворуч) та кримський (праворуч) татарин.
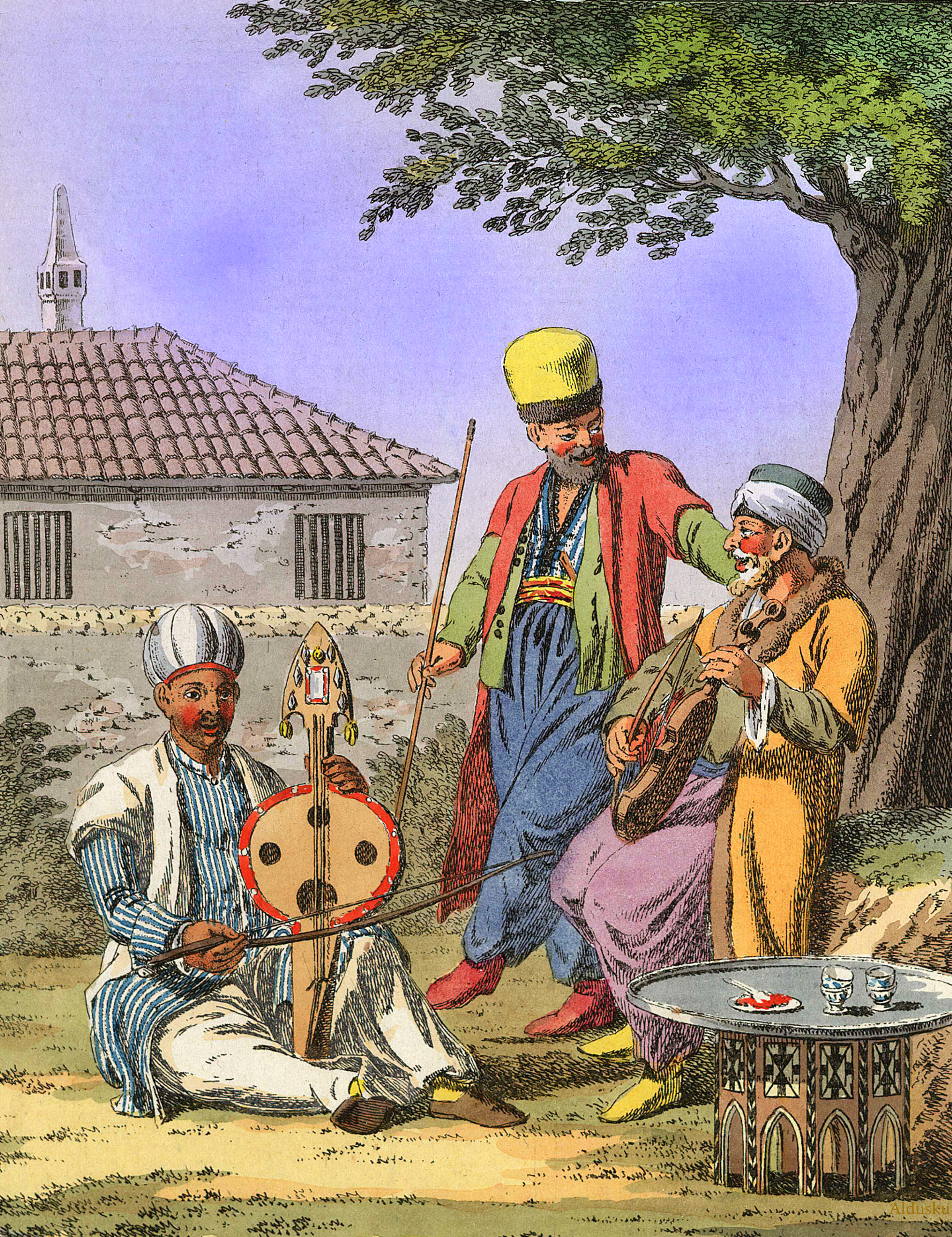
Кримськотатарські та ногайські музиканти.
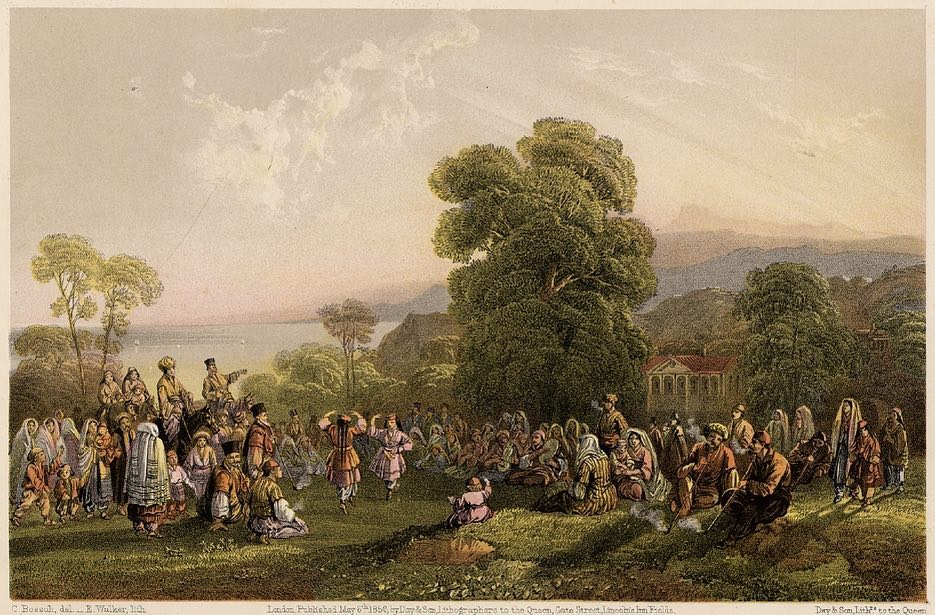
Кримські татари. Танці
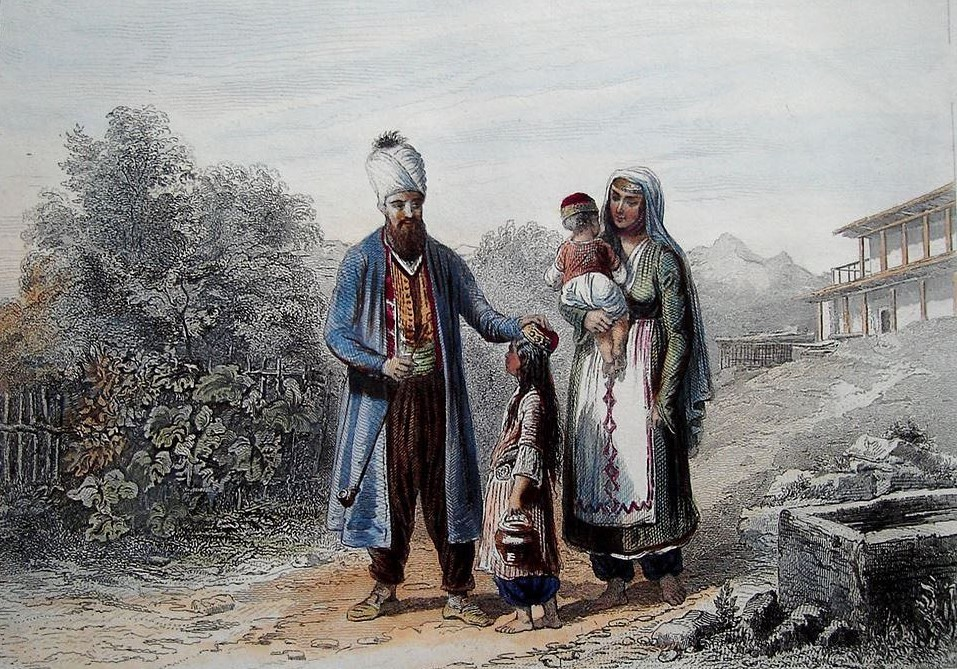
Кримськотатарська сім'я
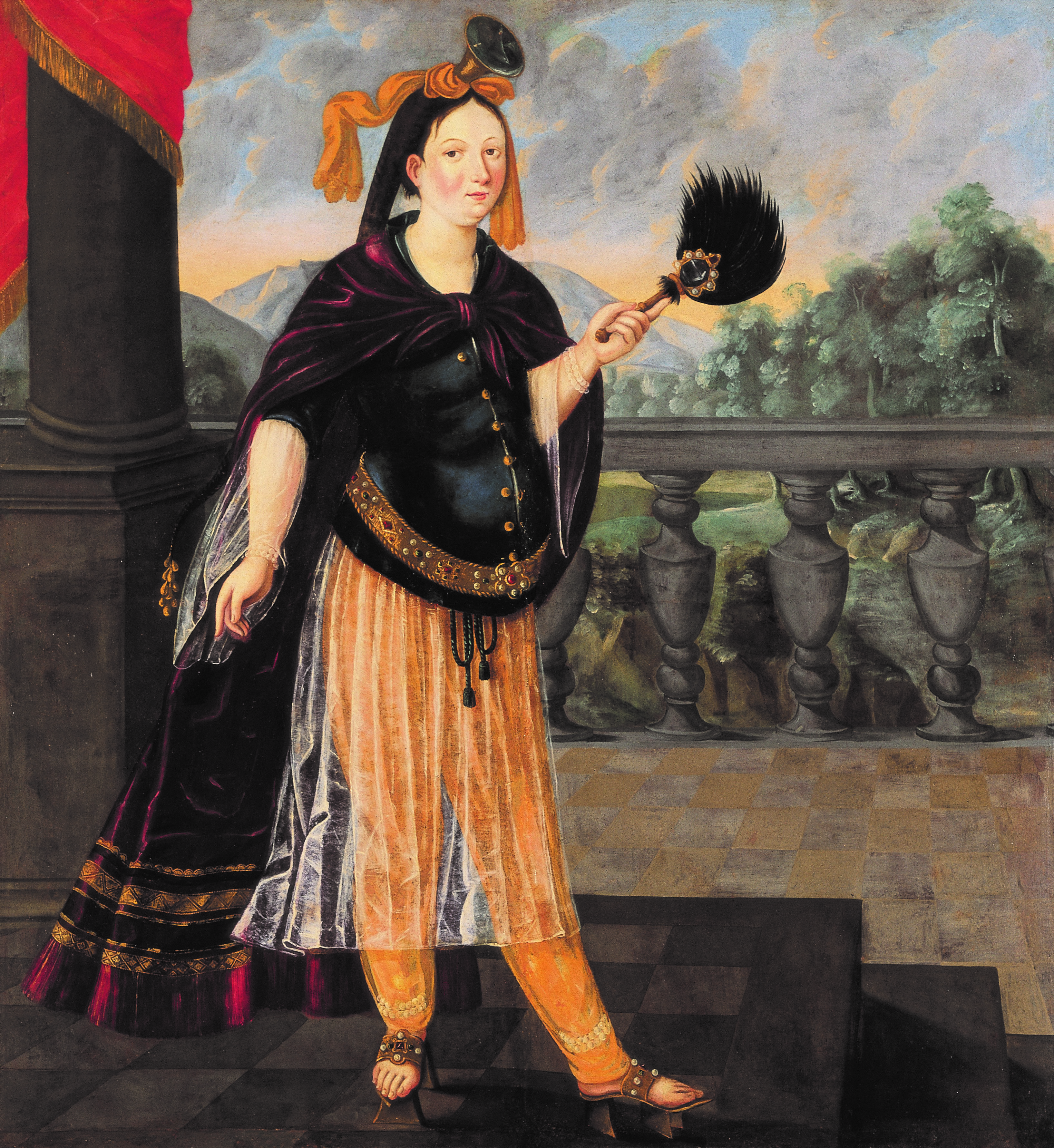
Кримськотатарська принцеса. Європейська гравюра.
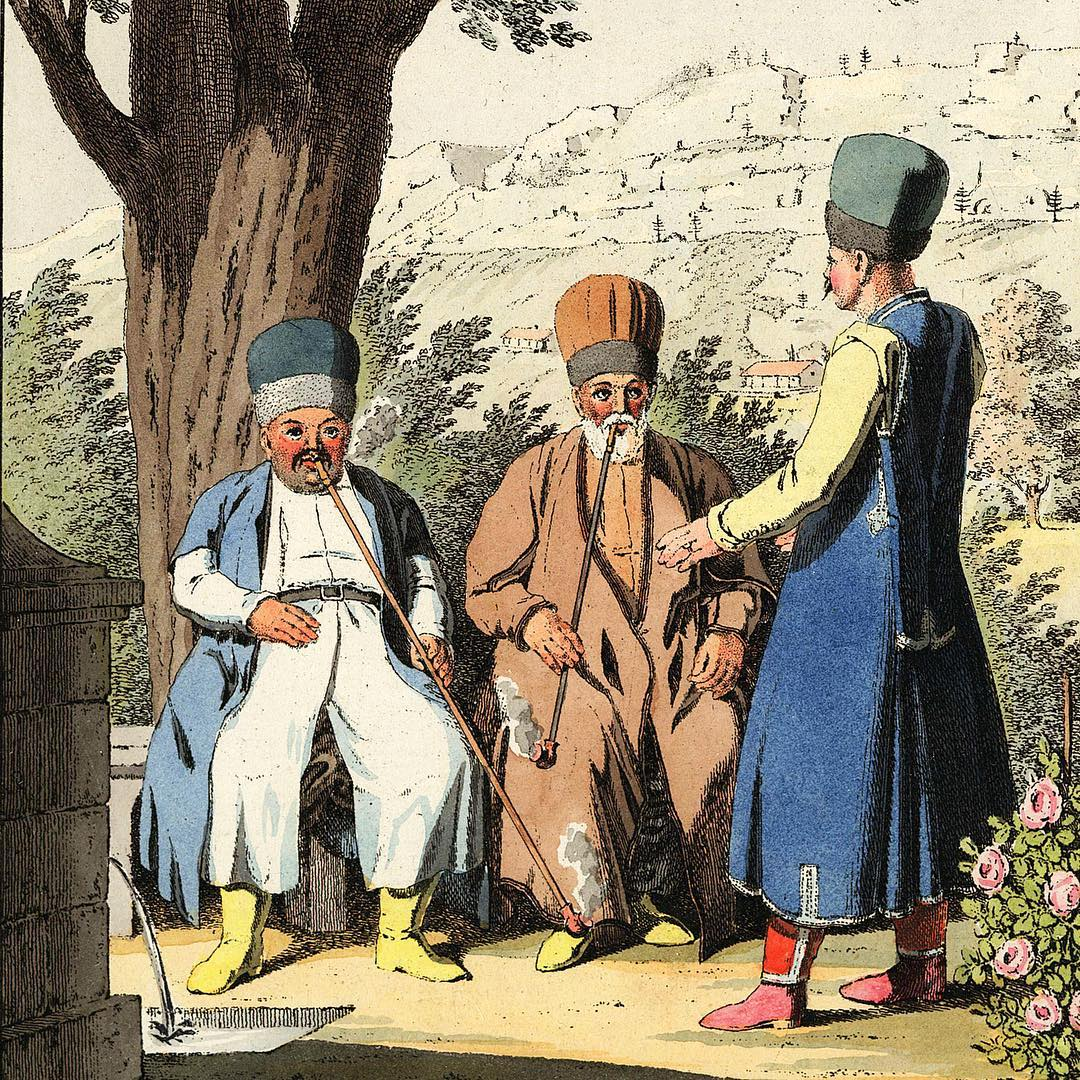
Кримськотатарські мурзи та юнак поблизу Бахчисарая.
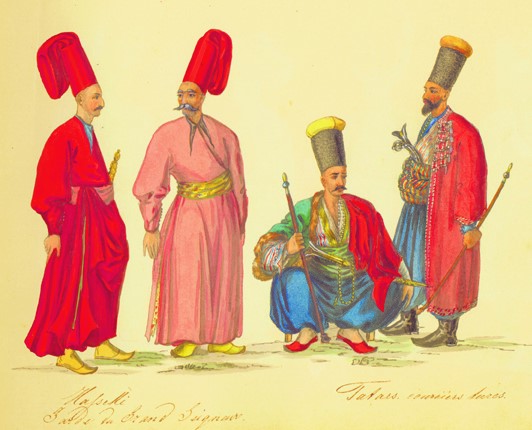
Кримські татари (праворуч).
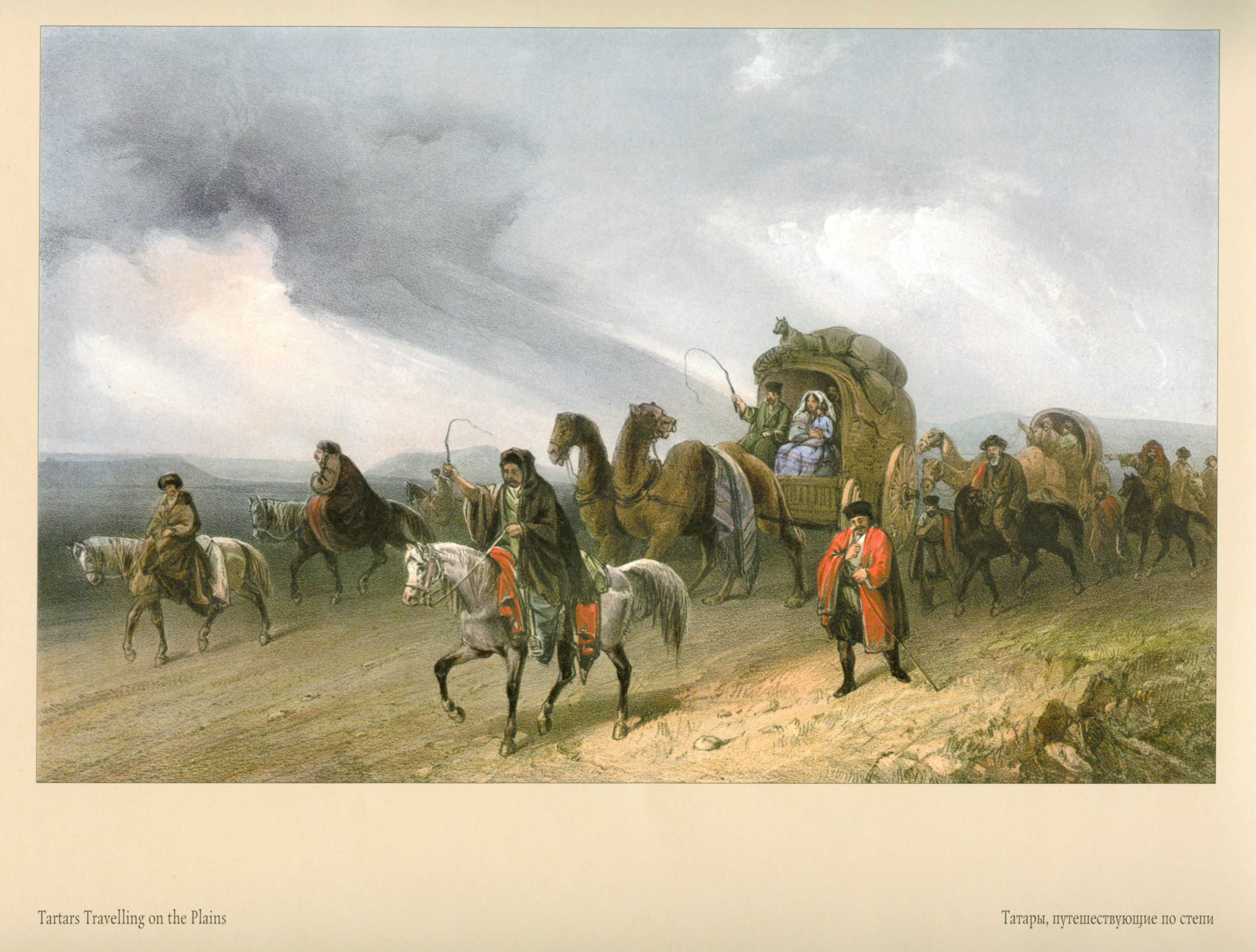
Кримські татари, мандруючи степом.
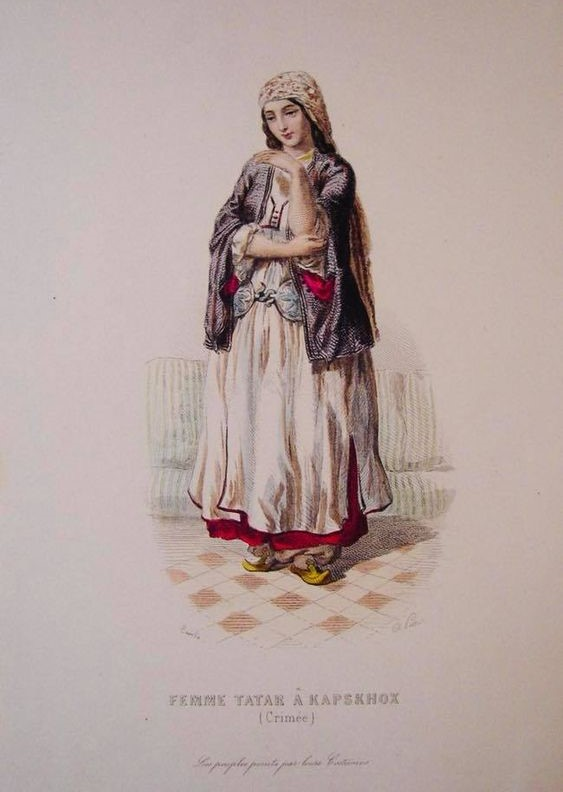
Кримська татарка з Капсихора.
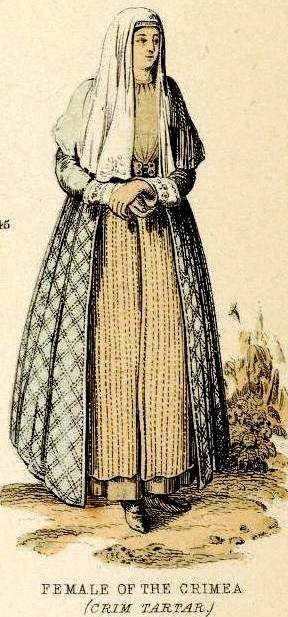
Кримська татарка.
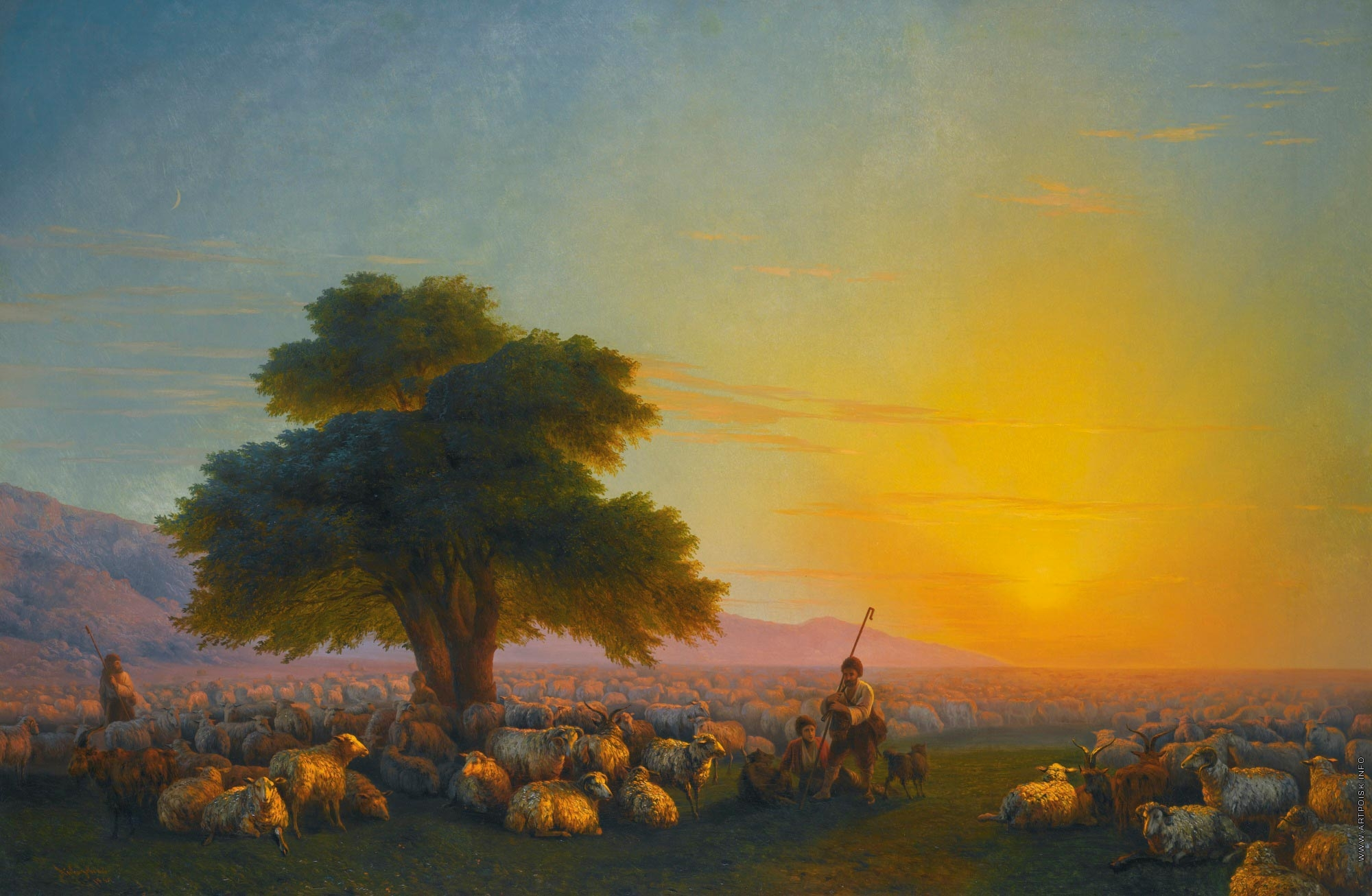
Кримськотатарські пастухи.

Найбільші міста Кримського ханства
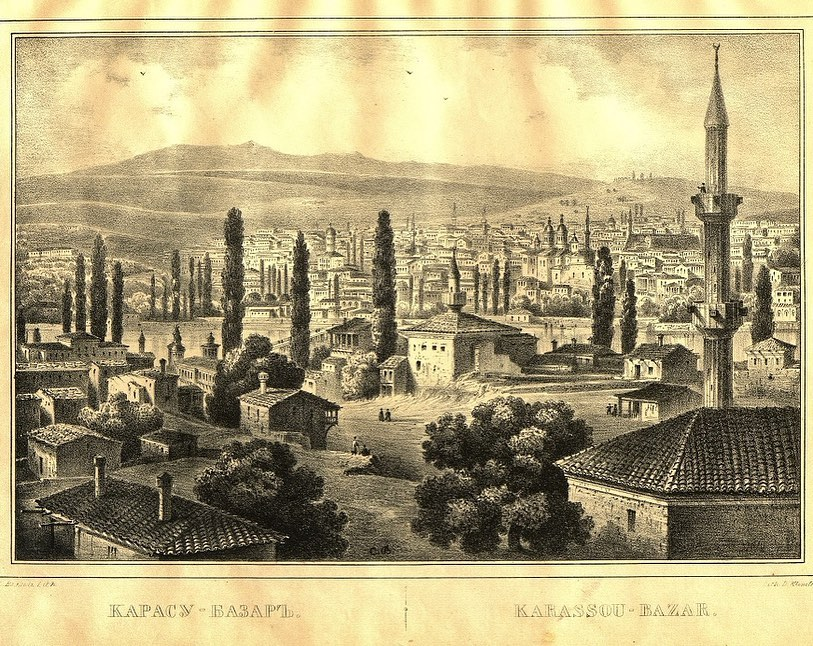
Карасубазар.
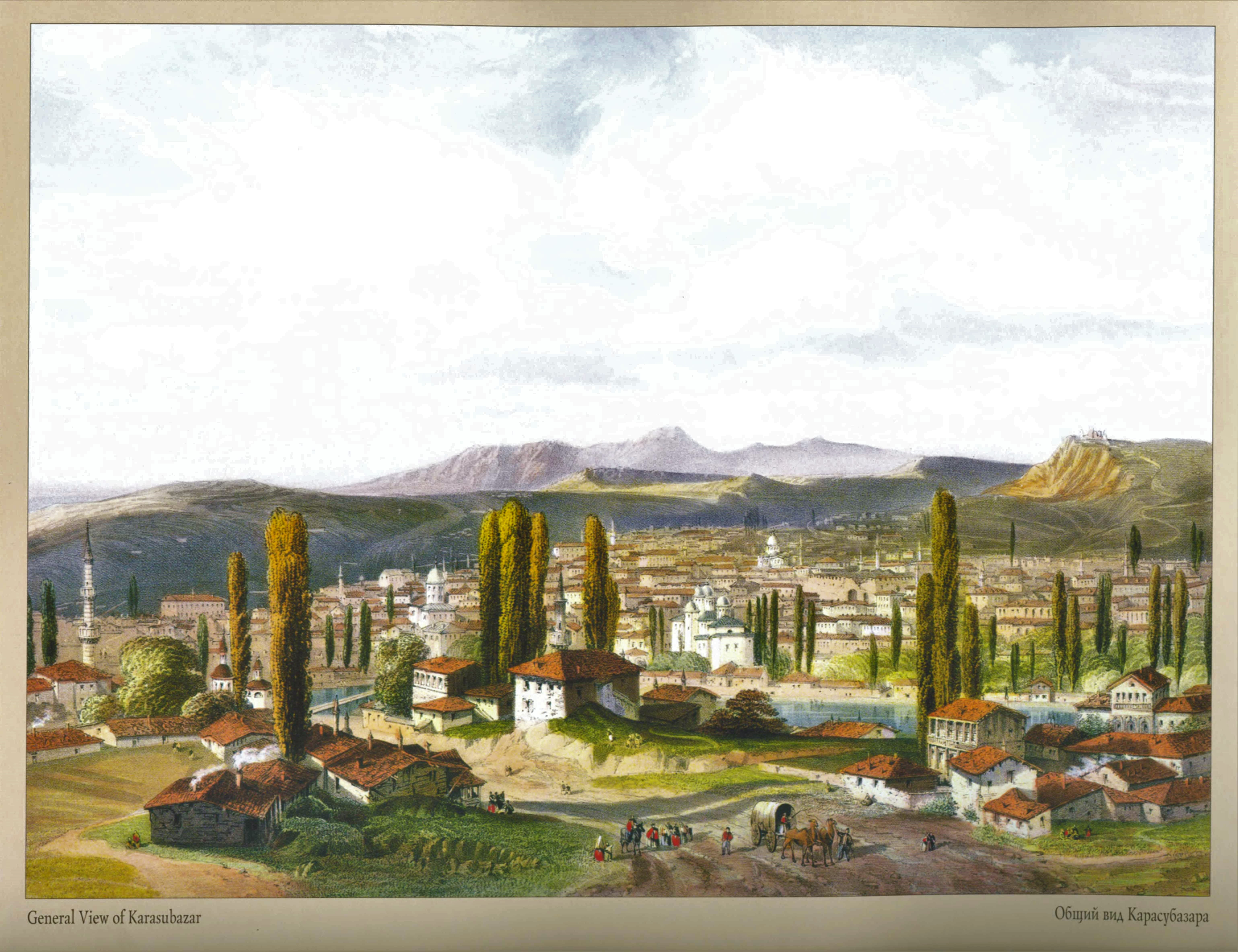
Карасубазар.
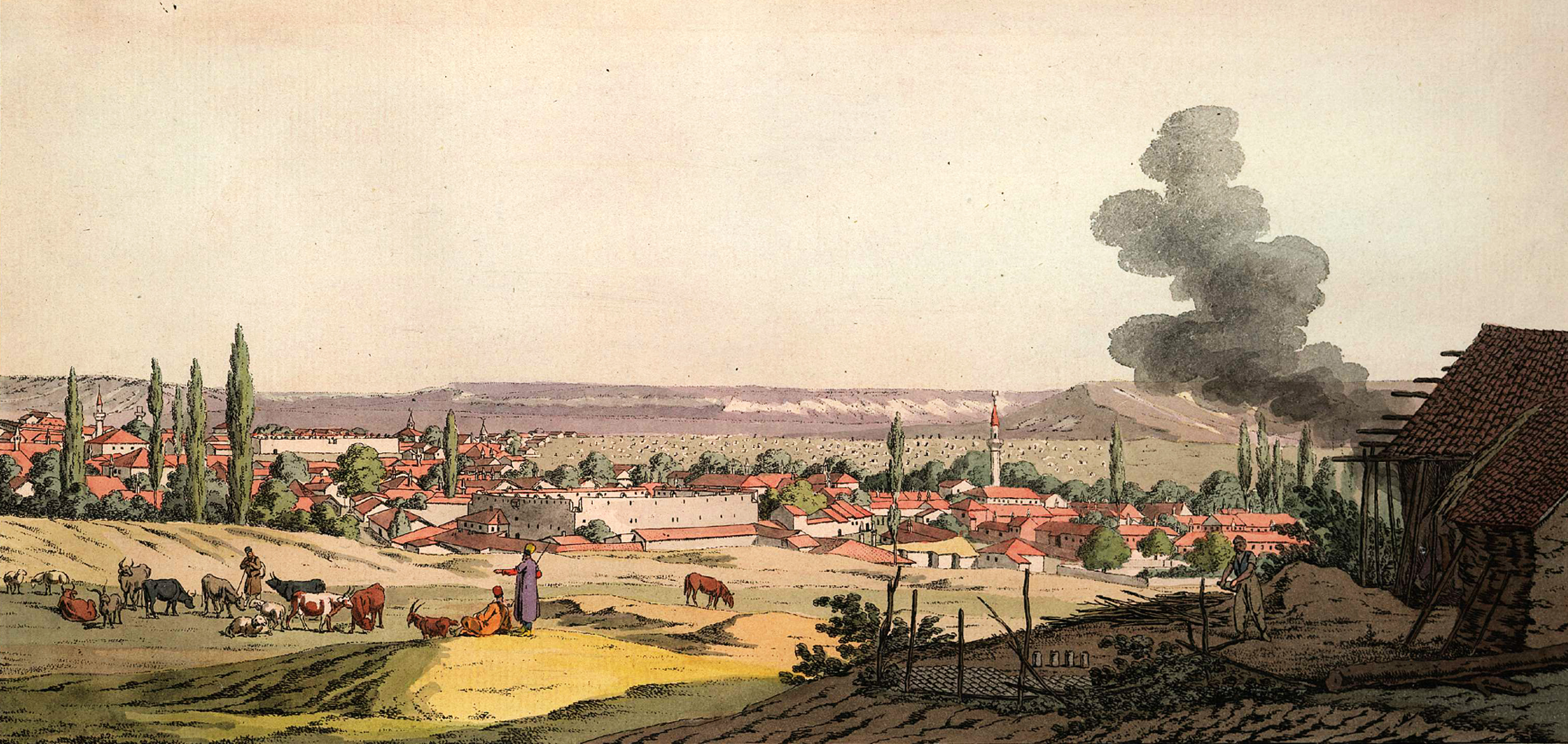
Вид на східну частину Карасубазара, поруч два Караван-сарая.
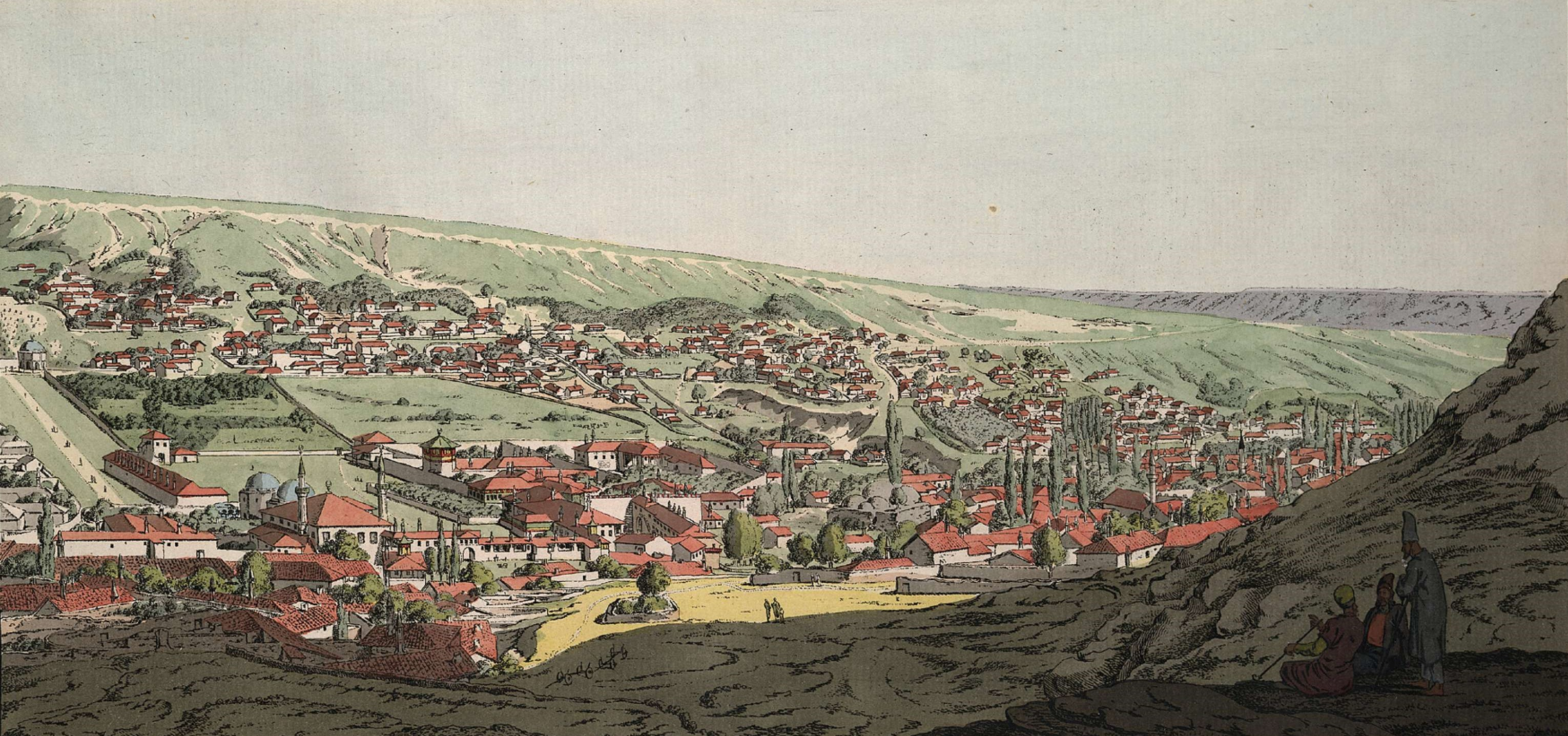
Частина Бахчисарая.
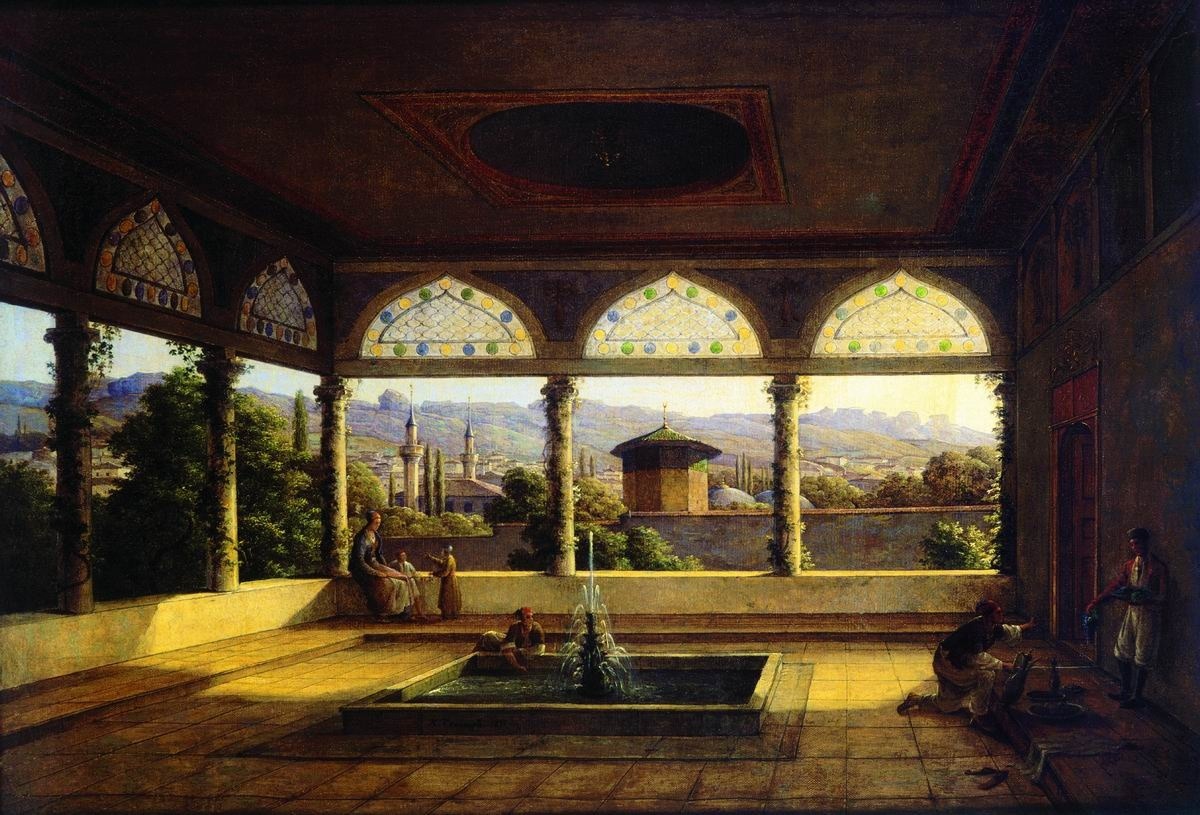
Бахчисарайський палац
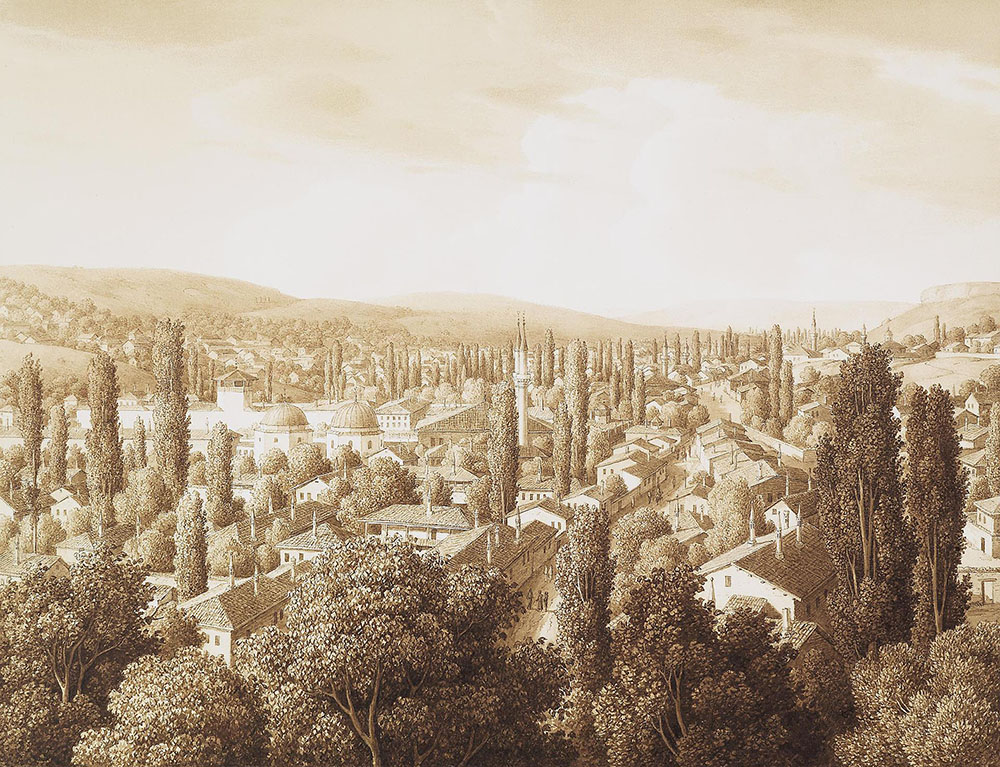
Вид Бахчисарая.
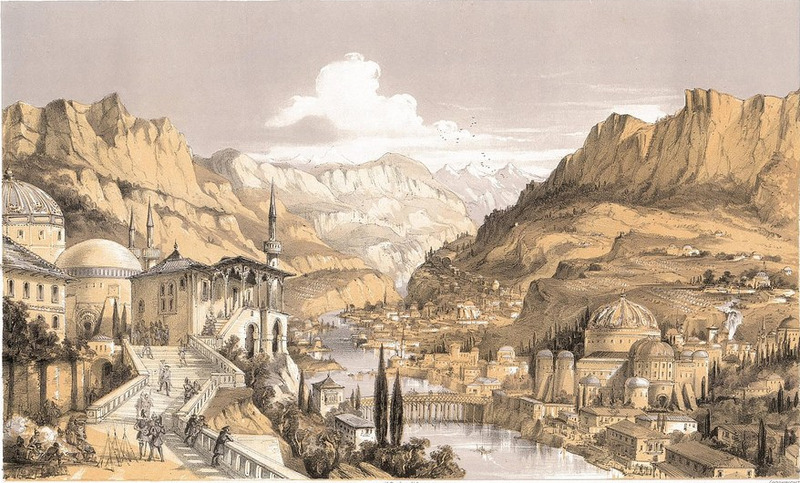
Бахчисарай
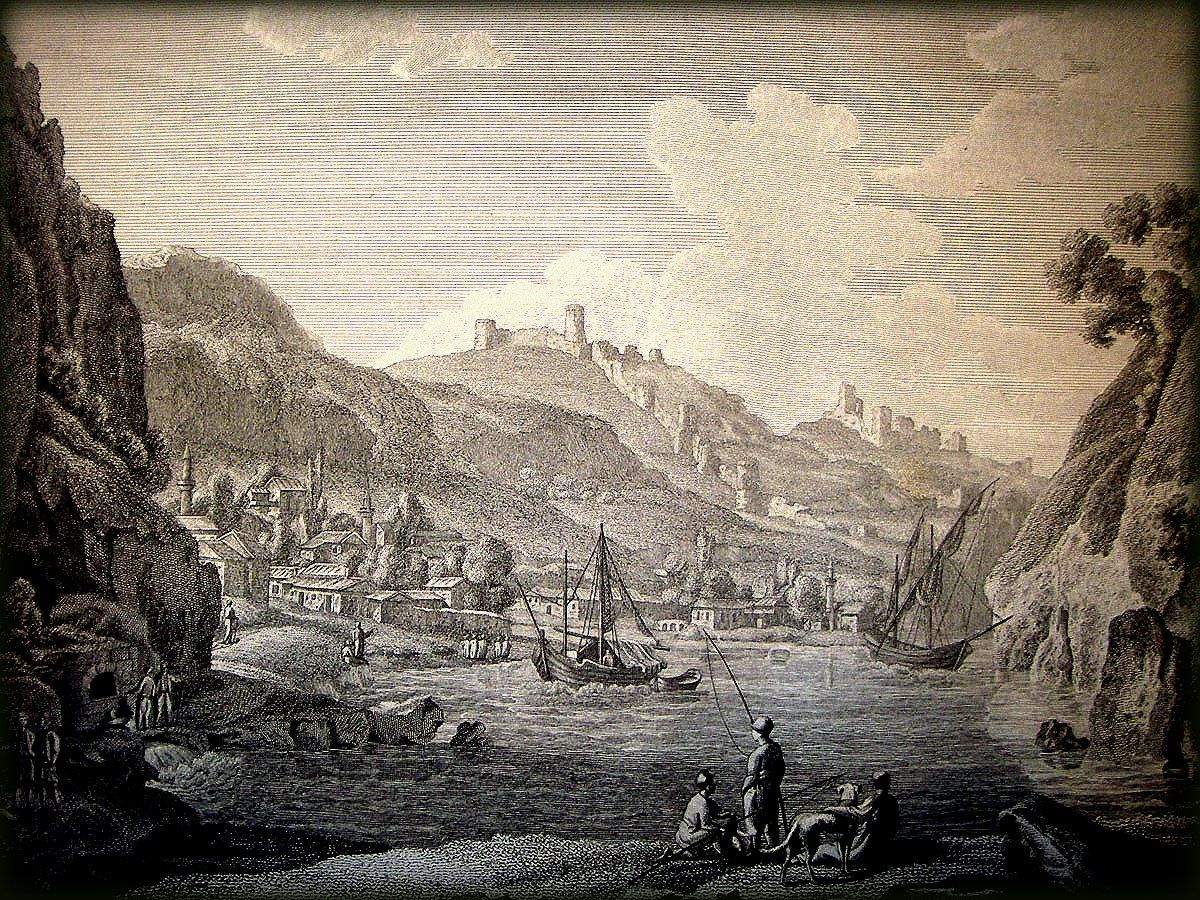
Балаклава
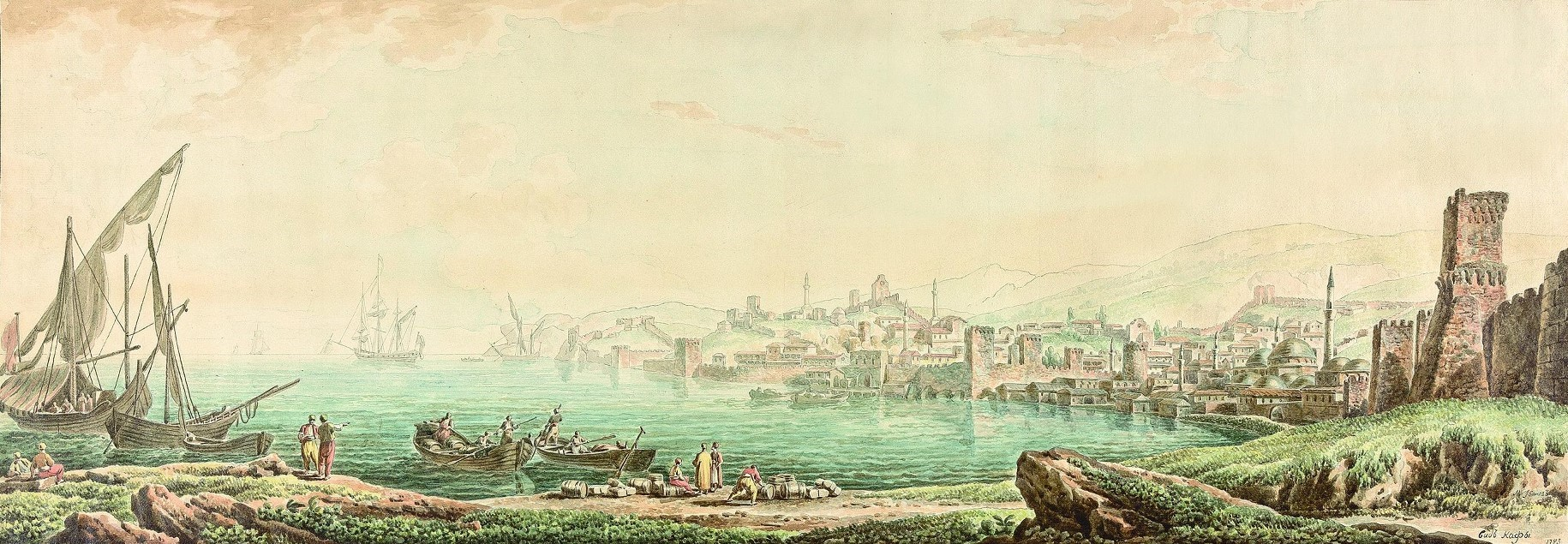
Каффа
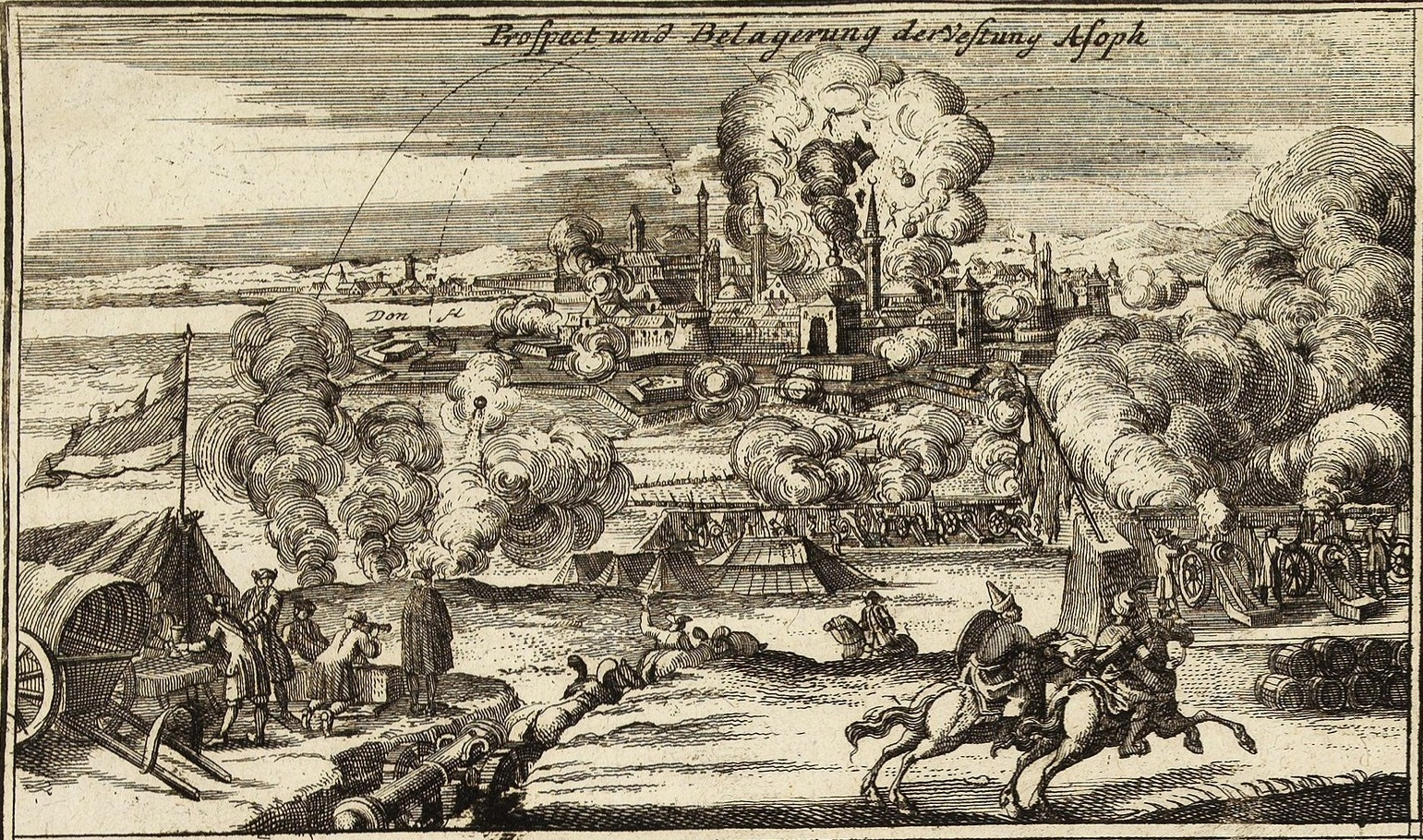
Штурм Азака
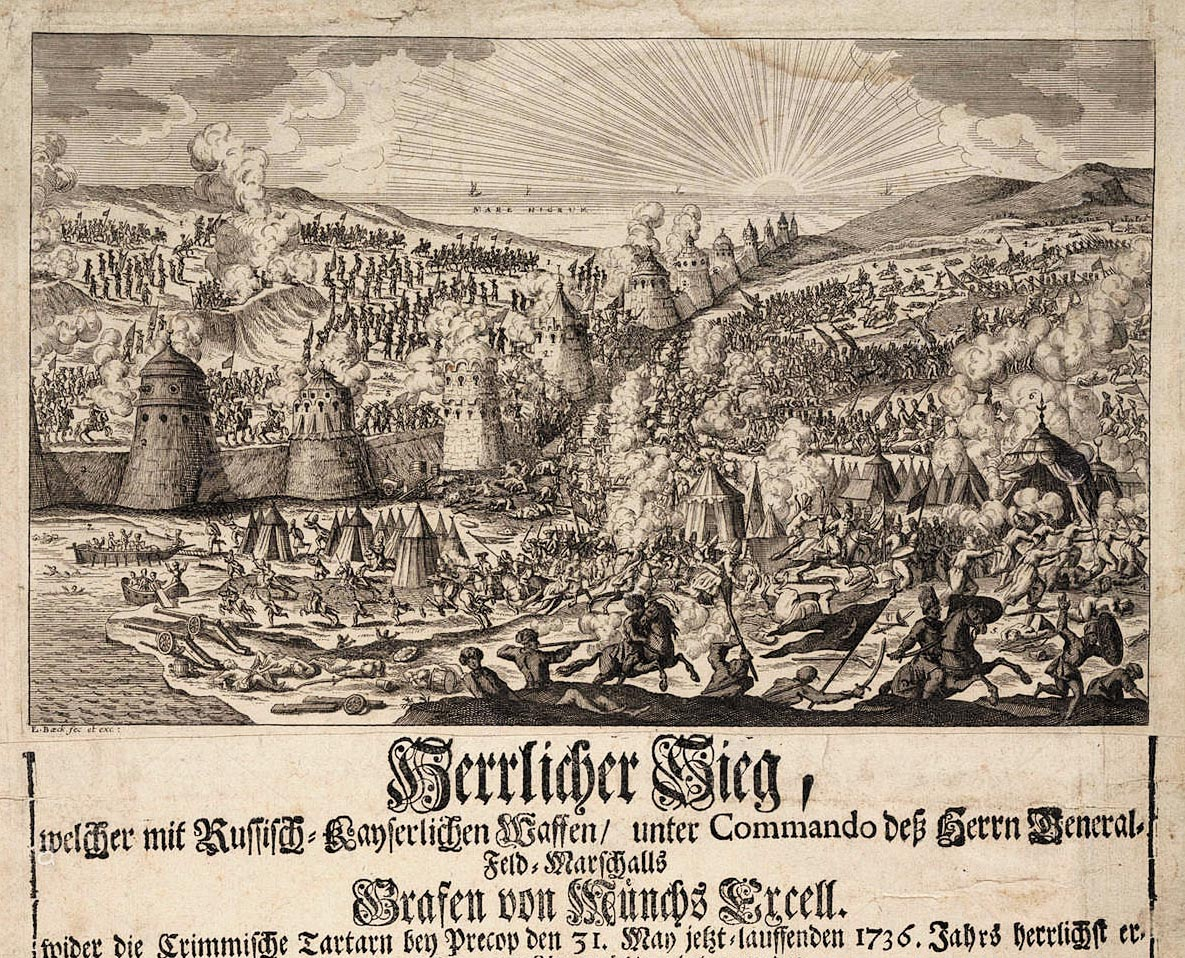
Штурм кримськотатарської фортеці Перекоп.

## Населення

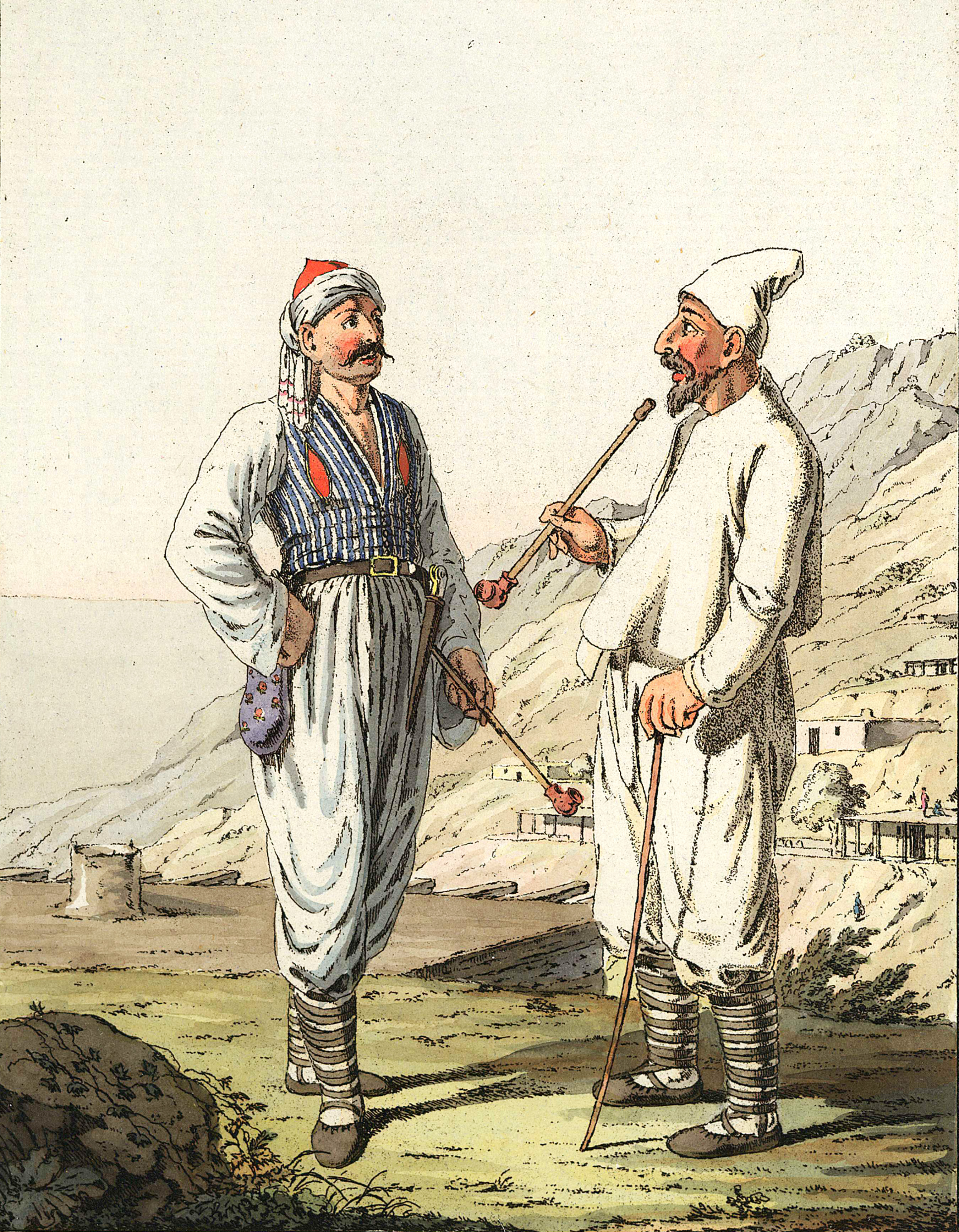
Кримські татари (XVIII ст.)

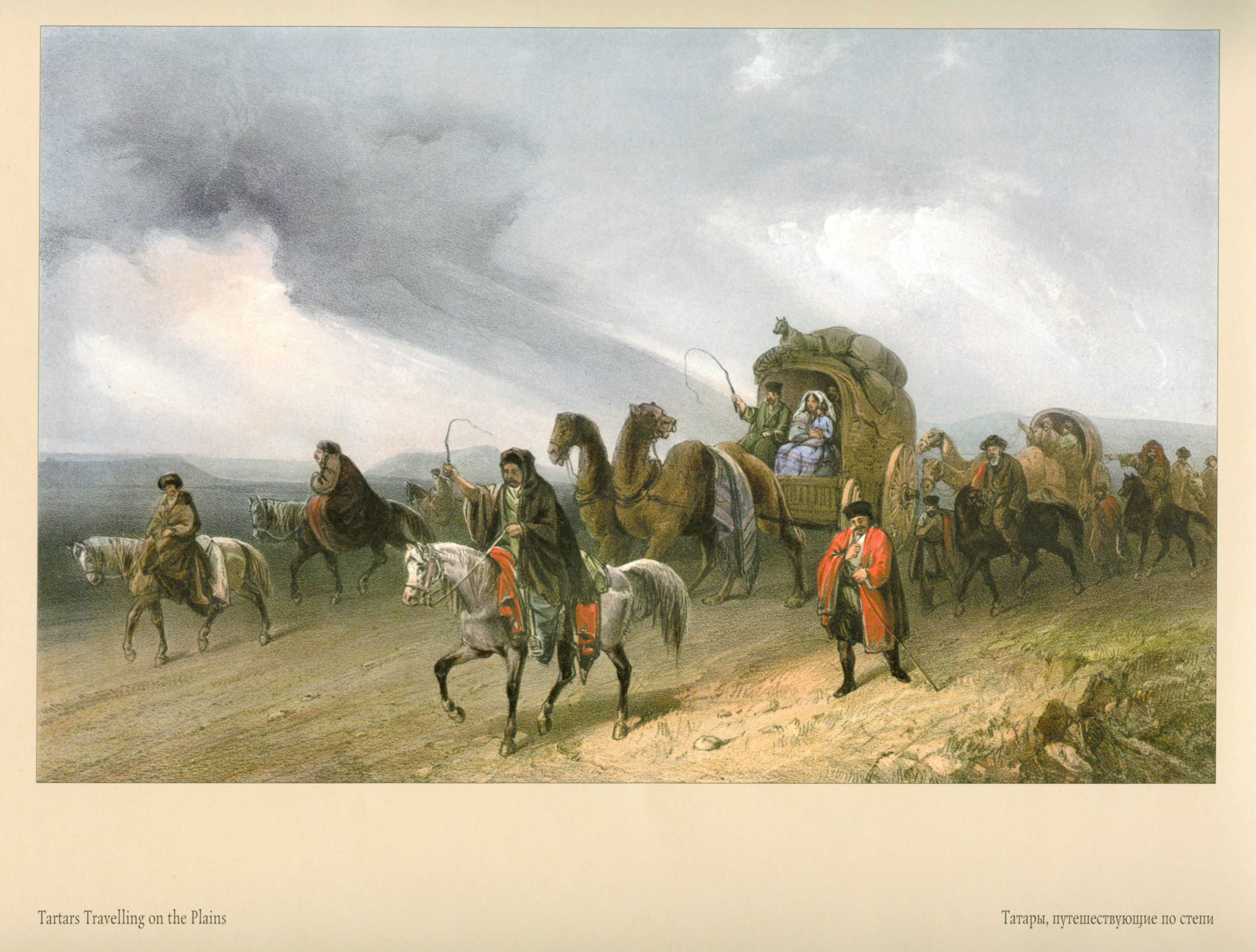
Татари, що мандрують степом.

Населення Кримського ханства було етнічно строкатим: кримські татари, ногаї, кримчаки, караїми, черкеси, готи, греки, вірмени та інші. Абсолютну більшість становили кримські татари. Панівною релігією був іслам суннітського толку. У місцях компактного проживання греків та вірмен діяли християнські церкви. Згідно з даними консула Франції при Кирим Ґераї барона Тотта, загальна кількість населення Кримського ханства у 1767 році становила 4 млн осіб. Згідно з «Подорожніми записками» російського академіка Василя Зуєва, у 1760-х роках Кримський півострів був дуже багатолюдним й нараховував близько 1200 сіл. Проте після російських вторгнень, станом на 1782 рік, населення Криму скоротилося на дві третини, так що «нині куди не поїдеш, всюди зустрічаються одні лише руїни великих слобід і пустирі колишніх сіл». Мешканці півострова, що колись вільно жили на території ханства, стали біженцями, подавшись до Абхазії й Черкесії. Ті, що прийняли нову російську владу, були частково переселені в «російські місця». За правління хана Шагіна (1777—1782) було проведено перепис населення.